# 神奈川中央交通
神奈川中央交通株式会社（かながわちゅうおうこうつう、英: Kanagawa Chuo Kotsu Co.,Ltd.）は、神奈川県平塚市に本社を置き、神奈川県を中心として、東京都、山梨県で営業する大手バス事業者である。通称は「神奈中バス（かなちゅうバス）」。神奈川県バス協会と東京バス協会の双方に加盟している。
小田急グループのうちの一社で、小田急電鉄の持分法適用会社である。その関係もあり、小田急線各駅の自動券売機などでは神奈中バスの指定区間が乗り降り自由な丹沢・大山フリーパスが発売されている。

## 概要
日本最大のバス事業者で、バス専業の事業者としても日本一の規模であり、日本のバス業界のリーダー的存在とされている。
川崎市臨海部や横浜市北東部、三浦半島、西湘・箱根を除く神奈川県の大部分の地域と町田市・多摩市・稲城市・八王子市の東京都南多摩地域を中心に路線バスや貸切バスの運行を行っているほか、東京ディズニーリゾート®への高速バス、
- 田村車庫・本厚木駅・東名大和～羽田空港
- 相模大野・町田バスセンター・南町田グランベリーパーク駅
- 橋本駅・相模大野・町田バスセンター・南町田グランベリーパーク駅～成田空港
- 茅ヶ崎駅・辻堂駅・藤沢駅・戸塚バスセンター～成田空港

への空港連絡バスを運行する。かつては東京駅・新宿駅からの深夜急行バス、横浜・町田・本厚木などから近畿地方各地や盛岡駅への高速バス路線の運行も行っていた（後述）。近年では都市間高速バスの運行にも力を入れている。

## 歴史
本節では、主にバス事業の歴史を中心として、関連事業についても適宜記述する。関連事業についてはグループ会社の節も、車両の歴史は車両の節を参照。

### 創業期
2009年現在の神奈川中央交通が主な営業エリアとしている神奈川県中央部に乗合自動車が走り始めたのは、1910年に佐藤某 が設立した合資会社による、厚木と平塚を結ぶ幌つき自動車による路線の開設に端を発する。これに続くように、1911年には相陽自動車が車両3両で秦野と平塚を結ぶ路線の運行を開始している。しかし、乗合馬車や人力車の方が安かったことや、道路が悪く運転技術も未熟だった こともあり、いずれも1年程度で廃業となっている。
第一次世界大戦後の好景気により、横浜市内ではまず賃貸自動車営業 が開始され、続いて兼営で乗合自動車の運行が開始された。1917年頃から個人営業による乗合自動車業が設立されはじめ、当時市街地として発展していた弘明寺を中心に、複数の乗合自動車が激しい乗客争奪戦を行ったが、無益な競争をやめて整理統合する機運が高まり、1921年6月5日に横浜市大岡町を拠点として相武自動車が設立された。これが神奈川中央交通の直接的な起源である。
相武自動車横浜市大岡町字樋ノ口（現在の横浜市南区通町）に本社を置き、野口貞一が代表者を務めた。弘明寺 - 大岡川村 - 本郷村 - 鎌倉町小町、弘明寺 - 日下村田中 - 屏風浦村杉田 - 横浜市滝頭町、鎌倉駅 - 逗子駅、逗子駅 - 六浦荘村三分瀬戸（1931年11月湘南乗合自動車（現在の京浜急行バス）に譲渡）、横浜市南吉田町 - お三の宮 - 引越 - 戸塚町旭町、鎌倉駅 - 長谷大仏前 - 藤沢駅などを運行していた。1923年9月の関東大震災の影響を受け社業が傾いたが、それでも同月横浜市八幡橋 - 横浜駅(現在の桜木町駅)の新線を開業させた。しかし、奏功せず1925年に横浜市八幡橋 - 横浜駅、鎌倉駅 - 逗子駅、鎌倉駅 - 藤沢駅各線の撤退を余儀なくされた。1928年梁瀬長太郎（ヤナセ創業者）が社長に就任。横浜市南吉田町 - 戸塚町旭町の路線の起点を横浜市吉野町に変更して再建に務めていた。
1920年に伊勢原自働車運輸が平塚と伊勢原市を結ぶ路線、1921年に秦野自動車が秦野と平塚を結ぶ路線の運行をそれぞれ開始した。同年に大谷仁三郎が橋本と田名村を結ぶ路線などの運行を開始し、厚木町の有力者は厚木と横浜を結ぶ路線を開設したのち、1923年に設立された中央相武自動車に営業譲渡した。ほかに片瀬自動車商会が厚木と藤沢を、鶴屋商会（鶴屋自動車商会とも）が厚木と戸塚を、結ぶ路線を開業するなど、1930年に10数社がバス事業を設立している。東海道本線の鉄道駅と大山道の宿場町を結んで開設された路線が目立つ一方、東京府におけるバス営業は、1934年に原町田乗合自動車が原町田と鶴川、淵野辺と小野路を結ぶ路線を開業させた。

### 自主統合の流れ
小規模なバス事業者の乱立は、結果的に競合による疲弊を招き、資本力のある事業者が小規模事業者を買収し合併することで、事業規模を拡大すると共に無益な競合を解消する気運が現れ始めた。こうした自主的な統合という方向性は、1931年に公布された自動車交通事業法の目的である「交通企業の合理化と交通事業の統制」にも叶うものであった。
1928年（昭和3年）に、伊勢原の伊勢原自働車運輸が同じく伊勢原を拠点としていたサンエキ自動車と合併して伊勢原サンエキ自動車と改称して、1932年（昭和7年）に伊勢原自動車へ社名を変更した。1931年（昭和6年）2月17日に江之島自動車、片瀬自動車商会、鵠沼自動車が合併して設立 された藤沢自動車は、藤沢近辺にとどまらず、厚木・津久井方面まで沿線事業者と合併の上規模を拡大した結果、1937年（昭和12年）には、営業キロが約300キロメートルで車両数約60台を有する大手事業者となり、同年6月25日に同社は京王電気軌道の傘下となる。その一方、藤沢自動車と競合する相模鉄道は自社の相模線を擁護するため、1935年に大谷仁三郎の個人経営だった橋本・渕野辺から田名にいたる路線を譲受し、1936年（昭和11年）に愛高自動車商会の厚木と上溝を結ぶ路線を買収し、沿線を自社バス路線の営業エリアとした。また同年には東京新宿に拠点を置く関東乗合自動車が原町田乗合自動車を合併している。
1936年横浜市の相武自動車も同年12月28日鶴屋商会と戸塚自動車商会を合併して翌年1月12日に相武鶴屋自動車と改称した。相武鶴屋自動車は1938年5月10日に東京横浜電鉄の傘下に入り、すでに東横傘下に入っていた中央相武自動車を1939年（昭和14年）6月16日に合併して東海道乗合自動車と改称し、主に東海道本線沿線へ路線を展開した。1941年（昭和16年）12月15日に東横系となっていた関東乗合自動車の町田営業所を継承し、同じく東横傘下になっていた江ノ島電気鉄道の茅ヶ崎・平塚の2路線を譲受した。1942年に同じく東横系となっていた秦野自動車を合併した。
この時期までに東海道乗合自動車へ譲受されたバス事業の概要は以下の通りである。
鶴屋商会1919年（大正8年）5月開業。戸塚駅 - 長後 - 用田 - 相模厚木駅、長後 - 相模大塚駅、長後 - 桜株 - 大和駅、戸塚駅 - 長沼、戸塚駅 - 藤沢駅、藤沢駅 - 深沢 - 長谷大仏前間の乗合自動車を運営。大木敏行が代表者を務めていたが、大木は相武自動車の横浜市吉野町 - 戸塚町旭町の路線を入手すべく相武自動車の梁瀬社長と交渉。1931年（昭和6年）11月7日に梁瀬から相武自動車ごと経営を引き継いでいた。
戸塚自動車商会1928年（昭和3年）4月1日相沢今朝一が開業。戸塚駅 - 岡津 - 阿久和間の乗合自動車を運営。1933年（昭和8年）10月1日合資会社設立。1934年（昭和9年）6月20日鶴屋商会の大木敏行が経営に参加し、1936年（昭和11年）5月11日には経営権を獲得していた。
中央相武自動車1923年（大正12年）3月17日設立。横浜 - 鶴ケ峰 - 川井宿 - 長津田辻 - 鶴間駅 - 厚木間の乗合自動車を運営。1936年（昭和11年）4月20日に玉川電気鉄道の傘下会社である目黒自動車運輸が買収し、同社社長の志保沢忠三郎が社長に就任したが、同年10月13日に東京横浜電鉄が玉川電気鉄道を傘下に収めた事に伴い、1937年（昭和12年）12月20日に中央相武自動車も東京横浜電鉄の傘下に入ることになり、東京横浜電鉄の経営下に移った。
秦野自動車1920年（大正9年）9月三武鉄太郎が秦野自動車商会を興し、秦野 - 金目 - 平塚間を開業。1921年（大正10年）8月24日原慶太郎等が会社を設立。9月1日、秦野自動車商会の路線を継承したほか、秦野 - 二宮間を開業。その後秦野を中心に秦野 - 田原 - 菩提間、秦野 - 蓑毛間、秦野 - 比奈窪間、秦野 - 真田間、平塚 - 二宮間を開業。1936年（昭和11年）9月小室半蔵経営の路線（秦野 - 菩提間。1927年12月25日開業）を譲受。1938年（昭和13年）7月湘南軌道の乗合バス路線（秦野 - 二宮間。1929年8月14日開業）を吸収。1939年（昭和14年）11月16日に東京横浜電鉄の傘下に入った。1942年（昭和17年）2月13日、東海道乗合自動車に合併。
関東乗合自動車1931年（昭和6年）12月25日設立。新宿駅 - 小滝橋 - 新井薬師口間と小滝橋 - 椎名町間を運行していたが、1936年（昭和11年）12月22日に原町田乗合自動車（同年4月に設立された会社で、1921年（大正10年）9月より野渡太助が運行し、後に平井実造が経営していた路線を承継。）を合併することにより、現在の町田市内にも営業基盤を有することになった。しかし、運営上不便だったため、東海道乗合自動車へはこの原町田営業所（原町田駅 - 図師間、原町田駅 - 瀬谷駅間、新原町田駅 - 小野路間）を譲渡した。
江ノ島電気鉄道1931年7月11日、競合関係にあった鎌倉江ノ島乗合自動車商会（1929年（昭和4年）6月2日開業）より江ノ島 - 鎌倉間の営業権を譲受して10月10日に営業再開（これ以前に、1927年から1929年まで辻堂地区で乗合自動車業を行っていたが、廃業していた）。1934年（昭和9年）9月1日、藤沢自動車より片瀬 - 藤沢間譲受。1935年（昭和10年）5月26日、岩崎清一より茅ヶ崎市内の路線（1930年（昭和5年）4月30日開業。茅ケ崎駅南口 - 魚市場間、茅ケ崎駅北口 - 南湖院間）および平田忠心より平塚市内の路線（1926年（大正15年）2月1日開業。平塚駅表口 - 海岸循環ほか4路線）を譲受。東海道乗合自動車へは、まずこの茅ヶ崎・平塚線を譲渡した。

なお、東海道乗合自動車は鎌倉市より南の三浦半島地区で営業していた湘南半島自動車と日本自動車道にも統合を持ちかけたが、親会社の京浜電気鉄道が反発し議論は不調に終わる。結局湘南半島自動車が日本自動車道を吸収合併した後、京浜電気鉄道を経て東京急行電鉄に組み込まれた。

### 戦時統合へ
戦時体制に入ると、陸上交通事業調整法の公布により、バス事業者は極力統合する方向となった。1942年に東京横浜電鉄は京浜電気鉄道と小田急電鉄を統合して東京急行電鉄（東急）となっていたが、東急は1943年に藤沢自動車の経営権を京王電気軌道から譲受して傘下に収めた上で、伊勢原自動車を買収した。一方、1942年には陸運統制令に基づく鉄道省通牒により強制統合が進められる事となったが、この時に神奈川県では横浜市・相模・地区外という3ブロックに分けられることとなった。この時、町田地区は東京の調整区域から外されて相模ブロックに編入されることになった。相模ブロックの統合主体は東海道乗合自動車が選定され、1944年（昭和19年）5月31日に東海道乗合自動車は藤沢自動車と伊勢原自動車を合併して、6月16日に神奈川中央乗合自動車に商号を変更した。

なお、江ノ島電気鉄道のバス路線については、既に一部の路線が東海道乗合自動車に譲渡されており、残った路線も1944年までには全ての路線が運休となっていたことから、事実上のバス事業廃止となり、11月28日に神奈川中央乗合自動車に譲渡された。この時点では相模鉄道のバス部門はそのままであったが、既に相模鉄道自身も東急の傘下にあった上、鉄道線が国鉄に買収され、神中線も東急に経営委託（事実上の統合）していたため、鉄道業における実体がなくなっていた。同社バス部門も江ノ電と同日の1944年11月28日に神奈川中央乗合自動車に譲渡された。この時点で相模ブロックの統合が完了したのである。
この時期までに統合されたバス事業の概要は以下の通りである。
伊勢原自動車1920年（大正9年）3月6日に米田精一郎が伊勢原自働車運輸を設立。1923年（大正12年）12月須馬自動車を、1924年（大正13年）9月青木芳利経営の路線（太平自動車。平塚 - 二宮間）をそれぞれ吸収して業容を拡大。一方、同じ伊勢原に1926年（大正15年）8月29日山田永三等がサンエキ自動車を設立し、平塚 - 伊勢原、伊勢原 - 大山間を開業する。1928年（昭和3年）2月5日両社が合併のため解散して、伊勢原サンエキ自動車を新設。。1932年（昭和7年）9月伊勢原自動車と商号を変更。1935年（昭和10年）12月旭自動車（1928年12月5日開業。平塚駅 - 二宮駅間、公所 - 片岡間）を、1937年（昭和12年）10月中井自動車（1927年（昭和2年）11月18日開業。二宮駅 - 比奈窪 - 鴨沢間）と上倉定吉の上倉自動車（1927年（昭和2年）7月26日開業。国府津駅 - 小竹間、国府津駅 - 鴨宮駅間）をそれぞれ吸収。1938年（昭和13年）3月には秦野自動車より平塚 - 二宮間と平塚 - 須賀間を譲受していた。
藤沢自動車1931年（昭和6年）2月17日に設立。同年6月片瀬自動車商会（大正9年（1920年）9月土屋忠要が開業）と鵠沼自動車を統合。同年7月17日江之島自動車（大正8年6月28日設立。同年7月開業）を合併。以降、県央地区（高座郡・愛甲郡・津久井郡）の事業者を悉く買収・併合して統合 する。まず、同年12月31日相模自動車（1920年（大正9年）8月10日中野再五郎が設立。本社・厚木。厚木 - 平塚間、厚木 - 半原間、半原 - 八王子間）を合併。翌1932年（昭和7年）10月には寒川自動車商会（1924年（大正13年）7月開業。寒川駅 - 用田間）の路線を、1934年（昭和9年）3月16日には梅沢馨児（津久井自動車商会。橋本 - 青山 - 鳥屋間、青山 - 前戸間。1925年（大正14年）12月開業）の路線をそれぞれ譲受。1937年（昭和12年）6月25日には京王電気軌道（現在の京王線の母体）の傘下となるも、京王の資金力をバックに統合を続け、同年12月茅ヶ崎自動車（1929年（昭和4年）8月30日会社設立。翌1930年（昭和5年）3月22日、篠田富吉経営の路線（茅ヶ崎 - 寒川一の宮間、茅ヶ崎 - 平塚間。1924年（大正13年）3月開業）を継承）の路線を譲受。1939年（昭和14年）5月には七沢温泉自動車商会（海老名 - 厚木 - 七沢間。1928年（昭和3年）5月岩田敬一が開業。1931年（昭和6年）3月10日合資会社設立）、万便社自動車商会（厚木 - 煤ヶ谷 - 宮ヶ瀬間。1926年（大正15年）3月山田永三が開業した路線を1931年（昭和6年）1月14日に継承）、桜井伊勢（茅ケ崎駅北口 - 遠藤間。1930年（昭和5年）2月2日開業の小出村営バスを1935年（昭和10年）9月に払い下げ）、山田忠次（相北自動車商会。三増 - 箕輪辻 - 厚木間。1924年（大正13年）10月開業。1933年（昭和8年）3月、大谷仁三郎より半原 - 箕輪辻 - 小沢 - 田名間を譲受）の各路線を譲受。1940年（昭和15年）9月、八王子中央自動車（川尻村（現・相模原市緑区）久保沢向原 - 八王子市旭町間。1925年（大正14年）11月開業）の路線を譲受。1943年（昭和18年）9月八木屋自動車（鈴木勇三経営。相模中野 - 与瀬 - 藤野 - 上野原間、与瀬 - 千木良間、藤野 - 上沢井間。1926年（大正15年）8月1日開業し、1941年（昭和16年）2月には戸高小きくが1931年（昭和6年）12月に開業した与瀬 - 勝瀬間を買収）の譲受で、南は藤沢 - 平塚から厚木・相模原を経て北は八王子 - 上野原までに至る神奈川県を縦断する路線網を築き上げた。
相模鉄道1935年（昭和10年）12月24日、大谷仁三郎経営の淵野辺 - 上溝 - 田名間と田名 - 橋本間の乗合自動車業を承継して開業。1936年6月9日、愛甲自動車商会（今福亀吉経営。1925年（大正14年）2月1日開業）より上溝 - 厚木間の路線を譲受。1941年6月30日、東京横浜電鉄の傘下に入り、1943年4月1日、神中鉄道（現在の相鉄本線の母体）を吸収合併するが、1944年6月1日、本来の鉄道路線である茅ケ崎 - 橋本間が国家買収される（現在のJR相模線）。従って同社は現在の相鉄ホールディングスと同一企業であるが、この時神奈中に編入されたバス路線と現在の相鉄バス（1950年6月20日、横浜市内で改めて開業）は全くの無関係であり別物である。
1945年には空襲に備え、本社事務所を伊勢原に疎開移転した。

### 戦後の復興
神奈川県中央部は、横浜・川崎と比較すると戦災による路線の被害は少なかったが、戦後の輸送量増加においては車両不足が顕在化した。このため、1946年（昭和21年）に神中自動車工業秦野工場を買収し、自社で車両再生を行った。また車両不足から運休に追い込まれていた横浜市内の一部路線を再開するため、東京急行電鉄とともに横浜市交通局と臨時運転契約を結んだ。
1948年（昭和23年）、戦時統合により巨大な鉄道事業者となっていた東京急行電鉄（大東急）から、小田急電鉄・京浜急行電鉄・京王帝都電鉄（現・京王電鉄）が分離したが、合併前は小田急の路線であった井の頭線が京王の所属となり、その代わりとして箱根登山鉄道（現・小田急箱根）とともに神奈川中央乗合自動車が小田急電鉄の傘下に入る事になった。

なお同じ小田急グループの他のバス会社は当時まだ小田急電鉄とは無関係の独立会社であった。小田急バスは旧社名を武蔵野乗合自動車といい、小田急の傘下に入るのは神奈川中央乗合よりも後の1950年（昭和25年）である。立川バスは戦前、南武線を運営していた南武鉄道（現・太平洋不動産）の子会社で、1954年（昭和29年）に小田急グループ入りした。また、東海バスが小田急グループに入るのは、それから20年近く後の1971年（昭和46年）である。
同年にはディーゼルバスの導入を開始、戦時中は休止していた貸切バス事業も再開している。

この時期、江ノ島電気鉄道（現在の江ノ島電鉄）では自社鉄道線の擁護を目的として、かつて江ノ電が経営していたバス路線の買収を図った。交渉の難航はあったものの、五島慶太の斡旋によって買収が決定、1949年6月に藤沢・鎌倉・大船・弘明寺地区の路線の一部が江ノ電に譲渡された。
1951年6月には社名を神奈川中央交通に変更した。1953年には本社を平塚市に移転した。沿線住民や利用者からは、この時期から「神奈中」という通称で呼ばれるようになった。本項でも、以下神奈川中央交通を「神奈中」と表記する。

### 経済成長期

#### 1960年代・団地輸送の増強と拡大
1950年代後半に入ると、人口増加地域である神奈中エリアの通勤需要は増加の一途を辿る。特に東海道線沿線の鉄道フィーダー輸送の必要性が高くなっていたことから、1953年（昭和28年）に藤沢駅と横浜駅を結ぶ路線を15分ヘッドで運行し、急行便も新設した。その後、国府津駅までの鉄道と並行する路線も同様に運行便数の充実を図り、さらに各鉄道駅から住宅地への路線を新設して鉄道との連携輸送を行った。同様に人口が増加していた小田急沿線からの路線も拡充し、町田地区では道路改良と共に次々と路線新設を行った ほか、宮ヶ瀬（清川村）や青根（相模原市緑区）などの山間集落にも路線を展開した。1956年までの3年間に導入した車両数は126台となり、約90系統が新設されている。1958年（昭和33年）には京王帝都電鉄や小田急バスとの相互乗り入れという形態で東京都内にも路線拡大を展開、調布市や関戸、吉祥寺駅へも乗り入れた。一方、横浜市内では横浜市交通局や相模鉄道との路線免許申請の競合が多くなったが、1960年頃からは各社で申請前に協議することになり、1962年には3社で運輸協定を結んだため、以後競願による認可の遅れという事態は回避されることになった。
これらの路線規模の拡大と共に営業拠点の新設も行われ、1957年からの5年間で233台もの車両増備が行われた。1963年以降は、町田・横浜地区並びに小田急沿線での大規模団地造成と共に大幅な輸送力増強を迫られた。これに対応するべく車両の増備が急速に進められ、1970年に路線バスの保有台数は1,000台を超え、営業所を郊外へ移転すると同時に敷地面積も拡大するという手法がとられた。
この時期、神奈中では関連事業の拡大にも着手している。1959年4月には湘南平にレストハウスを建設、これにあわせて同年8月17日には神奈中商事を設立した。1962年からはスーパーマーケット「神奈中ストア」を開業し、沿線各地への店舗展開を行ったほか、クリーニング業にも着手した。また、1964年7月からはボウリング場の建設を進め、最盛期には沿線に11店舗にまで拡大した。1967年から不動産業にも進出、鎌倉市・二宮町などで宅地分譲を行った。

##### 日本初の整理券方式ワンマンバス
このように輸送力増強に追われる中、要員不足が顕在化することとなった。特に車掌の採用難が厳しくなったことから、当時都市部の一部路線で行われていたワンマン化を進める事になった。しかし、ワンマン化自体は1951年に大阪市交通局で実施されていたが、それまでワンマン化されていた路線は均一運賃体系の路線が主で、多区間運賃制路線では申告制前払いとしたところもあった。しかし、神奈中の大多数の路線のように運賃区間の多い路線での多区間運賃制へのワンマン化事例は当時存在せず、運賃収受の確実化を図る必要があった。
そこで、乗車停留所を明確にするために、乗車時に乗車整理券を取り、乗客は降車時に整理券と照合して運賃を支払うという「整理券方式」のワンマンバスを導入する事になり、1962年11月1日より試験的に運賃区界数2区間の路線でワンマン化が開始された。この時の整理券はボール紙 で、前扉付近に整理券ホルダーを設置した。以後、神奈中の乗車方法は前乗り前降りが基本となる。その後も機器の開発を進め、1964年4月には運賃区界数5区間の路線でもワンマン化が行われたが、この時には色分けされたプラスチック板の整理券を乗車時にボタンを押して受け取る方法となり、さらに同年10月には運賃区界数8区間の路線にも導入された。それを受けて、1965年2月1日より伊勢原と茅ヶ崎の2営業所で本格的なワンマン化を開始した。1966年にはロール紙に1枚ずつ番号を印刷してカットする機構が開発され、運賃区界数にかかわらずワンマンバスの運行が可能になったことから一気にワンマン化を促進し、同年10月1日には山間部の一部路線を除いてほぼ全路線がワンマン化された。
日本では多区間運賃制路線でのワンマン化は神奈中が初であり、会社の規模としては急速かつ広範囲にワンマン化が進められたが、監督官庁から安全性を危惧する意見があり、狭隘な道路では待避所やカーブミラーの設置を進めると共に、見通しの悪い踏切などでは自社で交通整理要員を配置して対処した。また、当時はワンマン化に反対するバス事業者が多く、他社の労働組合からワンマンバス導入展開にクレームもあり、労使共に説得したこともあるという。しかし、ワンマン化は時代の趨勢であり、以後整理券方式のワンマンバスは日本全国に拡大され、乗降ドアの違いなどはあるものの、日本のバスにおいて標準的な運賃支払い方式となった。神奈中においては、1974年5月の大秦野駅とヤビツ峠を結ぶ路線を最後に、完全ワンマン化を達成している。

#### 1970年代・さらなる輸送力増強
1970年代になると、既に開発の進んだ鉄道沿線から離れた外縁部へも宅地化が進むことになった。1971年に入居を開始した多摩ニュータウンでは、ニュータウン鉄道の開通まではバスに通勤輸送が委ねられることとなり、神奈中と京王が輸送を担当した。さらに都心から離れた厚木・伊勢原・秦野・平塚においても住宅地の造成が進み、路線と車両増強を繰り返した結果、小田急線・東海道本線沿線各駅のバス路線の集積度はきわめて高くなった。
また、自家用バスによる送迎が行われている企業や学校での車両代替に着目し、1975年以降は特定バス事業にも着手した。運行や車両整備はバス事業者が行うが、運行形態やバスのカラーリングなどは顧客側で決定するというもので、積極的にセールスを行ったことによって特定輸送の運行規模はその後大幅に拡大され、その後の神奈中のバス事業の基幹の1つに位置付けられている。1976年には山間部の路線において停留所以外でも乗降が可能な自由乗降方式の採用も開始した。
関連事業においては、ボウリング場の乱立による競争の激化で経営が悪化、1974年5月までに一部の店舗を除いて撤退することになったが、用途のなくなった建物の有効活用としてスイミングスクールの運営を1976年10月から開始し、これをきっかけとしてテニススクールやフィットネススタジオなど、スポーツ事業への参入も開始した。また、不動産業では沿線外の宅地分譲も行うこととなり、1974年から1985年までに兵庫県三木市・愛知県名古屋市・岐阜県岐阜市・秋田県秋田市 での宅地分譲を行っている。また、市街地の再開発などにあわせて、自社用地に建設したビルを使用した賃貸業務も拡大させている。この他、老朽化した営業所建屋を改築した際に生じた空きスペースを利用して、食堂業へ進出することとなり、1977年10月24日からは「サッポロラーメンくるまや」（当時）と業務提携を行うことによってラーメン屋の営業も開始している。

##### 深夜バスの運行

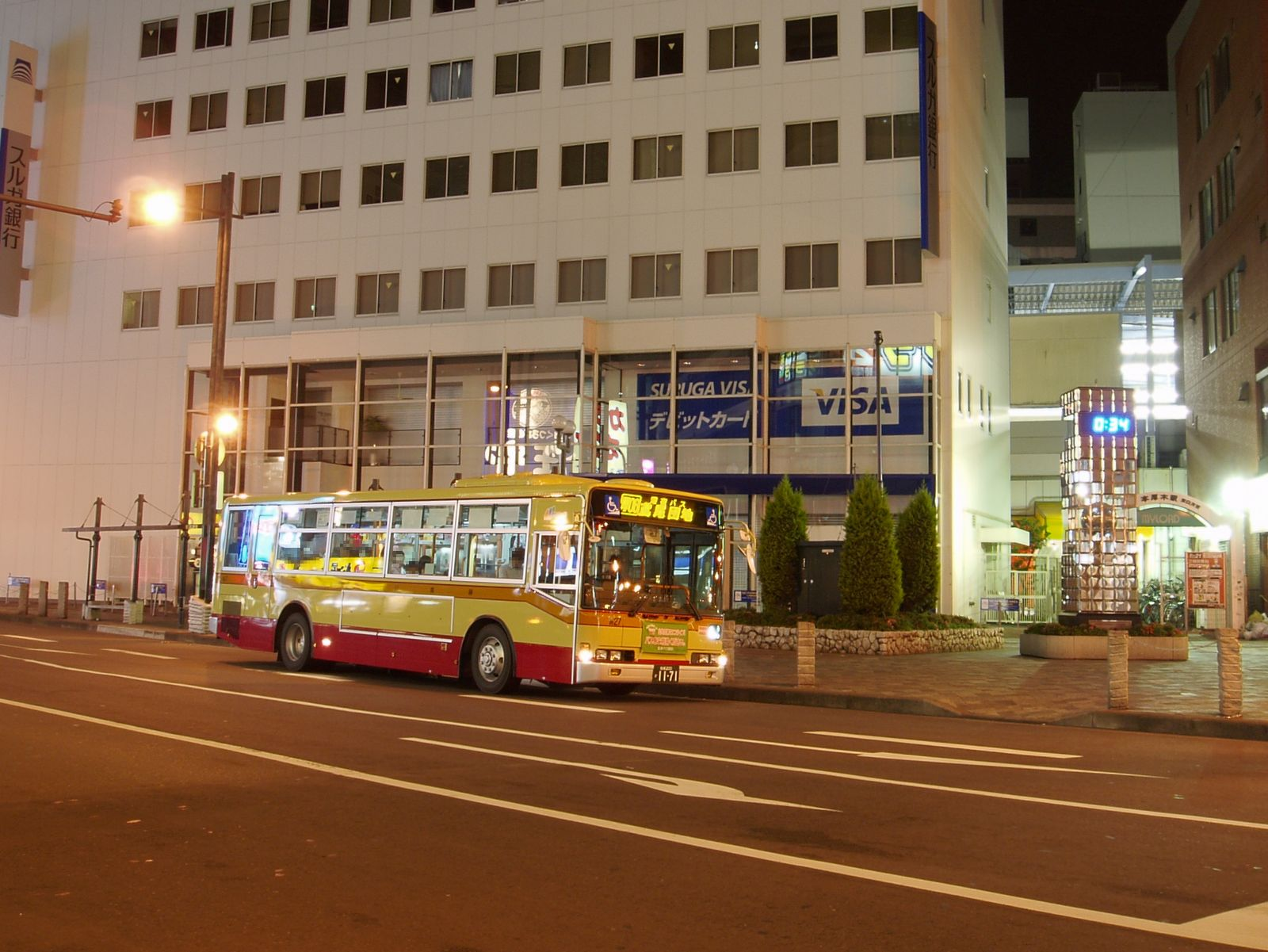
神奈中の深夜バス路線の例（本厚木駅24時35分発鳶尾団地行き）

ベッドタウンの外延化と共に、利用者からは路線バスをもっと遅くまで走らせることに対する要望が強くなっていた。神奈中においても例外ではなく、1970年5月には入居開始されてから間もない鶴川団地の住民から最終バスを延長するよう申し入れがあった。神奈中ではこの要望への回答として、同年7月27日より鶴川駅→鶴川団地行きのバスについて23時10分と23時30分の深夜便を設定した。
この深夜バスは、通常の路線バスと異なるサービスを提供するという観点から、道路運送法24条の2「貸切自動車運送事業による乗合許可」を適用した貸切扱いとし、運賃を通常の3倍に設定して 定期券は利用不可とした。
日本における深夜バスの運行は古くから行われており、1952年9月には阪急バスによって大阪 - 池田・宝塚および大阪 - 京都間で運行を開始しており、首都圏でも1964年には東京都交通局が東京駅～銀座・小滝橋・新宿方面を、1969年には首都圏近郊の民営バス8社によって6路線の深夜バスが運行を開始している。しかしながら、交通ジャーナリストの鈴木文彦は、この鶴川駅～鶴川団地における深夜バス運行を「日本で初めての深夜バス」と位置付けたことで、「神奈川中央交通が日本で初めての深夜バスの運行を開始した」であるという誤解が1990年代～2010年代にかけて広まった。
この深夜バスに対して、鶴川団地住民は反対運動によるボイコットをおこした。1970年7月27日の運行開始の第1便に対して、住民は自家用車13台を動員し、初便に乗客が1人も乗らないという状況をつくりだした。当日の第1便は8名の利用者よりも報道陣が目立った状態で、運賃設定などに反発した一部の住民が会員制の「自主バス」を運行したり、運賃制度について大学教授・利用者代表と会社役員がNHK番組で論戦を行うなどの動きもあったが、路線拡充や深夜バス運賃の据え置き や引き下げ により深夜バスに移行したため、1980年までに「自主バス」は廃止となった。
運輸省でもバスの終車延長には積極姿勢を見せ、1970年12月には「大都市周辺部の深夜バス運行について」という通達を出した。しかし深夜バスは、不規則労働となる乗務員に手当てを支払った上で採算性が確保できるかどうかの判断が事業者によって分かれる。このため関東地方に限っても、深夜バスを運行する事業者が大幅に増加するのは深夜の交通機関の確保について運輸省が再度勧告を出した1986年以降である。深夜バスの採算性を認めた神奈中においては、深夜バスの運行系統は年毎に増加し、東京都内の全事業者を合わせた深夜バスの系統数が約50系統となった1987年の時点で、神奈川県内では既に神奈中だけで50系統以上の深夜バスが運行されていた。

#### 1980年代・さらに続く拡大傾向
1980年代に入ると、日本のバス事業全体の傾向としてモータリゼーションと道路渋滞による走行環境の悪化と利用者減少に見舞われるが、神奈中の営業エリアは人口増加が続き、バス利用者も増加した。人口増加や企業・学校の郊外移転などで、鉄道からのフィーダー輸送の役割が求められたためである。1980年代以降は沿線に大学の新設や移転などが続いたため、通学輸送の増強も行われる事になった。既に1971年には相模原市に北里大学が移転していたが、1980年代初頭には相模原地区における輸送の要となっていた。

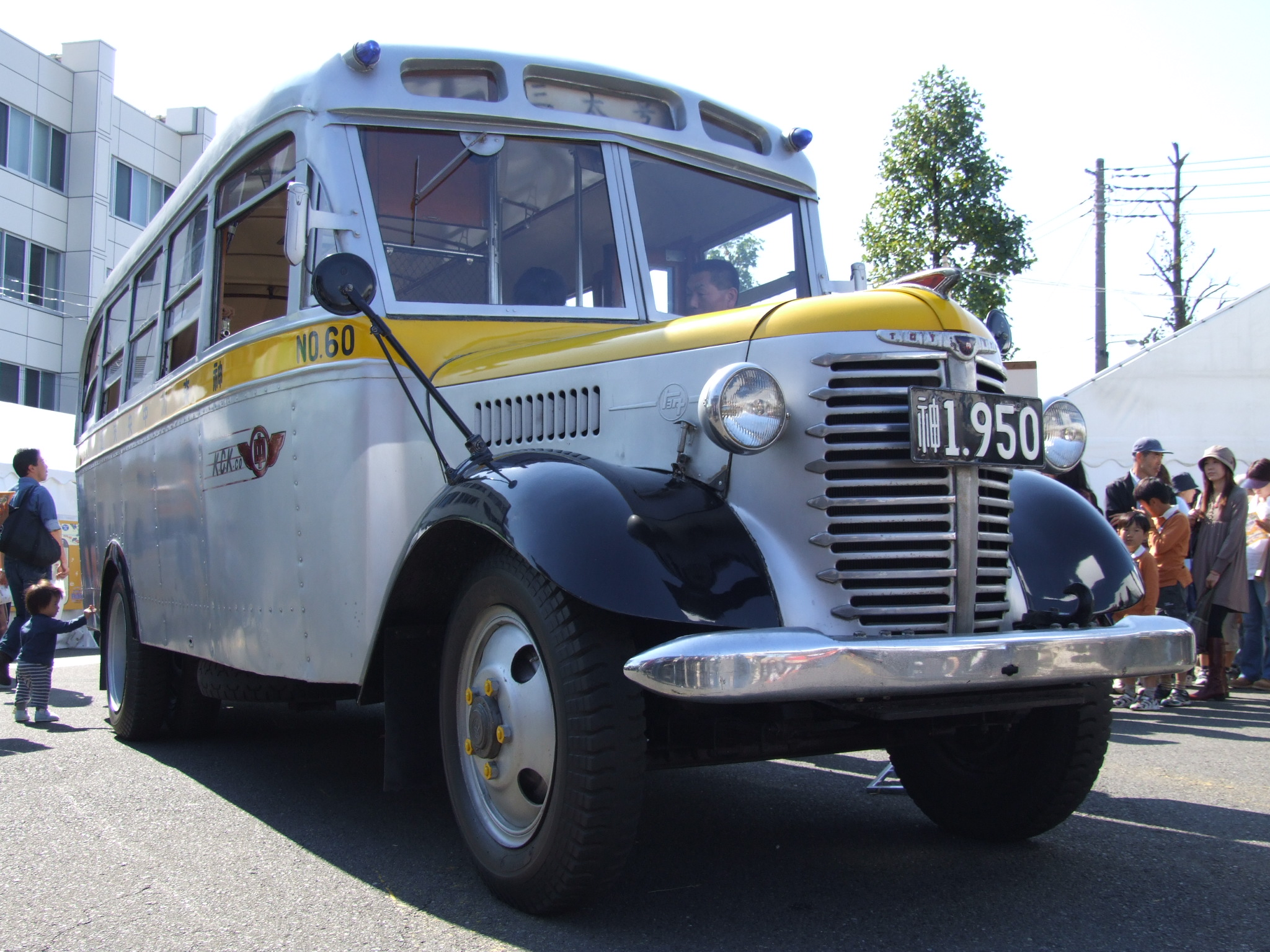
復元された薪バス「三太号」

1981年に会社創立60周年を迎えたが、この時に先人達の苦労を伝えるという意味で 薪バス「三太号」を復元した。薪バスは沿線各地で展示なども行われた。同年、平塚市の本社の改築が終了したが、それまで本格的なレストランがないという声が地元からあったため、本社に併設された平塚グランドホテルの地下にレストランもオープンさせた。
また、1983年にはデジタル式運賃表示器を、1985年（昭和60年）には大型方向幕を導入するなど、路線車両のサービス改善にも積極的に取り組んだ。特に1987年（昭和62年）4月には一挙に300台もの新車導入が行われ、同年5月には全車両の冷房化を達成した。1988年にはそれまですべてを人手に頼っていたバスダイヤの作成を自動化すべく、バスダイヤ自動作成システム「AIDIA」も稼動開始し、日本のバス業界の注目を集めた。
1984年からは遊技場（パチンコ店）経営にも着手したほか、1990年（平成2年）10月30日には伊豆半島にゴルフ場「中伊豆グリーンクラブ」をオープンさせている。また、当初は社有地の有効活用として進出した食堂業については、事業拡大のため用地の購入や賃貸による出店を行うことになり、1983年6月には沿線外への店舗展開も開始された。ラーメン屋の名称は、1989年3月17日から「くるまやラーメン」に名称変更された。また、サーティワンアイスクリーム・ミスタードーナツ・ケンタッキーフライドチキンなどとの提携による出店も開始されている。

##### 多区間運賃制路線では日本初のバスカード導入
| カード取扱テスト車 |  | バスカード取扱車 |  | 初期のカードリーダー |
| カード取扱テスト車 |  | バスカード取扱車 |  | 初期のカードリーダー |

当時の神奈中では、回数乗車券利用者が全乗客の27%を占めており、定期券利用者とともに固定客とみられていた。事業区域内の大半の路線が多区間運賃制であり、どの区間にも対応させる目的で金種別に19種類もの多種にわたる回数券を発売していた。しかしすべての利用者に満足できるものではなく、また運賃精算などの後方業務も複雑になっていた。これを解消するため、神奈中はプリペイドカード式回数乗車券（バスカード）の導入を決定した。
当時、バスカードは一部の均一運賃制路線での導入例はあったが、多区間運賃制の路線に対応したシステムは存在しなかったため、システムを新規に構築する必要があった。1985年に三陽電機製作所と共同でシステム開発に着手、1987年10月20日より伊勢原の路線バス15台にて実用化を前提とした試験を開始、この結果を受けて1988年（昭和63年）5月9日より「神奈中バスカード」の運用を開始した。これは多区間運賃制路線では日本初のバスカード導入事例であり、1990年（平成2年）3月26日には全車両での導入を達成している。
システム開発と導入にあたり、運輸省より「昭和63年度バス交通活性化補助」を受けているが、バスカード導入で補助対象になったのも日本で初めてである。なお、この年度には長崎自動車のバスカードシステム導入も補助対象となっている。
同時期には奈良交通（1989年）、長崎自動車（1990年）でもバスカードシステムが導入されており、この後バスカードシステムを導入するバス事業者は増加してゆくことになる。
神奈中バスカードが利用可能な車両には、前面に丸い青色の「バスカード取扱車」のマークを装着していた。この方式は奈良交通でも踏襲されている（奈良交通では緑色）。
その後、神奈中バスカードはバス共通カードへ発展解消していくことになるが、当初は神奈中バスカードのシステムとバス共通カード導入事業者のシステムが異なっていたため、神奈中でバス共通カードが完全導入されるまではバス共通カードを利用できない車両が存在し、逆に他社のバス共通カード取扱車においては神奈中バスカードを利用することはできなかった。しかしバス共通カードの割引率などは神奈中バスカードで設定されていたものが踏襲されており、PASMOの「バス利用特典サービス」の特典バスチケットにもその金額は引き継がれている。

##### 県内初の夜行高速バス

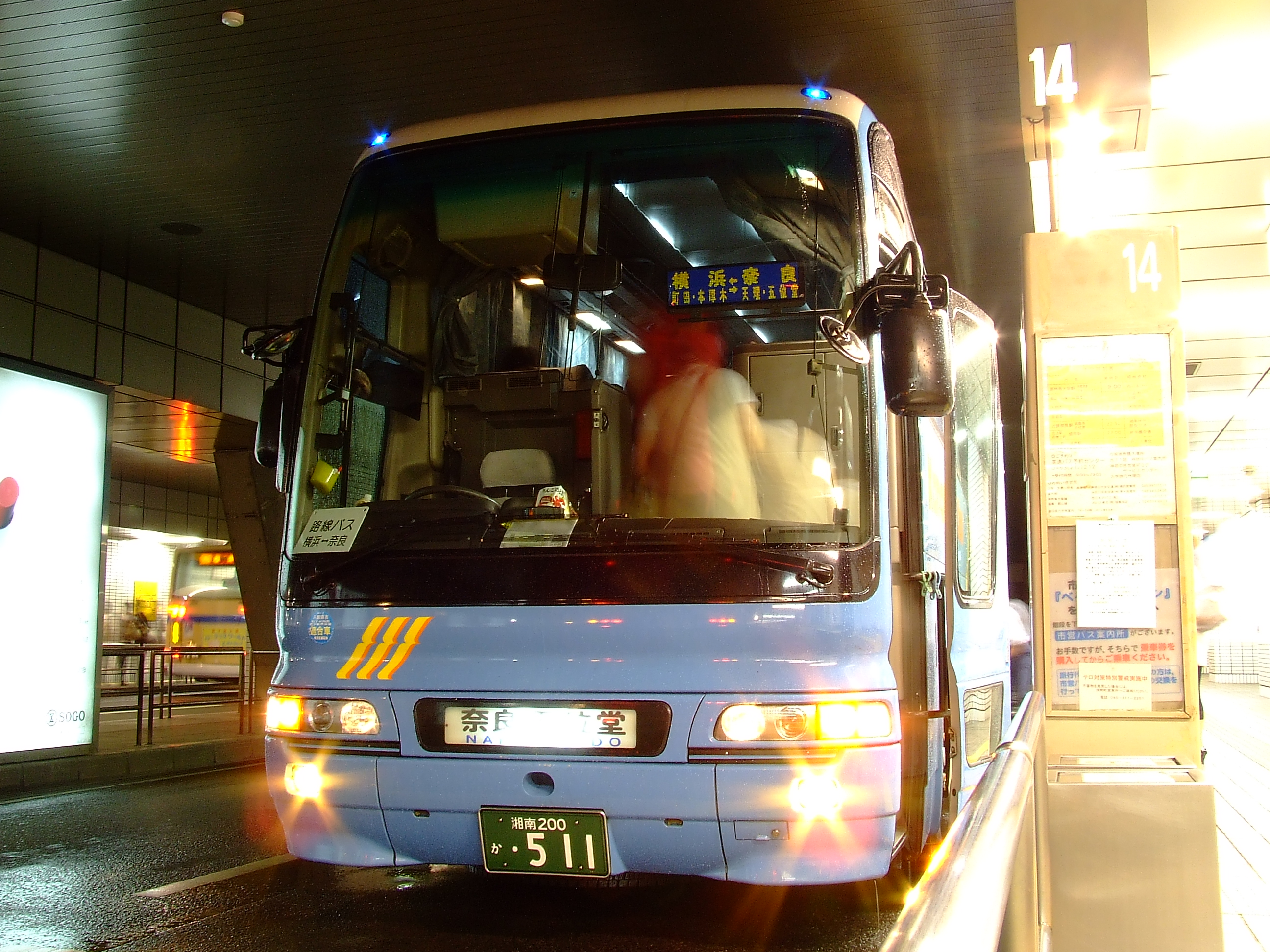
夜行高速バス 横浜 - 奈良線（やまと号）
湘南神奈交バス担当時代

1980年代には、高速道路網の整備や国鉄の影響力低下（中央高速バスを参照）などの時代的背景により、日本国内では高速バス路線の開業がブームとなった。
同じく神奈川県内をテリトリーとする京浜急行電鉄（現・京浜急行バス）は、1986年に夜行高速バス「ノクターン号」を運行開始して大きな成功を収めた。ただし当初は品川発着のみで、横浜への乗り入れ開始は1990年であった。
神奈中もターミナルとして地元の横浜・町田に着目し、1989年（平成元年）2月28日から奈良交通との共同運行により、横浜・町田と奈良を結ぶ夜行高速バスの運行を開始。横浜発着の都市間高速バスは神奈中が最初であった。またこれは、神奈川県下で初となる夜行高速バス路線であった。
さらに同1989年中には、横浜・町田から京都・大阪、和歌山、広島への夜行高速路線を相次いで開業した。なお現在、神奈中はこれらの路線からはいずれも撤退している。また、同1989年末からは深夜急行バスの運行も開始したが、2024年（令和6年）11月30日をもって全路線が廃止されたことで運行を終了した。
翌1990年7月5日には、横浜から盛岡への路線を開業した。

### バス復権に向けて

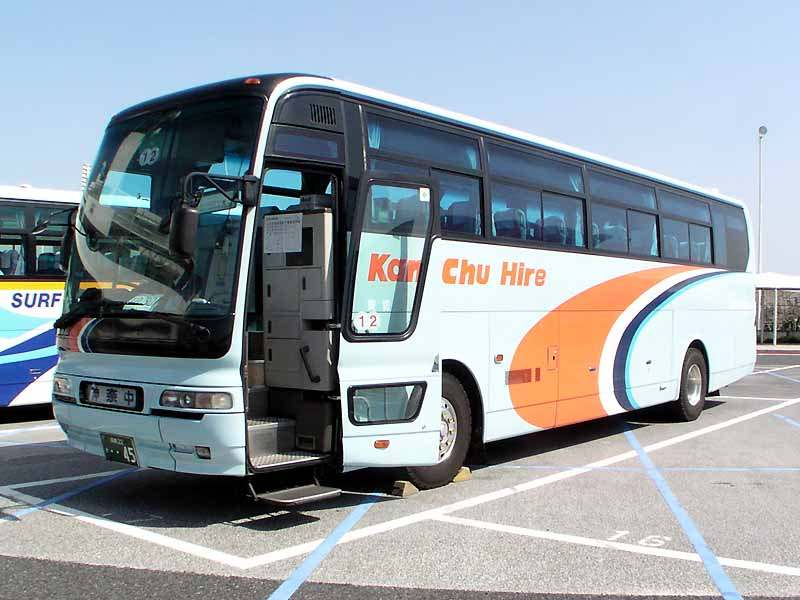
神奈中ハイヤーに移管された貸切バス

しかし、ここまで順調に規模を拡大してきた神奈中も、バブル経済崩壊後の不況の波から逃れることはできなかった。1991年に年間輸送人員が3億2百万人に達したのをピークとして、1992年以降はバス利用者数は減少傾向となった。神奈中沿線に製造業が多いこともあり、消費低迷は製造業での業務縮小を招いた。さらに少子化による通学需要の減少も作用し、路線バス利用者は年毎に減少してゆく。
これに対応するべく、1995年の路線バス車両はすべて中型車での導入となり、同年には町田・平塚・戸塚営業所に置かれていた貸切・観光バス部門の大半を子会社の神奈中ハイヤーに移管した。その後、2000年に神奈川県の第三セクター・神奈川県観光（当時）の経営悪化に伴い同社の株式を取得の上子会社化。同社の新横浜営業所とし、2002年に県観光は神奈中ハイヤー観光バスに称号を変更、更に神奈中ハイヤーの貸切バス部門（町田・平塚・戸塚）を神奈中ハイヤー観光バスに移管した上で、2004年に神奈中観光に改称した。なお、この間の2002年2月には小田急グループ自体の事業再編の一環として、旧箱根登山観光バスの東京観光営業所（町田市鶴間）を神奈中ハイヤーで譲受し、野津田車庫に置かれていた自社の町田営業所と統合の上、旧箱根登山観光の営業所に移転している。
関連事業においては、それまで「くるまやラーメン」のフランチャイズとして展開していたものを2000年に提携解消し、「らーめん花楽」として独自の店舗展開を行うことになった。また、1999年からはビデオ・CDレンタル事業（TSUTAYAのフランチャイズ）も開始した。
その一方で、これまでの神奈中にはなかった施策もいくつか行われている。

#### ミニバス展開
| 1992年に導入された小型バス日野・レインボーRB  |  | 1997年に導入された小型バス「湘南ロコ号」日野・リエッセ  |
| 1992年に導入された小型バス 日野・レインボーRB |  | 1997年に導入された小型バス「湘南ロコ号」 日野・リエッセ |

神奈中は元々大型車が中心で、狭隘路線などに限定して中型車が導入されていた状態であった。これはかつて、幅2mクラスの小型車ではワンマン運行に適した車両が少なかったことによる。しかし住民からの路線開設要望が多い路線については、リアエンジンの小型バス（日野・レインボーRB）が発売されたことを機に、1992年10月から3路線で小型バスによる路線の運行を開始した。
一方、藤沢市の藤が岡団地では、駅からの途中に急坂がある上に住民の高齢化が進んでおり、路線バス運行の要望が高まっていた。神奈中では路線開設に向けて検討した結果、小型バスを使用すれば運行が可能と結論づけ、1997年5月より団地循環の路線を開設した。団地内では約100m毎に停留所を設置、バス車内には住民が自由に使用できるコミュニティボードを設置するなど、コミュニティバスと同様の設定ではあるが、自治体からの補助金は得ていない。使用する車両には「湘南ロコ号」と愛称が付けられた。以降、同様のミニバス路線がいくつか開設されている。

#### 地域分社化

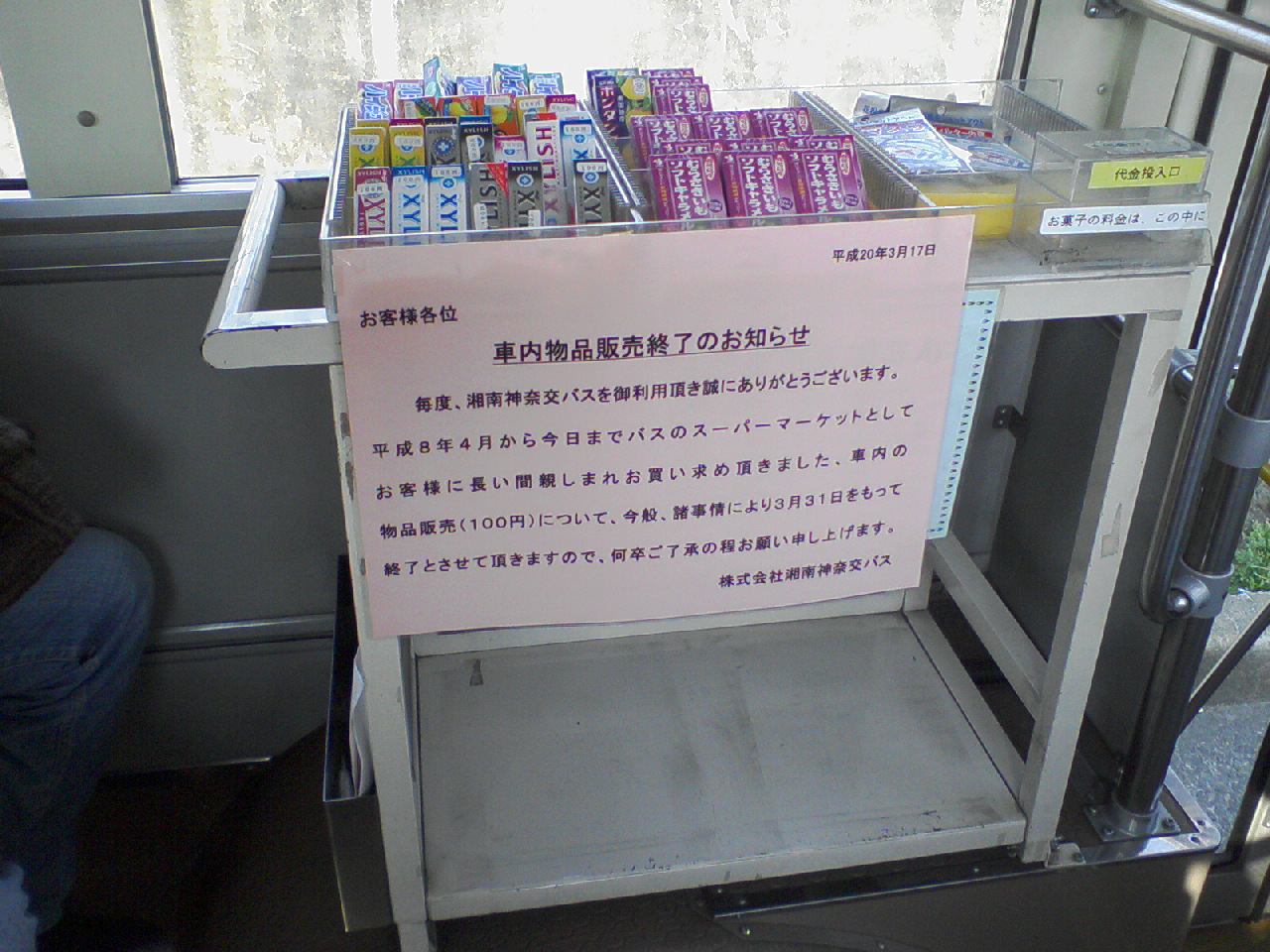
分離子会社の車内に設けられた車内売店（2008年3月31日付で終了）

一方で、1996年に箱根登山鉄道バスが秦野地区から撤退することになり、その受け皿として湘南神奈交バスが設立された。これを母体として、1997年からは相模原地区において同社への移管を行ったのを皮切りに、新たに地域毎に分離子会社の設立と管理委託などを進め、運行コストの低減を図った。また、移管された路線の大半では不採算路線の増収策として車内で物品販売も行われ、マスコミにも「車内売店のあるバス」として話題を提供した。販売品目に米が加わった際には売店の設置された各車両を米穀小売販売業者の店舗として神奈川県知事に登録していた。
これと並行して不採算路線の整理も進められる事になり、2002年までに極端に乗車率の低い路線は廃止された。

#### 日本初の環境定期券導入とスヌーピーバス
この頃、環境問題がクローズアップされていた折、神奈中でも環境問題に取り組むことになった。基本的にはマイカー通勤からバス通勤への移行を呼びかけるものであるが、ただ呼びかけるだけではバス会社の都合と受け止められる可能性を考慮し、バス会社側でも新しい運賃制度を導入することが必要と考えられた。
| スヌーピーバス |  | スヌーピーバス |
| スヌーピーバス |  |                |

検討の結果、ドイツにおいて導入されている環境定期券制度の導入を行うことになった。これは通勤定期券を所持している利用者と同伴の家族が土休日に神奈中の一般路線を利用する際には1回の乗車が現金100円になるというものであるが、制度の導入だけではなく、広告塔に相当するものが必要と考えられた。そこで、知名度が高く他社が使用していないキャラクターを選定することになり、アメリカで環境問題について使用されているスヌーピーが選ばれた。版権を持つ法人にも「環境保全が目的」と認められ、格段の配慮があったという。
こうして、1997年9月20日の日本で初となる環境定期券制度導入と同時に「スヌーピーバス」が運行開始された。スヌーピーバスは2年間で40台が導入され、2002年まで運行された他、一時期は江ノ電バスでも運行されていた。

#### 潜在的需要の発掘
1997年夏には、これからバスを利用する世代となるであろう児童層に着目し、路線バスの利用方法を覚えてもらうという趣旨で「ちびっこ50円キャンペーン」を開始した。現金払いの場合は一般路線の全路線で小児運賃50円となるというもので、当初は長期休暇とゴールデンウィークのみの実施であったが、多い時には1日1万3千人もの利用がある など一定の効果が認められた事から、後年すべての土曜・休日に適用を拡大している。2023年4月には、交通系ICカード利用時における「小児IC運賃の一律50円」を開始するのに伴い、ちびっこ50円キャンペーンは同年3月末で終了した。
また、高齢者向けの施策としては、1996年より敬老の日に65歳以上の運賃を100円とするサービスを行った後、2001年6月より「かなちゃん手形」の発売を開始した。これは、初めに購入するパスを安価に設定、パスを提示した場合は乗車1回につき運賃を区間にかかわらず100円とするもので、1回毎の運賃を安価に設定することで乗車回数を増やす事を目的とした施策である。1日1万2千人の利用があるという。当初は車内でも発売していた。これと同時に、一般路線の全線に有効な「一日フリー乗車券」の発売も開始している。

#### 高速バス路線の再編

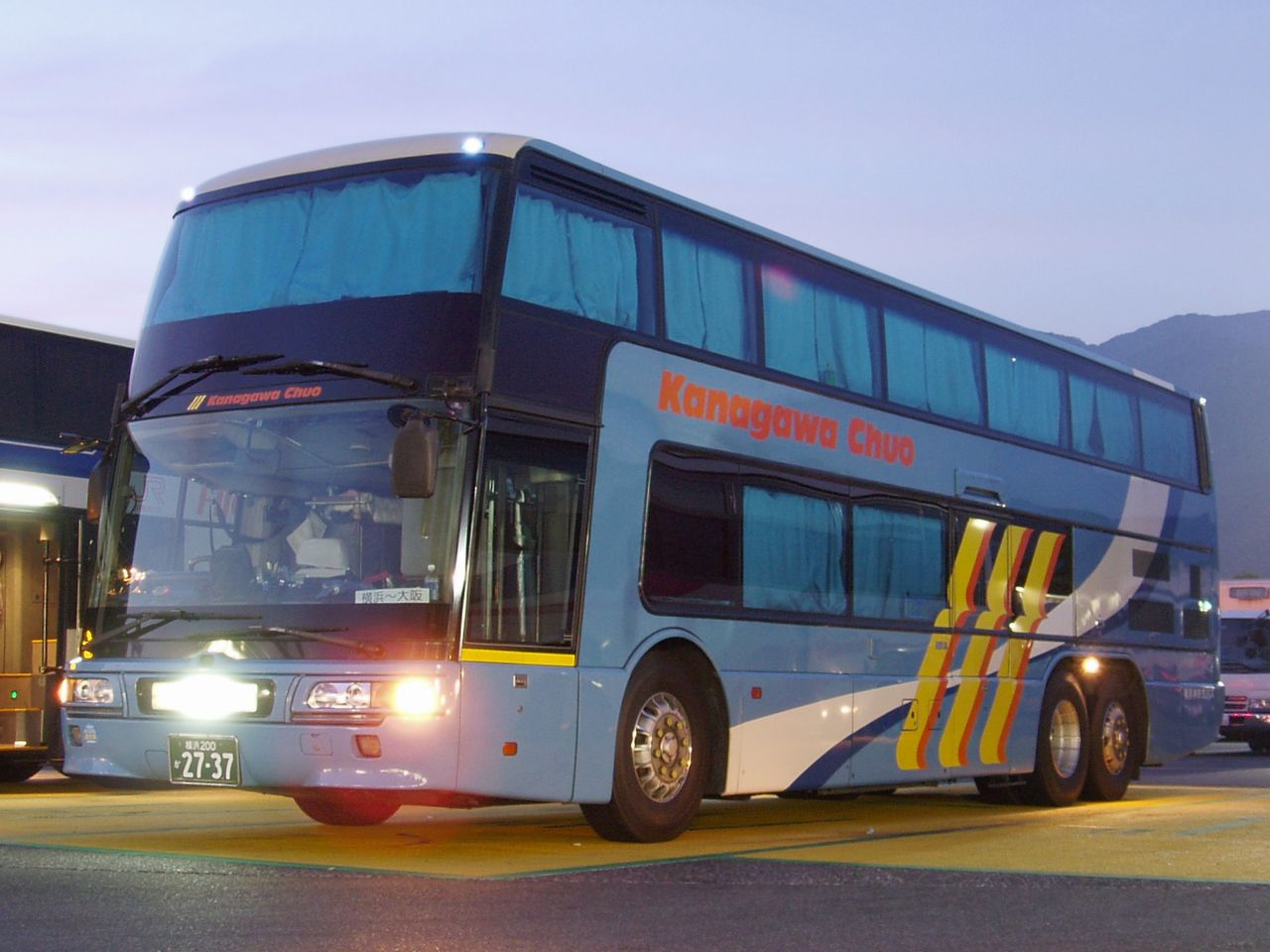
横浜神奈交バスに移管された夜行高速バス

1999年、神奈中では田村車庫・本厚木駅から羽田空港へ向かう空港連絡バスの運行を開始、好調となった。以降は町田・相模大野・港南台・辻堂・藤沢の各駅から羽田空港・成田空港を結ぶ路線も運行を開始した。
一方、夜行高速バスでは乗車率が高いにも拘らずコスト割れする路線もあり、生活路線でない赤字路線の運行を続ける理由はないとの見地から、広島・和歌山・奈良への路線は廃止され、盛岡への路線は岩手県交通の単独運行となった。
その他の路線は子会社の運行コストであれば存続可能と判断され、湘南神奈交バスに移管された。後に横浜神奈交バスに再移管されたが、2017年1月の事業再編で神奈川中央交通本体の運行に戻されている。

### 2000年代以降の展開

#### Jリーグとの関わり
2003年から、日本プロサッカーリーグ（Jリーグ）のクラブと関わりを持つようになり、同年より神奈中本社がある平塚市にホームスタジアムを置く「湘南ベルマーレ」のオフィシャルクラブパートナーとなり、神奈中主催のサッカースクール開催や最寄駅とスタジアム（平塚競技場）を結ぶシャトルバスの運行を担うようになり、2009年にはベルマーレラッピングバスも運行された。
さらに、2007年頃からは町田営業所の近くにホームスタジアムを置く「FC町田ゼルビア（当時はJFLのクラブ）」の観客輸送も担うようになり、2009年より神奈中の親会社である小田急電鉄がクラブスポンサーに就任した。なお、前述の湘南ベルマーレとは異なり、神奈中としてはFC町田ゼルビアのクラブパートナーには参画していないが、2023年よりFC町田ゼルビアラッピングバスがシーズン期間限定で運行されている。

#### 横浜市などからの路線譲受

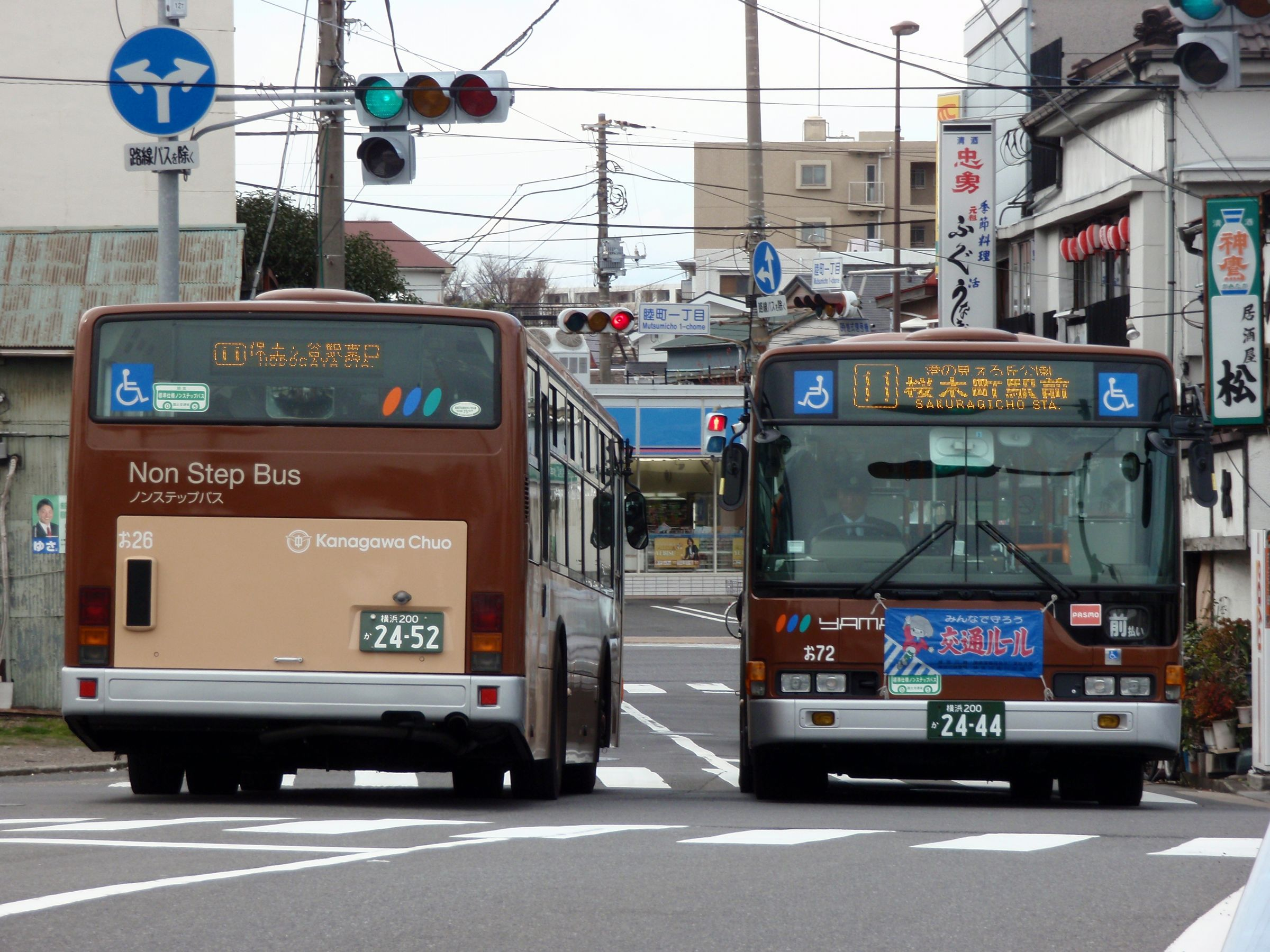
横浜市交通局から引き継いだ「11系統」

2004年以降は、他社局からの路線譲受も行われた。2004年2月には、横浜市交通局から路線移譲について申し入れがあったことから、2005年から2008年にかけて横浜市営バス11系統を段階的に譲受した。
また、相模鉄道からも同時期に路線移譲の申し入れがあったため、こちらも2006年から2008年にかけて4系統を譲受している。
さらに2006年には「横浜市生活交通バス路線維持制度」の対象となる15系統について公募が行われたが、そのうち3系統については2007年から横浜市交通局に代わって運行を開始した。

#### 自転車搭載バスなどの新サービス
| 自転車ラックを装備したバス |  | 「かなch.」のモニター |
| 自転車ラックを装備したバス |  | 「かなch.」のモニター |

2009年3月26日からは、茅ヶ崎・辻堂駅発着の一部路線で自転車をバスに搭載するサービスが開始された。自転車を搭載可能な路線バスは前例があるが、バスの前面に自転車ラックを設置し、自転車をバスの前面に積載する方式は日本初の導入例である。
2011年10月1日より、舞岡操車所の路線バス50台の運転席後方にモニターを設置し、ニュース・天気予報・広告などを放映する「かなch.」というサービスを開始した。
関連事業においては、2004年からは温浴施設（スーパー銭湯「湯快爽快」）の運営に参入する一方で、スーパーマーケット「神奈中ストア」は2007年9月30日をもって全店舗閉鎖となり、同時期にバス車内における物品販売も終了となっている。

#### 連節バスと新たな公共交通の模索
通勤・通学路線においては、新しいタイプの公共交通の模索も進められた。
湘南台駅と慶應義塾大学藤沢キャンパスを結ぶ路線は、朝のバス待ち行列が250人近く並ぶ有様で、通常のバスでは捌ききれない状況であった。また、駅前広場の状況も警察により一般車の乗り入れ規制や交通指導員の配置なども行われていたが、通常のバスによるこれ以上の増発は困難な状況であった。このため、2003年には藤沢市が中心となって新たな公共交通システムを導入するための検討委員会が設立され、道路交通の遠隔化やバリアフリー化、さらに交通不便地域でのミニバスによるフィーダー路線運行によるマイカー抑制や環境保全などを目標と定めた。その前提として、1台あたりの定員の多い連節バスを基幹路線に導入することになった。

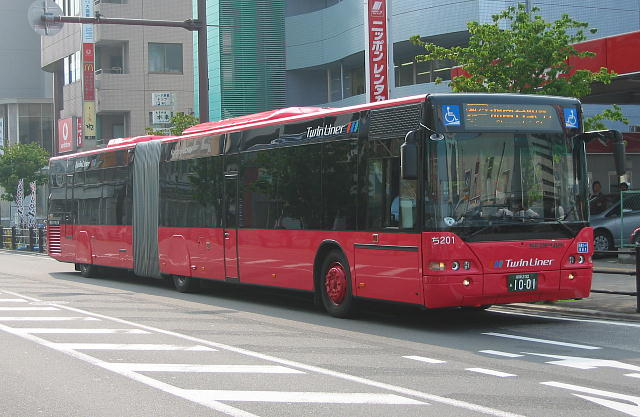
藤沢市で導入された連節バス「ツインライナー」 (ち201)

日本において連節バスを製造していた富士重工業は当時既にバス車体製造から撤退しており、交通バリアフリー法が制定されていたため床面地上高を550mm以下に抑える必要もあったことから、輸入車を導入することになり、大阪府の中央交通が日本総代理店となるネオプラン製セントロライナーを導入する事になった。これは日本の道路運送車両法により定められた連節バスの構造要件には合致しない車両 であったが、自治体及び警察の協力も得られたことから特別に認可され、2005年3月14日より「ツインライナー」と命名された、日本では初めての導入となるノンステップ連節バスが運行を開始した。本路線を基幹路線とし、慶應義塾大学で「ツインライナー」に接続し、ミニバスで周辺地区を循環する支線バスによる交通網の拡大も行われた。

#### 規制緩和への行動力
これに続き、厚木市は朝方通勤時のバス利用者が多い厚木アクストへの通勤路線に連節バスの導入を検討し、2006年には独自の補助金制度を定めた。しかし、この時には藤沢市で導入されていたセントロライナーが日本向け車両の供給を中止しており、車種選定を改めて行うことになった。

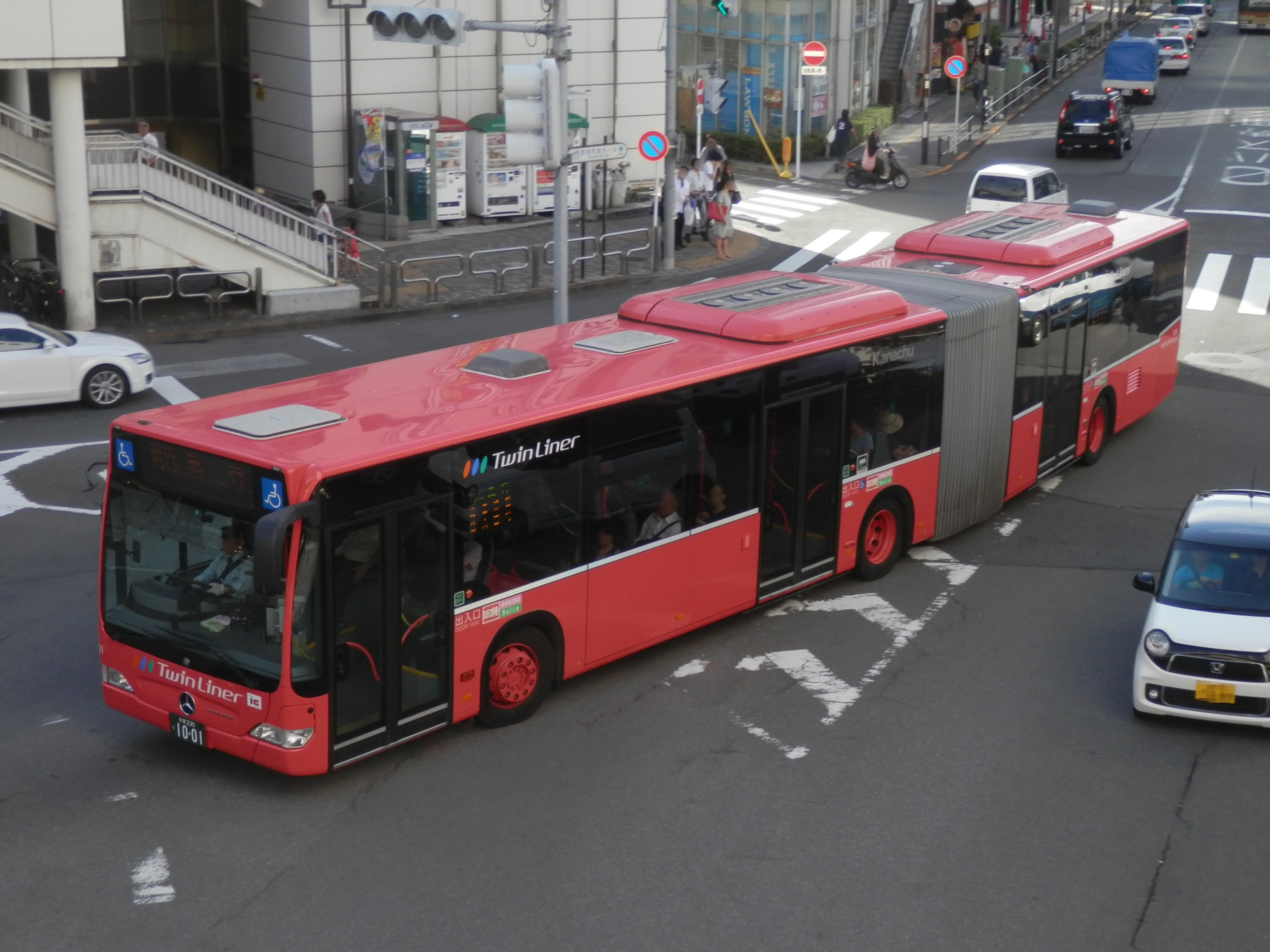
追加導入された「シタ―ロ」の連節バス「ツインライナー」 (ま201)

神奈中では三菱ふそうトラック・バスに対して、日本での連節バス製造の可能性について打診したが、三菱ふそうは日本での製造は困難と回答し、代わりにダイムラーグループのエボバスが製造するメルセデス・ベンツ・シターロの導入支援を行うことになった。受注にあたり、欧州規格のままの車体幅2.55mで非常口扉を設置しないという日本の道路運送車両法による保安基準をさらに超える仕様 での製造という条件があったが、神奈中では藤沢市での連節バス運行実績を基に独自で基準緩和を働きかけ、2008年2月4日より厚木市内でも連節バスの運行が開始された。日本国内で欧州規格そのままの路線バス車両導入は初めての事例である。
これらの基準緩和に対する神奈中の行動力には、三菱ふそう関係者も大いに刺激を受けたという。
神奈中では、日本全国でも連節バスの導入が広まる事を期待しており、連節バス導入を検討する他県の自治体に対して連節バスの貸し出し・実証実験運行や展示・試乗会への協力を行っている。2008年8月には新潟市へ、2009年10月には浜松市への貸し出しが行われた。
連節バスは2012年5月28日から、藤沢市と厚木市に引き続き、町田市内でも運行が開始。東京都内の一般路線で連節バスが運行される初のケースとなった。
その後、2018年には藤沢市で新たに2路線の運行を開始したほか、2021年には相模原市と町田市で新たに1路線ずつ、2024年には横浜市戸塚区で新たに1路線の運行を開始した。2024年の導入車両は神奈中としては初となる国産連節バスの「日野・ブルーリボンハイブリッド連節バス」が導入された。

#### 自動運転推進への取り組み
2010年代後半に入ると、生活交通路線の維持や人為的ミスによる交通事故防止、運転士不足などに対処するため、自動運転バスの実用化に向けた取り組みを開始する。
2017年に小田急電鉄、慶應義塾との間で先端技術の研究、地域の活性化、人材育成、教育活動などで連携協力する内容の協定を締結。2018年5月には、小田急電鉄、SBドライブ（現・BOLDLY）との間で協業に関する協定を締結し、同年6月には自社初となる小型自動運転バス（日野・ポンチョ）を使った自動運転技術の実証実験を慶應義塾大学湘南藤沢キャンパスで、2019年2月には多摩ニュータウン内でそれぞれ実施した。2021年2月には、横浜市栄区において中型自動運転バス（いすゞ・エルガミオ）を使った実証実験が行われ、この実験では磁気マーカに加え、信号情報の受信、路側センサー等による自動運転バスと地上インフラとの連携により、自動走行割合の大幅な向上が見られた。
2021年10月には東京都住宅供給公社（JKK東京）と群馬大学が共同で、町田木曽住宅地域において乗客を乗せた自動運転車両（レベル2、トヨタ・アルファード）を活用した実証実験を実施することになり、運行事業者として神奈中グループ（神奈川中央交通及び神奈中タクシー）が参画することになった。しかし、試験走行中に物損事故が発生したことを受けて実験開始が延期され、2022年9月に運用を見直したうえで改めて実験運行が実施された。
2022年5月からは慶應義塾大学SFC研究所と共同で、慶應義塾大学湘南藤沢キャンパス内で自動運転による循環シャトルバス（三菱ふそう・ローザ）の本格運行を開始した。運行開始時は自動運転レベル2での運行だが、2025年度に自動運転レベル4（高度運転自動化）を目指すとともに、将来的には自社一般路線での自動運転バス導入を目指している。
2024年1月からはいすゞ自動車などと共同で、平塚駅南口エリアにて自動運転仕様に改造された大型路線バス「いすゞ・エルガ」を用いて、自動運転バスの実証実験が行われた。実験は自動運転レベル2での運行で、自動運転バスの操作を習得した運転士が乗務し、平塚営業所の「平15系統」の運行経路を一般の乗客を乗せずに走行する形で実施し、今後は特定条件下における完全自動運転となる自動運転レベル4を目指している。

#### 乗合バス事業の再編へ
先述の通り、1996年の湘南神奈交バス設立以降順次進められてきた、神奈交バス5社への一部路線移管および運行管理の委託だったが、エリアの特性に応じた事業環境や効率化・最適化などを考慮し、この従来までの体勢を一新することが、2015年3月26日に行われた取締役会において決議された。
効力は2017年1月1日 で、バス事業をエリアごとに神奈川中央交通（神奈川中央交通＋横浜神奈交バス、相模神奈交バス町田営業所を含む）、神奈川中央交通東（藤沢神奈交バス＋相模神奈交バス）、神奈川中央交通西（湘南神奈交バス＋津久井神奈交バス）の3社にそれぞれ吸収合併し再編、これにより従来の神奈交バス5社（湘南、藤沢、横浜、相模、津久井）は消滅した。
再編の概要は、以下の表の通りである。2016年12月26日のリリースで再編後の営業所が一部計画変更の上公表され、相模神奈交バス相模原営業所（峡の原車庫）が「橋本営業所（車番略称：「も」）」へ、相模神奈交バス厚木営業所（上荻野車庫）が「厚木北営業所（車番略称：「き」）」へ変更された。その後、2017年12月16日より大和・相模原営業所が新たに神奈川中央交通東が加わったほか、2019年4月1日より伊勢原営業所が新たに神奈川中央交通西に加わった。
2025年4月1日付けで、神奈川中央交通に神奈川中央交通東、神奈川中央交通西を吸収合併し、これらの子会社は消滅した。
| 再編前の営業所名 | 再編前の営業所名                                                        | 再編前の事業者                | 再編後の事業者   | 再編後の営業所名 | 再編後の営業所名 | 備考 |
| ---------------- | ----------------------------------------------------------------------- | ----------------------------- | ---------------- | ---------------- | ---------------- | --- |
| あ               | 厚木営業所（及川、下荻野操車所）                                        | 神奈川中央交通                | 神奈川中央交通   | あ               | 厚木営業所       | |
| い               | 伊勢原営業所                                                            | 神奈川中央交通                | 神奈川中央交通   | い               | 伊勢原営業所     | 現在の事業者は神奈川中央交通西                                                                             |
| お               | （横浜営業所 舞岡操車所） 横浜神奈交バス 舞岡営業所                     | 横浜神奈交バス                | 神奈川中央交通   | お               | 舞岡営業所       | 2015年4月当時、神奈川中央交通より全面受託（神奈交自社路線あり）。現在は全面解除                            |
| さ               | 相模原営業所（麻溝操車所）                                              | 神奈川中央交通                | 神奈川中央交通   | さ               | 相模原営業所     | 現在の事業者は神奈川中央交通東                                                                             |
| せ               | 綾瀬営業所                                                              | 神奈川中央交通                | 神奈川中央交通   | せ               | 綾瀬営業所       | |
| た               | 多摩営業所                                                              | 神奈川中央交通                | 神奈川中央交通   | た               | 多摩営業所       | |
| ち               | 茅ヶ崎営業所                                                            | 神奈川中央交通                | 神奈川中央交通   | ち               | 茅ヶ崎営業所     | |
| と               | 戸塚営業所                                                              | 神奈川中央交通                | 神奈川中央交通   | と               | 戸塚営業所       | |
| や               | （大和営業所 中山操車所） 横浜神奈交バス 中山営業所                     | 横浜神奈交バス                | 神奈川中央交通   | な               | 中山営業所       | 2015年4月当時、神奈川中央交通より全面受託。現在は全面解除                                                  |
| ま               | 町田営業所 相模神奈交バス 町田営業所                                    | 神奈川中央交通 相模神奈交バス | 神奈川中央交通   | ま               | 町田営業所       | 2015年4月当時、相模神奈交バスへ一部委託                                                                    |
| や               | 大和営業所（鶴間操車所）                                                | 神奈川中央交通                | 神奈川中央交通   | や               | 大和営業所       | 2015年4月当時、鶴間操車所の一部を藤沢神奈交バスへ委託（神奈交自社路線あり） 現在の事業者は神奈川中央交通東 |
| よ               | 横浜営業所                                                              | 神奈川中央交通                | 神奈川中央交通   | よ               | 横浜営業所       | |
|                  | 相模神奈交バス 菅生営業所                                               | 相模神奈交バス                | 神奈川中央交通東 |                  | 菅生営業所       | 川崎市交通局菅生営業所を全面受託 2017年3月26日 より、受託営業所を菅生から井田営業所へ変更。                |
| あ               | （厚木営業所 上荻野操車所） 相模神奈交バス 厚木営業所                   | 相模神奈交バス                | 神奈川中央交通東 | き               | 厚木北営業所     | 2015年4月当時、神奈川中央交通より全面受託                                                                  |
| ふ               | （茅ヶ崎営業所 藤沢操車所） 藤沢神奈交バス 藤沢営業所                   | 藤沢神奈交バス                | 神奈川中央交通東 | ふ               | 藤沢営業所       | 2015年4月当時、神奈川中央交通より全面受託（神奈交自社路線あり）                                            |
| さ               | （相模原営業所 峡の原操車所） 相模神奈交バス 相模原営業所               | 相模神奈交バス                | 神奈川中央交通東 | も               | 橋本営業所       | 2015年4月当時、神奈川中央交通より全面受託（神奈交自社路線あり）                                            |
| や               | 藤沢神奈交バス 大和営業所                                               | 藤沢神奈交バス                | 神奈川中央交通東 | や               | 大和営業所       | 2015年4月当時、神奈川中央交通より鶴間操車場の一部を受託 （神奈交自社路線あり）                             |
| つ               | （相模原営業所 三ヶ木操車所・城山操車所） 津久井神奈交バス 津久井営業所 | 津久井神奈交バス              | 神奈川中央交通西 | つ               | 津久井営業所     | 2015年4月当時、神奈川中央交通より全面受託（神奈交自社路線あり）                                            |
| は               | （伊勢原営業所 秦野操車所） 湘南神奈交バス 秦野営業所                   | 湘南神奈交バス                | 神奈川中央交通西 | は               | 秦野営業所       | 2015年4月当時、神奈川中央交通より全面受託（神奈交自社路線あり）                                            |
| ひ               | 伊勢原営業所 平塚操車所 湘南神奈交バス 平塚営業所                       | 神奈川中央交通 湘南神奈交バス | 神奈川中央交通西 | ひ               | 平塚営業所       | 2015年4月当時、湘南神奈交バスへ一部委託（神奈交自社路線あり）                                              |

### 年表
- 1921年
  - 6月5日 - 相武自動車株式会社設立[10]。
当時の横浜市大岡地区では乗合自動車を始める者が乱立し、競争が繰り広げられていた。この無益な競争に終止符を打つべく、関係者が同社を設立し整理統合を行った。
  - 10月29日 - 金沢自動車運輸より路線承継（滝頭 - 杉田 - 瀬戸 - 逗子間）。
- 1928年7月 - 梁瀬長太郎（ヤナセ創業者）が社長に就任。
- 1931年11月 - 鶴屋商会（1919年5月創業、戸塚 - 厚木間の乗合自動車を運営）の大木敏行が買収。杉田 - 逗子間を湘南乗合自動車（現在の京浜急行バス）へ譲渡。
- 1936年12月 - 鶴屋商会及び戸塚自動車商会（戸塚 - 岡津間）を合併[11]。
- 1937年1月12日 - 相武鶴屋自動車株式会社に商号を変更[11]。
- 1938年5月 - 東京横浜電鉄（現在の東急）に買収され、同社の傘下に入る[16]。
- 1939年6月16日 - 中央相武自動車を合併、東海道乗合自動車株式会社に商号変更。
- 1941年12月15日 - 同じ東横傘下の関東乗合自動車及び江ノ島電気鉄道の一部路線を譲受。
- 1942年2月 - 同じ東横傘下の秦野自動車（1921年8月設立、秦野 - 平塚間、秦野 - 二宮間他）を合併[13]。
- 1943年4月 - 東京急行電鉄、神奈川県下の陸上交通統制の趣旨に基づき、伊勢原自動車及び藤沢自動車を買収。
- 1944年
  - 5月31日 - 東海道乗合自動車は伊勢原自動車及び藤沢自動車を合併[13]。
  - 6月16日 - 神奈川中央乗合自動車株式会社に商号を変更[13]。
  - 11月28日 - 相模鉄道及び江ノ島電気鉄道の乗合自動車事業を譲受（3月に譲渡契約を締結。江ノ電バスはこれで一旦消滅）[13]。
- 1945年11月 - ハイヤー・タクシー事業を相模中央交通に譲渡。
- 1948年6月1日 - 東京急行電鉄の再編成に伴い、同社より分離・新発足した小田急電鉄の傘下会社になる[29]。
- 1949年
  - 5月 - 東京証券取引所に上場。
  - 6月20日 - 江ノ島電気鉄道に一部路線を譲渡（江ノ電バスの復活）[21]。
藤沢駅 - 七里ヶ浜 - 鎌倉駅間、藤沢駅 - 本鵠沼駅 - 辻堂駅間、石上 - 堀川間（旧来の江ノ電路線）
藤沢駅 - 深沢 - 鎌倉駅間、鎌倉駅 - 大船駅 - 日野 - 弘明寺間、大船駅 - 飯島 - 戸塚駅裏口間、関ノ下 - 杉田聖天橋間
- 1950年5月31日 - 相模中央交通を合併してハイヤー・タクシー事業を再び兼業する。
- 1951年6月29日 - 神奈川中央交通株式会社に商号を変更[30]。
- 昭和30年代に平塚駅から伊勢原市大山までトロリーバスの運行を計画したことがあったが、道路事情の悪さから道路を管理する神奈川県が難色を示し、中止となった。
- 1965年2月1日 - 伊勢原営業所・茅ヶ崎営業所の管内全路線でワンマン運行を開始[38]。多区間運賃路線での整理券方式によるワンマン化は日本では初めて[32]。
- 1970年7月27日 - 鶴川駅 - 鶴川団地線に深夜バスを運行開始[42]。当時は運賃は3倍で[50]、定期券は利用不可であった[50]（日本初の深夜バスといわれていたが[42]、実際には誤りである。詳しくは日本の深夜バスを参照。）。
- 1973年4月 - ハイヤー・タクシー事業を神奈中ハイヤーに譲渡。
- 1974年5月 - ヤビツ峠線のワンマン化に伴い、全路線のワンマン化が終了[33]。
- 1976年5月1日 - 藤野町（現・相模原市）の路線で自由乗降区間を初めて設定[42]。以後順次導入路線を拡大。
- 1979年5月21日 - 路線バス車両に冷房車の導入を開始[131]。
- 1980年9月9日 - 路線バス車両に大型方向幕の導入を開始[132]。
- 1981年 - 開業60周年を記念し、薪バス「三太号」を復元[131]。
- 1986年4月1日 - 全系統に系統番号を附番[133]。横浜市内の均一運賃区間において、共通回数券を導入。
- 1987年
  - 3月3日 - 一般路線バスの塗装を変更[133][注釈 12]。
  - 4月 - ギャラリーバスの運行開始[133]。全社で26台導入し、すべての営業所に配置された。一般公募により、同年7月に「カナちゃん号」と命名された。
  - 5月29日 - 路線バス全車両が冷房車となった[134]。
- 1988年5月9日 - 多区間運賃制の路線バスでは日本初となるバスカードシステムを平塚・伊勢原・秦野の各営業所で導入開始[135]。
- 1989年
  - 2月28日 - 夜行高速バス運行開始[136]。
  - 12月22日 - 深夜急行バス運行開始[137]。
- 1990年3月26日 - 横浜・舞岡・戸塚の各営業所での導入を最後に全路線へのバスカードシステム導入完了[137]。
- 1992年9月25日 - 極東開発工業と共同で、従来のツーステップバスをペースに前扉のステップにリフト機器を取り付けた新ステップ車の試作車が5台運行開始[138]。1993年3月にも10台の試作車が投入された。1994年から量産車を投入し、2000年までの大型車と中型車全車に取り付けた[注釈 13]。
- 1995年4月1日 - 観光バス並びに事業を神奈中ハイヤーに譲渡[139]（現在の神奈中観光）。
- 1996年4月1日 - 一部路線並びに事業を湘南神奈交バスに譲渡[140]。
- 1997年9月20日 - 環境保護キャンペーンの一環として「スヌーピーバス」の運行を開始[141]。同時に日本初の環境定期券制度を導入[141]。
- 1999年
  - 6月30日 - 相模原所属のさ154号車が廃車[142]。これにより波形デザインの旧塗装車が全廃[142]。
  - 11月21日 - 一部路線・事業を津久井神奈交バスに譲渡[142]。
- 2000年10月18日 - 一部路線・事業を横浜神奈交バスに譲渡[143]。
- 2001年
  - 4月1日 - 一部路線・事業を相模神奈交バス並びに藤沢神奈交バスに譲渡[144]。
  - 12月 - 横浜担当の全線が前乗り・運賃先払いとなったため、整理券発行機が撤去された[注釈 14]。
  - 12月8日 - 2代目となるギャラリーバスが運行を開始[144]。各営業所に1台ずつ配置。愛称は「かなちゃん号」を踏襲。初代はこの日限りで引退。
- 2003年
  - 4月1日 - 藤野台団地 - 相模湖線の廃止で、一般路線は山梨県から撤退。
  - 8月 - 「スヌーピーバス」の運行終了。車両はそのまま貸切兼用として運用。
- 2005年
  - 2月1日 - 厚木市内全路線（厚木営業所は全路線）でGPSを利用したバスロケーションシステムの運用を開始[145]。
  - 3月14日 - 湘南台駅 - 慶應義塾大学で「ツインライナー」運行開始。同時にGPSを利用したバスロケーションシステムの運用を開始[146]。
  - 7月4日 - 横浜市交通局（横浜市営バス）から一部路線の移譲開始。
  - 9月25日 - 横浜営業所の支払い方式を両替式から釣銭方式に変更。
  - 9月27日 - 舞岡営業所の支払い方式を両替式から釣銭方式に変更。
  - 11月28日 - 横浜市営バスから一部路線を移譲される[147]。
- 2006年
  - 1月30日 - 横浜市営バスから一部路線を完全移譲される（同年3月27日にも実施）[147]。
  - 3月27日 - 伊勢原営業所管内全路線の乗降方法を「前乗り・前降り」から「中乗り・前降り」に変更。
  - 5月1日 - 上大岡駅発着路線でGPSを利用したバスロケーションシステムの運用を開始[145]。
  - 11月17日 - 昼行高速バス「新横浜駅線」の運行を開始[148]。
- 2007年
  - 3月11日 - 藤野町の相模原市合併に伴い、藤野町営バス路線を子会社の津久井神奈交バスが譲受。これにより神奈中撤退区間が復活。
  - 3月16日 - 相模原・多摩・町田の各営業所管内及び大和営業所の町田市内乗入路線において、GPSを利用したバスロケーションシステムの運用を開始[145]。
  - 3月18日 - 戸塚営業所の全路線とツインライナーにてPASMO運用開始[148]。
  - 4月1日 - 横浜市営バスから一部路線を移譲される[148]。
  - 12月9日 - 茅ヶ崎・綾瀬の各営業所の全路線と藤沢神奈交バス(藤沢)にてPASMO運用開始[96]。
- 2008年
  - 1月20日 - 多摩・町田の各営業所の全路線にてPASMO運用開始[96]。
  - 2月4日 - 厚木バスセンター - 厚木アクスト線にツインライナー導入[96]。同時に同路線にてPASMOの運用開始。
  - 2月12日 - 横浜市営バスから一部路線を移譲される[96]。
  - 2月17日 - 大和営業所と藤沢神奈交バス（大和）の全路線にてPASMO運用開始[96]。
  - 3月1日 - 昼行高速バス「新横浜駅線」を廃止[96]。
  - 8月12日 - 新潟市のオムニバスタウン事業の一環として、新潟市でツインライナーの試乗会が開催された[96]。
  - 8月16日 - 相模鉄道から同社バス細谷戸線を委譲される[96]。
  - 10月13日 - 相模原営業所と相模神奈交バス（相模原）・津久井神奈交バスの全路線にてPASMO運用開始[149]。
  - 11月3日 - 横浜・舞岡各営業所及び横浜神奈交バスの全路線にてPASMO運用開始[149]。
  - 11月24日 - 平塚営業所と湘南神奈交バス（平塚）の全路線にてPASMO運用開始[149]。
  - 12月21日 - 厚木営業所の全路線にてPASMO運用開始[149]。
- 2009年
  - 3月15日 - 伊勢原営業所と湘南神奈交バス（秦野）の全路線にてPASMO運用開始[149]。これにより、夜間高速バス、成田空港線、羽田空港線を除いた全営業所の一般路線にてPASMOの利用可能となった。
  - 3月26日 - 茅ヶ崎営業所の一部路線にて自転車ラックバスの実証実験を開始（ - 8月31日）[149]。
  - 12月16日 - 秦野市内および座間市内への乗入路線において、GPSを利用したバスロケーションシステムの運用を開始[145]。
- 2010年
  - 3月1日 - 横浜市内全路線および藤沢市内の一部路線において、GPSを利用したバスロケーションシステムの運用を開始[145]。
  - 7月31日 - バス共通カードの取り扱いを終了[150]。
  - 12月16日 - 藤沢・綾瀬・茅ヶ崎・平塚・伊勢原営業所管内の路線において、GPSを利用したバスロケーションシステムの運用を開始[145]。
- 2011年4月1日 - 相模神奈交バスが川崎市交通局より川崎市バス菅生営業所の運行管理を受託。自社子会社が神奈川中央交通本体以外の運行管理を受託するのは初となる[151]。
- 2012年
  - 3月24日 - 茅ヶ崎営業所管内（藤沢操車所を除く）全路線の乗降方法を「前乗り・前降り」から「中乗り・前降り」に変更。
  - 5月28日 - 町田バスセンター - 山崎団地センター間でツインライナー導入[112]。
  - 10月29日 - 伊勢原営業所秦野操車所管内全路線の乗降方法を「前乗り・前降り」から「中乗り・前降り」に変更。
- 2013年
  - 3月23日 - PASMO、Suicaなど交通系ICカード全国相互利用サービス開始。
  - 6月24日 - 平塚営業所（湘南神奈交バスを含む）管内全路線の乗降方法を「前乗り・前降り」から「中乗り・前降り」に変更。
  - 10月27日 - 相模原営業所（相模神奈交バス相模原営業所・津久井神奈交バスを含む）管内全路線の乗降方法を「前乗り・前降り」から「中乗り・前降り」に変更。
- 2014年
  - 3月24日 - 厚木営業所（相模神奈交バス厚木営業所を含む）管内全路線の乗降方法を「前乗り・前降り」から「中乗り・前降り」に変更。
  - 4月1日 - 消費税増税に伴い運賃を改定し、10円単位の現金運賃と1円単位のICカード運賃の2種類の運賃を設定するようになった。
  - 9月24日 - 綾瀬営業所・茅ヶ崎営業所藤沢操車所管内全路線の乗降方法を「前乗り・前降り」から「中乗り・前降り」に変更。
- 2015年
  - 3月23日 - 戸塚営業所管内全路線の乗降方法を「前乗り・前降り」「前乗り・中降り」から「中乗り・前降り」に変更。
  - 7月 - 7月以降から新車導入は全車ノンステップバスに統一される。
- 2016年
  - 3月22日 - 大和営業所（藤沢神奈交バス大和営業所を含むが中山操車所を除く）管内のうち、横04・90系統を除く全路線の乗降方法を「前乗り・前降り」「前乗り・中降り」から「中乗り・前降り」に変更。
- 2017年
  - 1月1日 - 神奈中の再編に伴い神奈交バスが消滅。
  - 3月21日 - 多摩営業所・町田営業所管内のうち、鶴01、08、10、11、13、26、町13（朝の山崎団地センター発のみ）、まちっこを除く全路線の乗降方法を「前乗り・前降り」・「前乗り・中降り」から「中乗り・前降り」に変更。
- 2019年
  - 4月1日 - 神奈中の再編に伴い伊勢原営業所の事業者が神奈川中央交通西へと変更[126][127]。
- 2021年
  - 4月1日 - 創立100周年を記念し、新制服を導入[152]。
  - 4月2日 - バス利用特典サービスを終了[153]。
  - 9月1日 - 金額式IC定期券を導入。従来の区間式定期券は同年8月31日付で販売終了[154]。
- 2022年2月28日 - 神奈中高速バス予約センターの予約受付業務を終了[155]。
- 2023年
  - 4月1日 - 小児IC運賃を一律50円に改定。この改定に伴い、ちびっこ50円キャンペーンは同年3月末で終了[91]。
  - 5月26日 - 同年7月1日（予定）に、横浜市内均一運賃区間など一部を除き、乗合路線バスの運賃改定を発表[156]。神奈川中央交通西の路線については認可申請中[157]。
  - 7月1日 - 乗合路線バスの運賃改定（横浜市内均一運賃区間など一部を除く）
  - 10月1日 - バス車内に掲示している乗務員名札を廃止（同年8月に一部改正された旅客自動車運送事業運輸規則における乗務員氏名掲示義務の廃止により）
  - 10月27日 - 一般塗装のリニューアルを発表（デザインは奥山清行が担当）[158]。基本デザインの大幅な刷新は1949年以来、74年ぶりとなる。2024年2月導入の新車両を皮切りに順次更新予定。
- 2024年
  - 3月9日 - 鶴22系統・鶴川駅 - 調布駅南口線の運行を終了し、路線廃止。東京都調布市が営業エリアから撤退となる。
  - 12月1日 - 深夜急行バス運行終了[76][77]。
- 2025年
  - 3月 - 淵24系統・淵野辺駅北口 - 登戸線など、1日もしくは1週間1～3本の僅少運行となっていた、いわゆる「免許維持路線」6路線の運行を終了し、路線廃止[159][160]。
  - 4月1日 - 神奈川中央交通東・神奈川中央交通西を神奈川中央交通本体に吸収合併し、これら子会社2社は消滅[125]。
  - 同日より精神障害者保健福祉手帳割引制度を変更。従来の東京都発行の手帳で東京都内区間のみ適用から、発行自治体を問わず横浜市内完結、川崎市内完結（川崎市交通局井田営業所の路線を指すと思われる）、高速バス、空港リムジンバス、コミュニティバスを除く全線になる予定[161]。

## バス事業

### 路線バス

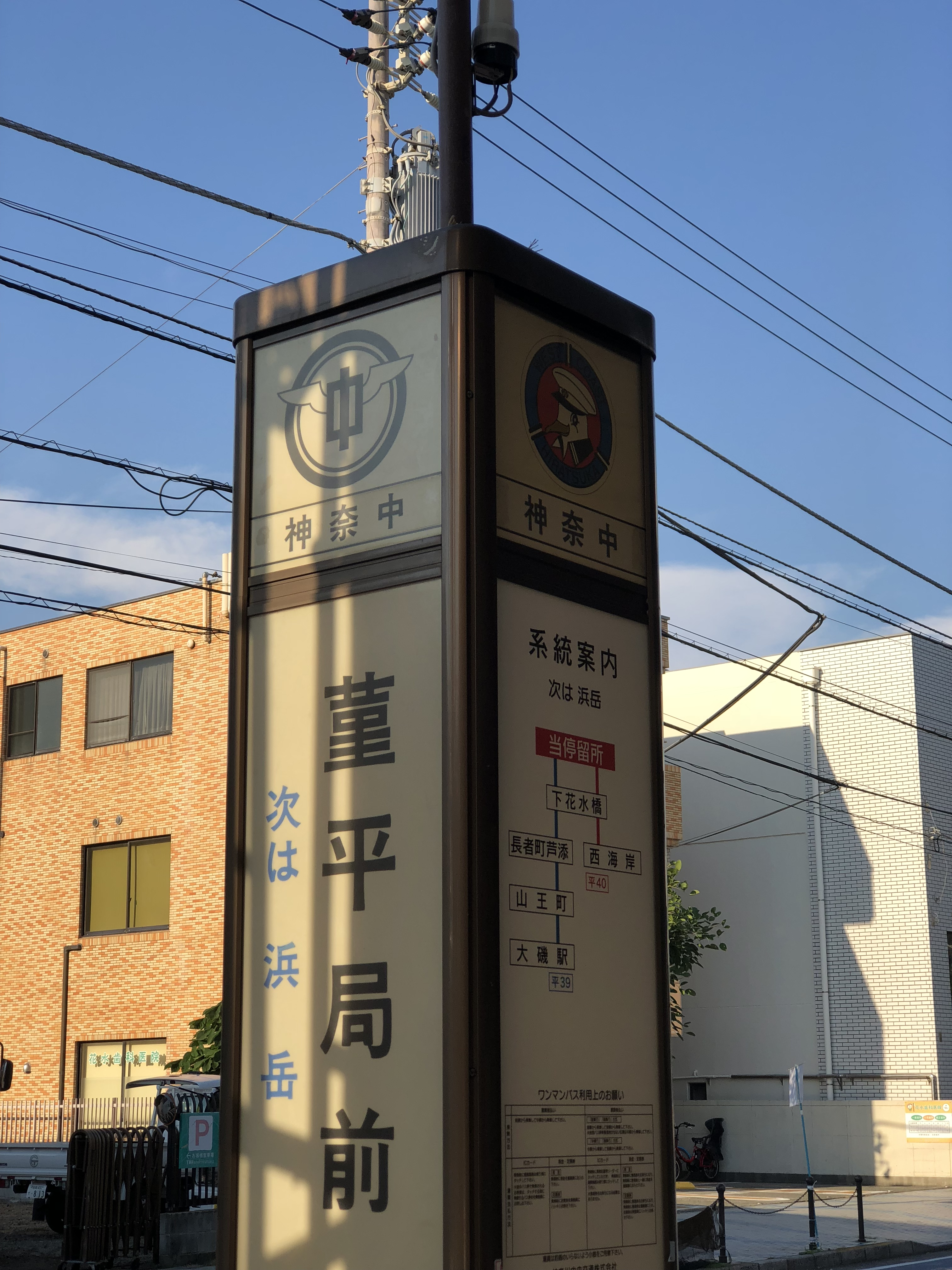
菫平局前バス停（神奈川県平塚市）-2018年

神奈川県内及び東京都南多摩地域を中心に、神奈川県・東京都・山梨県に路線を持ち、2011年1月の時点で約700路線を運行している。
1960年代以降は当時収益性の高かった貸切バス事業の増強を抑え、路線バス事業を中心とした経営に徹し、1989年時点では全営業収入の79.4%が路線バス事業による収入であったことなど、バス事業の収入比率が極めて高いことが特徴とされていた。1987年のインタビュー記事では、1つの路線に複数事業者が参入することは「客足が落ちた時に先に逃げた方が勝ちで、責任逃れが出来る」という理由により、決して好ましいことではないとしていた。
ほぼ全車で傘の販売を実施しているほか、一時期は収支改善のための努力として各神奈交バスの委託中型車に売店スペースを設置していた。なお、傘など一部を除き、車内物販については2008年3月31日をもって廃止となった。
将来の催しや施設が出来ることを見越し、採算度外視で運行している路線が2011年1月の時点で10路線ほど存在する。これらの路線はいわゆる「免許維持路線」と称されており、廃止は考えられていなかった。但し、2020年以降は休日に運行されていた免許維持路線の多くが土曜に運行日が変更されるなど、年間を通しての運行回数は減少される傾向にあった。
そのような中で、2024年4月に改正された労働基準法におけるバス運転士の改善基準告示等（時間外労働の上限規制等）、いわゆる「2024年問題」に対処するため「免許維持路線」の整理が行われ、2024年3月9日調布駅への路線が、同月30日には小田原駅への路線が廃止になっている。さらに2025年1月11日に市が尾駅への路線が、同年3月29日に登戸への路線が廃止された。さらに不採算路線のため行政（国・神奈川県・相模原市）からの補助を受給している相模原市緑区の中山間地域（津久井地域）において、神奈中側が市に対し2024年6月に路線の統廃合や他の交通モードへの転換を含めた協議の申出を行っており、2026年度末までに三ケ木 - 相模湖駅線を除き、三ケ木以西の路線を乗合タクシー転換などを軸に再編成し、運行から撤退する方向で行政側との調整が進められている。
一般路線の詳細については各営業所の記事を参照のこと。

#### 乗降方式

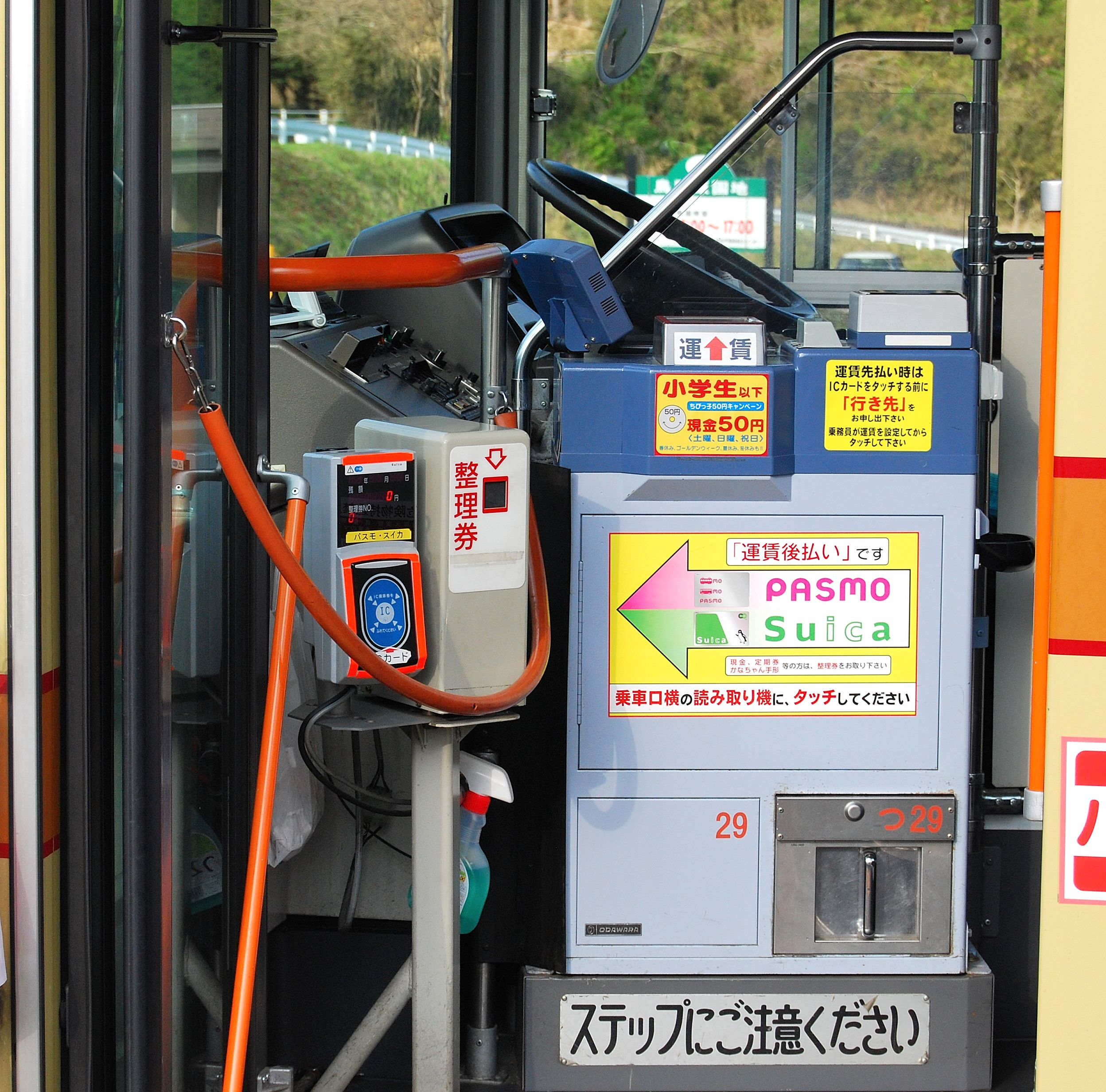
「前乗り前降り」方式当時。前扉にICカードリーダーと整理券発行機が設置されていた（現在は中扉に移設済）

ワンマン化以後、乗降時の事故防止と運賃収受の適正化の観点から、乗客の指向が鉄道駅などの一点に集中している路線や時間帯、また均一運賃区間の路線などを除き、乗降ともに前扉を使用する「前乗り前降り」方式を基本としていた。
しかし、利用者の要望やバリアフリー対応という観点から、中扉から乗車して前扉から降車する「中乗り前降り」方式の検討を進め、2006年3月から伊勢原営業所管内で「中乗り前降り」方式の実証実験を開始した。その後事故や問題などは発生しなかったことから本格導入に移行した。神奈中では、停留所付近のバリアフリー整備など関係機関の協力が得られ次第、この乗降方式を拡大したい、としており、2012年3月24日から茅ヶ崎営業所管内、同年10月29日から伊勢原営業所秦野操車所（湘南神奈交バス秦野営業所を含む）管内、2013年6月24日から平塚営業所（湘南神奈交バス平塚営業所を含む）管内、同年10月27日から相模原営業所（相模神奈交バス相模原営業所・津久井神奈交バスを含む）管内、 2014年3月24日から厚木営業所（相模神奈交バス厚木営業所を含む）管内、同年9月24日より綾瀬営業所管内及び茅ヶ崎営業所藤沢操車所（藤沢神奈交バス藤沢営業所を含む）管内、2015年3月23日から戸塚営業所管内、2016年3月22日からは大和営業所（藤沢神奈交バス大和営業所を含む）管内（一部の路線を除く）、2017年3月21日からは多摩営業所管内及び町田営業所管内（一部の路線を除く）でも「中乗り前降り」方式へ変更された。
また、横浜市内均一運賃の区間を多く持つ横浜営業所・舞岡営業所（旧舞岡操車所・横浜神奈交バス舞岡営業所）・中山営業所（旧横浜神奈交バス中山営業所）では、対キロ路線も含む全路線で「前乗り中降り」の運賃先払い方式を採用している。そのため、現在は営業所・路線ごとに乗降方式が混在している。

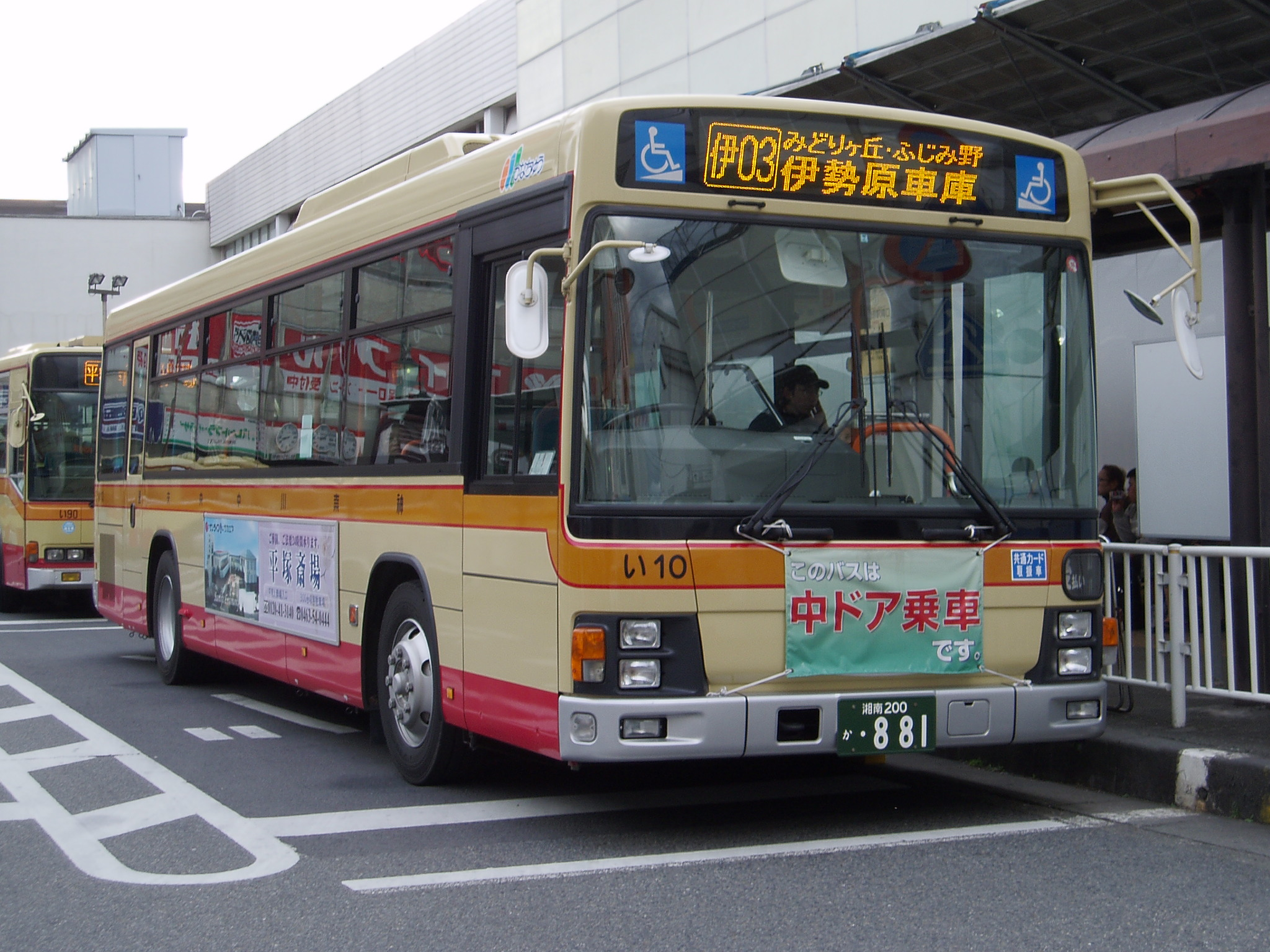
「中乗り前降り」方式採用当初は『中ドア乗車』の幕を掲示していた
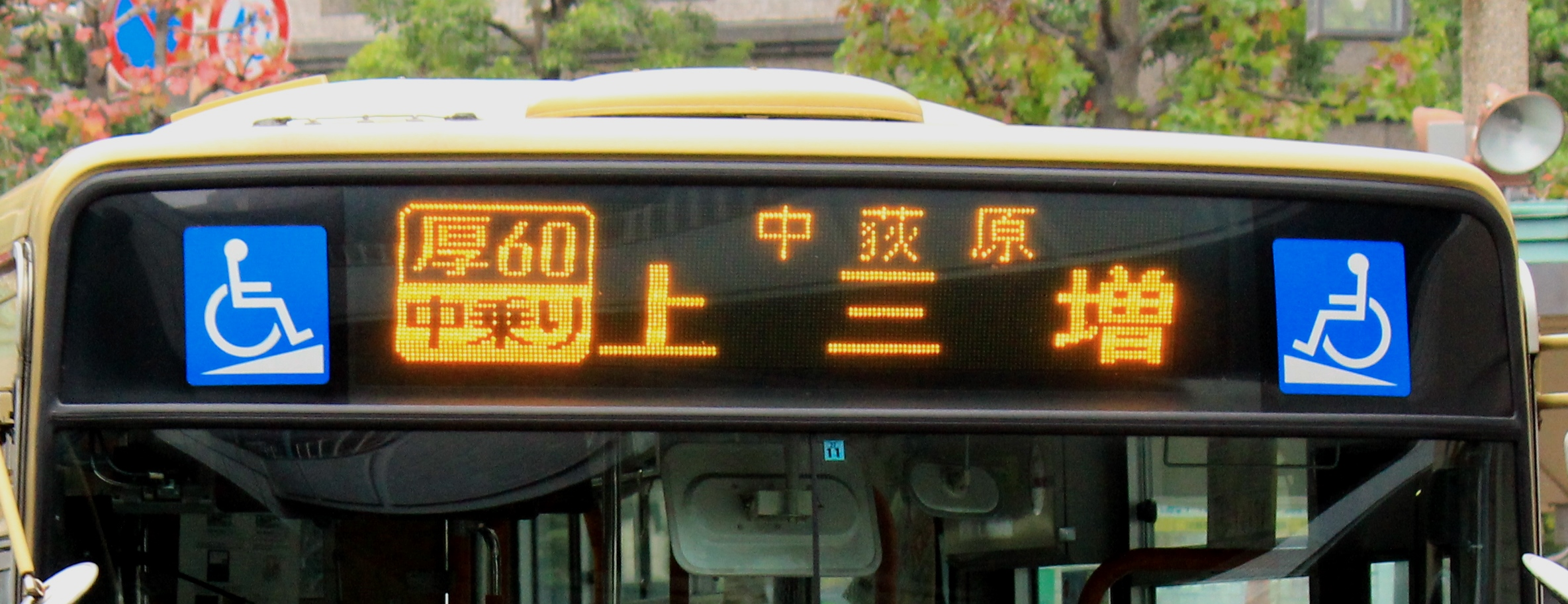
本格導入後は行先表示器の系統番号に『中乗り』と表示する方式に変更
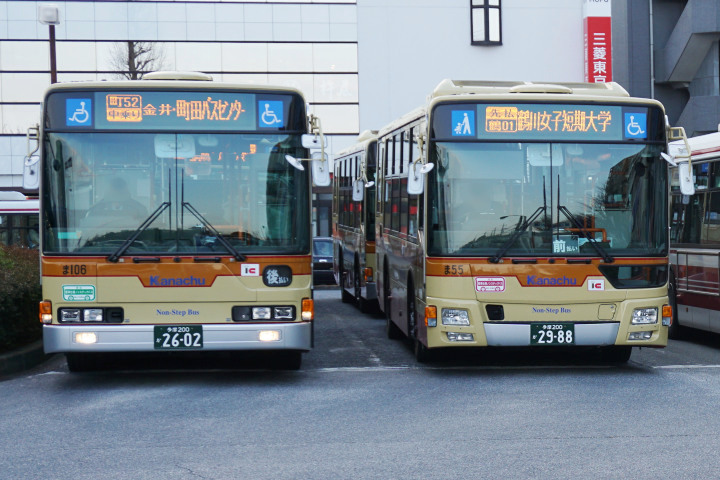
町田営業所の前面行先表示。中乗り前降り導入後は『中乗り』もしくは『先払』と表示される

##### 乗り継ぎ割引
路線再編に伴い、一部の停留所を発着する路線で乗り継ぎ割引を行っている。但し、2023年7月1日の運賃改定を機に、全ての紙式乗継割引制度とIC乗継割引制度の一部が廃止された。
継続中の乗り継ぎ割引
- 田名バスターミナル

乗り継ぎ割引対象系統の指定停留所間をPASMO及びSuicaで利用する場合に限る。2014年4月1日の田名バスターミナル開業に伴う路線再編のため、同日より開始。1台目のバス降車時にPASMO・Suicaを使用して運賃全額を支払い、降車後60分以内に2台目のバスへPASMO・Suicaを使用して乗車した場合に限り適用。導入当時の割引額は大人100円、小児50円で、2023年7月の運賃改定以降の割引額は大人120円、小児60円。
- 二宮駅南口

乗り継ぎ割引対象系統の停留所からPASMO及びSuicaで乗車した場合に限る。2016年3月26日の平塚駅北口～二宮駅南口～国府津駅線の路線再編のため、同日より開始。1台目のバスの降車時にPASMO・Suicaを使用して運賃全額を支払い、降車後60分以内に2台目のバスへPASMO・Suicaを使用して同一バス停から乗車した場合に限り適用。なお、以下のように乗車する場合、1台目のバス降車時に乗務員へバスを2回乗り継ぐ旨を申告すると、3台目用の「バス乗り継ぎ乗車証」を受け取ることができる。当初は2017年3月31日に終了予定とされていたが、その後も制度が存続している。導入当時の割引額は大人170円、小児85円で、2023年7月の運賃改定以降の割引額は大人210円、小児110円。
- 紅葉橋

乗り継ぎ割引対象系統の停留所からPASMO及びSuicaで乗車した場合に限る。地域からの要望を受け、2017年3月26日より開始。1台目のバス降車時にPASMO・Suicaを使用して運賃全額を支払い、降車後90分以内に2台目のバスへPASMO・Suicaを使用して乗車した場合に限り適用。割引額は大人100円、小児50円で、2023年7月の運賃改定後も割引額に変更は無い。
- 小山田桜台

町田市の検証運行路線（小山田桜台～多摩南部地域病院）と一般路線を乗り継ぐ場合に限る。2017年12月の検証運行路線開設にあわせて設定され、検証運行路線のバス降車時に乗務員へ乗り継ぎの旨を口頭で申告した場合に限り、検証運行路線が現金100円となる（PASMO・Suicaは適用外）
- 鶴ヶ峰駅

乗り継ぎ割引対象系統の指定停留所間をPASMO及びSuicaで利用する場合に限る。2019年1月16日のダイヤ改正に伴う路線再編のため、同日より開始。1台目のバス降車時にPASMO・Suicaを使用して運賃全額を支払い、降車後120分以内に2台目のバスへPASMO・Suicaを使用して乗車した場合に限り適用。割引額は大人210円、小児110円で、2023年7月の運賃改定後も割引額に変更は無い。
廃止された乗り継ぎ割引
- 原当麻駅、北里大学病院・北里大学、光が丘一丁目、上溝、小田急相模原駅、相武台前駅

乗り継ぎ割引対象系統の指定停留所間を利用する場合に限る。2003年12月の旧相模原市内における路線再編のため、2008年11月より開始。現金、PASMO及びSuica、回数券での支払いに限る。1台目のバス降車時に乗務員へ乗り継ぐ旨を申告し、運賃を支払って紙式の「バス乗り継ぎ乗車証」を受け取り、2台目のバス降車時に「バス乗り継ぎ乗車証」を提示し、割引運賃を支払う。割引額は大人100円、小児50円。2023年6月30日をもって割引制度が廃止された。
- 押切、押切・塔台橋

乗り継ぎ割引対象系統の停留所からPASMO及びSuicaで乗車した場合に限る。2016年3月26日の平塚駅北口～二宮駅南口～国府津駅線の路線再編のため、同日より開始。1台目のバスの降車時にPASMO・Suicaを使用して運賃全額を支払い、降車後60分以内に2台目のバスへPASMO・Suicaを使用して同一バス停から乗車した場合に限り適用。なお、以下のように乗車する場合、1台目のバス降車時に乗務員へバスを2回乗り継ぐ旨を申告すると、3台目用の「バス乗り継ぎ乗車証」を受け取ることができる。国道1号線経由 平塚駅北口方面～二宮駅南口で乗り継ぎ～押切（押切・塔台橋を含む）で乗り継ぎ～国府津駅、中井町役場入口、橘団地方面。割引額は大人170円、小児85円。当初は2017年3月31日に終了予定とされていたが、その後も制度が存続し、2023年6月30日をもって割引制度が廃止された。

#### 指差呼称

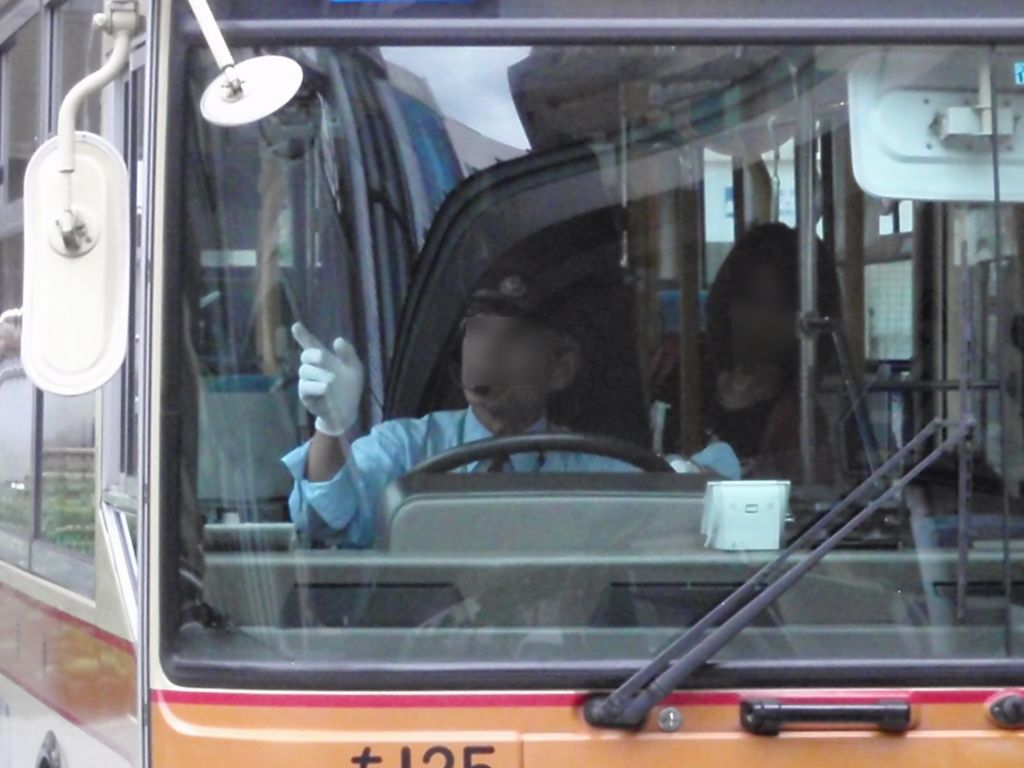
指差呼称

乗務員は、旅客案内や車内事故防止の呼びかけなど、頻繁に車内アナウンスを行っている。また、発車時に指差呼称を励行している。1976年から指差呼称が導入されたが、1977年11月から1978年5月にかけて事故が多発したことから、強力な実施指導に切り替えたもので、1982年4月からは運行中の指差呼称を義務付けた。2002年2月以降はそれまでに発生した事故の教訓から、内容を「左よし、前方よし、右よし」から「左よし、下よし、右よし」に変更した。交通ジャーナリストの鈴木文彦は、「ほぼ全員に徹底しているケースでは、神奈中グループがトップであろう」と評している。

### 高速バス
深夜急行バスについては神奈川中央交通西・平塚営業所と神奈川中央交通舞岡営業所を参照。
かつては神奈中本体で6路線の夜行高速バスを運行していた。その後、採算性の悪化により廃止や神奈交バスへの移管を経て、共同運行会社による単独運行や他系統への統合が行われた。一部路線は再編の上で存続しているが、神奈中では予約・発券業務のみを担当している。そのため現在は昼行高速バスと空港連絡バスのみ運行している。かつては電話予約も受け付けていたが、神奈中高速バス予約センターの閉鎖に伴って2022年2月28日で予約受付業務を終了した（以降はインターネット予約のみ）

#### 夜行高速バス

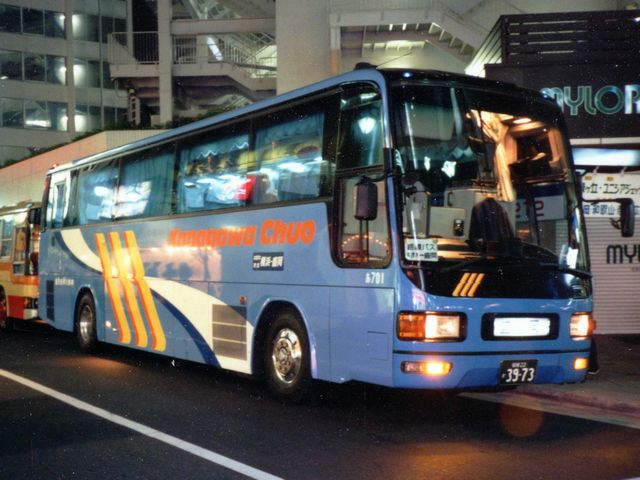
夜行高速バス盛岡線の車両（あ701）

横浜・町田 - 奈良線（やまと号）
1989年2月28日運行開始。奈良交通と共同運行。神奈中では初の夜行高速バスであると同時に、神奈川県下においても初の夜行高速バス路線である。1991年からは五位堂駅まで延長、1993年11月4日からは本厚木経由となる。
2003年4月1日から湘南神奈交バスに移管、さらに2008年6月16日からは横浜神奈交バスに移管された。
2008年9月30日限りで神奈中は撤退し、翌10月1日からは同名称の千葉線に統合。
横浜・町田 - 大阪線（ハーバーライト大阪号）
1989年3月23日運行開始。西日本ジェイアールバスとの共同運行。1991年5月11日からは横浜側の起点を本郷車庫へ変更。1999年10月1日からは本厚木経由となり、同時にダブルデッカーを導入。
2000年11月15日から湘南神奈交バスに移管、さらに2008年6月16日からは横浜神奈交バスに移管された。
2009年5月31日限りで神奈中グループは撤退し、後述する横浜・町田 - 京都線と統合。
横浜・町田 - 京都線（ハーバーライト京都号）
1989年7月20日運行開始。西日本ジェイアールバスとの共同運行。1999年10月1日からは本厚木経由となり、同時にダブルデッカーを導入。
2000年11月15日から湘南神奈交バスに移管、さらに2008年6月16日からは横浜神奈交バスに移管された。
2009年5月31日限りで神奈中グループは撤退し、前述の横浜・町田 - 大阪線と統合。
横浜・町田 - 和歌山線（サウスウェーブ号）
1989年12月22日運行開始。和歌山バスとの共同運行。1992年6月30日からは本厚木経由となった。
1998年3月から神奈中が撤退し、同名称の千葉線と統合（湘南神奈交への移管前に撤退）。
横浜・町田 - 広島線（赤いくつ号）
1989年12月22日運行開始。JRバス中国との共同運行。1993年11月4日からは本厚木経由となる。神奈中の歴史上では最長距離の路線であった。
1997年10月に廃止された（湘南神奈交への移管前に廃止）。
本厚木・町田・横浜 - 盛岡線
1990年7月5日運行開始。岩手県交通との共同運行。神奈中の夜行高速バスでは初めて本厚木発着となった路線で、その後は他の夜行高速バスも本厚木を停車地に追加した。
検討段階から交通ジャーナリストの鈴木文彦が市場調査などで直接的に関わっており、盛岡での開業初日のテープカットでは鈴木も招待されていた。当初、岩手県側では岩手県交通とジェイアールバス東北の2社が参入を希望したが、その後に両社間の調整で別路線への参入を条件に、ジェイアールバス東北は本路線への参入を見送ることになった。
他の夜行高速路線と異なり厚木営業所が担当していた（他は横浜営業所）。車両更新時に三菱エアロクィーンIに代替されると同時に横浜営業所へ移管された（岩手県交通の車両は引き続き厚木営業所に入庫していた）。
2003年4月1日から湘南神奈交バスに移管された（横浜神奈交への再移管前に撤退）。
2005年11月30日限りで神奈中は撤退し、岩手県交通の単独運行となった後、2016年3月31日に廃止された。

#### 昼行高速バス

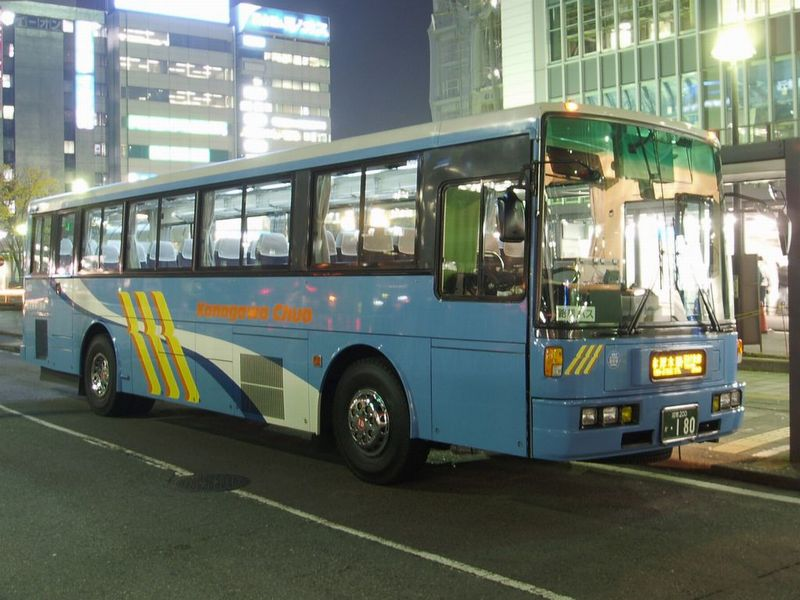
田村車庫・本厚木 - 新横浜線の車両（ひ812）

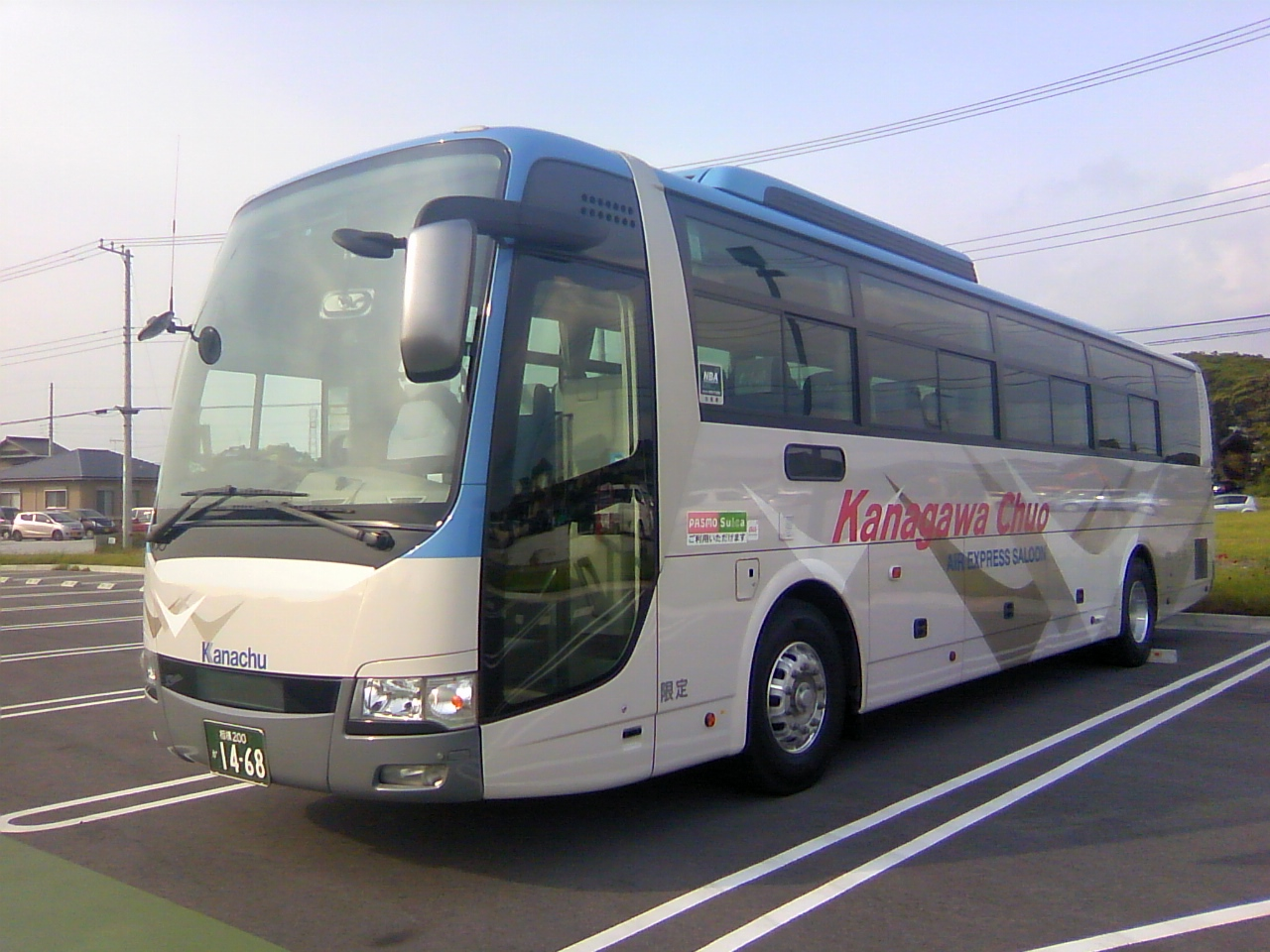
アクアラインバスとして使用された車両（さ854）

田村車庫・本厚木 - 新横浜線
2006年11月17日より運行開始。2008年2月29日限りで廃止。
相模大野・町田・南町田 - 三井アウトレットパーク木更津・木更津駅線（アクアラインバス）
小湊鉄道との共同運行で、2012年12月13日より運行開始。毎日1往復（両社が0.5往復ずつ）、朝は木更津方面、夕は相模大野・町田方面が運行される。2017年7月1日より南町田グランベリーパーク駅に停車。同年12月16日より木更津駅西口まで延長。2023年3月26日をもって廃止された。
南町田・町田・橋本 - 富士急ハイランド・河口湖駅線
2015年8月10日より運行開始。運行開始当初は富士急山梨バスとの共同運行で、毎月16日に運行会社を入れ替える輪番制を採用し、毎日1往復、朝は河口湖方面、夕は橋本・町田方面が運行される。富士急側は2017年4月1日より富士急山梨バスから富士急湘南バス（現・富士急モビリティ）に運行移管。同年7月1日より南町田グランベリーパーク駅に停車。2025年4月16日より富士急モビリティの単独運行となった。
藤沢・辻堂・本厚木 - 富士急ハイランド・河口湖駅線
2015年8月10日より運行開始。富士急モビリティ（旧・富士急湘南バス）との共同運行で、毎日2往復（運行開始当初は1往復）、朝は河口湖方面、夕は本厚木・辻堂・藤沢方面が運行される。富士急側は2017年4月1日より富士急山梨バスから富士急湘南バス（当時）に運行移管。当初は毎月16日に運行会社を入れ替える輪番制を採用していたが、2025年4月16日より各社1往復ずつ運行するダイヤに変更された。
藤沢・辻堂・本厚木 - 川越駅・本川越駅・神明町車庫（圏央ライナー川越湘南線）
2019年3月16日より運行開始。運行開始当初は東武バスウエストとの共同運行で、毎日2往復、朝は川越方面、夕は本厚木・辻堂・藤沢方面が運行され、両社とも同一経路で運行されていた。2020年7月18日より東武バス担当便は辻堂駅を経由せず、新江ノ島水族館・江ノ島海岸（藤沢方向のみ）・江ノ島駅経由に経路変更し、共同運行ながら神奈中と東武で一部運行経路が異なっていた。2020年11月1日より新型コロナウイルス感染拡大の影響によって運休が続いていたが、2022年9月3日の運行再開時より神奈中の単独運行（土休日1往復）となり、東武バスウエストが運行から撤退した。2024年3月31日をもって廃止された。
相模大野・町田・南町田 - 御殿場プレミアム・アウトレット/ホテルクラッド・木の花の湯線
2020年3月29日より運行開始。朝は御殿場方面、夕は相模大野・町田方面が運行される。2022年3月1日より南町田グランベリーパーク駅に停車。2024年8月31日をもって廃止された。
相模大野・町田 - 東京ディズニーシー・東京ディズニーランド（東京ディズニーリゾート線）
京成バスとの共同運行で、2022年3月1日より運行開始。毎日2往復（各社1往復ずつ）、朝はディズニーリゾート方面、夕は相模大野・町田方面が運行される。

#### 空港連絡バス

##### 羽田空港発着
田村車庫・本厚木発着京浜急行バス との共同運行で、1999年6月14日より運行開始。神奈中側は2016年8月16日より湘南神奈交バス（現：神奈川中央交通西）に運行移管。東名大和バス停は、2018年9月1日から停車。
相模大野・町田・南町田発着京浜急行バスとの共同運行で、2001年8月7日より運行開始。2017年7月1日より一部便が南町田グランベリーパーク駅に停車。
戸塚・港南台発着神奈中側では横浜神奈交バス（現：神奈川中央交通）が運行を担当、京浜急行バスとの共同運行で、2003年7月18日より運行開始。当初は港南台駅発着のみであったが、2004年12月1日より一部便が戸塚駅東口まで延長。2015年4月より一部便が東戸塚駅東口・上永谷駅に停車。新型コロナウイルス感染拡大の影響により、2021年5月20日から全便運休となったが、運行再開をせずに2022年2月28日限りで廃止。2021年5月19日が事実上の最終運行日となった。
海老名発着京浜急行バス・相鉄バスとの共同運行。2012年3月30日より運行開始。神奈中側は2016年8月16日より湘南神奈交バス（現：神奈川中央交通西）に運行移管。新型コロナウイルス感染拡大の影響により、2020年9月1日から全便運休となったが、運行再開をせずに共同運行便も含めて2024年5月31日限りで廃止。2020年8月31日が事実上の最終運行日となった。

##### 成田空港発着

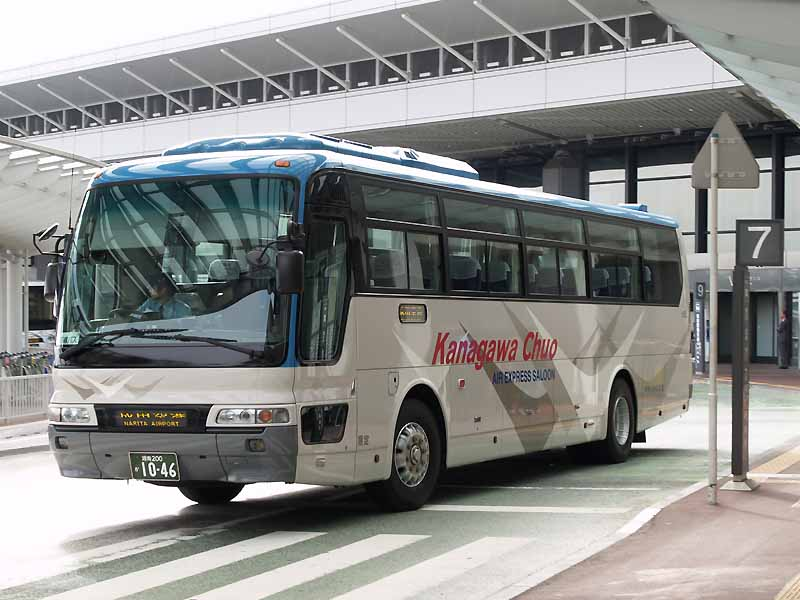
田村車庫・本厚木-成田空港線の車両（ひ852）

橋本・相模大野・町田・南町田発着京成バス との共同運行で、2000年6月20日より運行開始。当初は相模大野駅・町田バスセンター発着であったが、2004年12月16日より一部便が橋本駅南口まで延長。神奈中側は2016年8月16日より一部を湘南神奈交バス（現：神奈川中央交通西）に運行移管。2017年7月1日より一部便が南町田グランベリーパーク駅に停車。
田村車庫・本厚木発着京成バスとの共同運行で、2001年6月14日より運行開始。神奈中側は2016年8月16日より湘南神奈交バスに運行移管。
茅ヶ崎・藤沢・戸塚発着成田空港交通との共同運行で、2007年3月22日より運行開始。当初は辻堂駅・藤沢駅・戸塚バスセンター発着であったが、2009年3月1日より茅ケ崎駅まで延長。2016年4月1日より京成バス運行便が成田空港交通に移管された。神奈中側は2016年8月16日より湘南神奈交バス（現：神奈川中央交通西）に運行移管。2016年10月1日より成田空港交通の単独運行化。

### 貸切バス

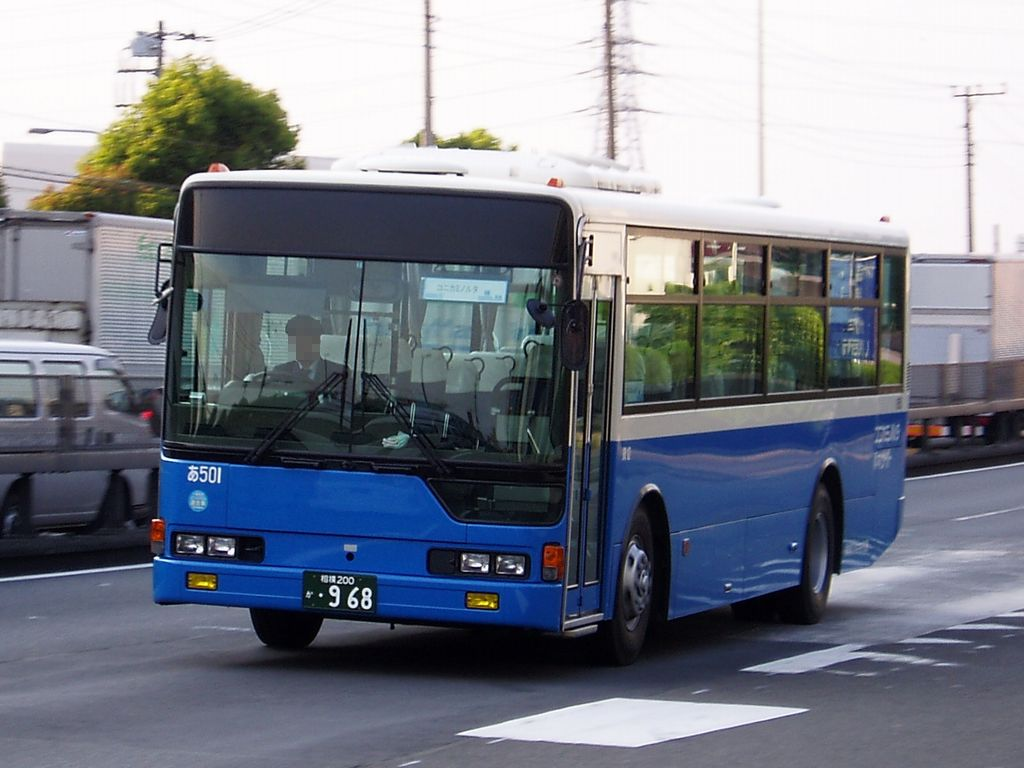
契約貸切車の例（あ501）

神奈川中央乗合自動車が発足した後、戦後1948年7月には貸切バス事業を再開している。その後も事業区域の拡大が進められたが、1960年代以降は貸切バス台数の増強は控え、帰省バスやスキー・スケートなどの需要拡大を強化する方向性となった。
1995年7月には一部を除いて神奈中ハイヤーに貸切バス事業を譲渡（現在は神奈中観光）し、その後は企業の送迎などに使用される契約貸切や、路線バス車両を使用した貸切営業 に限られている。

### 特定旅客事業

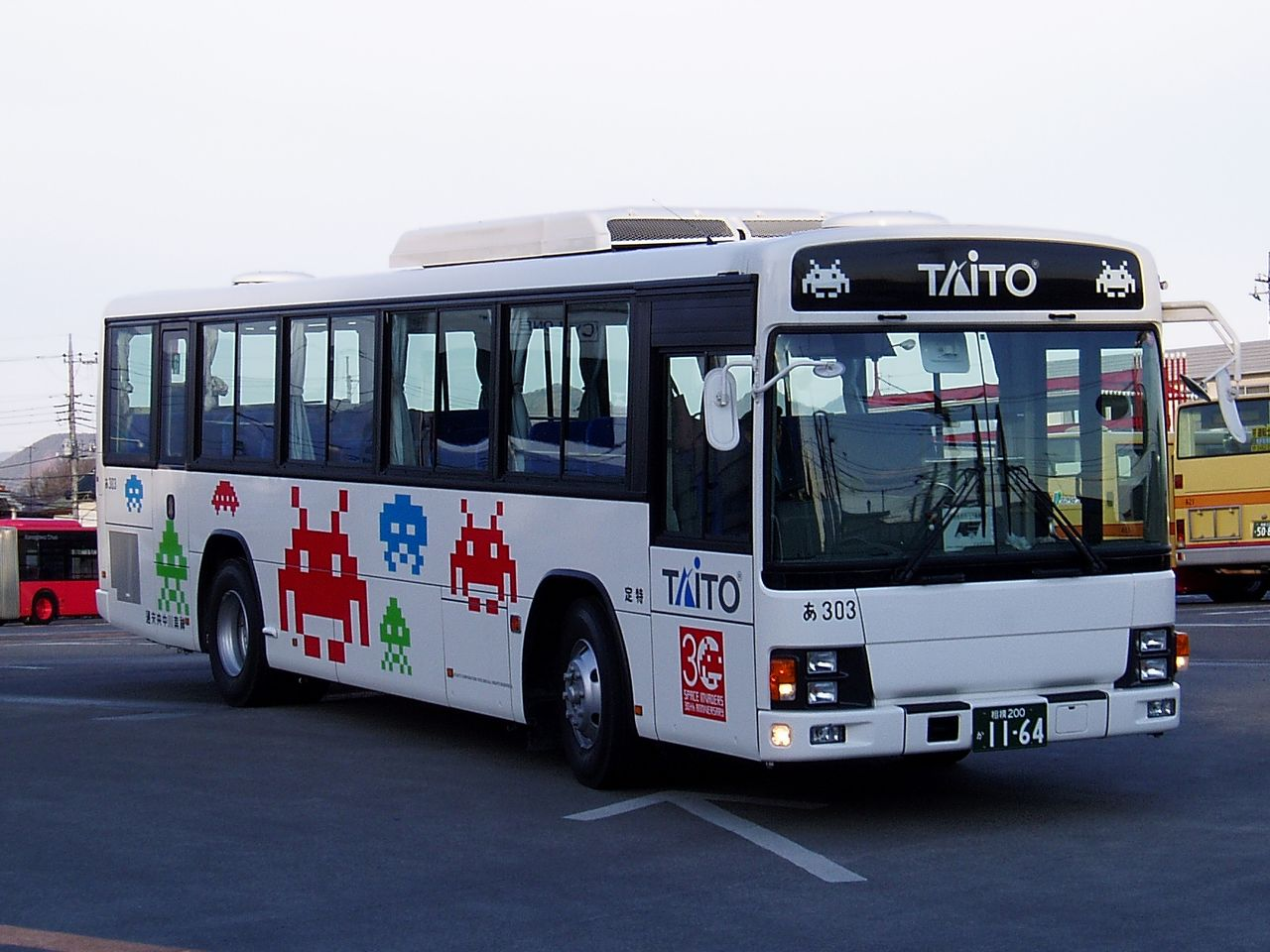
特定バスに使用される車両の例（あ303）

神奈中の特定旅客事業（特定バス）は、1975年に東京都教育委員会の養護学校スクールバス運行を受託したことが始まりである。その後、企業送迎や学校スクールバスの自家用車両の代替に着目し、再雇用者によるコスト低減や運行計画・車体デザインの受け入れ態勢などを整備した上で、専用のパンフレットまで作成してセールスを行った。この結果、顧客が大幅に拡大し、神奈中の事業の柱の1つにまでなった。
他の事業に使用される車両と異なり、特定輸送バス事業における車種や車両仕様、外装デザインはさまざまであるが、これは特定輸送は顧客の要望が反映されるためである。例としては、着手のきっかけとなった東京都教育委員会のスクールバスにおいて、他の地区にあわせて東京都交通局の貸切バス塗装が施されていた事例や、伊勢原営業所の福祉施設送迎用車両で三菱デリカスペースギア4WD（定員6名・リフトつき）が採用されていた事例 などが挙げられる。

## 営業所
営業所名後ろの括弧内の平仮名及び英字は営業所を略記する際の記号。個別の路線については各営業所及び操車所の項目を参照のこと。
- 綾瀬営業所（せ） - 神奈川県綾瀬市
- 多摩営業所（た） - 東京都八王子市
- 茅ヶ崎営業所（ち） - 神奈川県茅ヶ崎市
- 戸塚営業所（と） - 神奈川県横浜市泉区
- 町田営業所（ま） - 東京都町田市[注釈 18]
- 中山営業所（な） - 神奈川県横浜市旭区
- 横浜営業所（よ） - 神奈川県横浜市栄区
- 舞岡営業所（お） - 神奈川県横浜市戸塚区
- 厚木営業所（あ）・厚木北営業所（き） - 神奈川県厚木市
- 相模原営業所（さ） - 神奈川県相模原市南区
- 橋本営業所（も） - 神奈川県相模原市緑区
- 藤沢営業所（ふ） - 神奈川県藤沢市
- 大和営業所（や） - 神奈川県大和市
- 伊勢原営業所（い） - 神奈川県伊勢原市
- 秦野営業所（は） - 神奈川県秦野市
- 津久井営業所（つ） - 神奈川県相模原市緑区
- 平塚営業所（ひ） - 神奈川県平塚市

### 廃止・改称・移管された営業所・操車所
- 弘明寺営業所 - 神奈川県横浜市（1954年12月21日に移転の上横浜営業所に改称[224]）
- 上溝営業所 - 神奈川県相模原市（1958年9月22日に移転の上相模原営業所に改称[225]）
- 厚木営業所半原操車所 - 神奈川県愛甲郡愛川町（1982年5月16日廃止[226]）
- 藤沢営業所長後操車所 - 神奈川県藤沢市（現 長後駅前サービスセンター。1988年12月24日廃止。営業所機能は綾瀬営業所に移行[227]）
- 横浜営業所笹下操車所 - 神奈川県横浜市港南区（2001年12月16日廃止[144]。営業所機能は管轄の本郷操車所に移転）
- 神奈中ハイヤー観光バス 新横浜営業所 - 神奈川県横浜市港北区（2004年廃止）
  - 元は県の第三セクター神奈川県観光の営業所。同じ神奈中ハイヤー観光バス（当時）の平塚・町田・戸塚営業所へ統合し廃止。詳細は神奈中観光を参照。
- 藤沢営業所 - 神奈川県藤沢市（2005年4月16日に茅ヶ崎営業所へ統合し廃止、操車所化[147]）
- 津久井営業所 - 神奈川県津久井郡津久井町（2005年4月16日に相模原営業所へ統合し廃止、操車所化[147]）
  - 津久井営業所城山操車所 - 神奈川県津久井郡城山町（2005年4月16日に相模原営業所に移管[147]）
- 神奈中観光 戸塚営業所 - 神奈川県横浜市戸塚区（2006年廃止）
  - 先立った小田急グループ内の事業再編で、2002年に旧・箱根登山観光バス東京営業所を統合し、野津田車庫から旧箱根登山観光の車庫へ移転していた当時の神奈中観光町田営業所（町田市鶴間。現・東京営業所）と2006年に統合し廃止。詳細は神奈中観光を参照。なお、現在も車庫は現存し、神奈川中央交通戸塚営業所上矢部休憩所として休憩や待機で使用している。
- 秦野営業所 - 神奈川県秦野市（2008年5月16日に伊勢原営業所へ統合し廃止、操車所化[96]）
- 神奈中観光 平塚営業所 - 神奈川県平塚市（2008年改称。現在の神奈川営業所）
- 神奈中観光 町田営業所 - 東京都町田市（2008年改称。現在の東京営業所）
- 舞岡営業所 - 神奈川県横浜市戸塚区（2011年10月16日に横浜営業所へ統合し廃止、操車所化）

前述の藤沢・津久井・秦野・舞岡については、子会社への全面委託化に伴う操車所化であり、それぞれ神奈交バスの営業所として現存していた。
また、事業再編の項での先述通り、舞岡については2017年の事業再編で再び神奈川中央交通の営業所となった。
以下は2006年12月まで存在した神奈交時代の営業所一覧で、記号は当時の各神奈交の自社所有車両に使用された（受託車両には用いない）。なお、所在地に併記した営業所名は、各神奈交の営業所が所在する神奈中本体の営業所・操車所を表す。
- 湘南神奈交バス（か）
  - 平塚営業所 - 神奈川県平塚市（平塚営業所田村操車所）
  - 秦野営業所 - 神奈川県秦野市（伊勢原営業所秦野操車所）
- 藤沢神奈交バス（FK）
  - 大和営業所 - 神奈川県大和市（大和営業所鶴間操車所）
  - 藤沢営業所 - 神奈川県藤沢市（茅ヶ崎営業所藤沢操車所）
- 相模神奈交バス（SK）
  - 相模原営業所 - 神奈川県相模原市緑区（相模原営業所峡の原操車所）
  - 厚木営業所 - 神奈川県厚木市（厚木営業所上荻野操車所）
  - 町田営業所 - 東京都町田市（町田営業所）
- 津久井神奈交バス（T-）
  - 津久井営業所 - 神奈川県相模原市緑区（相模原営業所三ヶ木操車所）
    - 津久井営業所城山操車所 - 神奈川県相模原市緑区（相模原営業所城山操車所）
- 横浜神奈交バス（YK）
  - 舞岡営業所 - 神奈川県横浜市戸塚区（横浜営業所舞岡操車所）
  - 中山営業所 - 神奈川県横浜市緑区（大和営業所中山操車所）

### 営業所の変遷
統合により神奈川中央乗合自動車が発足した1944年6月16日の時点では、以下の営業所が存在した。
東海道乗合自動車の営業所弘明寺・戸塚・平塚・中野・町田
旧・藤沢自動車の営業所藤沢・茅ヶ崎・厚木
旧・秦野自動車の営業所秦野
旧・伊勢原自動車の営業所伊勢原
その後、同年9月16日には茅ヶ崎営業所を平塚営業所に統合した ほか、相模鉄道のバス事業譲り受けに伴い、同年11月28日に上溝営業所が発足している。
戦後、1952年2月23日に鶴間営業所が開設された ことに伴い、町田営業所は鶴間営業所の出張所となった。1954年には弘明寺営業所の業務を横浜市南区笹下町に新設された横浜営業所に移転、1958年6月25日には町田営業所が開設され、逆に鶴間営業所は町田営業所の出張所となった。同年9月22日には、上溝営業所が移転の上相模原営業所に改称している。1960年には中野営業所を津久井営業所に改称した。
1960年代以降、輸送力の増強に伴う車両の増加に対応するために、営業所を郊外へ新設や移転を行い、同時に敷地面積も拡大するという手法がとられた。まず1962年には厚木営業所上荻野出張所（当時）・戸塚営業所長後出張所（当時）が開設され、翌1963年4月20日には戸塚営業所を戸塚駅前から郊外（横浜市戸塚区中田町、現 立場ターミナル停留所）に移転、同年5月10日には舞岡営業所が新設されたほか、1963年12月25日には横浜営業所本郷出張所が竣工、1964年8月15日には平塚営業所から分離して 茅ヶ崎営業所が設立された。なお、命令系統の明確化を目的として、1962年以降は各営業所は運輸部所属部門から社長直轄の事業所に変更された。
1965年に車両数が1000台を超えると、さらに郊外への移転が進められた。1966年6月10日に秦野営業所が移転、1968年には平塚営業所田村操車所が竣工、1969年には町田営業所が移転、1970年には町田営業所から鶴間操車所が分離して大和営業所が発足、1971年には相模原営業所峡の原車庫が開設され、1972年には厚木営業所も移転した。1973年には貸切業務が平塚・戸塚の2営業所に統合された ほか、戸塚営業所長後操車所を藤沢営業所に、津久井営業所の橋本操車所を相模原営業所へそれぞれ移管した。
1988年12月24日からは藤沢営業所から分離するかたちで 綾瀬市吉岡に綾瀬営業所が開設され、藤沢営業所長後操車所は廃止された。2001年7月29日には多摩営業所が開設された。
2005年4月16日からは、藤沢営業所は茅ヶ崎営業所藤沢操車所に、津久井営業所・城山操車所2005年4月16日よりそれぞれ相模原営業所三ヶ木操車所・相模原営業所城山操車所）に、秦野営業所は2008年5月16日より伊勢原営業所秦野操車所に、舞岡営業所は2011年10月16日より横浜営業所舞岡操車所に変更された。各地区の神奈交バスへの全面的な管理委託が行われたことによるもので、神奈川中央交通本体としての営業所機能は廃止された。
その後2017年1月1日の会社再編により神奈交バス5社は消滅し、次の通り再編された。
- 旧横浜神奈交バスの営業所：舞岡（横浜営業所舞岡操車所）・中山（大和営業所中山操車所）を神奈川中央交通に移管[注釈 20]。
- 旧相模神奈交バスの営業所：相模原（相模原営業所峡の原操車所）・厚木（厚木営業所上荻野操車所）を神奈川中央交通東に移管しそれぞれ橋本営業所・厚木北営業所に名称を変更し、町田は神奈川中央交通の営業所に一本化された。
- 旧藤沢神奈交バスの営業所：藤沢（茅ヶ崎営業所藤沢操車所）・大和を神奈川中央交通東に移管[注釈 21]。
- 旧湘南神奈交バスの営業所：平塚（伊勢原営業所平塚操車所）・秦野（伊勢原営業所秦野操車所）を神奈川中央交通西に移管。
- 旧津久井神奈交バスの営業所：津久井（相模原営業所三ヶ木操車所・城山操車所）を神奈川中央交通西に移管。

また、上記の再編に続き2017年12月16日には、神奈川中央交通の営業所であった相模原・厚木・大和の各営業所が神奈川中央交通東に移管された。2019年4月1日には、神奈川中央交通の営業所であった伊勢原営業所が神奈川中央交通西に移管された。
なお、2009年6月からは、それまで社長直轄事業所であった各営業所は、運輸営業部に所属する部門に変更された。
各営業所の特徴として、乗務員の休憩室と事務室の仕切りがなく、事務員が多忙の際には休憩中の乗務員が外部からの問い合わせ電話を受けることもある という点が挙げられる。

## 運賃・乗車券類

### 企画乗車券
- かなちゃん手形
  - 69歳以上の利用者限定で購入でき、手形を呈示することで一般路線バスを本来の運賃に関係なく1乗車100円(深夜バスは200円)で利用できる。3か月3,500円、6か月5,900円、1年10,800円である。当初は65歳以上としていたが、2022年3月10日発売分より69歳以上に対象年齢が引き上げられた。
- 一日フリー乗車券
  - 神奈川中央交通グループの一般路線バスが乗り放題になるフリー乗車券で、当日のみ使用可能。PASMOまたはSuicaを利用し、バス車内でのみ発売。大人1,050円、小児530円。かつてはスクラッチ式（2011年12月31日販売終了）、磁気券（2022年2月28日販売終了）も存在した。

### 福祉優待制度
- 横浜市
  - 「敬老特別乗車証」・「福祉特別乗車券」
- 川崎市
  - 「高齢者特別乗車証」・「ふれあいフリーパス」
    - いずれの場合も乗降のどちらか一方が各市内であれば利用可能。

### 福祉割引制度
- 身体障害者手帳・療育手帳
  - 現金・ICは5割引、定期券は3割引、スマートフォンアプリ「ミライロID」等を提示）した場合、本人と介護人に対してそれぞれ割引運賃が適用される。
  - IC運賃を障がい者用ICカードで支払う場合、手帳の提示は不要。
- 精神障害者保健福祉手帳
  - 精神障害者保健福祉手帳（写真付）を提示（スマートフォンアプリ「ミライロID」等の提示も含む）し、かつ乗車降車ともに本人と介護人に対して5割引の運賃が適用される。
  - 但し、横浜市内、川崎市内で完結する路線を除く。
  - 横浜市内・川崎市内と近隣市町村を跨ぐ路線は割引適用。
  - 横浜市内・川崎市内と近隣市町村を跨ぐ路線は、横浜市内・川崎市内で乗降が完結している場合でも割引適用。

## 車両
本節では便宜上、大型車のうち全長が10.5mから10.9mの車両を「標準尺車」、全長が9mから10.5m未満の車両を「短尺車」、全長11m級の車両を「長尺車」と標記する。 

### 車両史

#### 創業期の車両
神奈中の前身となる事業者の1つである鶴屋商会では、フォードやビュイック、レオなどの輸入車両が使用された記録が残っている。

#### 戦時中から終戦直後
1940年10月になると、石油消費規制が強化されたことに伴い、保有車両の7割が代用燃料化された。さらに、1941年8月には液体燃料配給停止の措置がとられたため、保有車両の全車両が代用燃料化されることになった。
当初は代用燃料は木炭と薪が使用されていた。神奈川県内では清川村が良質の木炭の産地であった。地元民からは「木炭を特別に配給するからダイヤの完全運行をしてほしい」という依頼もあったという。ところが、1945年に入ると県内産木炭の入荷が途絶え、やむを得ず福島県から鉄道輸送によって木炭を入手することになった。しかし、神奈川県産の木炭と比べるとガス発生量は少なかったという。その福島県産の木炭さえも入手が難しくなり、最終的にはほぼ薪に頼る状態となった。
薪については、代用燃料導入当初は、ガス発生にも適する状態のよく乾燥された良質の薪が入手できていたが、1944年頃からは乾燥が不十分な状態のままで入荷することになった。薪の産地は丹沢の森林地帯で、トラックや座席を撤去したバスで足柄上郡三保村まで直接取りに行っていたという。終戦直後になると、薪の加工工場の生産能力が間に合わず、1946年には渋沢に薪生産工場を設けて自社生産を行った。
燃料以外の保守部品も不足しており、エンジンオイルは鉱物油・植物油・魚油を混合したものを使用し、しかも一度使用したオイルは再生の上配給に回された。窓ガラスが破れた場所には板が張られ、雨漏りの補修もままならず、雨の日には車内で乗客が破れた傘をさしている光景も見られたという。
なお、空襲を避けるため、横浜市内の路線を担当する戸塚営業所では全車両に装甲車に見えるようなカムフラージュを施して営業していたという。

#### 戦後の復興
戦後、稼動車両を早期に増強しないと収入が見込めない状態であった。しかし、バスはシャーシが割り当てられたものの架装すべき車体がない状態であった。また、部品を他の車両に流用したままになっていた遊休車両もあった。そこで、秦野町（当時）にある神中自動車工業秦野工場を買収し、秦野工場として自社で車両整備を行うことになり、1947年から秦野工場として本格的に業務が開始された。同工場で再生された車両は、自製のボンネット周りに外観上の特徴があった。
また、戦後の貸切バス再開に伴い、1936年式のフォードの内装を改装した貸切バス車両を2台導入したが、これも秦野工場で再生された。
秦野工場は各営業所の付属工場の整備が進んだ1953年に閉鎖されたが、戦後の車両復興に大きく貢献した。

#### ディーゼルバス導入から高度成長期へ
1948年10月には、初のディーゼルバスとしていすゞ・BX91型が5台導入された。翌1949年に導入された車両からは、路線バス車両のカラーリングについて、ベース色がクリーム色に変更された。
1963年には、清川村の札掛へ乗り入れる路線が開設されたが、この路線に導入された車両は、当時の神奈中としては唯一のマイクロバスであった。
高度成長期は輸送力増強に対応するため、道路環境が整備されているとは限らなかったにもかかわらず、高度成長期から1990年までの神奈中で導入される車両の大半は長尺車であった。車両数も別表に見られるように増加の一途を辿り、特に厚木営業所では1985年度に所属台数が200台を超えている。

### 1980年代以降の車両概説
1980年代半ばに神奈川三菱ふそう自動車販売が傘下となってからは三菱製車両の導入が多くなり、2005年時点では9割以上が三菱車となっている。相模原・多摩・戸塚・平塚・町田・横浜など、大型路線車のほとんど全車が三菱車で占められている営業所も多数存在する。いすゞ製の車両は綾瀬・茅ヶ崎・藤沢・大和の各営業所に多く、日野製の大型車両はハイブリッド車と一部のブルーリボンII以外は全車両が伊勢原営業所に配置され、日産ディーゼルは主に厚木・平塚・秦野の各営業所に配置された。各メーカーの車両とも、1990年以降はノンステップバスなど一部の短尺車を除き標準尺車のみの導入に統一されている。狭隘路線や閑散路線には中型車も導入されており、こちらもかつては4メーカーから導入していたが、日野製の中型車は2009年までに日産ディーゼルの中型車は2011年に全廃となり、現在は三菱製といすゞ製のみの在籍となっている。1985年製の車両までは6年から8年程度（長くても10年程度）で廃車されるケースが多かったが、近年は使用年限を延長しており、2017年時点で最も古い車両は2001年式である。
一般路線車の車体は、三菱製は伝統的に（呉羽自動車工業→新呉羽自動車工業→三菱自動車バス製造→）三菱ふそうバス製造、日野製は日野車体、いすゞ製は純正の川崎重工の他、富士重工や北村製作所を並行して採用していた。日産ディーゼル車についても富士重工および西日本車体工業製で導入されていたが、2010年後半以降は三菱からのOEM車種であるスペースランナーAを導入していた。
なお、ほかの事業者では2000年の三菱リコール隠し以降三菱製の導入を一時中止したり、減らしたりした事業者が多いが、当社は前述の理由から若干、いすゞが増えた程度。ただし、中型車を擁する営業所ではエアロミディ生産中止の影響でジェイ・バス製（いすゞ・日野）以外の選択肢がなくなり、いすゞや日野が増加する傾向にある。

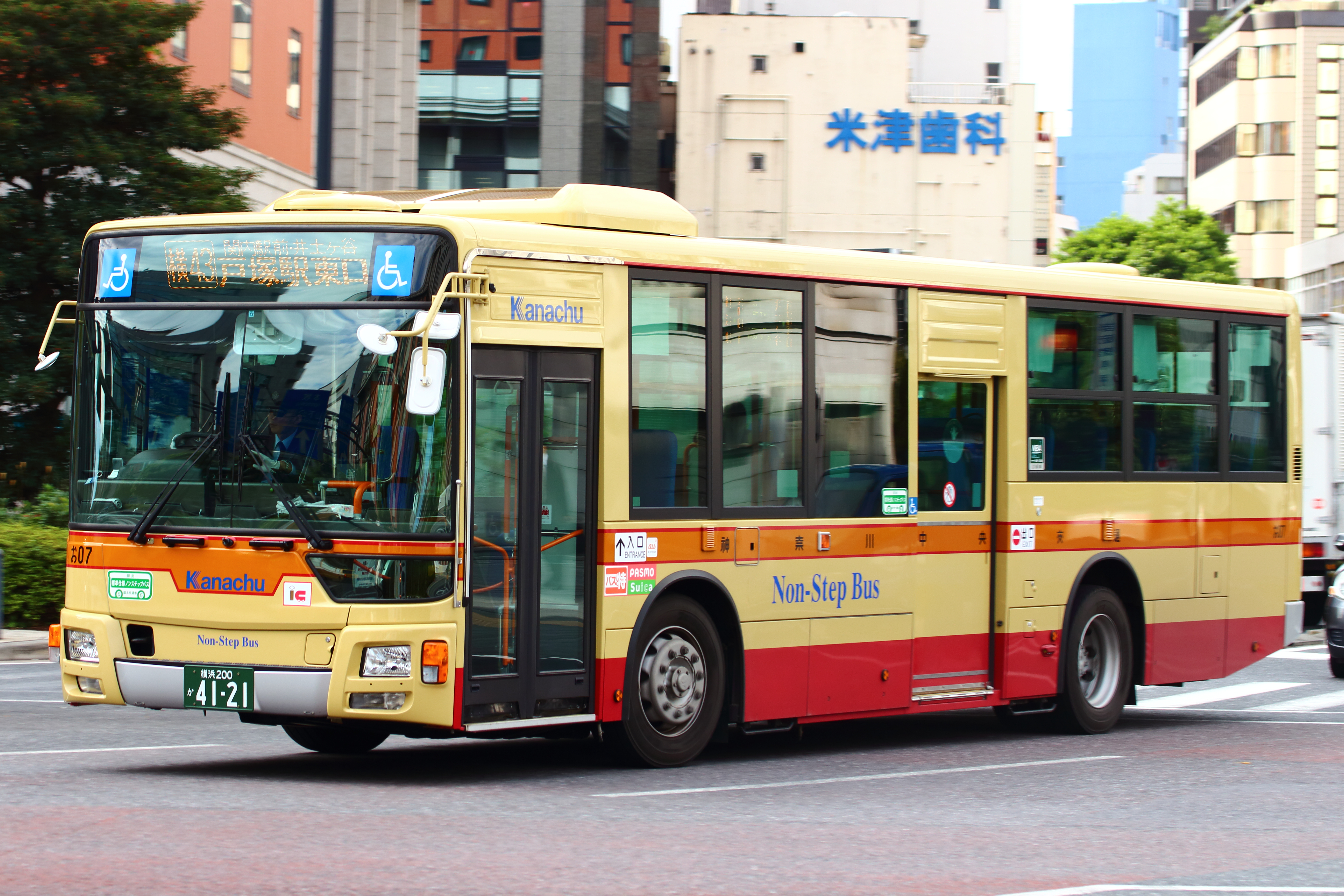
三菱「エアロスター」ノンステップ（お07） 撮影：馬車道駅前
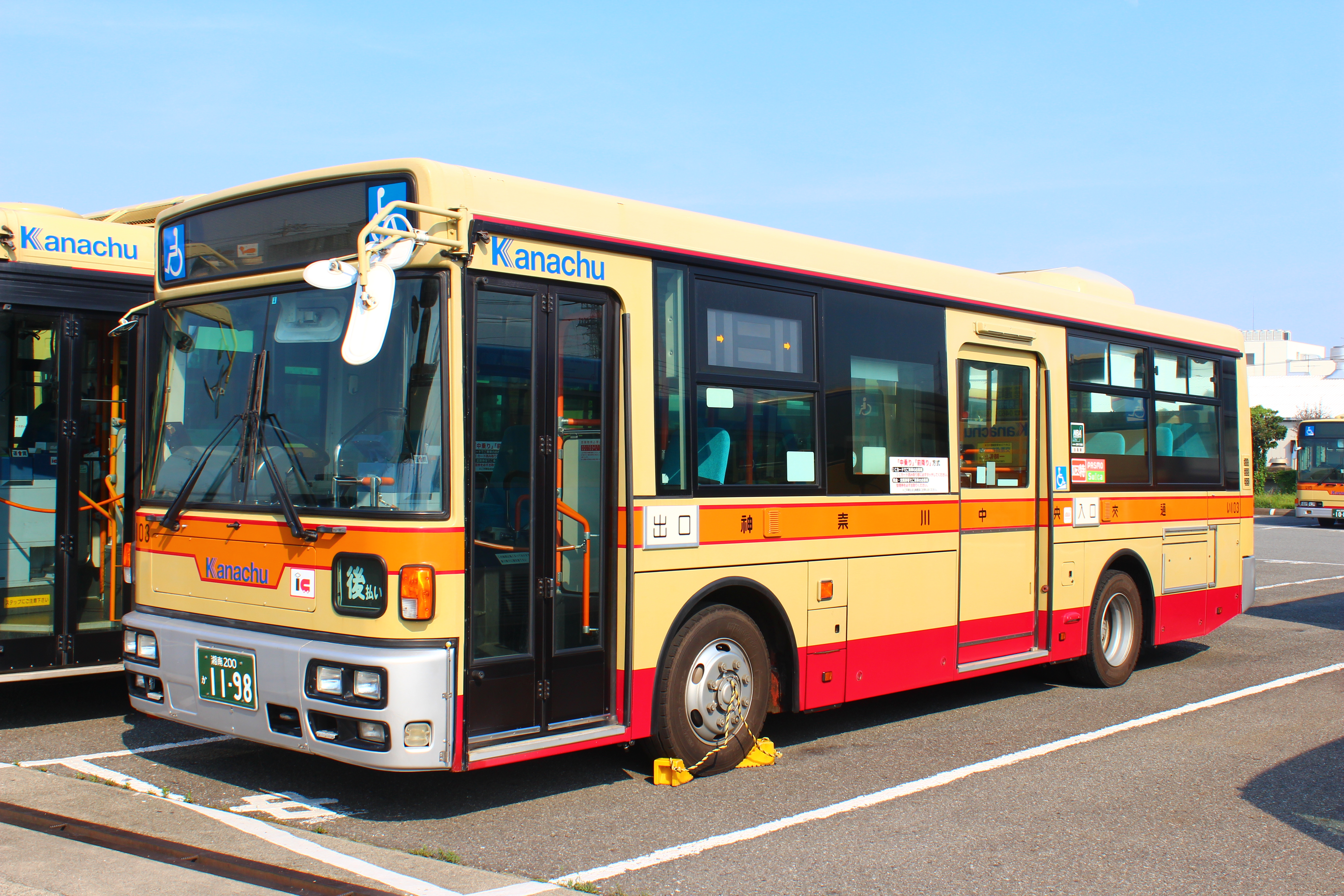
三菱「エアロミディS」ワンステップ（い103） 撮影：伊勢原営業所
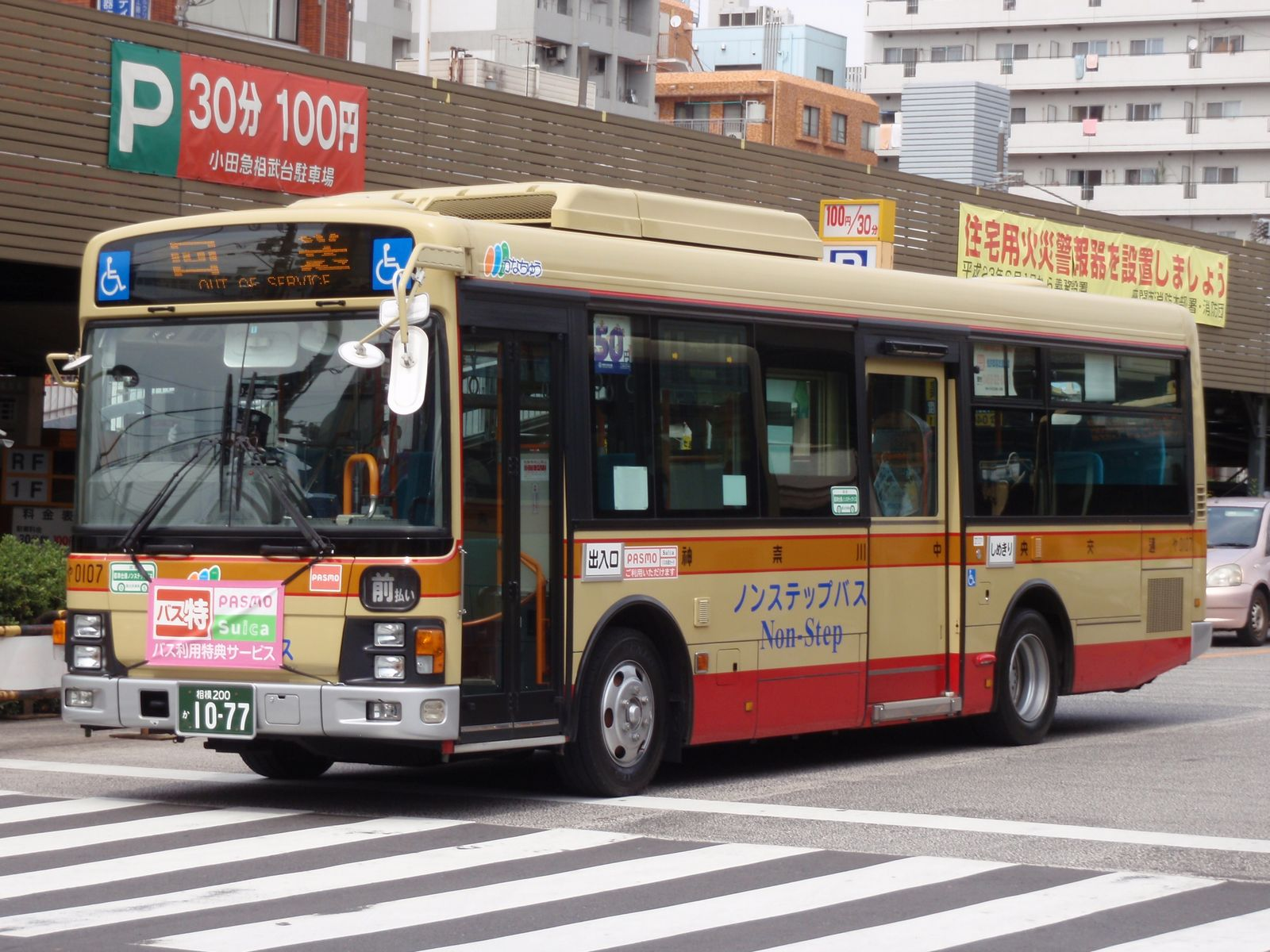
いすゞ「エルガミオ」ノンステップ（や0107） 撮影：相武台前駅
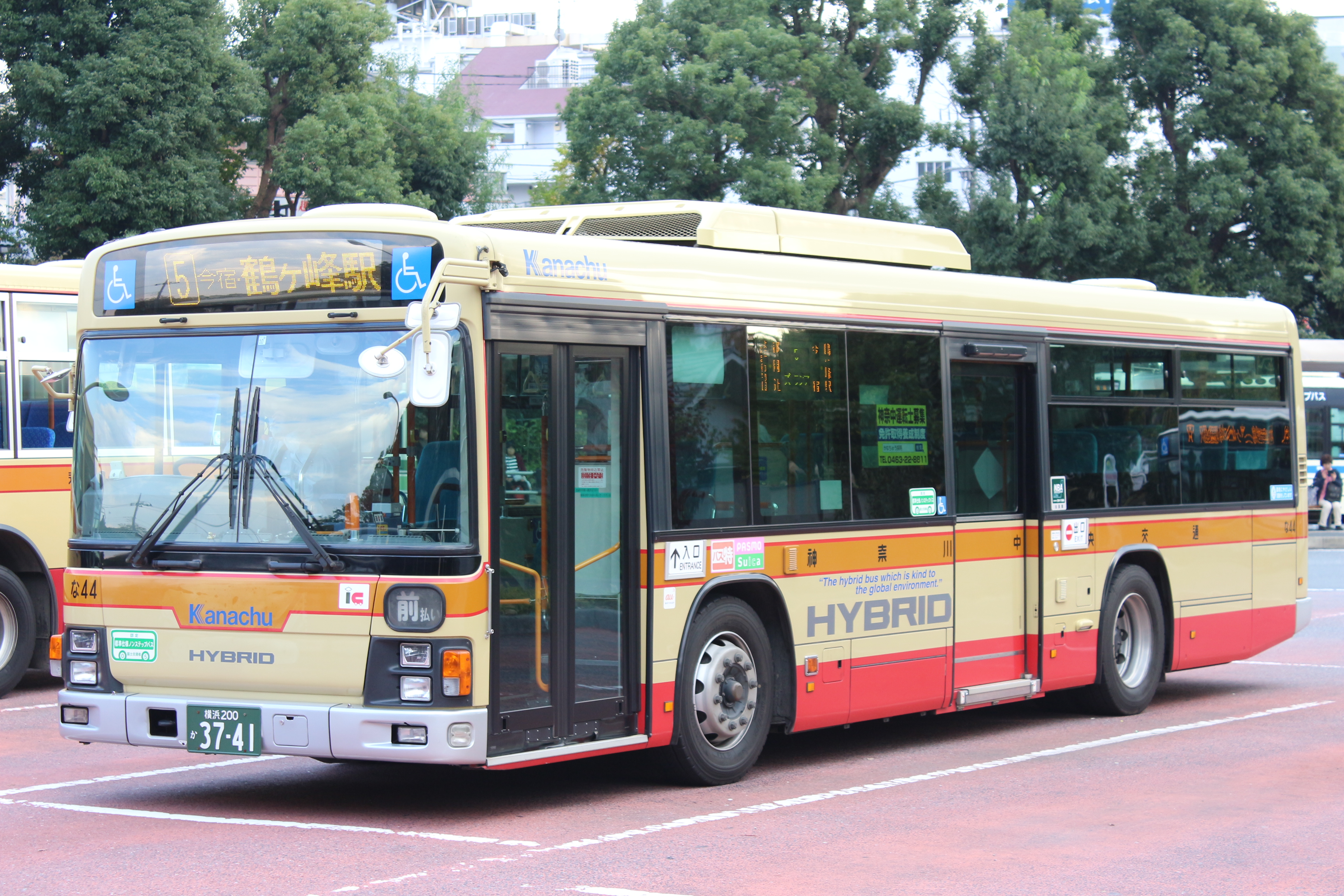
いすゞ「エルガハイブリッド」ノンステップ（な44） 撮影：鶴ヶ峰駅
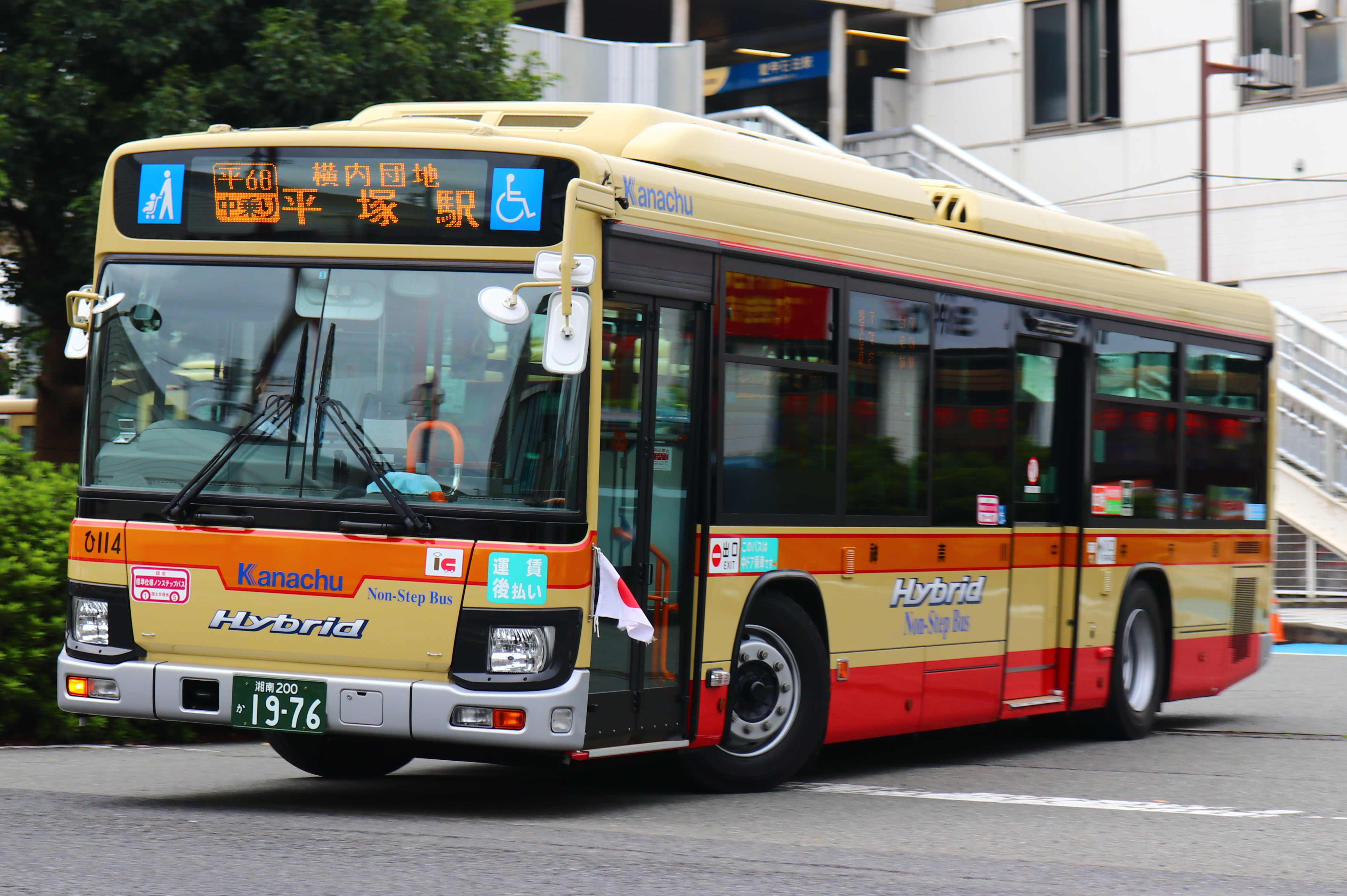
日野「ブルーリボンハイブリッド」ノンステップ（ひ114） 撮影：愛甲石田駅
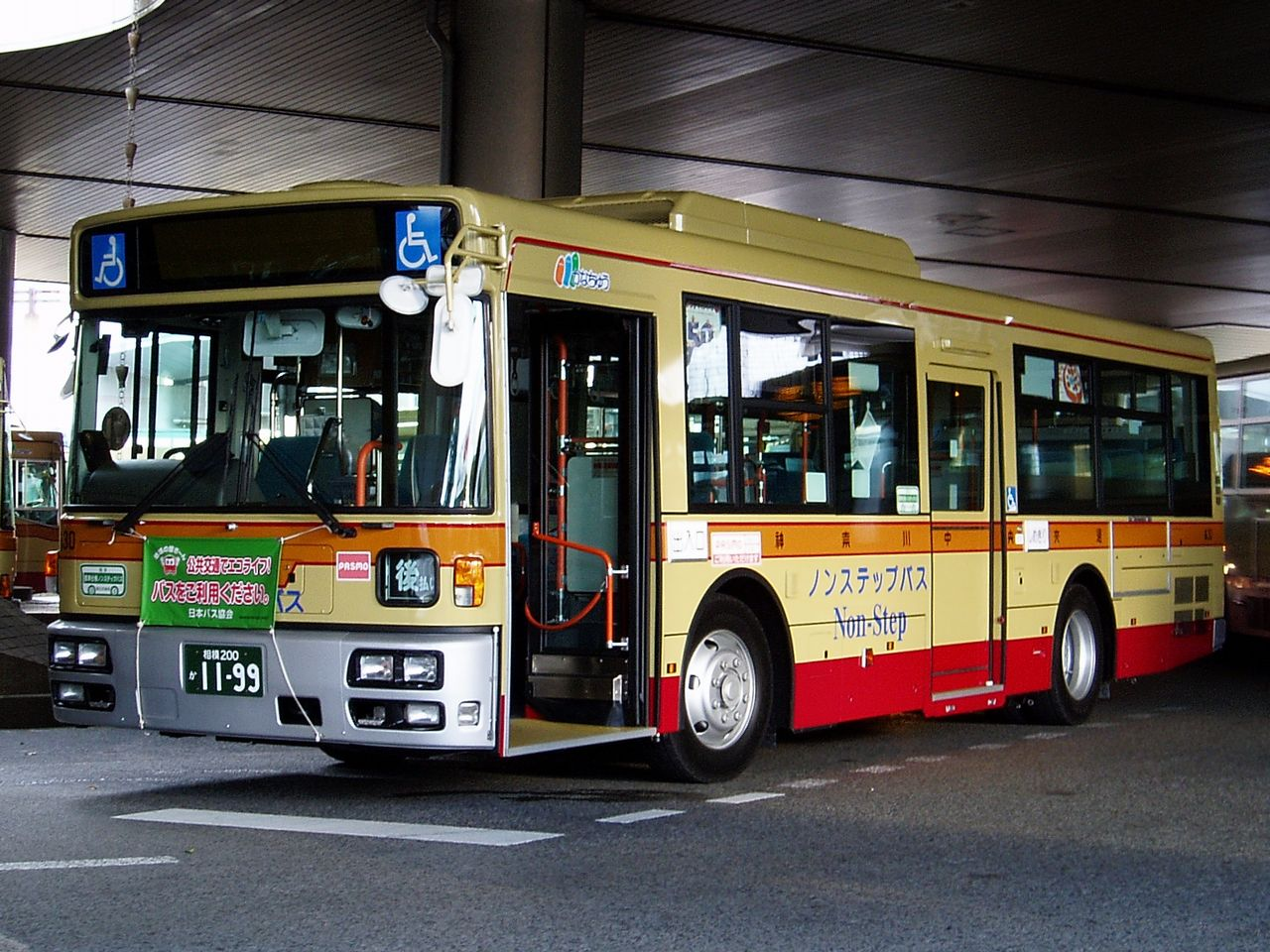
日産ディーゼル「スペースランナー」ノンステップ（あ30） 撮影：厚木バスセンター

この他、「ツインライナー」と命名された連節バス（ネオプラン・セントロライナー、メルセデス・ベンツ・シターロ）が一部路線で運用されているほか、ミニバス路線や自治体から受託のコミュニティバス向けに小型ノンステップバス（オムニノーバ・マルチライダー や三菱・エアロミディME、日野・ポンチョ）などが導入されている。2023年からは同社初となる電気バス（BYD・K8）が、翌2024年には小型電気バス（BYD・J6）がそれぞれ導入された。

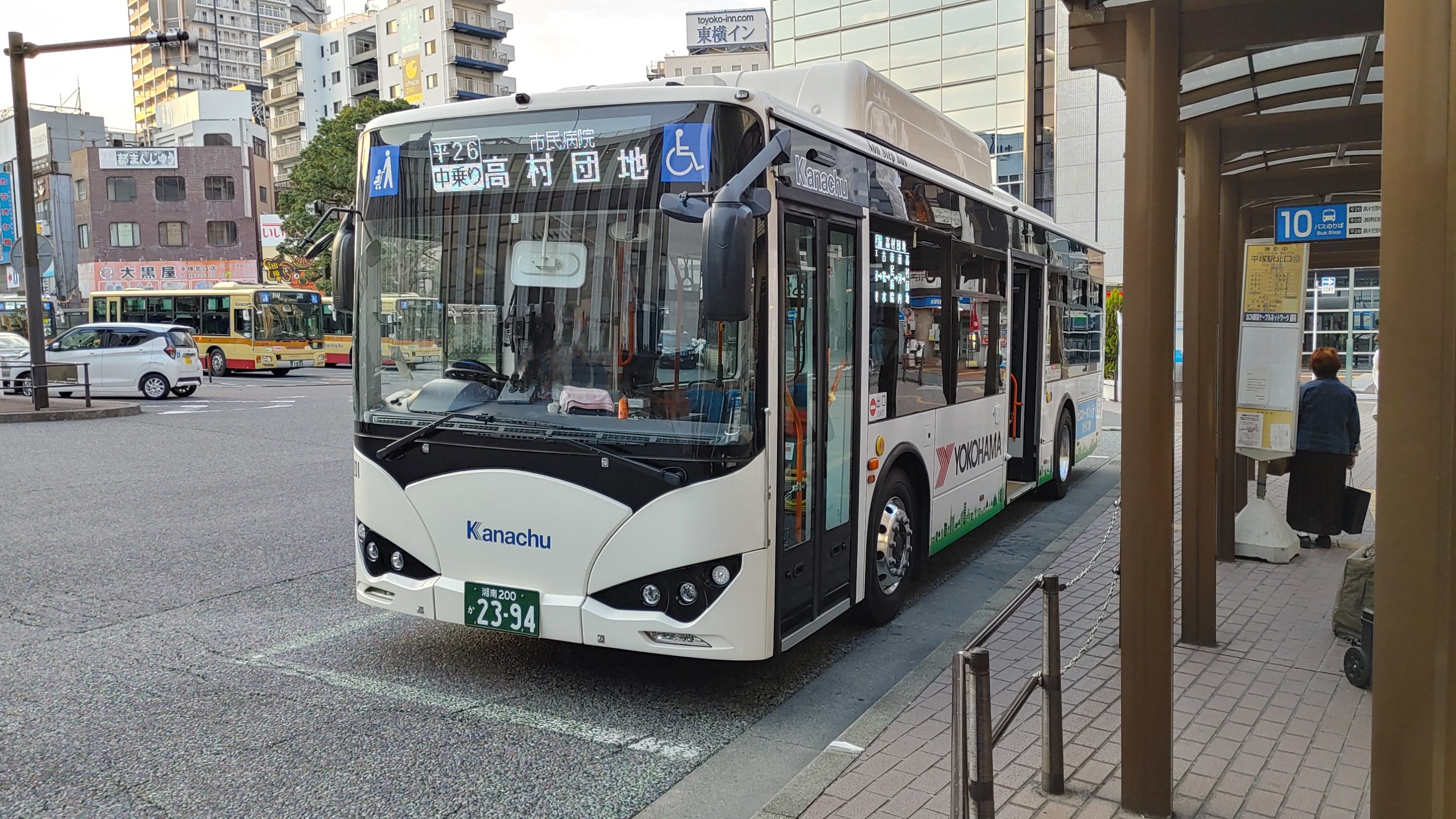
BYD・K8（ひ201） 撮影：平塚駅北口
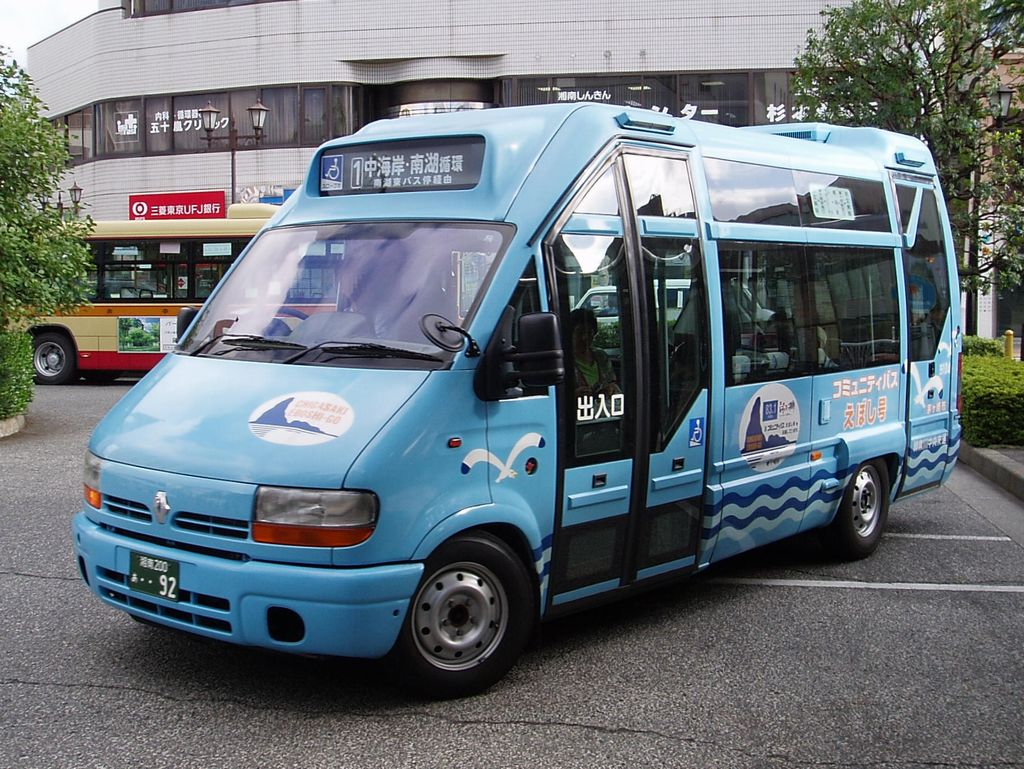
オムニノーバ・マルチライダー（ち104） 撮影：茅ケ崎駅
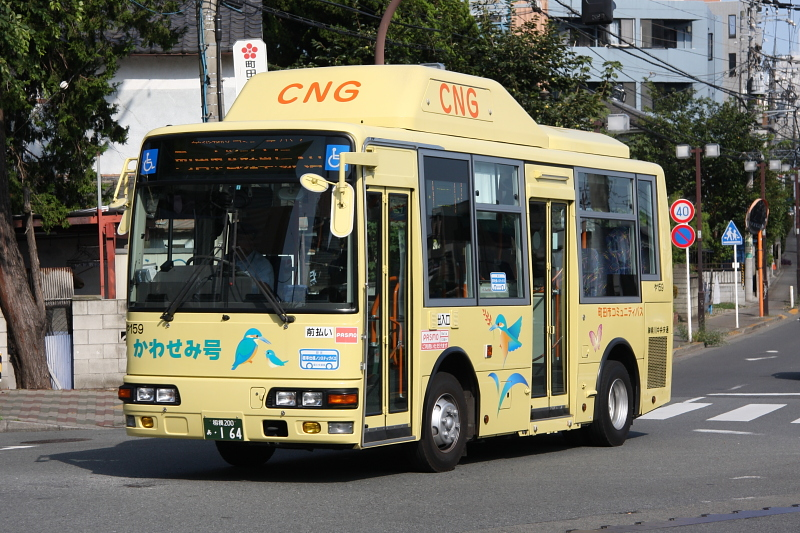
三菱・エアロミディME（や159） 撮影：境橋
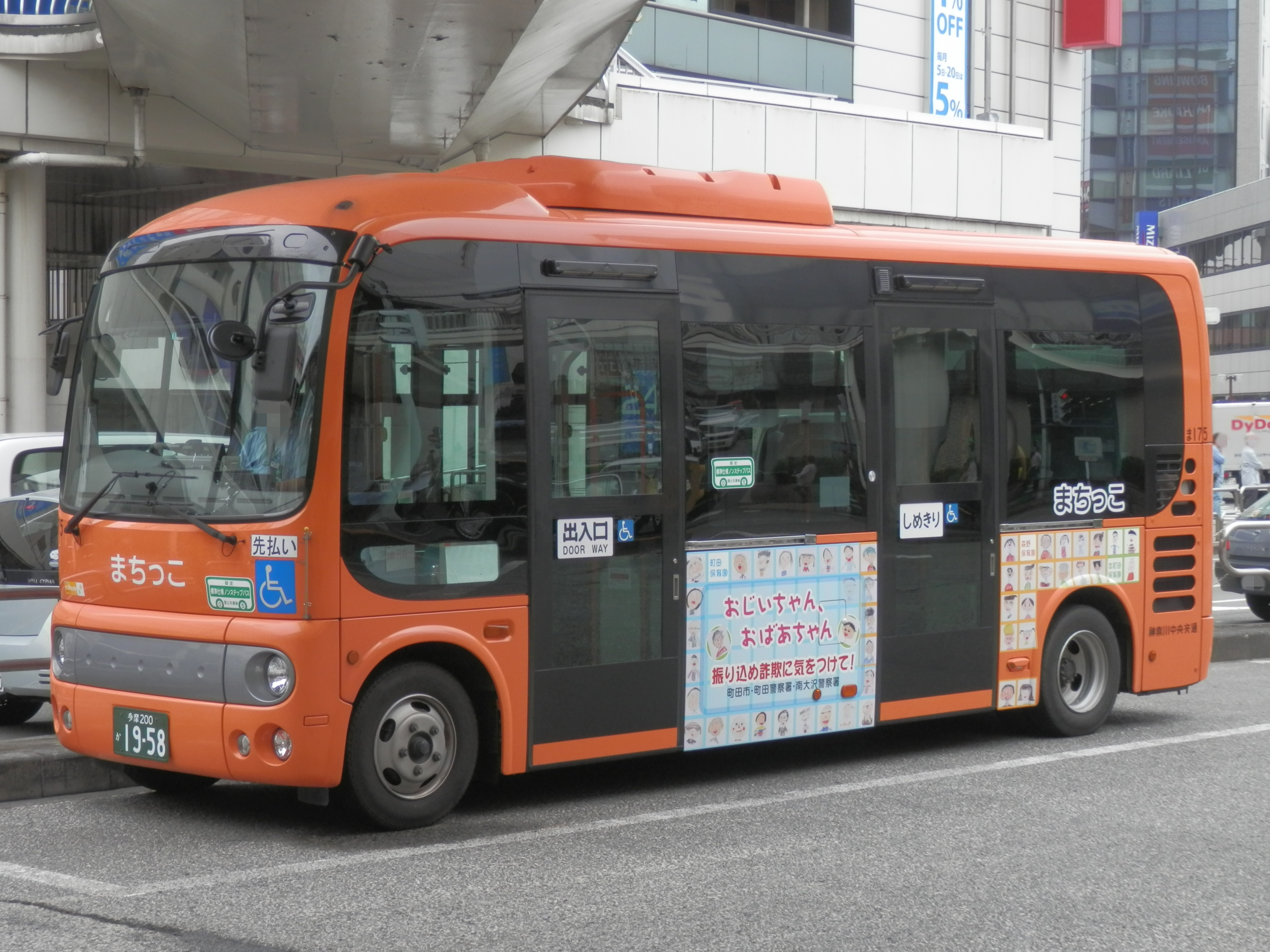
日野・ポンチョ（ま175） 撮影：町田バスセンター
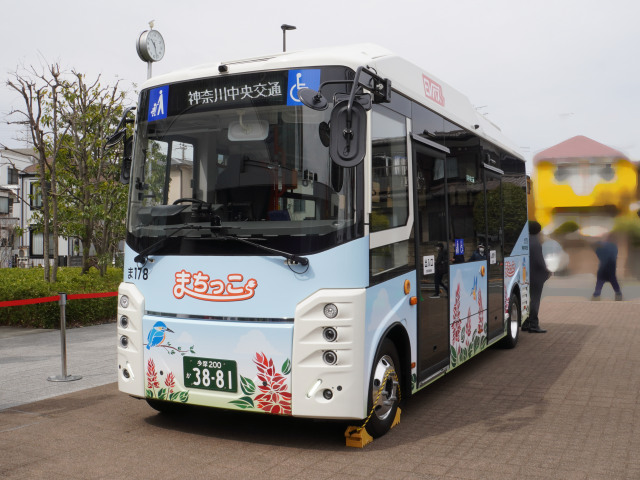
BYD・J6（ま178） 撮影：町田市役所

自らが所属する営業所長から各運転士に対して乗務車両を任命し、運転士はその車両の専属乗務や簡単な車両管理などを行う「担当車制」を採用している。運転士の手入れにより、使用年限の途中での車体更新は行なわれていないにもかかわらず、経年車でも美しく保たれている車両が多い。
2012年の時点では神奈川中央交通本体における車両の保有台数は約2100台で、これは日本最多保有台数である。

### 路線車両の仕様
ノンステップバスの導入は1998年より積極的に推進している。標準尺車と短尺車を導入している。当初はノンステップバスには専用のカラーリング（後述するブルーイエロー色）を採用していたが、2002年以降は一般車と同じデザインに変更されている。三菱車においてはエアロスターを増備しているが、2008年から2009年前半までは一部を除いて日産ディーゼルからのOEM車種であるエアロスター-S（AA系）を導入していた。なお、通常の路線車は1998年からアイドリングストップが標準に、2001年からはワンステップバスが標準となった。2002年7月25日からは、後窓に後方視界確保のための広角レンズ設置が開始された。
大型方向幕は1985年9月から採用され、2002年5月13日からLED行先表示器の導入が開始され、方向幕の車両も2004年頃の改造開始から3年程度でLED表示器に載せ変えた。これにより、路線開設や廃止などによる幕交換やほこりなどで汚れた幕の清掃などの負担が大幅に軽減された。2016年8月31日からは白色LEDの新型行先表示器を搭載した車両が導入され、今後は全営業所で順次導入予定。また、路線バスの車内放送は長らく8トラテープを使用していたが、2005年10月23日よりクラリオン製音声合成装置の導入が開始された。出庫時に運行ダイヤを設定することによって、LED式行先表示器・運賃表示器・整理券発行器・カードリーダーが集中制御できるようになった。

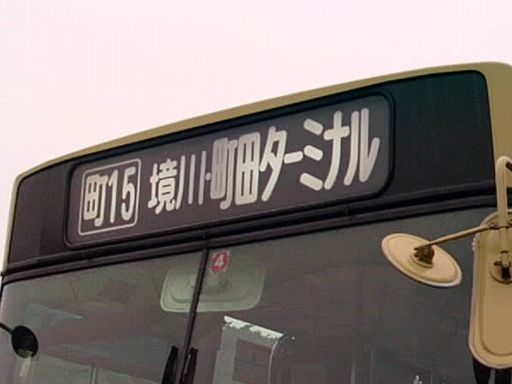
方向幕時代の前面行先表示
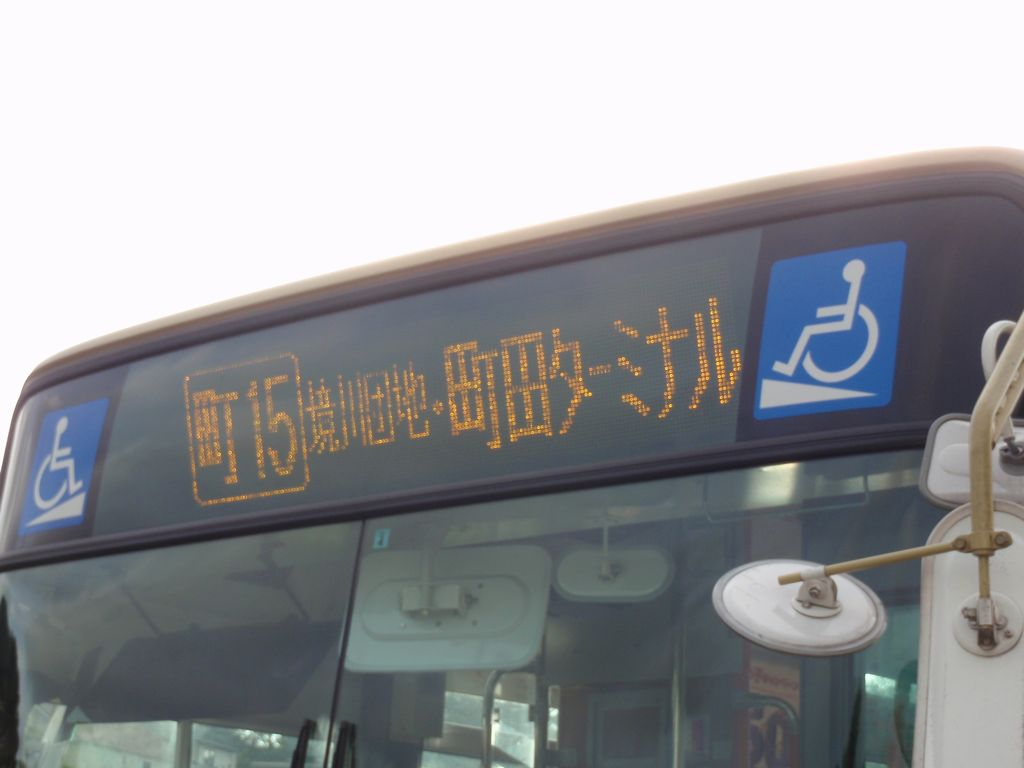
LED前面行先表示器
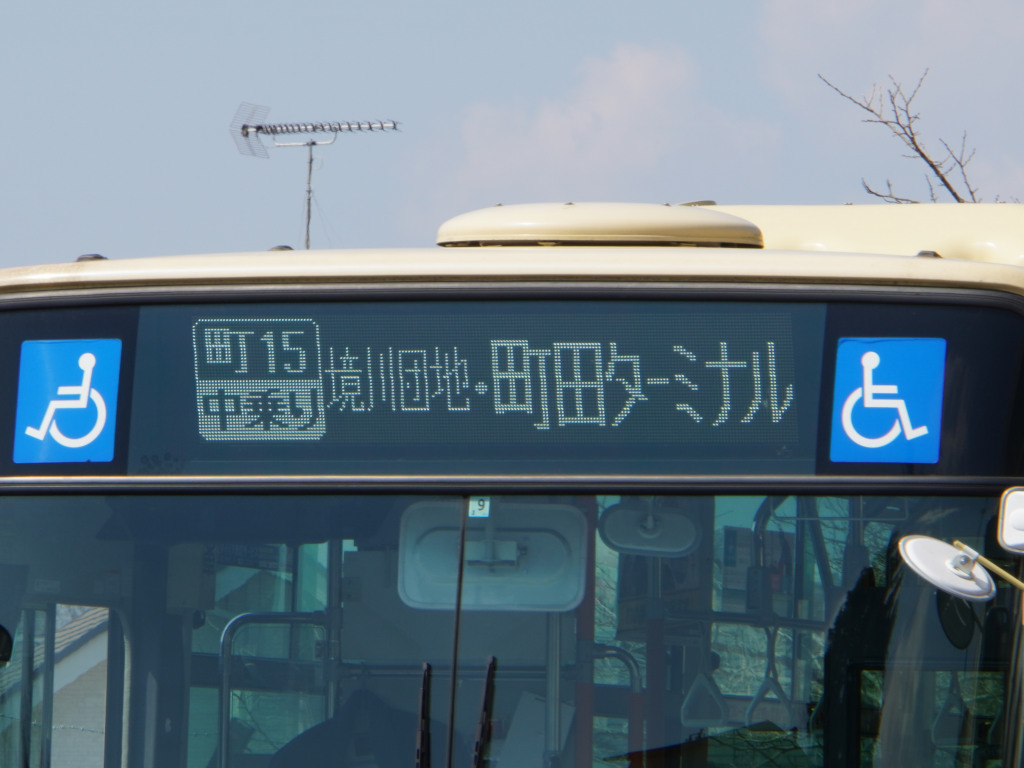
白色LED前面行先表示器

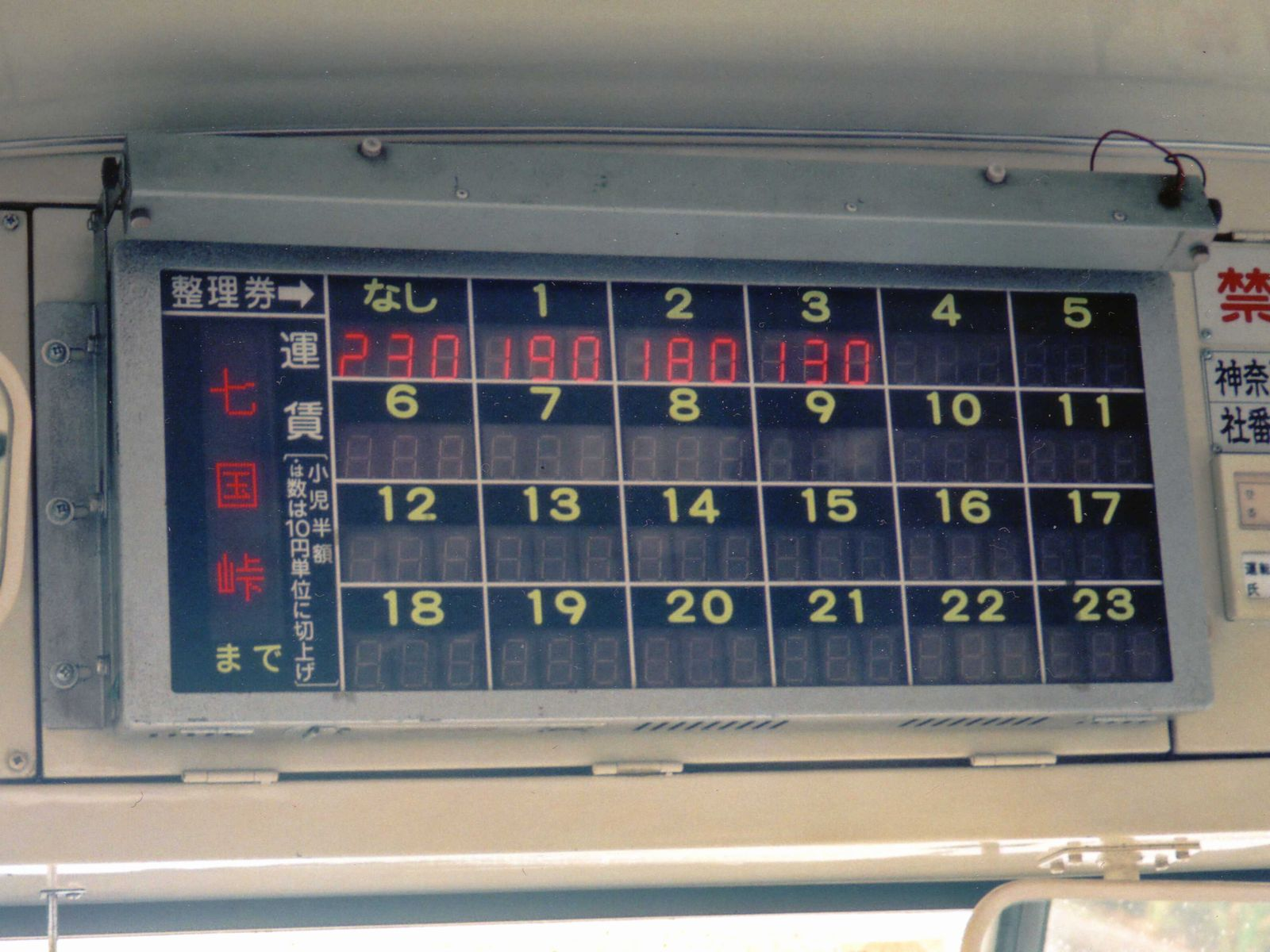
1983年から2004年頃まで使用されていたデジタル運賃表示器
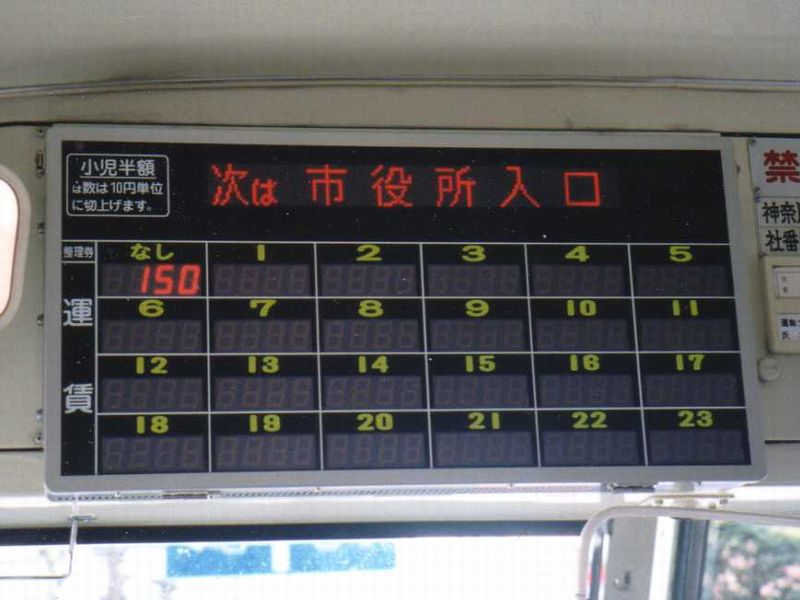
1995年から順次導入された改良型デジタル運賃表示器
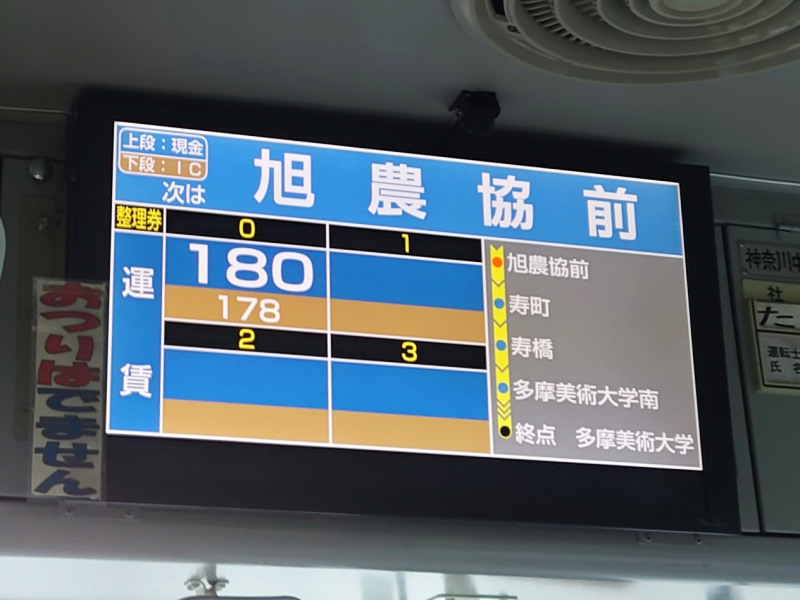
2014年から本格導入されたLCD運賃表示器

2003年の新車より小田急グループマテリアルズ仕様で導入されている。これは同社を通じて購入することによりコストを抑えながら短期間で大量の更新が行えるようになっている。このため、床面処理・ドア配置や空調装備品などは小田急グループのバス事業者共通の仕様となっている。
2015年中盤の導入車から大型車は三菱ふそう・エアロスターのQKG-MP38FK、中型車はいすゞ・エルガミオの SDG-LR290J1或いはSDG-LR290J2、小型車は日野・ポンチョといったノンステップ化への統一や神奈中独自の仕様であった運賃幕や出入口幕の廃止に伴い、2014年中盤の新車から神奈中独自の仕様が消滅しつつある。
後部ブレーキランプについては、1988年式以降は2灯だったものを4灯に変更、さらに1997年式からバス協型→角型に変更した。

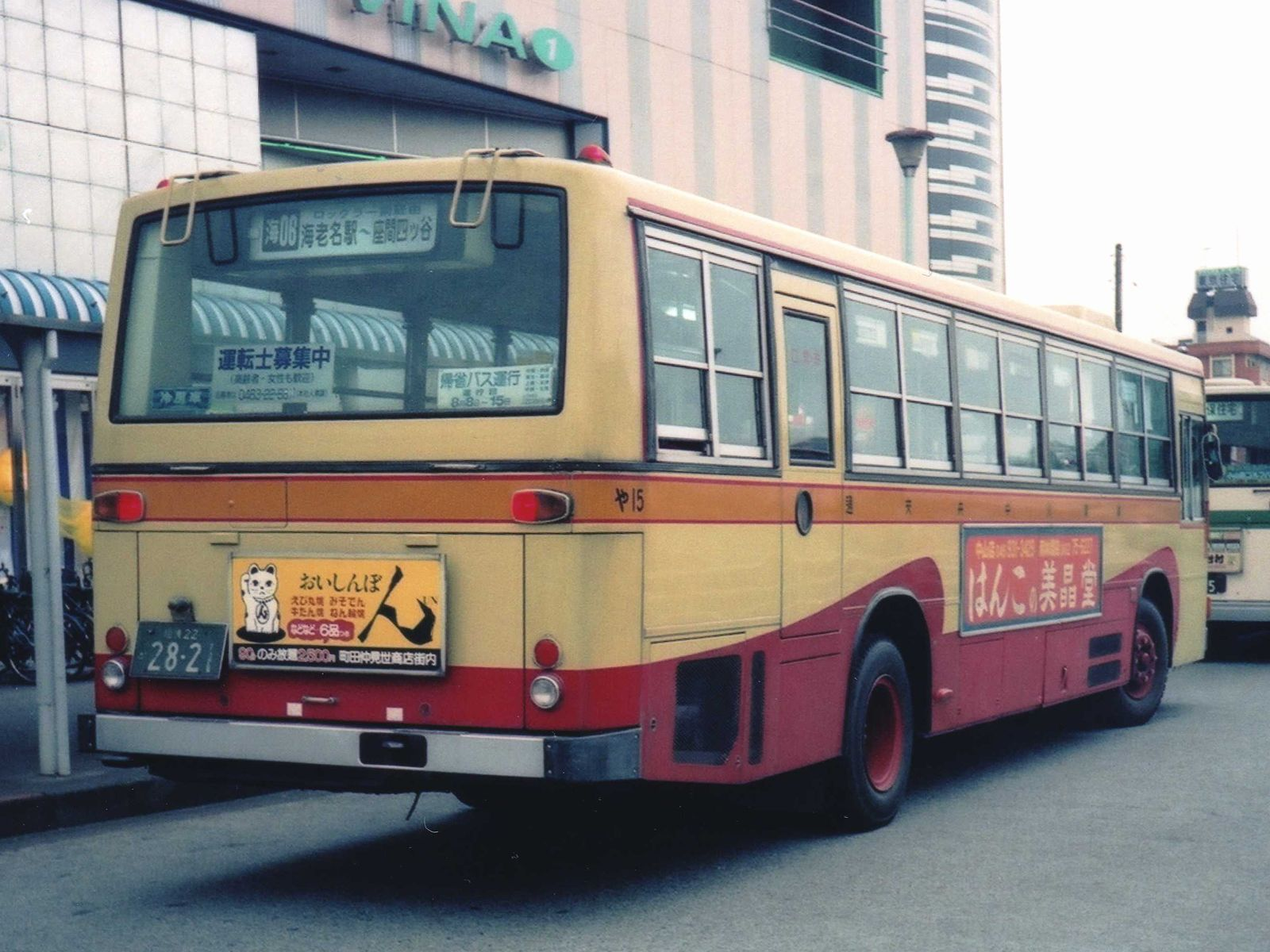
1987年まではブレーキランプは2灯
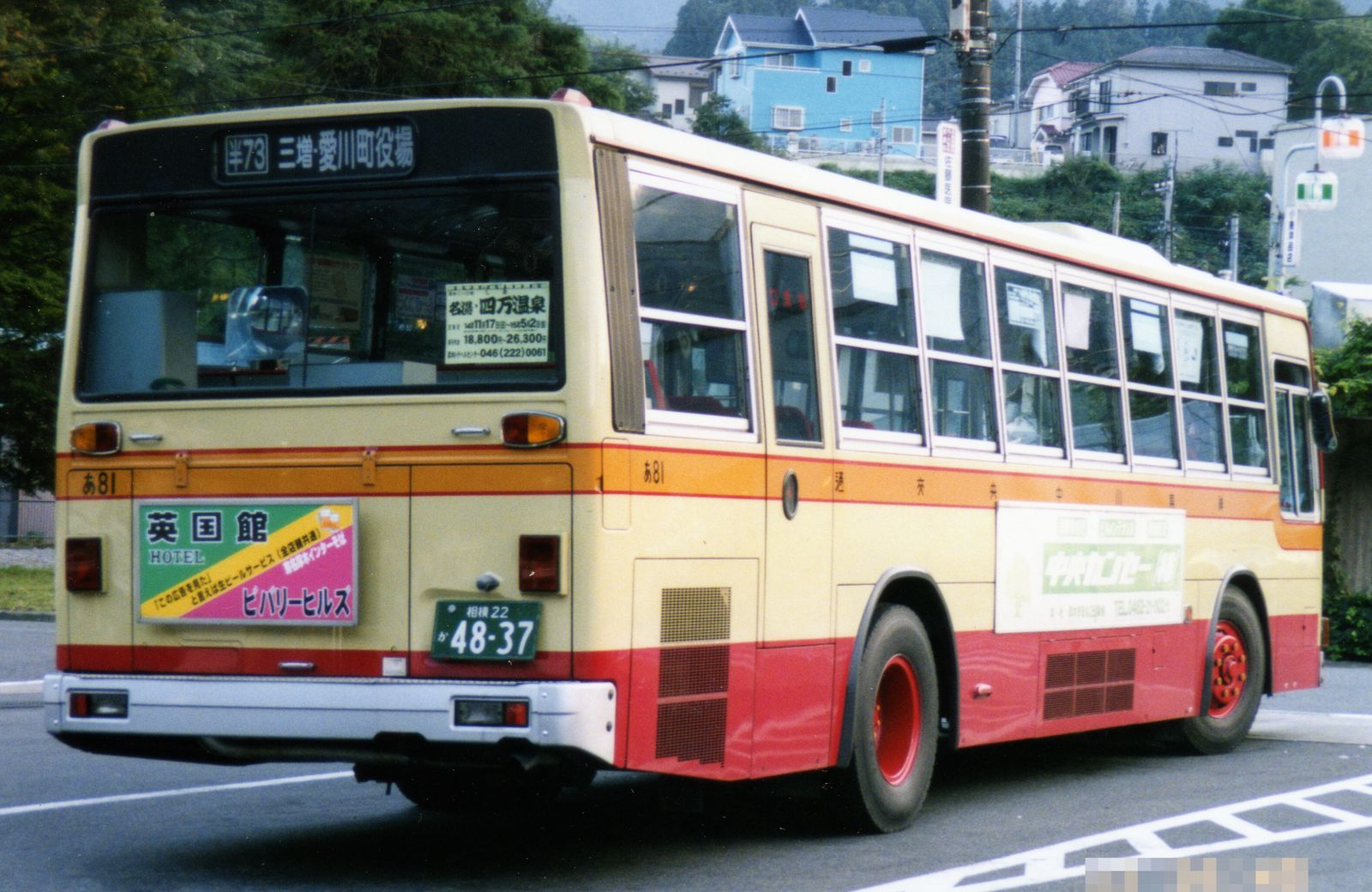
1988年以降はブレーキランプは4灯
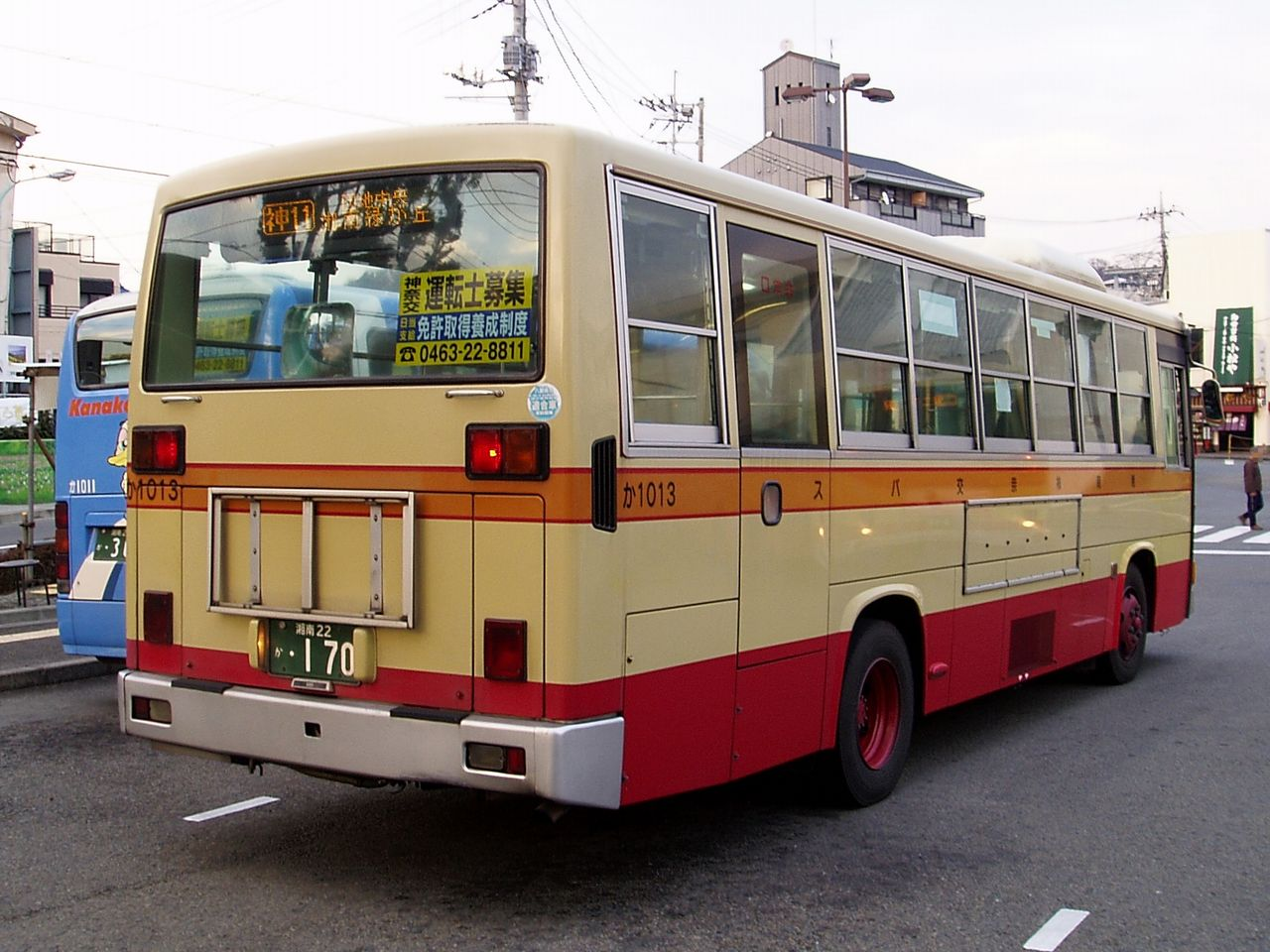
1997年以降はブレーキランプを角型に変更
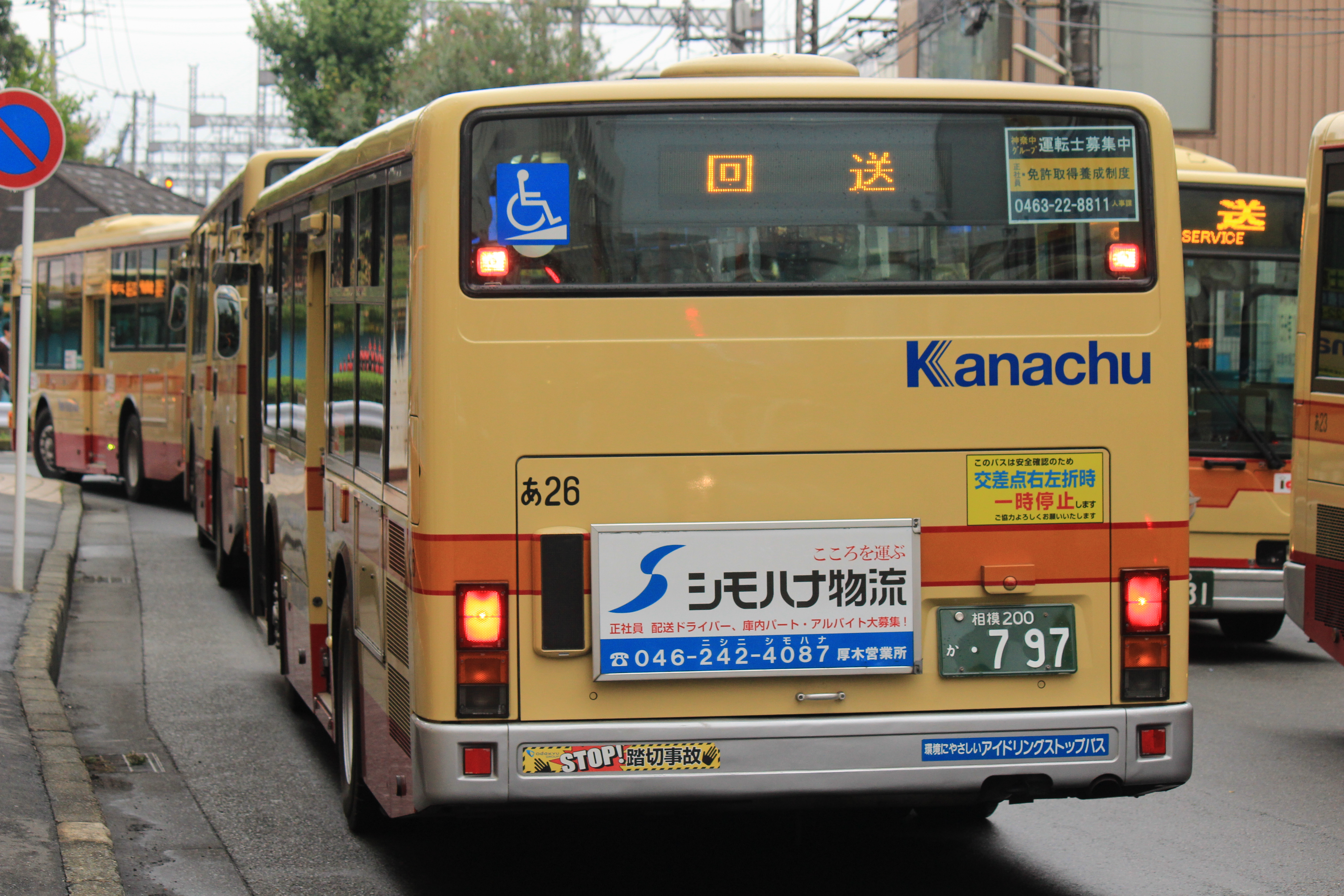
4灯にするために追加でブレーキランプを車内に設置された例

室内は前向き座席が標準であるが、1988年9月の新車からは、優先席が横向きに変更された。1998年までは、座席モケットは一般席が赤・優先席が青となっていた。2009年7月からは、熱線吸収ガラスと三角吊り手が導入された。
降車ボタンは、ナイルス部品販売製やゴールドキング製を経て（一部車両はレシップ製を設置）では、1990年代後半に導入されたノンステップバスからはオージ制のWS-210シリーズ及びWS-240シリーズが採用され、2000年代半ば頃からはレシップ製のKSP-400シリーズが、2010年代後半に導入された新車からはオージ製のWS-280シリーズを採用している。

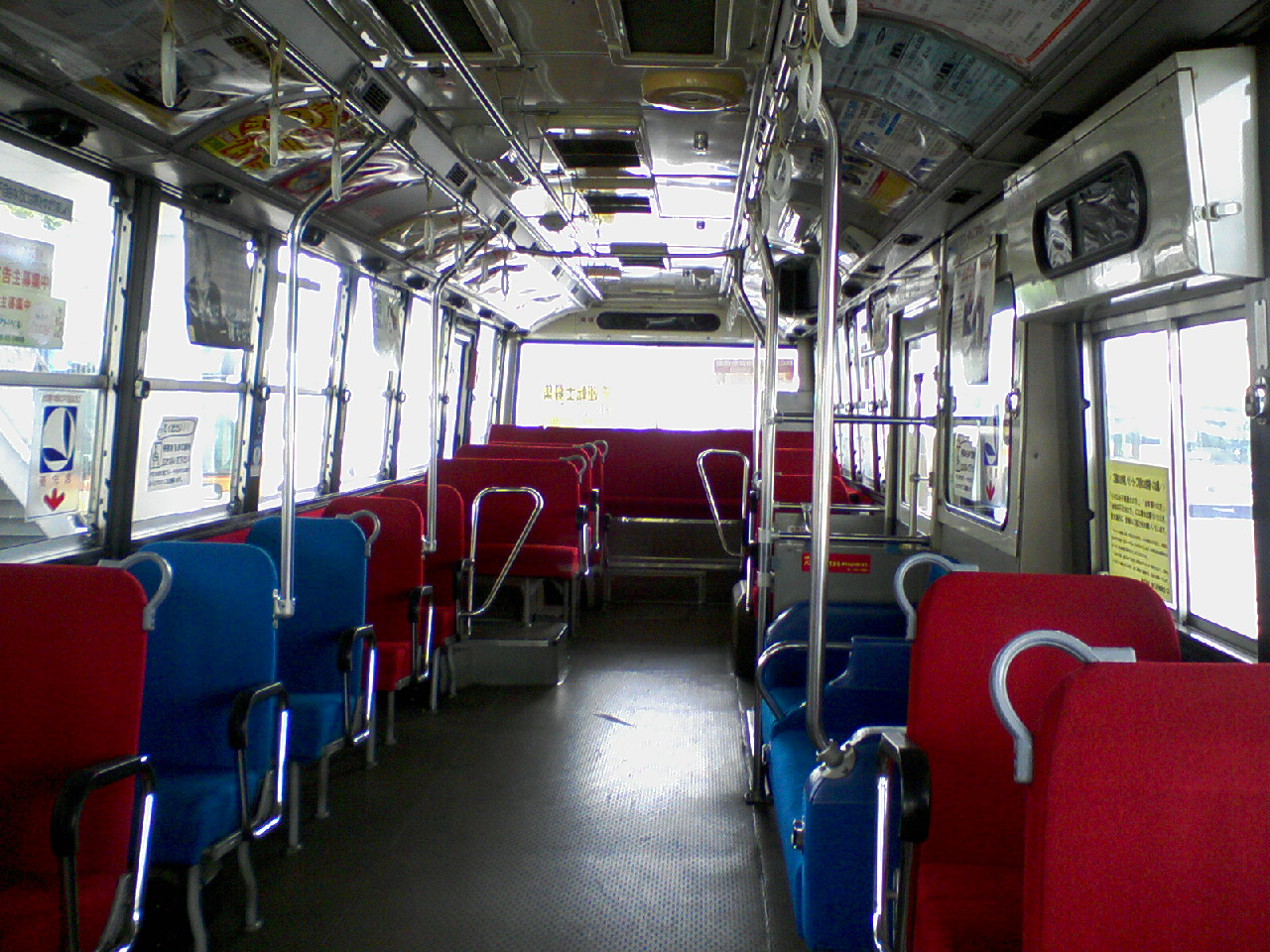
1998年までは座席モケットは一般席が赤・優先席が青
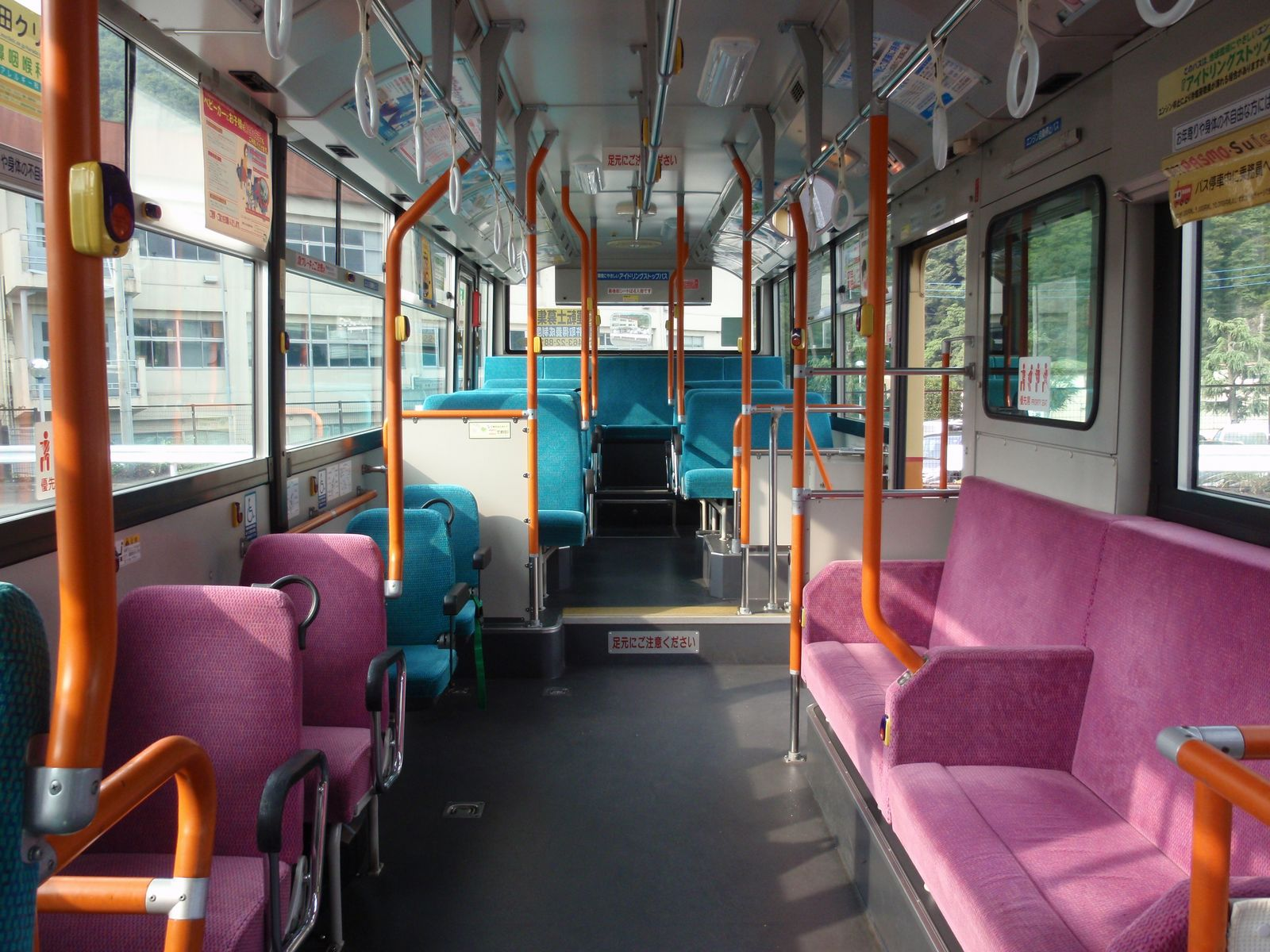
1999年以降の配色。標準的なワンステップ車の例
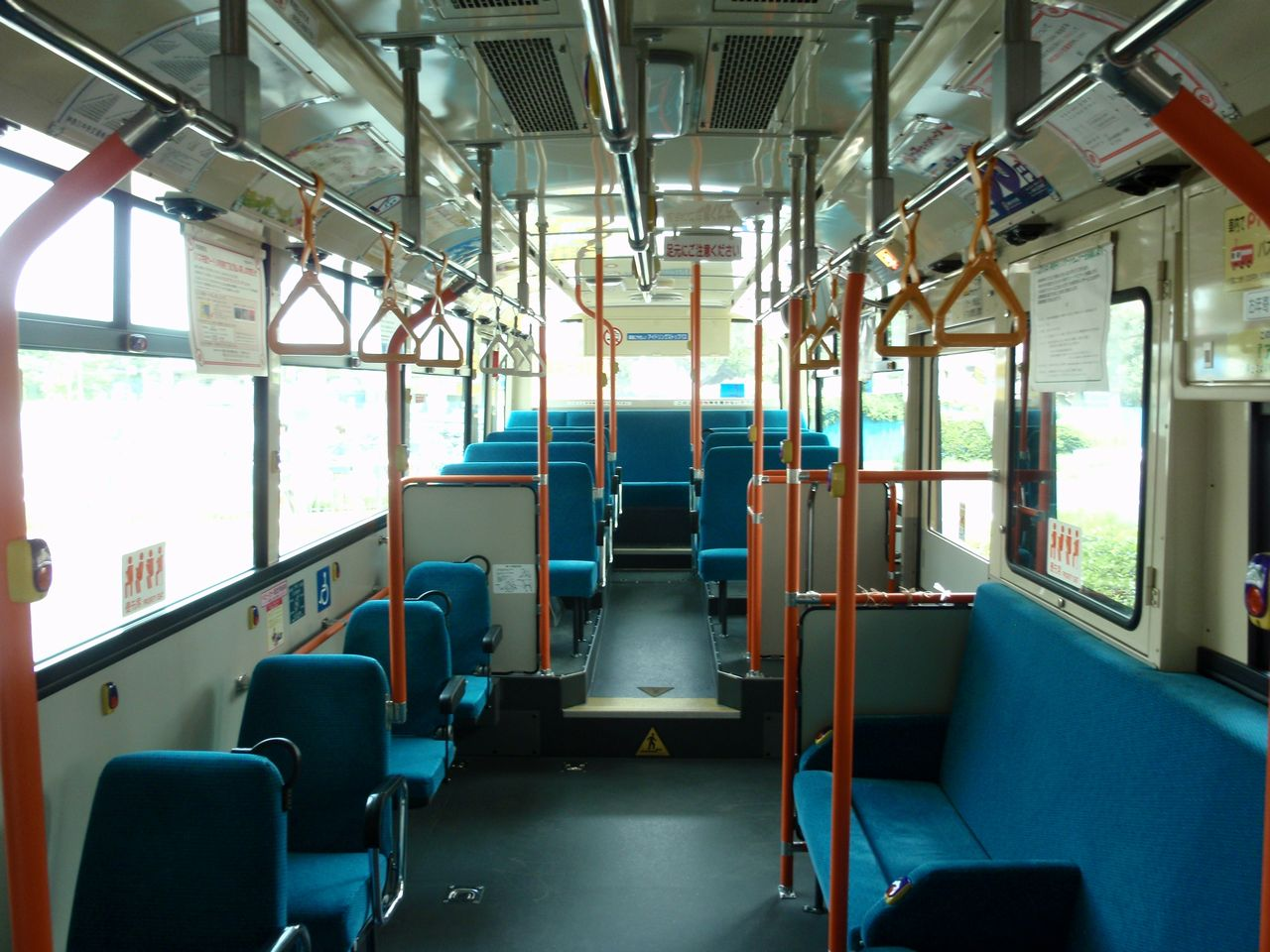
2009年7月以降の導入車は吊り手が三角になった

### 特徴的な仕様
バス専業としては日本最大の事業者だけに1年あたりの導入車両数が多く、その結果「神奈中仕様」とも言える特注仕様が存在する。
後ヒンジ式前扉
1979年まで、折戸の前扉が通常とは逆の後ろ側に開く後ヒンジ式だった。
運賃支払い方法表示窓（運賃幕）
1970年代から、車両前面上部左側の表示窓に乗降方式と運賃支払い方式を表示する「運賃支払い方法表示窓」が設けられ、1980年代からは乗降口に近い車両前面の向かって右側の窓下 に設置されるようになった。尚、一時期江ノ電バスでも採用されたことがあった。2014年度からこの表示窓を廃止し、一部ジェイ・バス（いすゞ・日野）製車ではステッカーに変更される車両も登場したが、ステッカーは2018年前半までとなった。
大型バンパー
2000年導入車までは前後のバンパーは大型の仕様が標準となっていたが、これはバンパーをフロントガラスの清掃の際に使用するステップと兼用させるためであった。
長尺車
かつて三菱にホイルベース5.8mで全長が11m級の車両（長尺車） を特注し、これをMP218-Nとしてメーカーに追加で型式認定させた程の力を持つ。しかし、1990年を最後に長尺車の導入は終了し、以後は標準尺車をメインに導入されている。また、1995年には全長9m・幅2.3m級の中型車両を大量に導入している。2014年中旬のMP38導入以降はノンステップバスは短尺車、2015年度以降は全車ノンステップの短尺車で統一されている。
新ステップ車
1992年9月25日から試用開始し、1994年から2000年にかけて導入された標準床車両は全て前扉に極東開発工業製の可動式ステップを設置した「新ステップ車」となっている。これはさらに床の低い車両の導入や観光バスなどで見られる補助ステップでは、新興住宅地に多い急坂では車体と路面の接触の可能性があったため、乗降性の改善策として、三菱自動車工業（当時）・新呉羽自動車工業・極東開発工業との共同開発により導入された。この「新ステップ」は横浜市交通局・神戸市交通局・小田急バスなど、他の事業者にも波及している。しかし、2017年に『つ605』を最後に新ステップ車は神奈中から消滅した。
車外ドアコックの鍵
2008年後期導入車より、前面および側面の車外ドアコックに鍵が取り付けられている。同時に既存車も全車取り付けられた。高速バスタイプの車両では至って普通の仕様だが、すべての路線車に導入する会社は珍しい。既存車への取り付けは車両によって位置が異なる。なお、一般路線車は2017年頃より、新車導入車に限り、アドブルー投入口にも鍵が設置されている。この他、同社高速路線車は全車、軽油及びアドブルーの投入口にも取り付けられている。

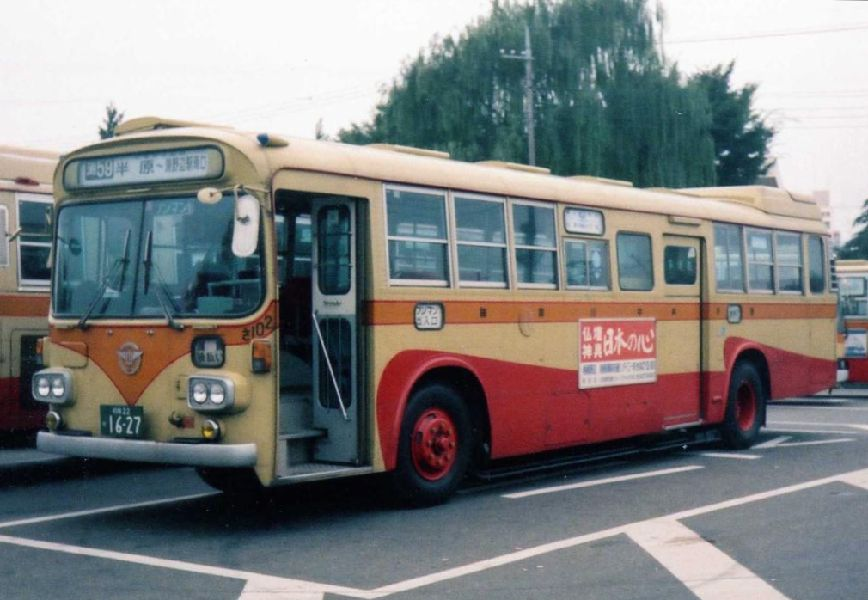
前扉が後ヒンジ式の三菱ふそうMP117N
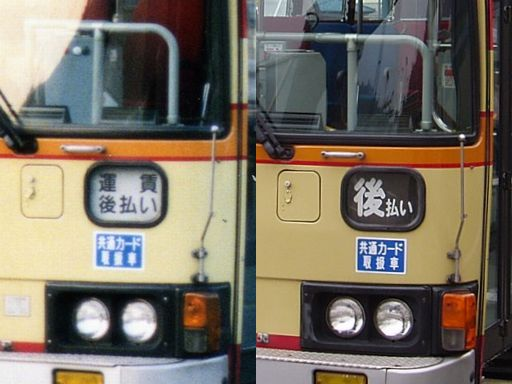
運賃幕。左が旧仕様の幕、右が新様式の幕
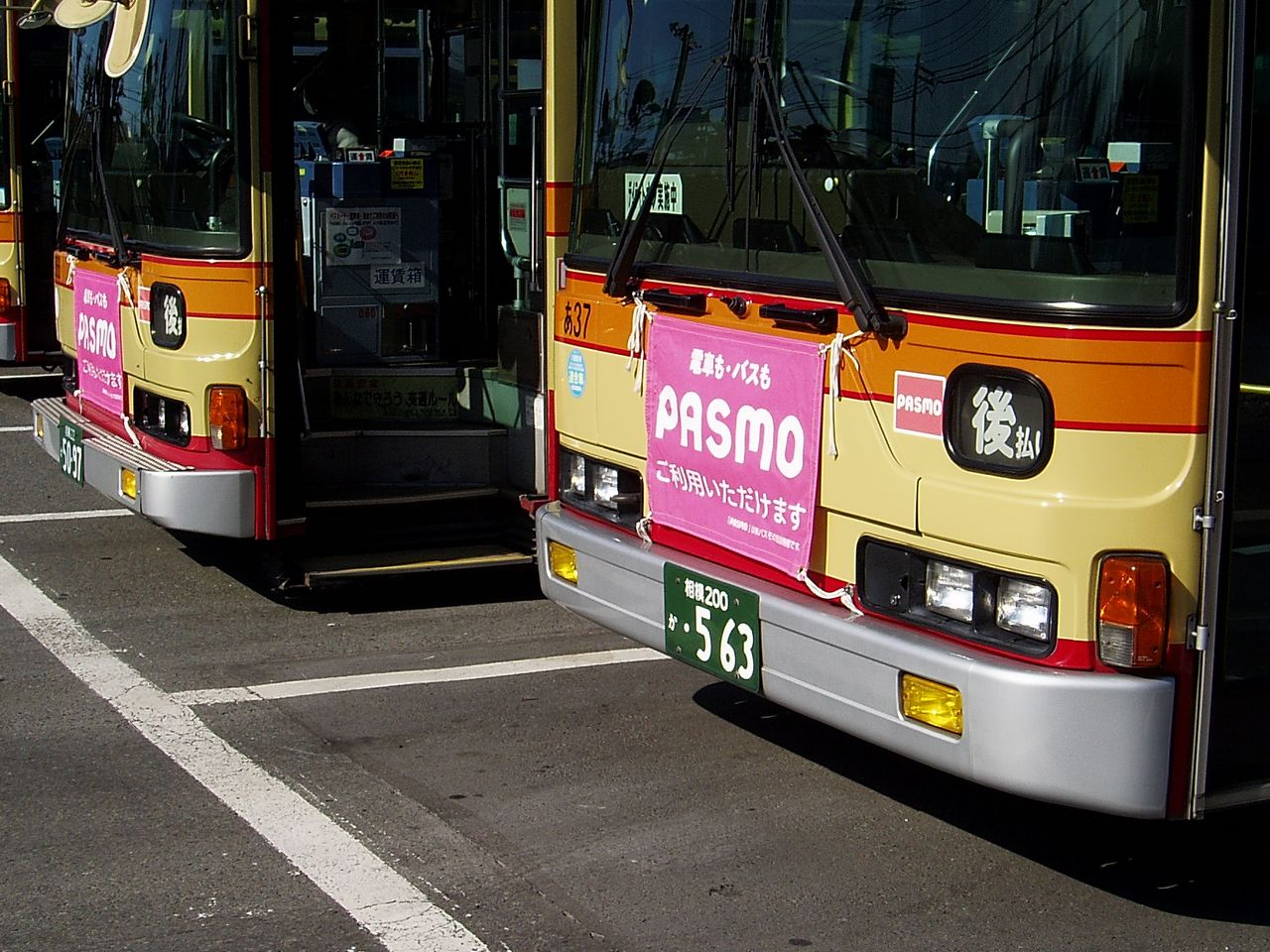
バンパーの比較。奥の車両がステップを兼ねた大型バンパー
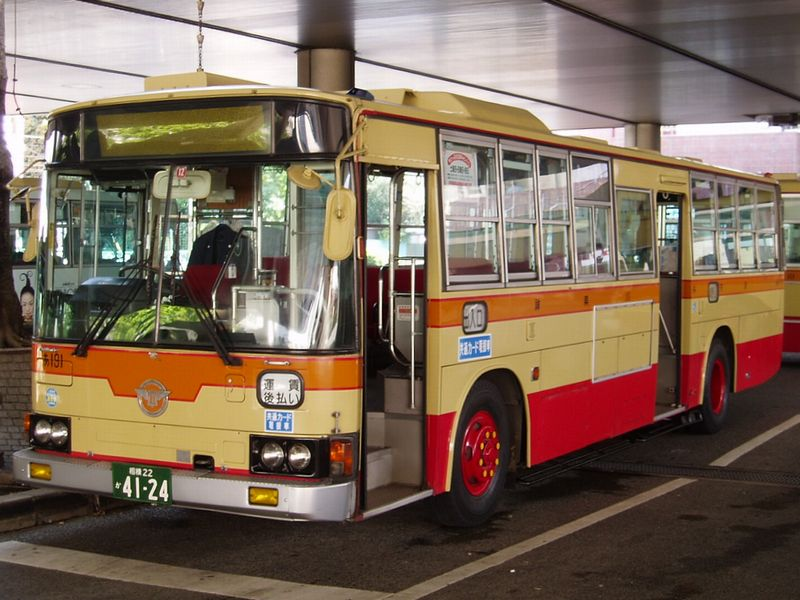
特注車を型式認定させた三菱ふそうP-MP218N
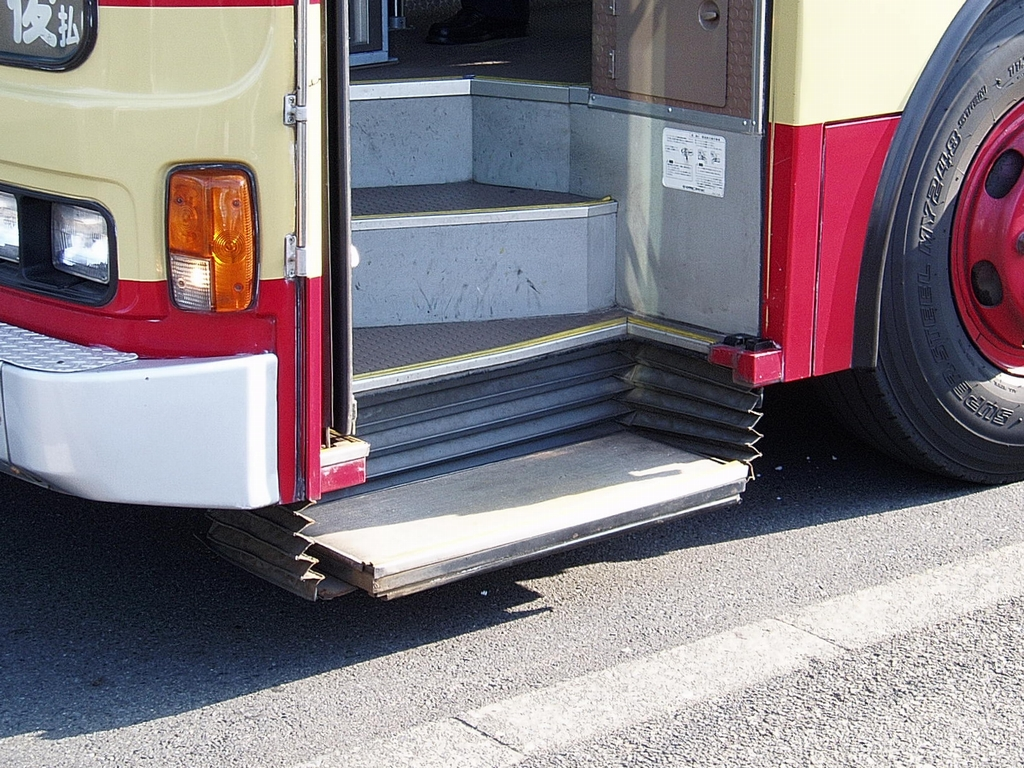
「新ステップ車」は前扉にリフトを設置

### 廃車車両の譲渡
神奈川中央交通で引退した車両は、京阪バス・西武バスと共に日本各地の地方事業者へ供給しており、なかには「廃車車両の譲渡先数が日本一」と評されたこともある。使用年数が6年から8年と比較的早期に代替していた1990年代は多くの車両が地方の事業者へ売却され、地方の冷房化率向上に貢献している。
最近では15年程度で廃車としており、ワンステップバスの国内移籍比率が上昇している。15年前後での廃車は他社と比べると比較的早期で、過去にはミャンマー、フィリピン、ニュージーランド、ラオスなど海外へも輸出されていた。

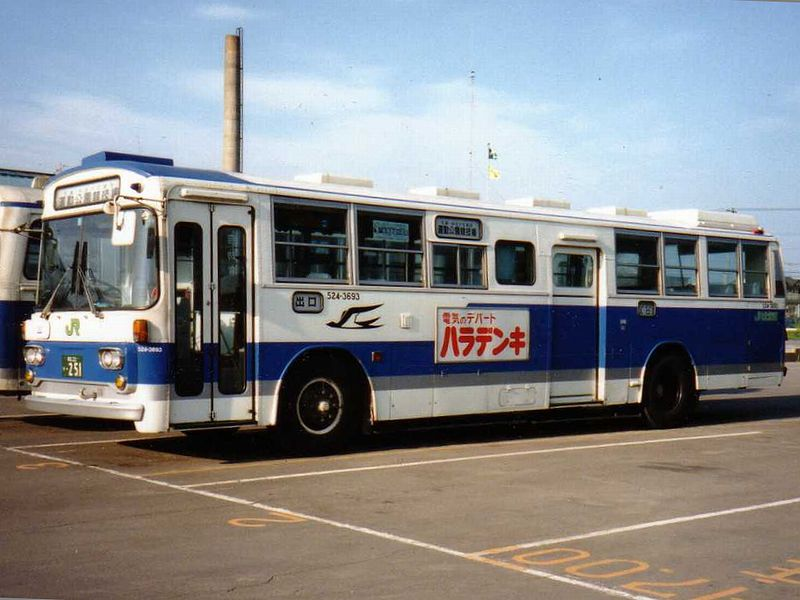
北海道旅客鉄道（当時）（帯広営業所）
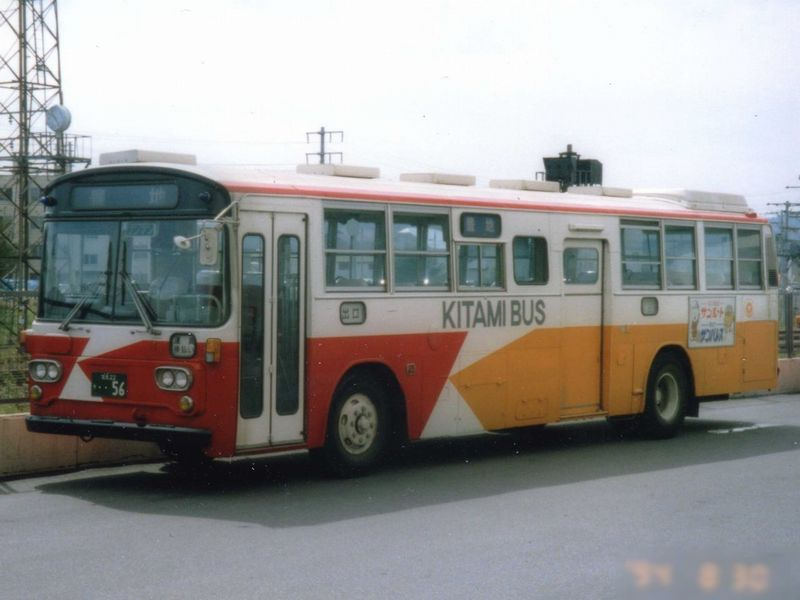
北見バス（北見駅前）
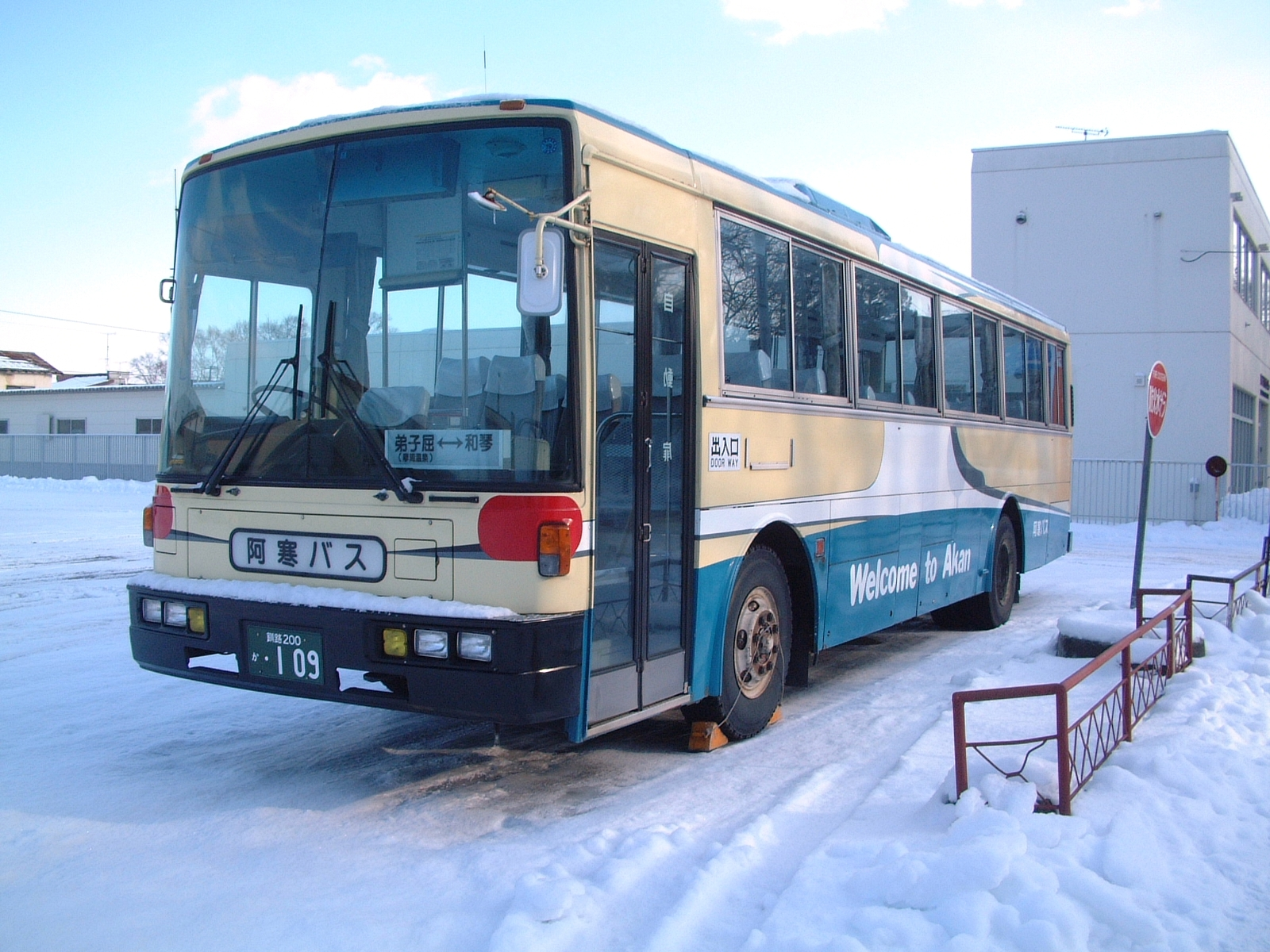
阿寒バス ※貸切車を一般路線用へ転用 （阿寒バス弟子屈営業所）
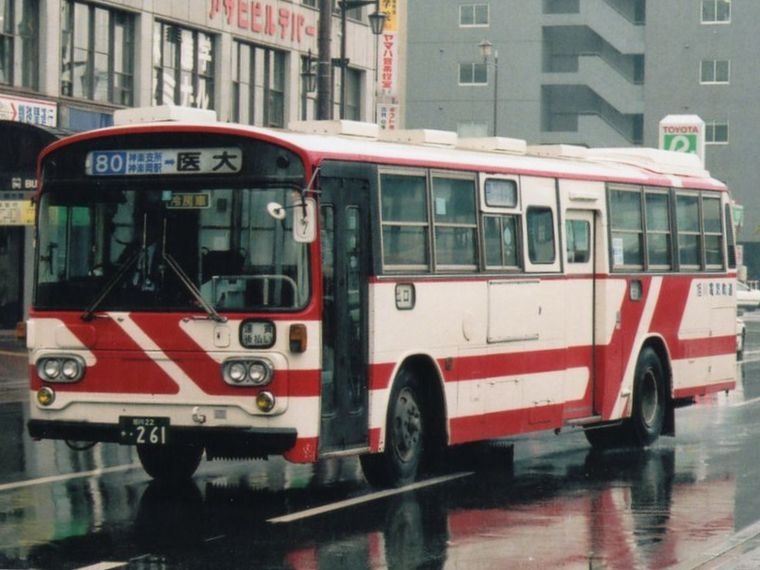
旭川電気軌道（旭川駅前）
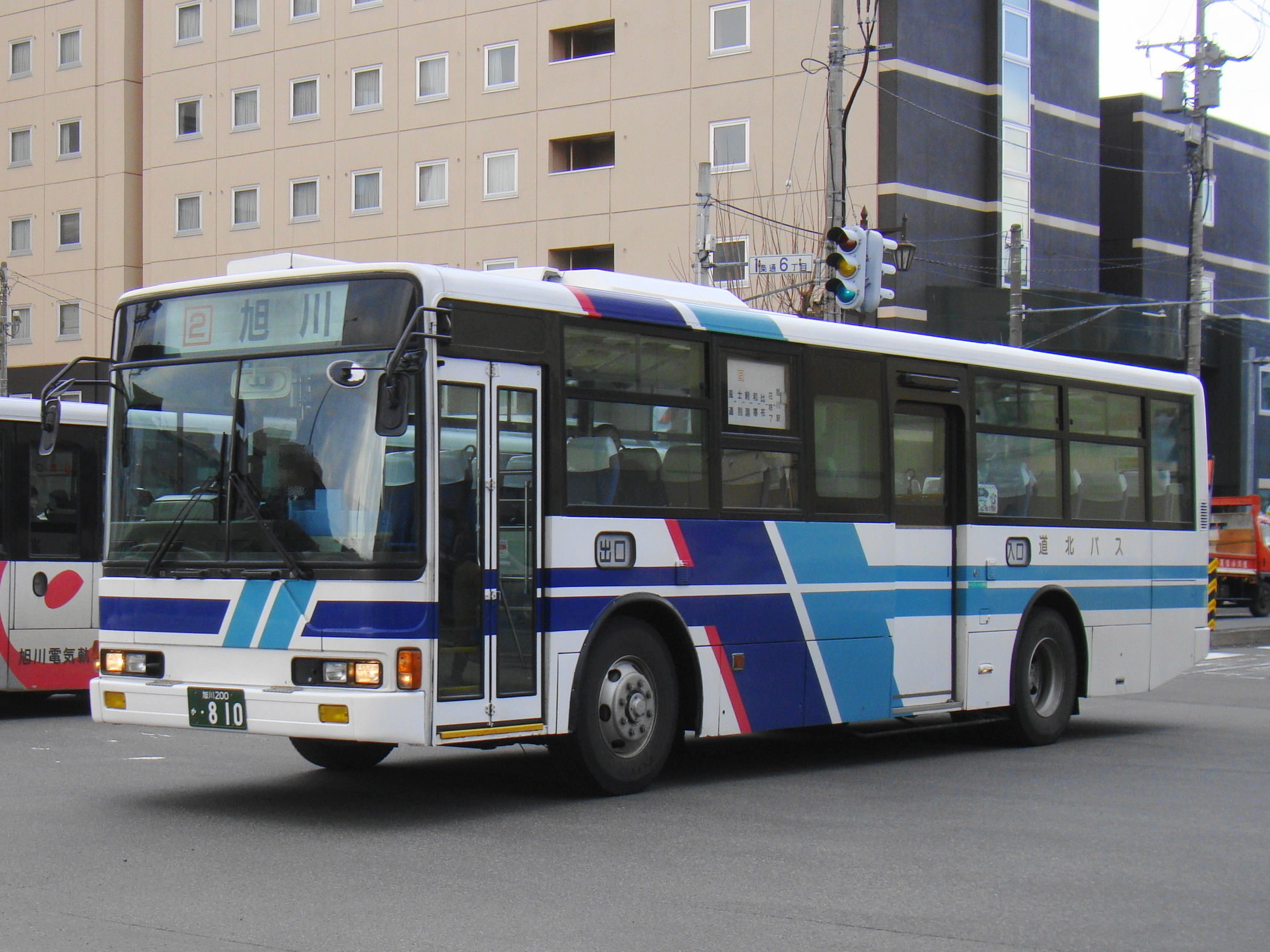
道北バス（旭川市内）
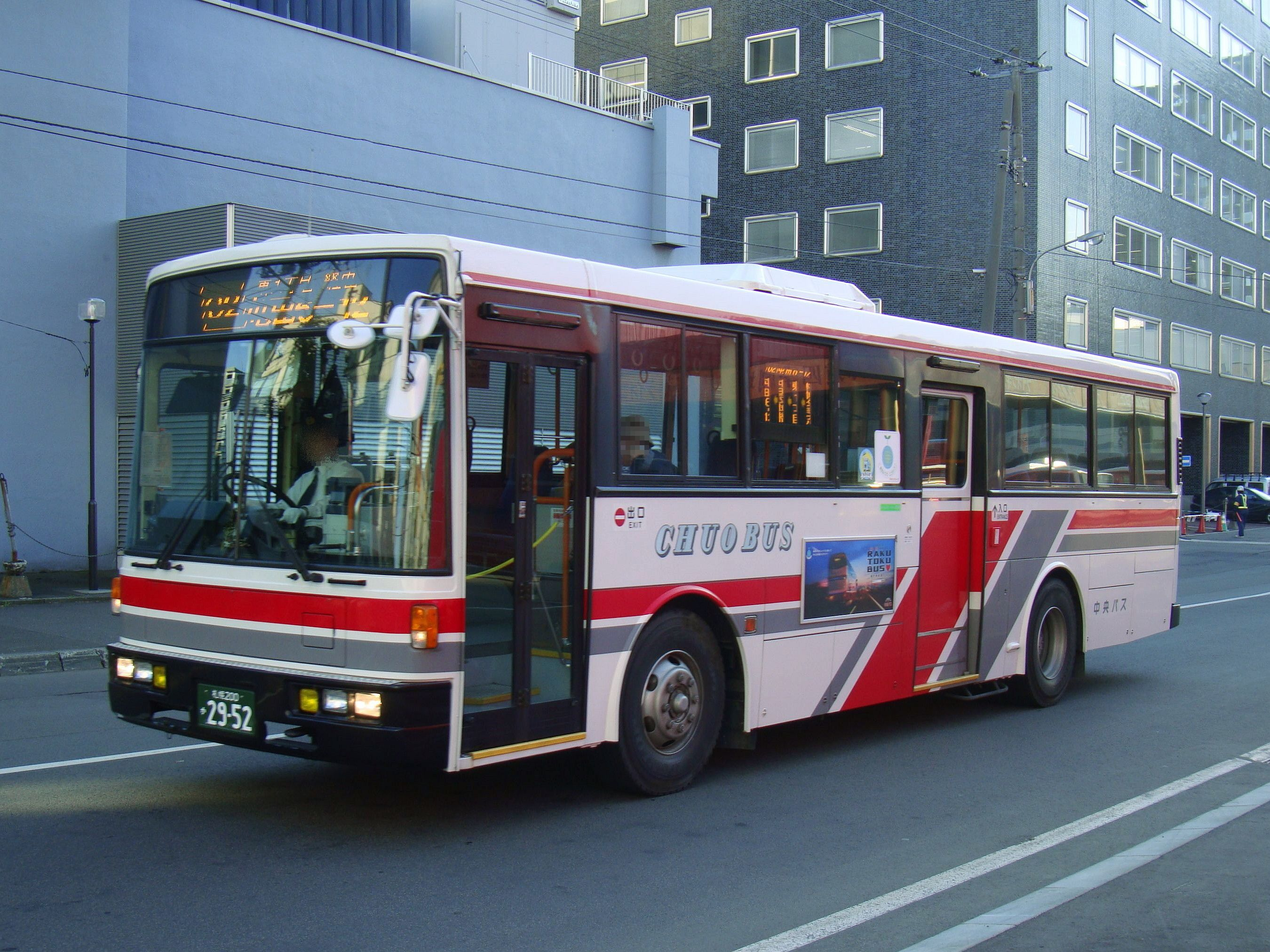
北海道中央バス （札幌ターミナル前）
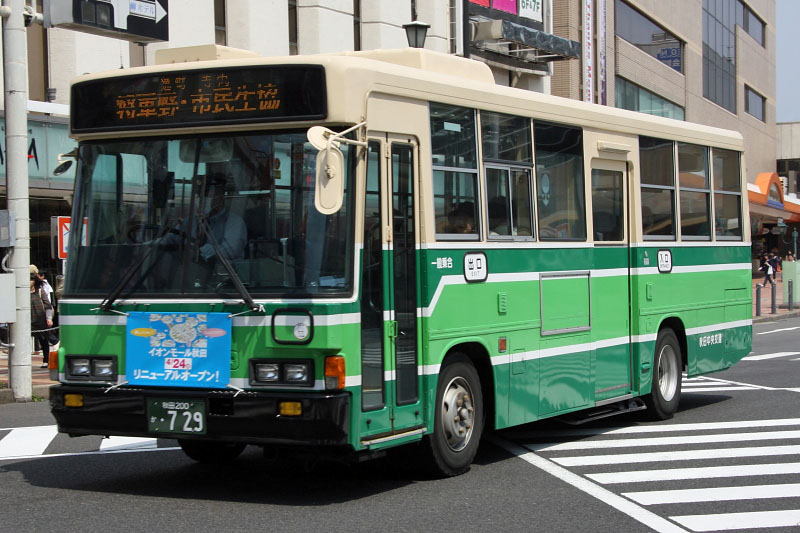
秋田中央交通 （秋田駅西口）
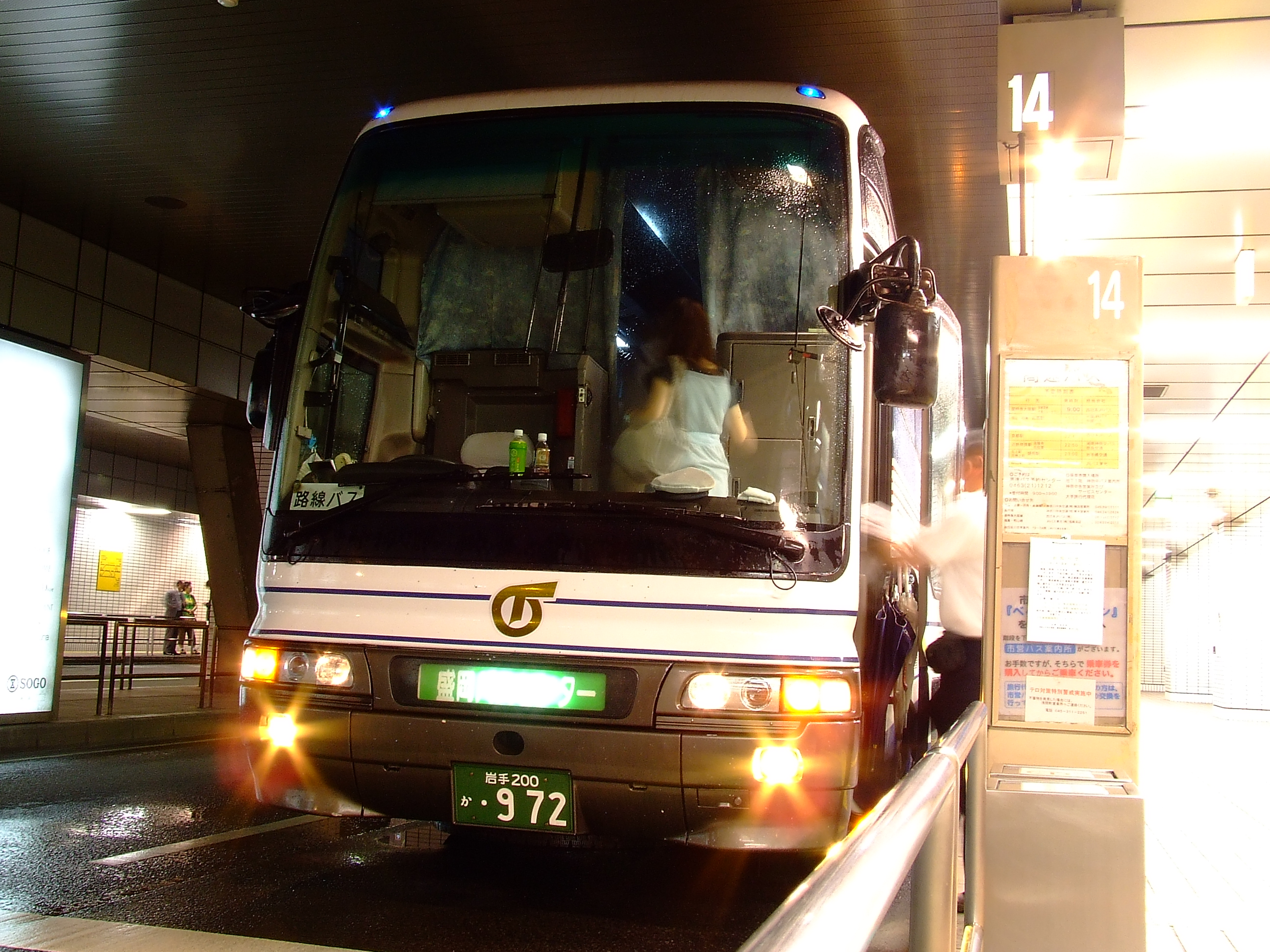
岩手県交通 （横浜駅東口バスターミナル）
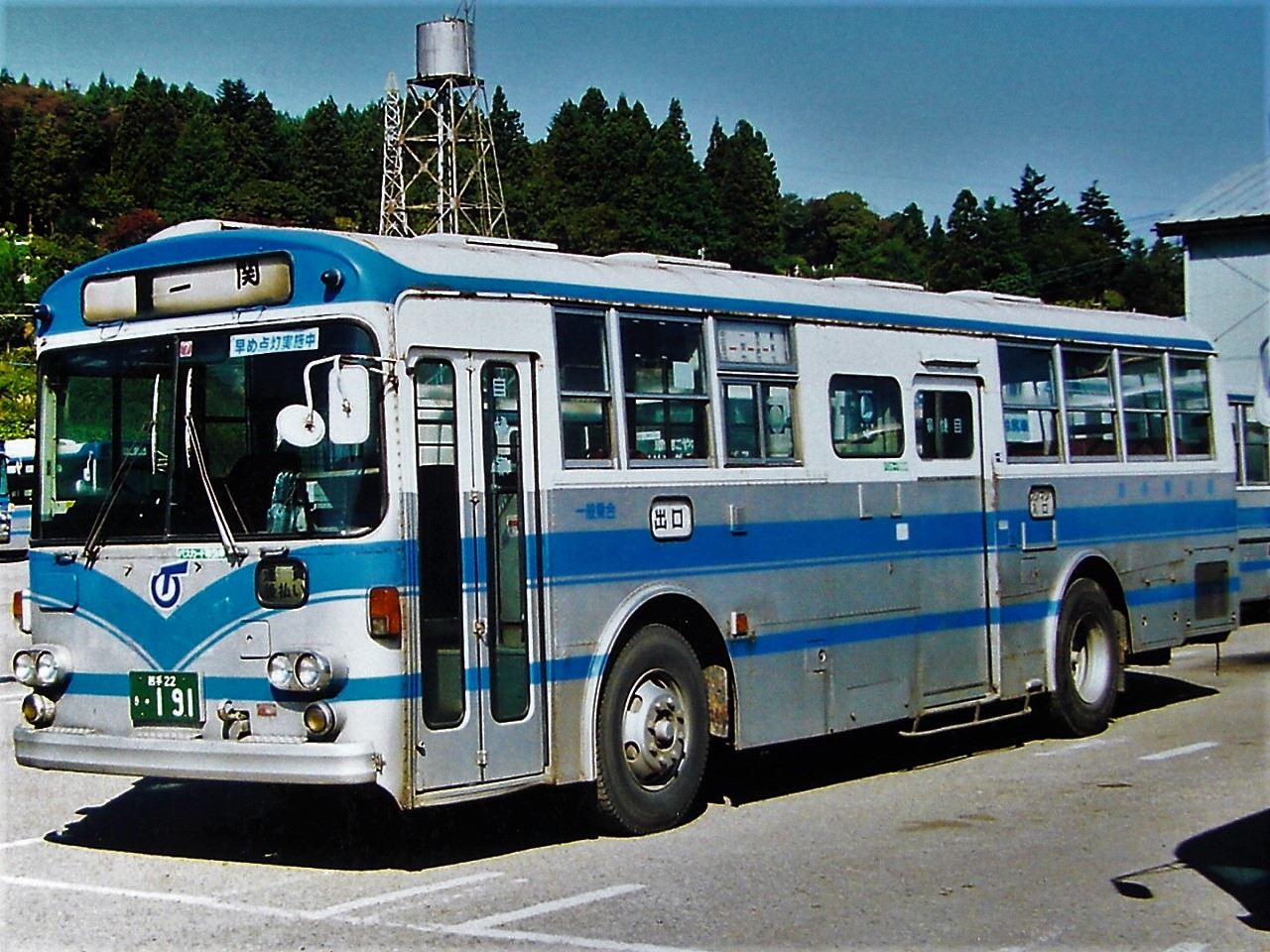
岩手県交通 （一関営業所）
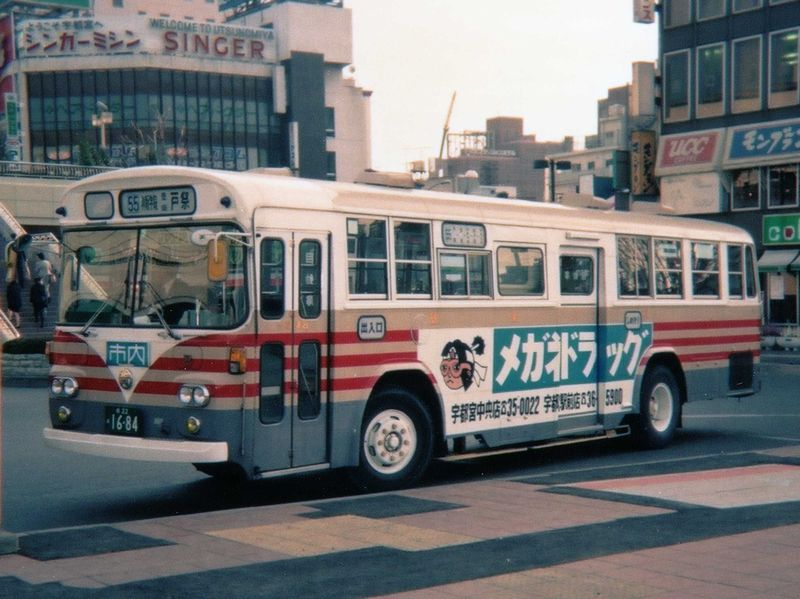
関東自動車 （宇都宮駅前）
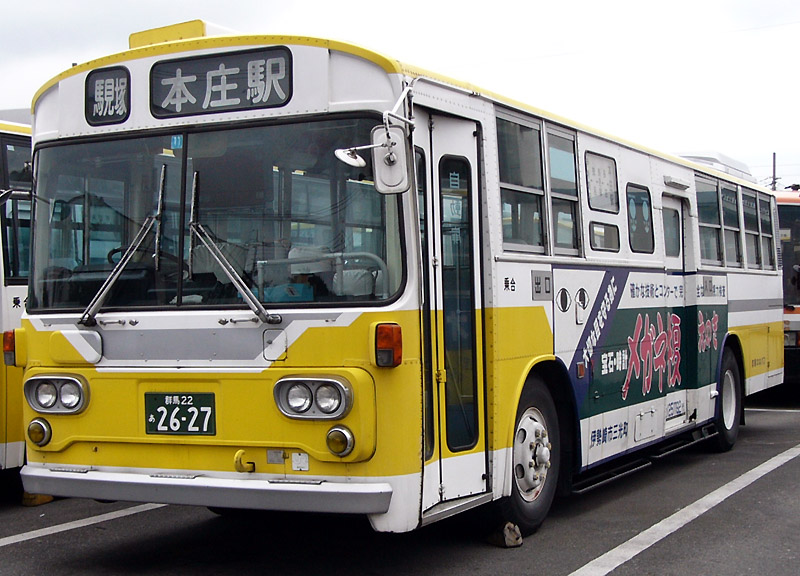
群馬中央バス ※方向幕改造済 （伊勢崎営業所）
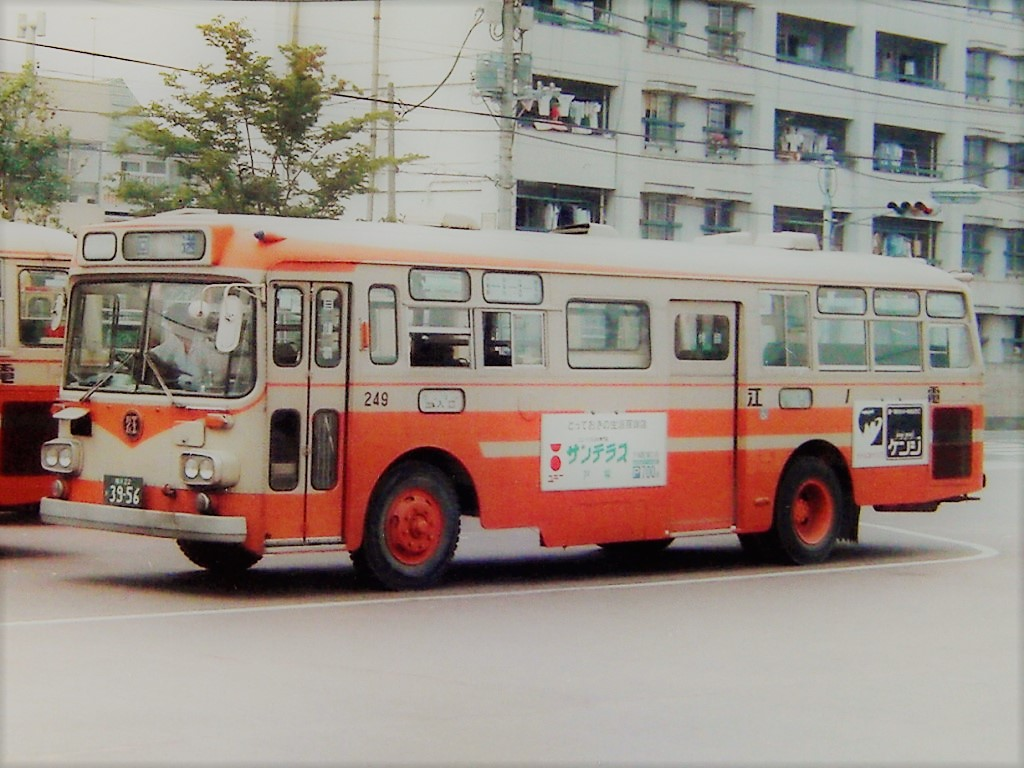
江ノ島鎌倉観光(当時) （大船駅前）
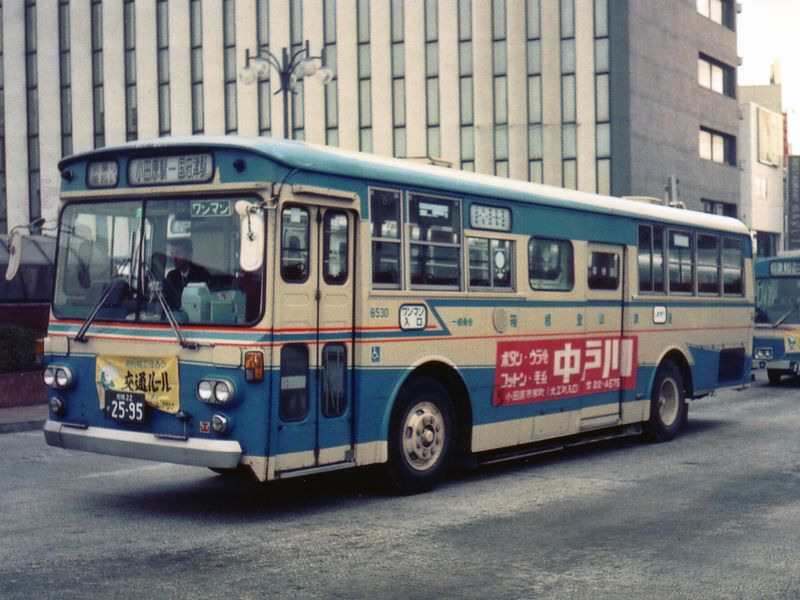
箱根登山鉄道（当時） （小田原駅前）
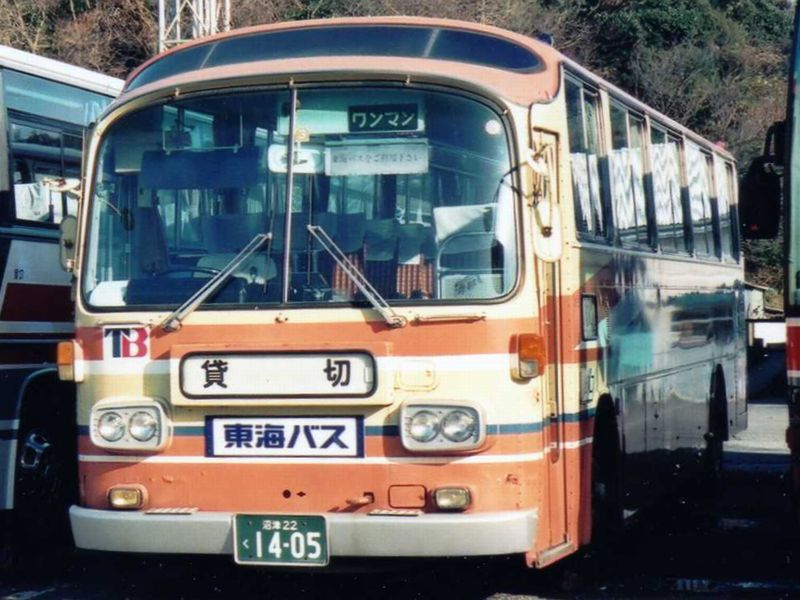
東海自動車 ※貸切車を路線車に転用するため方向幕を増設 （下田営業所）
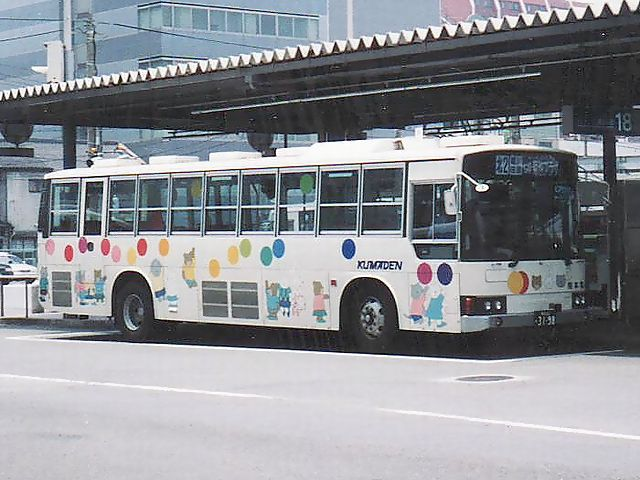
熊本電気鉄道 ※「かなちゃんバス」塗装をそのまま流用 （熊本交通センター）
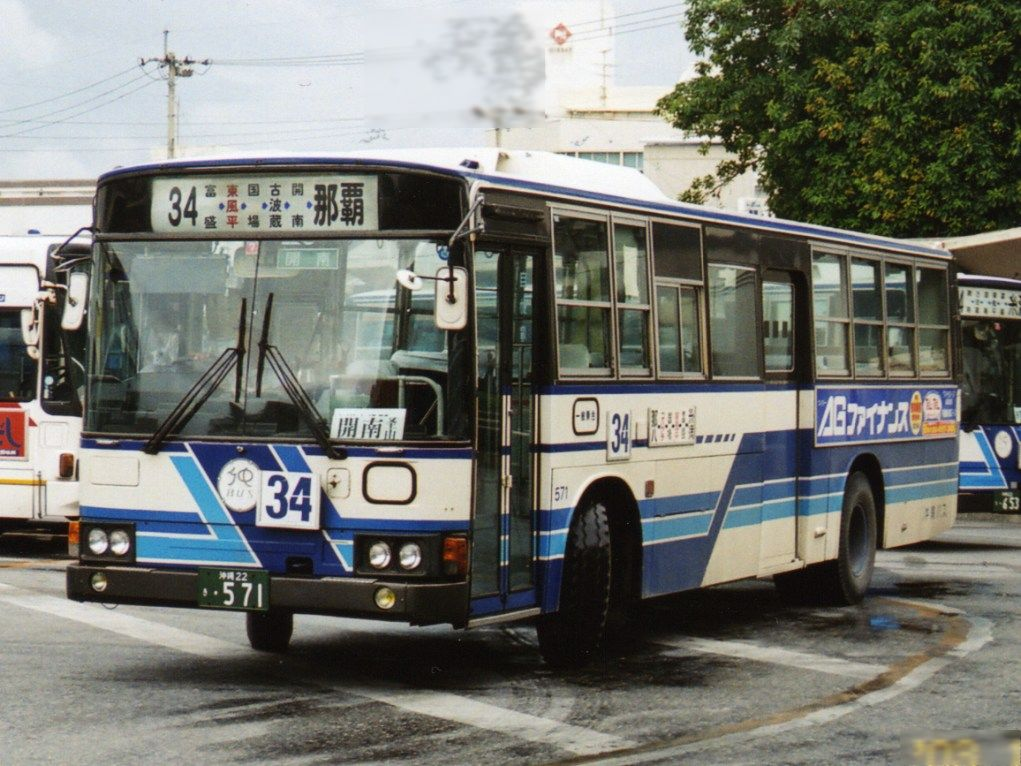
沖縄バス （那覇バスターミナル）
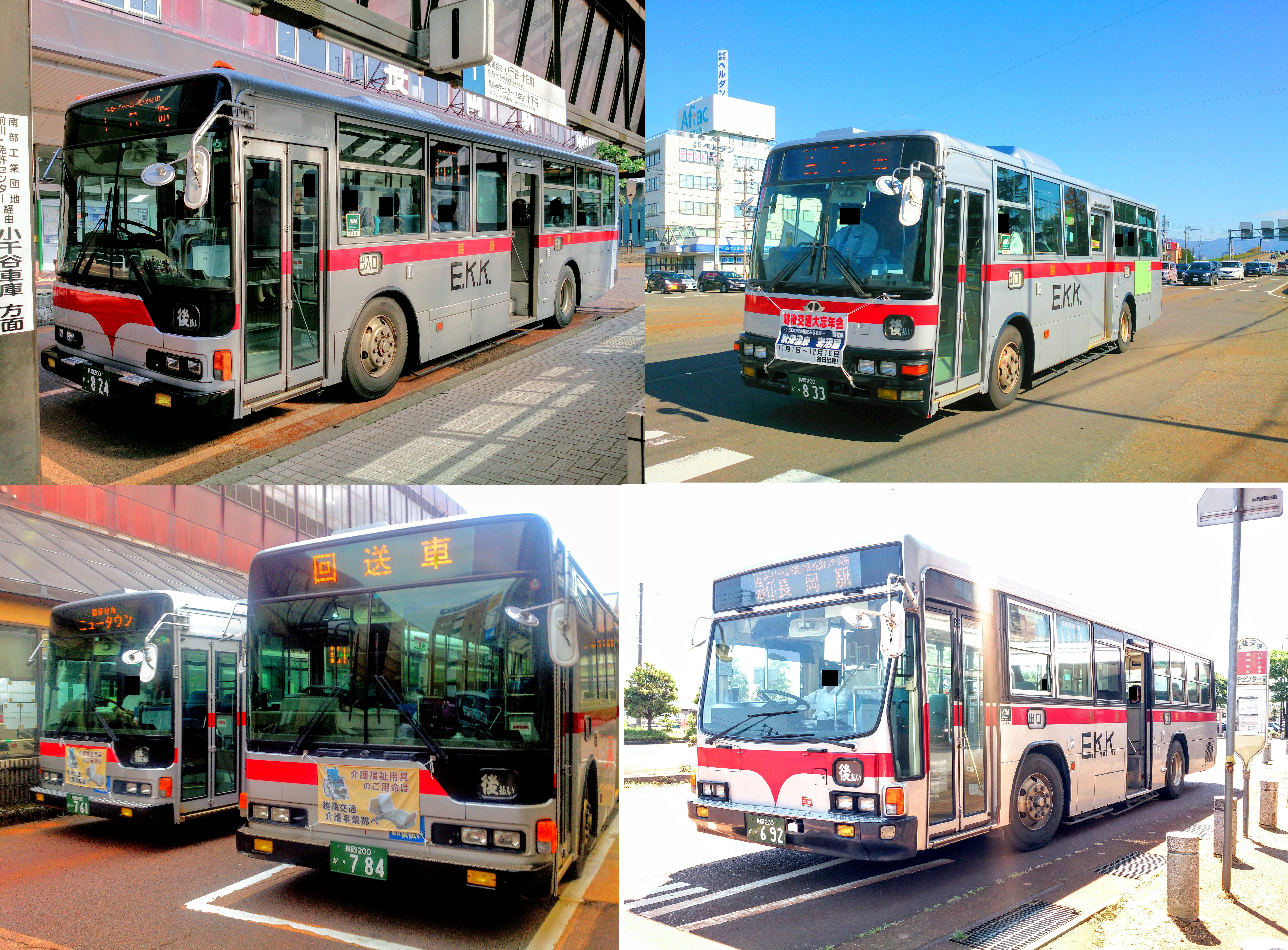
越後交通グループ （新潟県長岡市）

### 車両塗装
名称は一般的に呼ばれているものであり、正式なものではない。一部にラッピングのものも含まれる。

#### 一般路線車の標準色
1949年の新車から採用された。黄色に近いクリーム色+下部赤色+赤色と橙色の帯。当初は下部の赤色が波形になっており、前面などにも差異があったが、1987年から直線的なデザインに変更された。波形デザインの車両は1999年6月30日に廃車となった「さ154」が最後であった。2004年からは正面の社紋が「かなちゅう」「かなこう」ロゴマークに変更された。2012年6月1日より神奈中グループのブランドマークが制定され、路線バス車両の前面、側面、後面に青色で「Kanachu」と書かれたブランドマークの貼り付けが順次行われている。

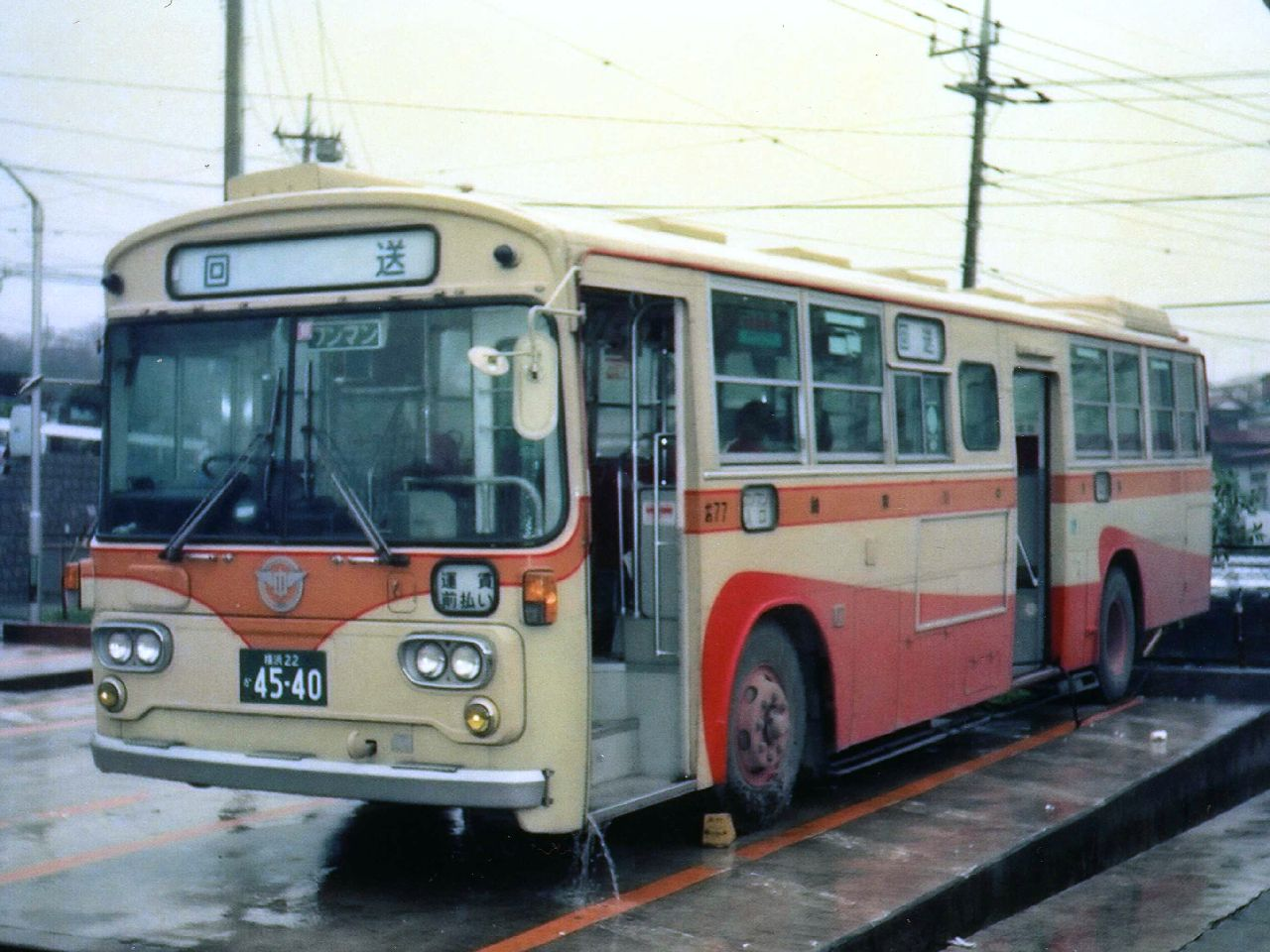
旧塗装（お77）
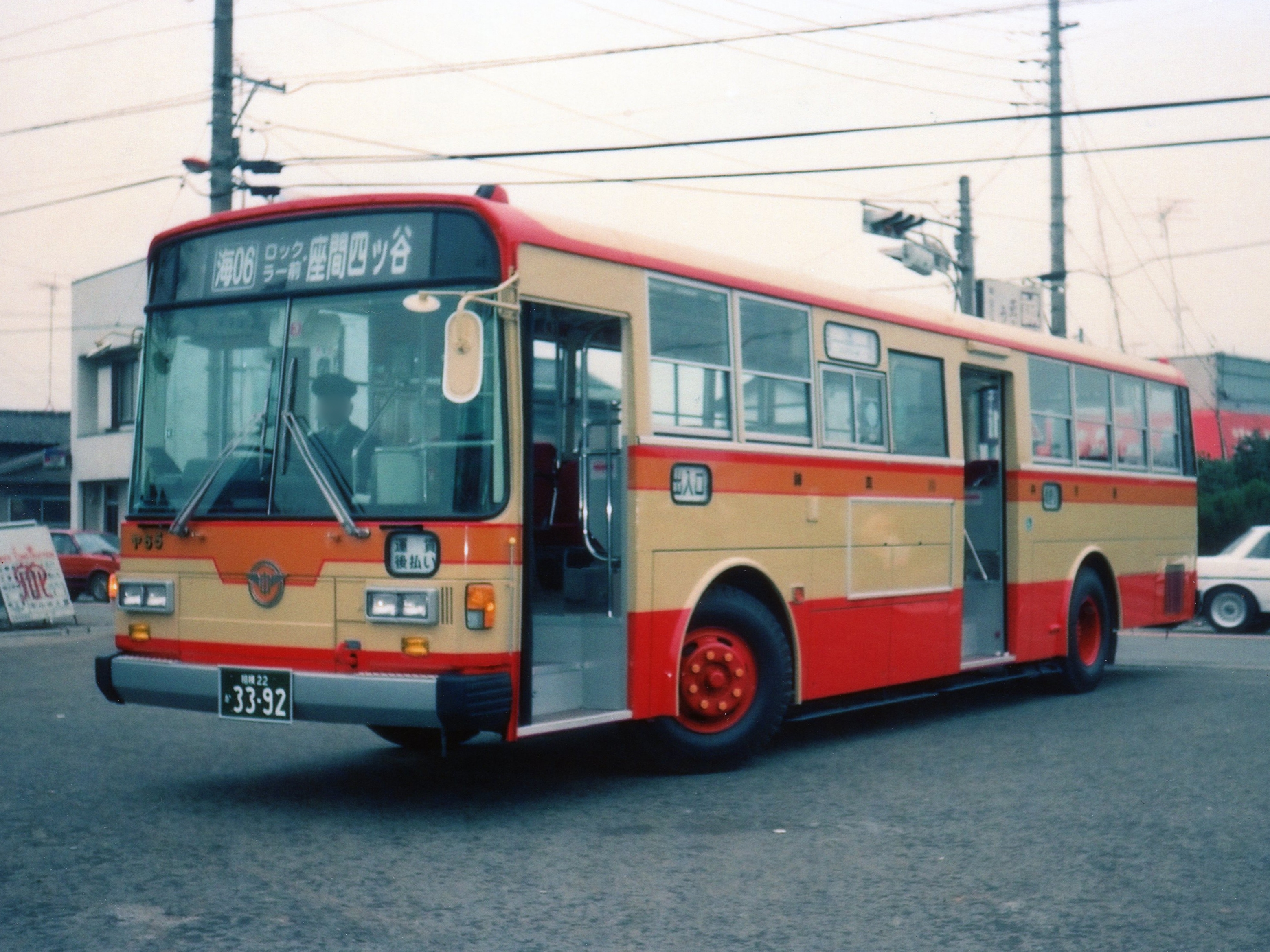
1987年より採用された塗り分け。初期は赤が目立っていた（や65）
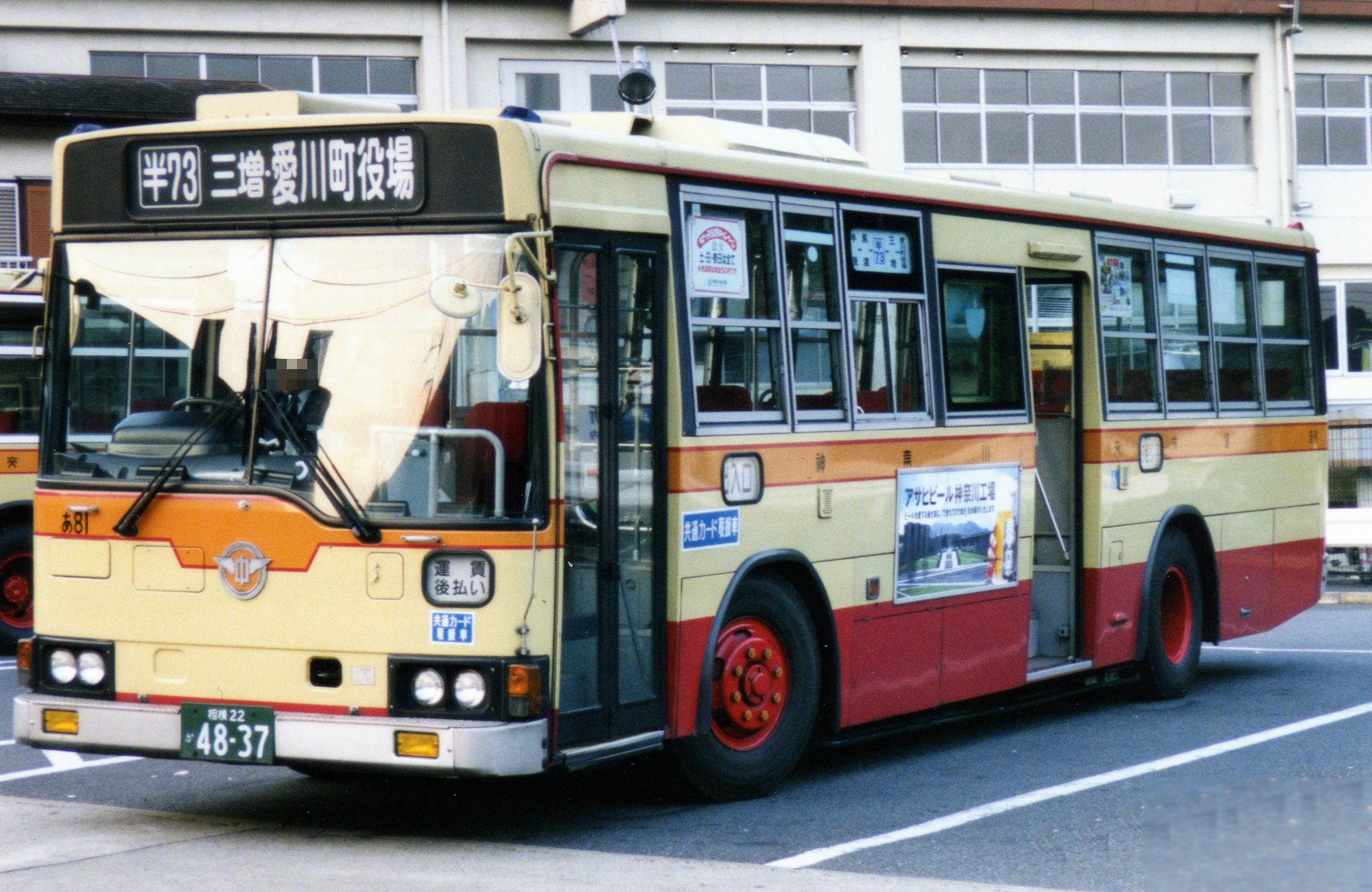
1987年より採用された塗り分け（あ81）
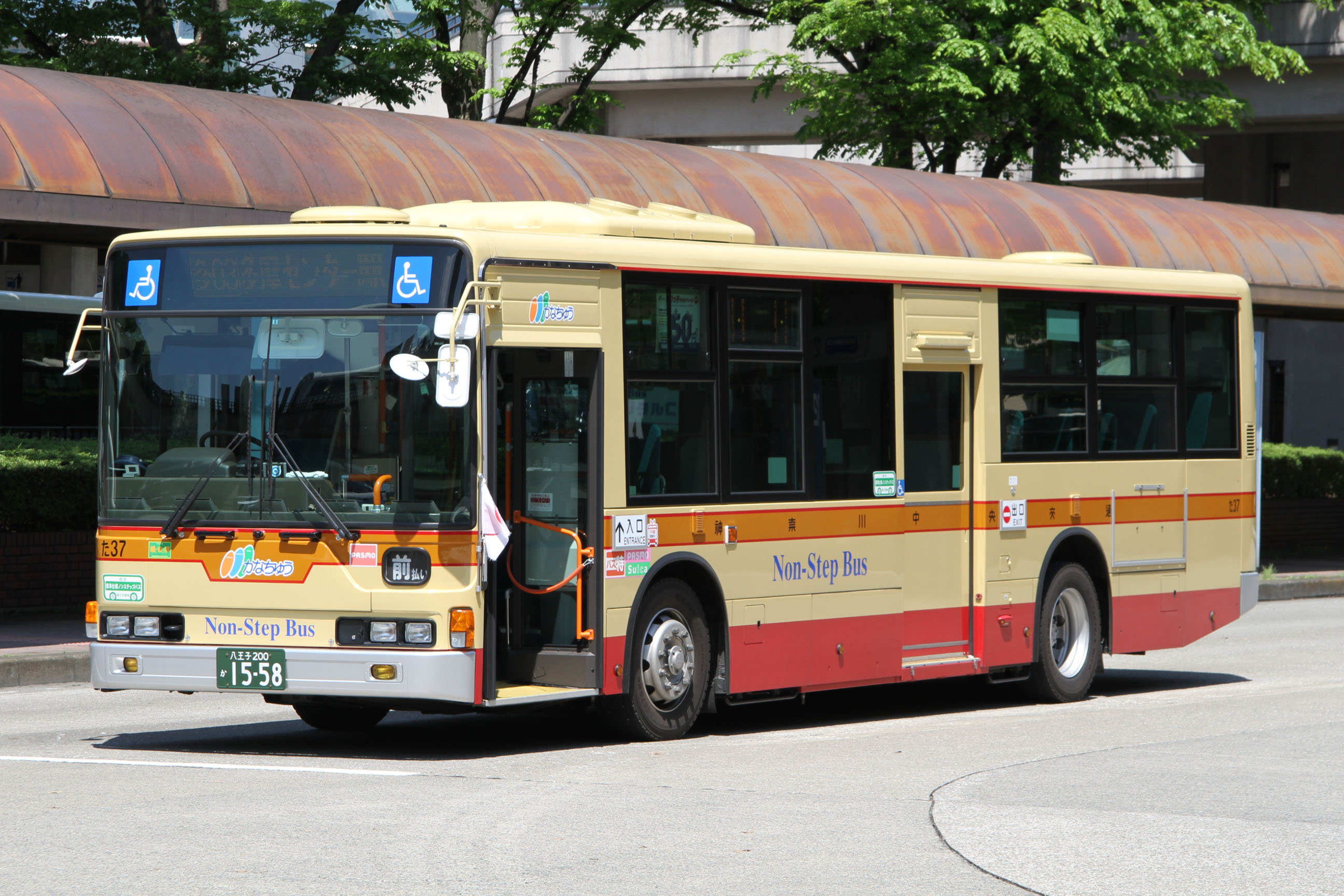
2004年から「かなちゅう」ロゴマークを表示（た37）
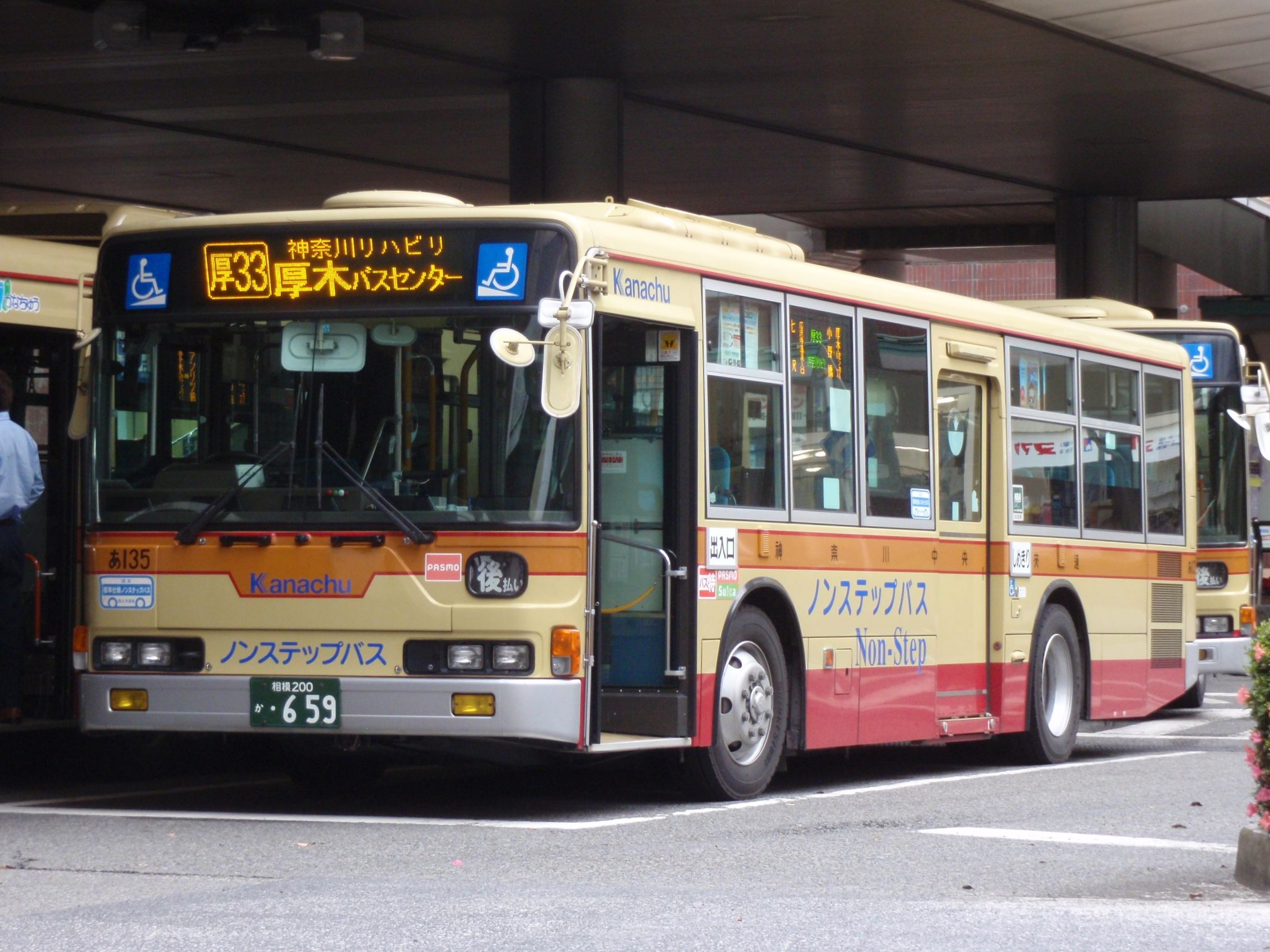
2012年6月1日より「Kanachu」ブランドマークを表示（あ135）

#### 神奈交色
2002年4月1日から導入された。白色の車体に、各神奈交指定色が前方から中央車体下部及び後方全体に塗られ、大きくKANAKO BUSのロゴが入るという、各社共通で色違いのデザインである。新車として神奈交バスが購入した車両のみに施される塗装なので、数は少ない。2016年12月より神奈中再編に向けて、各神奈交色であった車両は、ラッピングにより神奈中色に変更されている。
過去には各神奈交の塗装のままロゴの一部をシールで目隠しをしている車両もあったが、2017年6月の『つ604』を最後に消滅した。

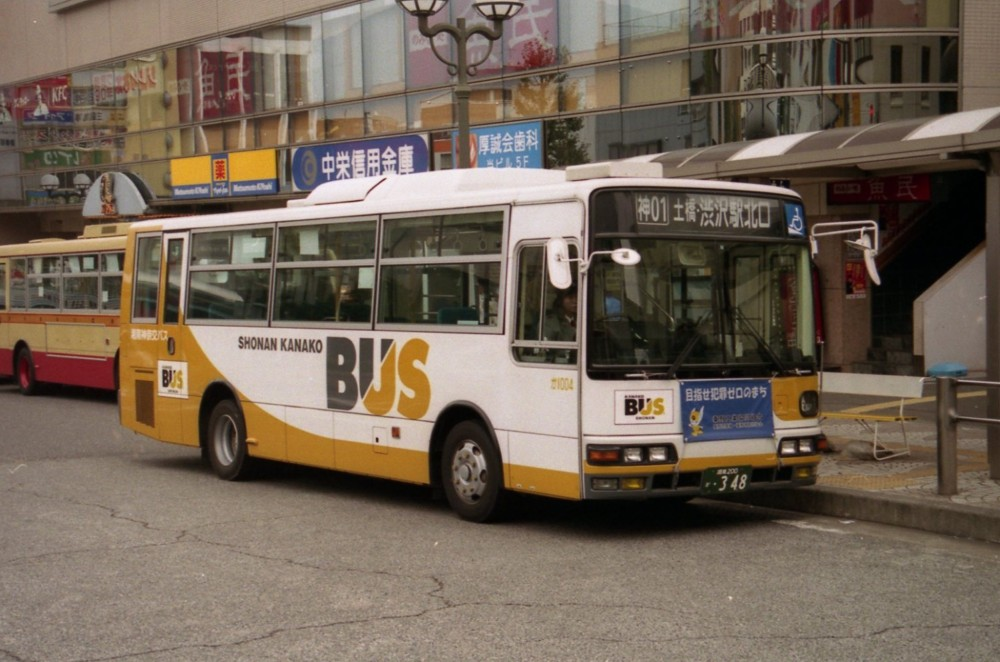
湘南神奈交バス（か1004）※現在は廃車
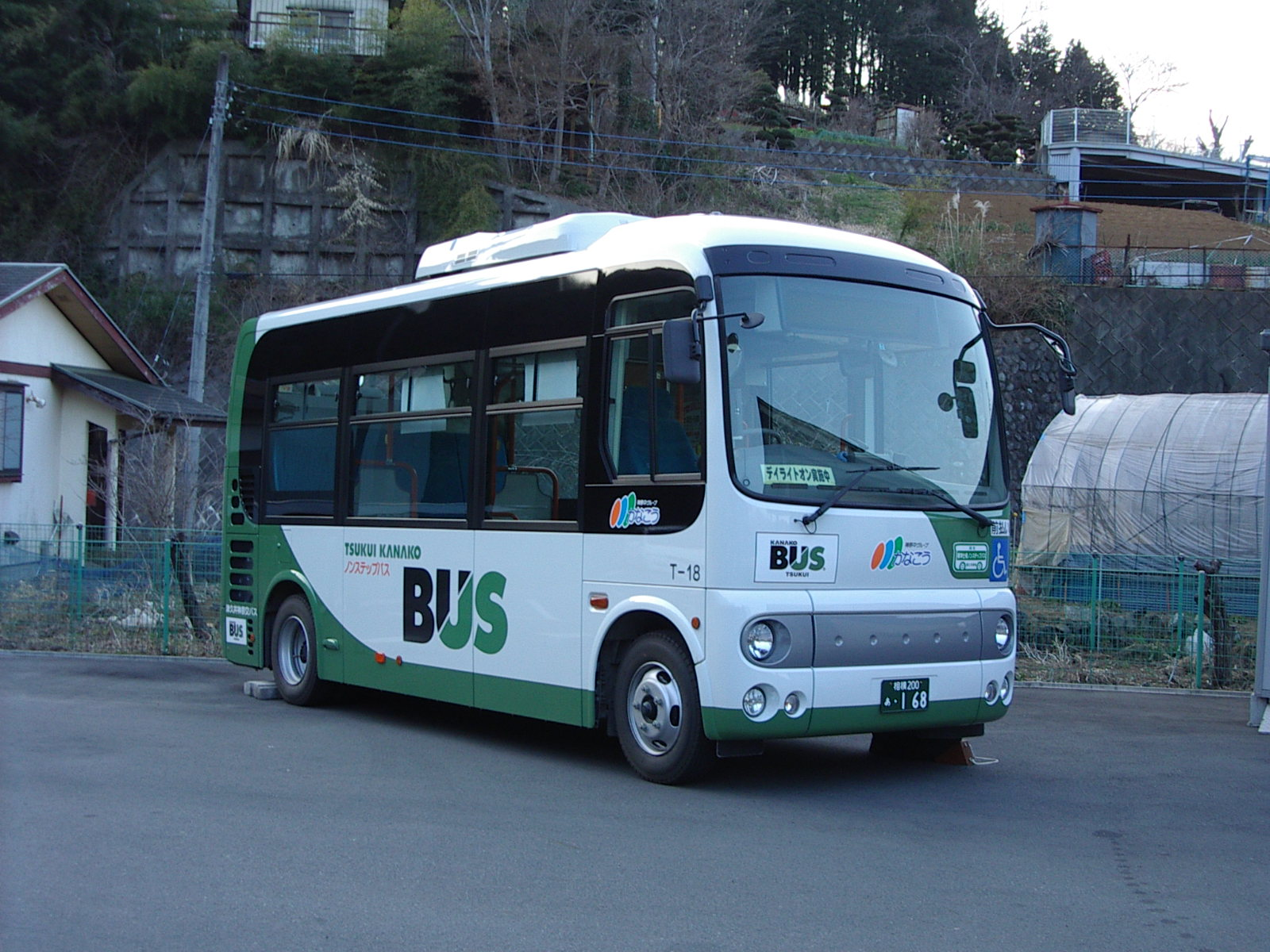
津久井神奈交バス（T-18）※現在は神奈中色に変更（写真は当時の神奈交色）
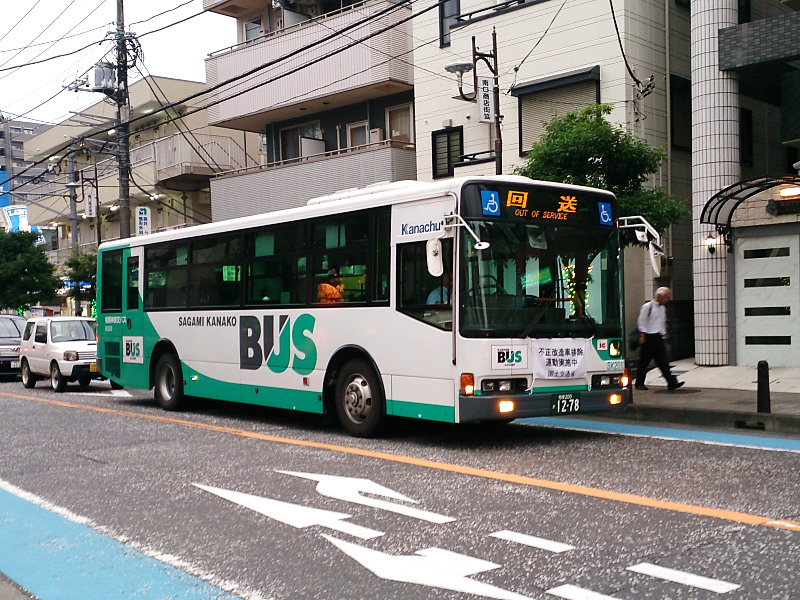
相模神奈交バス（SK2010）※現在は神奈中色に変更（写真は当時の神奈交色）
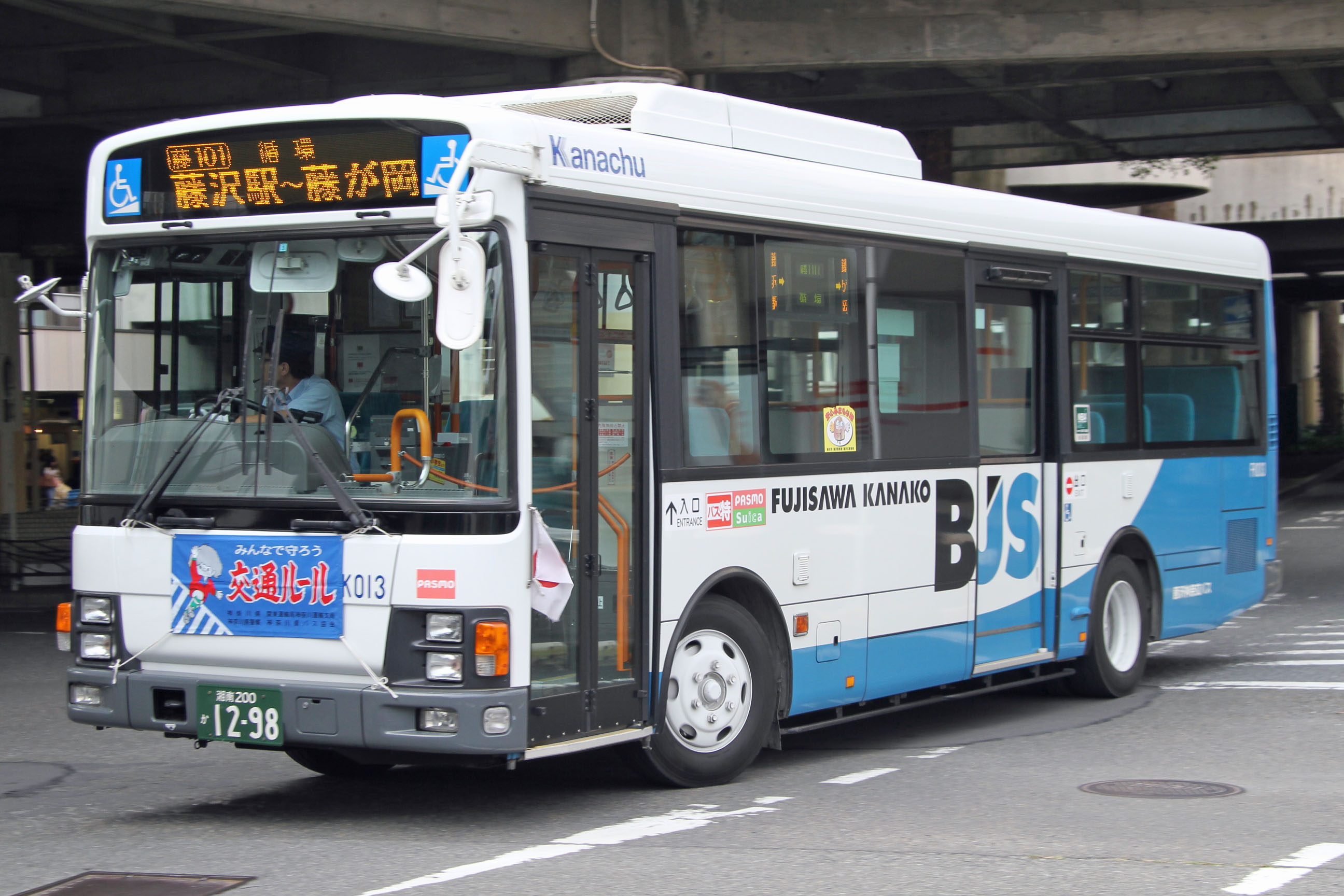
藤沢神奈交バス（FK013）※現在は神奈中色に変更（写真は当時の神奈交色）

#### ギャラリーバス
1987年4月から26台導入されたギャラリーバスで、車体のベースカラーを白で統一し、風船を持った動物たちをデザイン。一般公募で「カナちゃん号」と命名された。2001年には2代目の車両が登場、愛称はひらがなで「かなちゃん号」となり、車体のベースカラーはクリーム色に変わった。

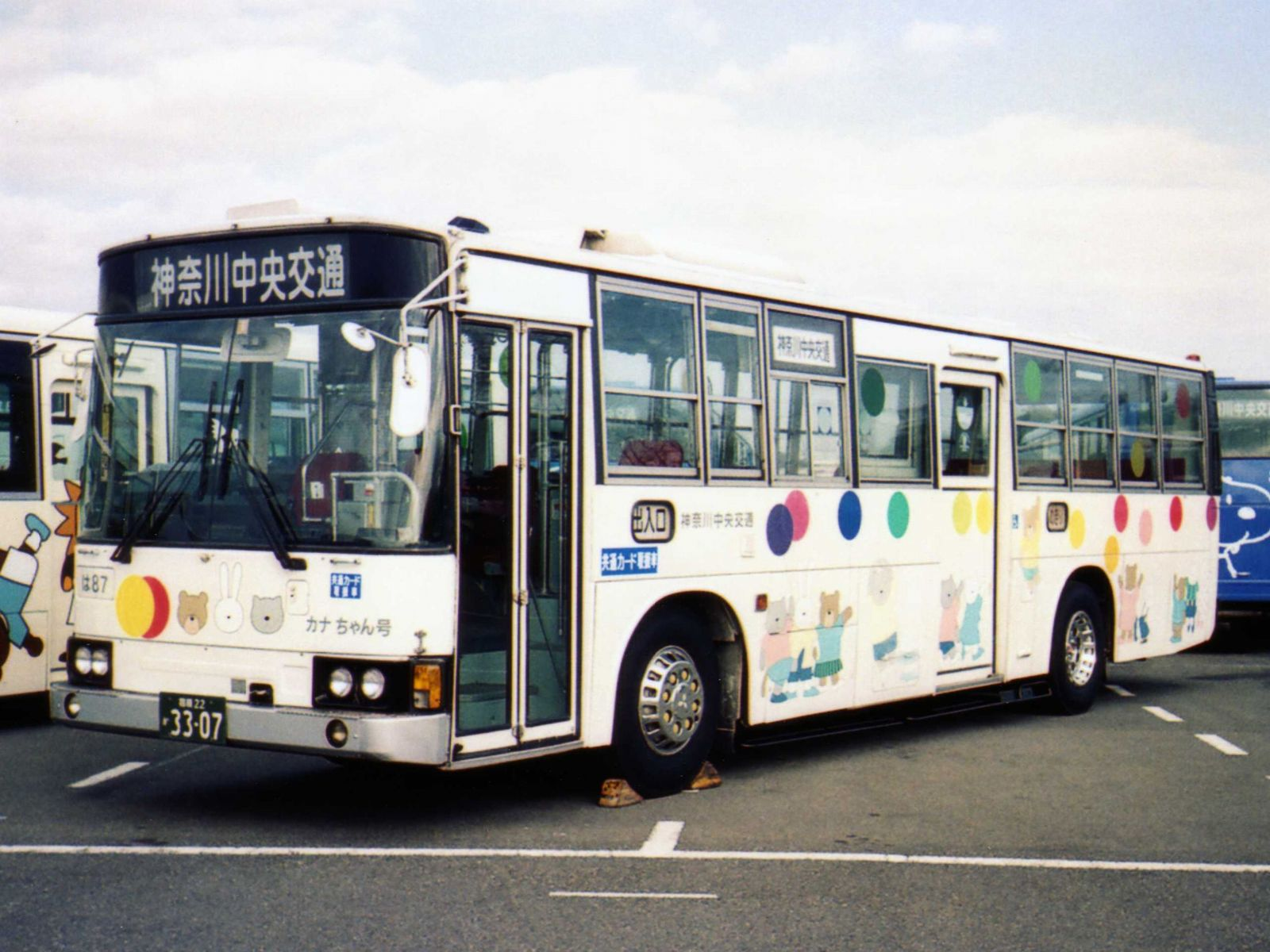
初代「カナちゃん号」（は87）
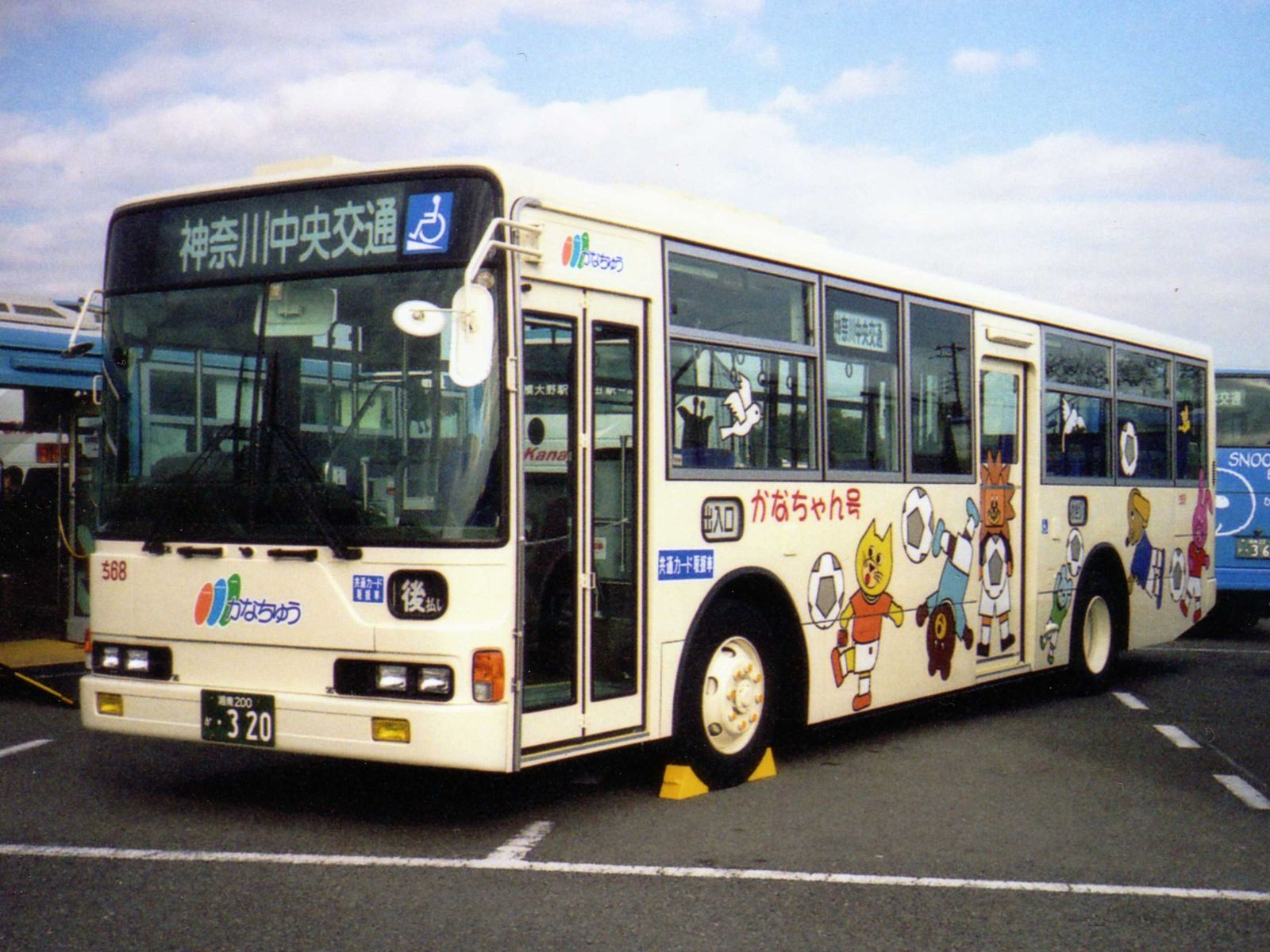
2代目「かなちゃん号」（ち68）

#### 夜行高速バス色（ブルーイエロー）
1989年に初めて採用。青色の車体にハイウェイをイメージした白と紺の波線、車体中央部にカモメをイメージした黄色のマークが3連あり、橙色でKanagawa Chuoとロゴが入る。その後1997年からは貸切兼用車（ワンロマ車）に、1998年からはノンステップバスの車体色としても採用された。社内では「ブルーイエロー」と呼ばれている。

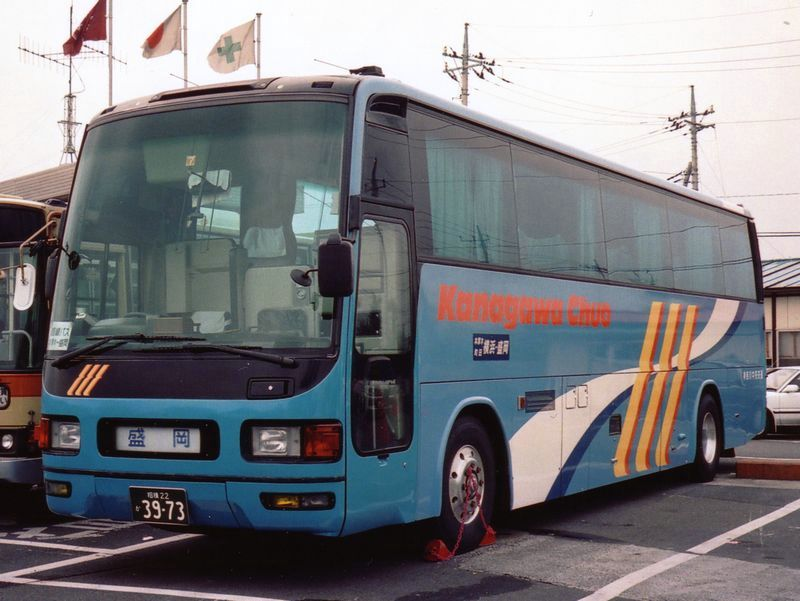
夜行高速バス色（あ701）
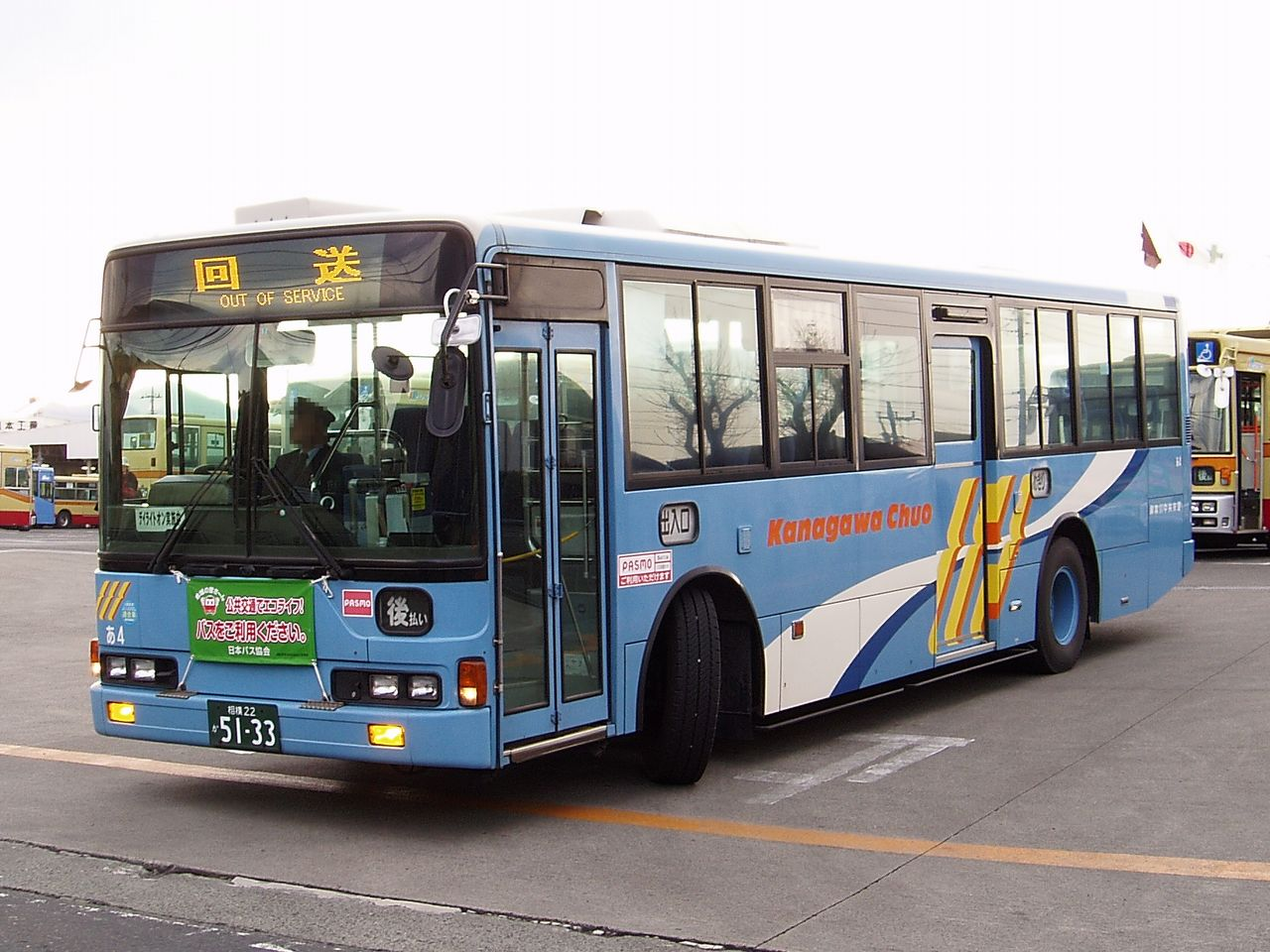
ブルーイエロー（あ4）
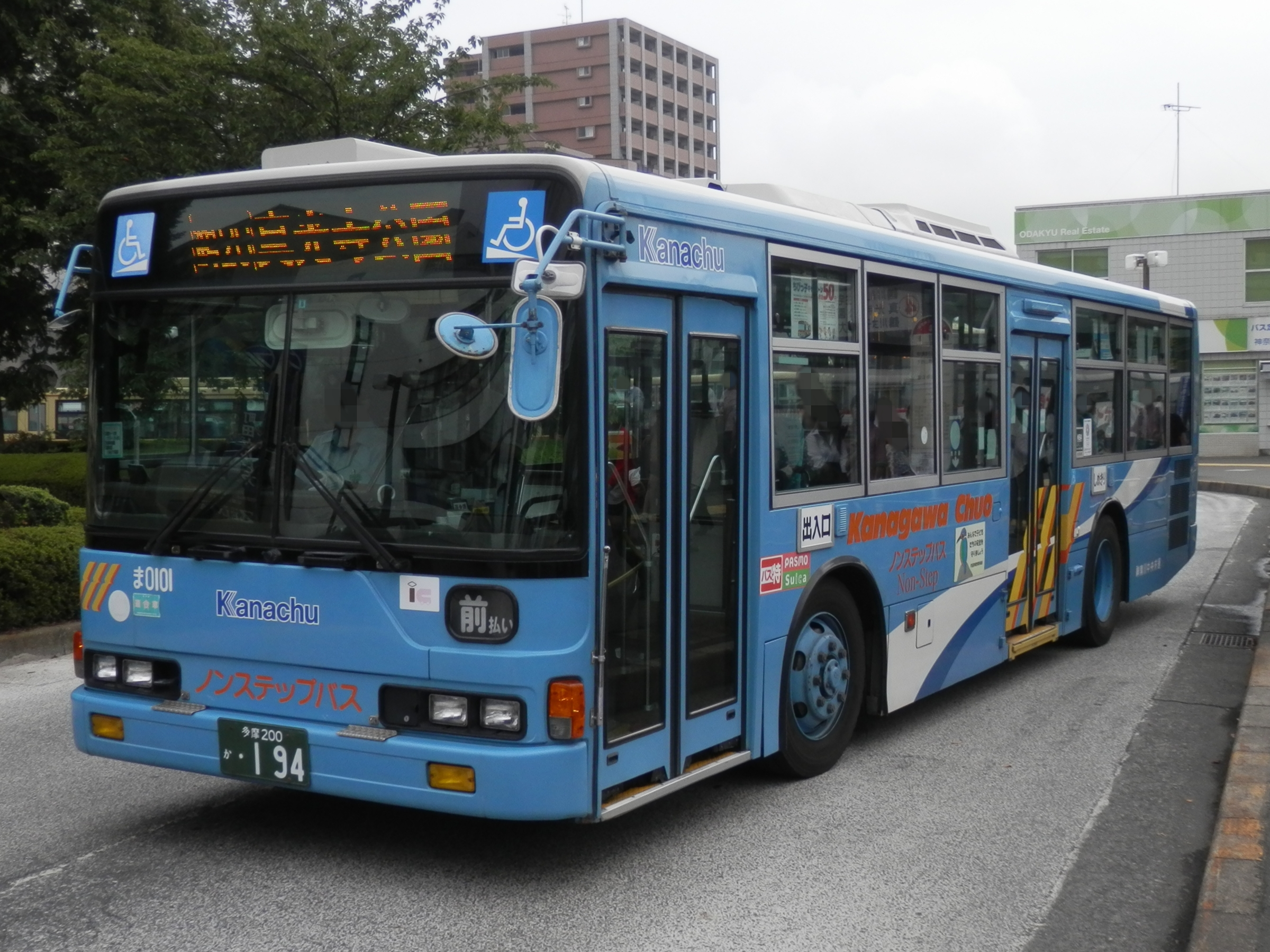
ブルーイエロー（ノンステップバス）（ま0101）
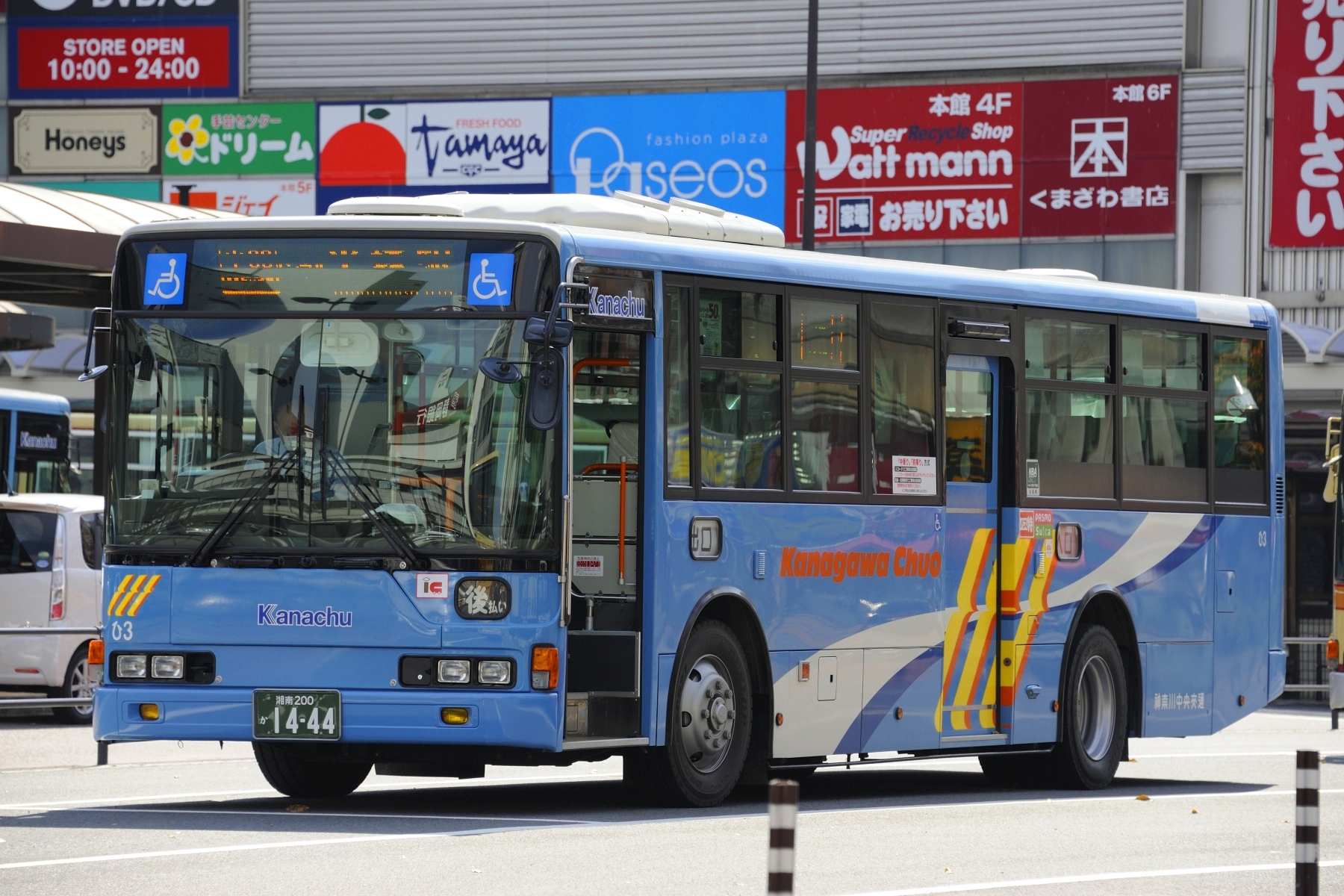
ブルーイエロー（ワンステップバス貸切兼用車）（ひ3）

#### ミニバス色
1997年に藤沢市でミニバス路線を開設した際に採用された。前述の塗装からイエローを省略したデザインに、アヒルのイラスト入れたものだが、イラストが入っていない車両も存在する）。車体の表記は前述のブルーイエローとは異なり、KanaChu（またはKanakoBus）と省略している。しかし、2015年12月以降の導入されている小型車は青一色、その後、2020年2月導入のひ167,168は一般色に変更されている。

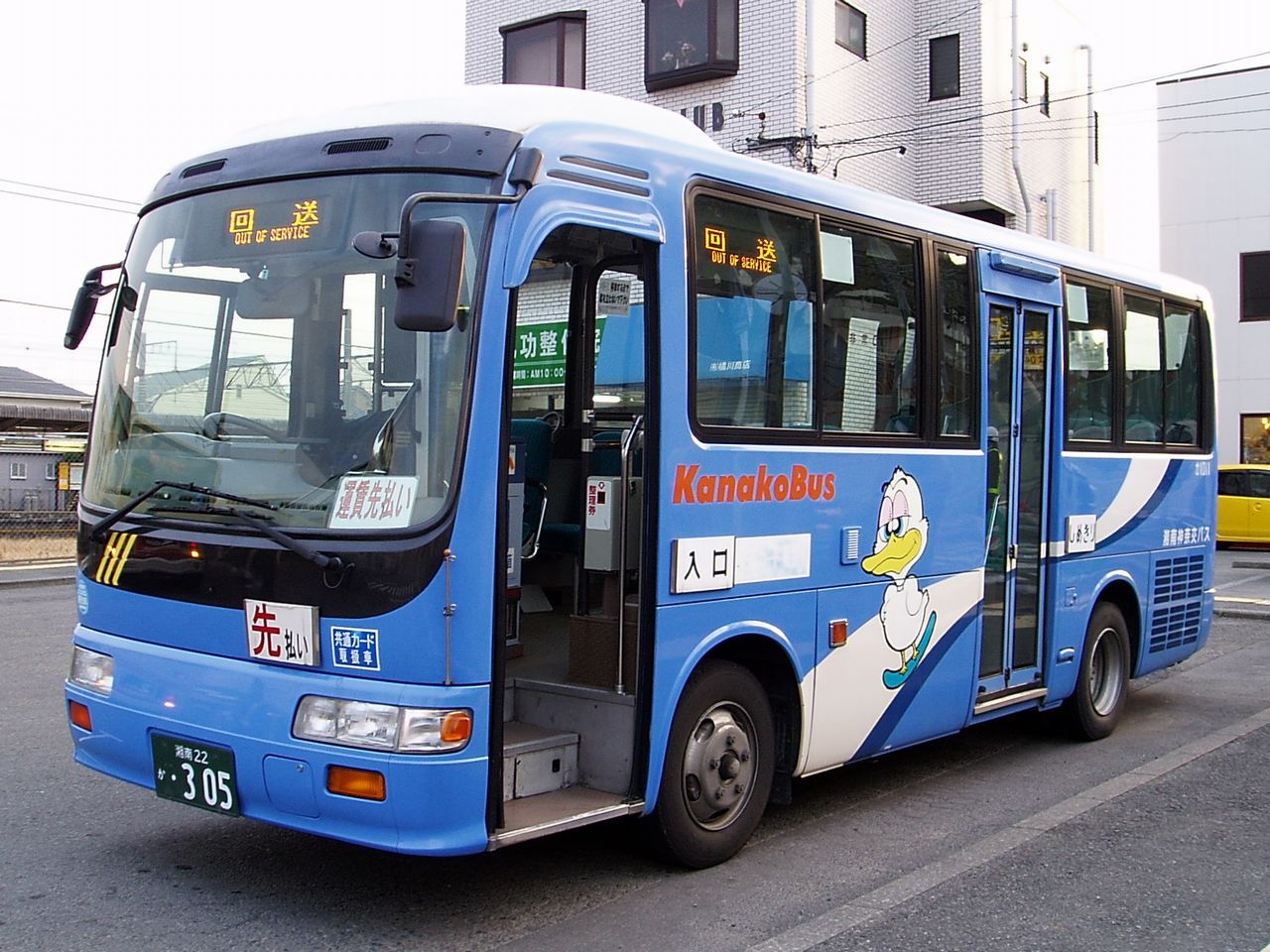
ミニバス色（か1011）
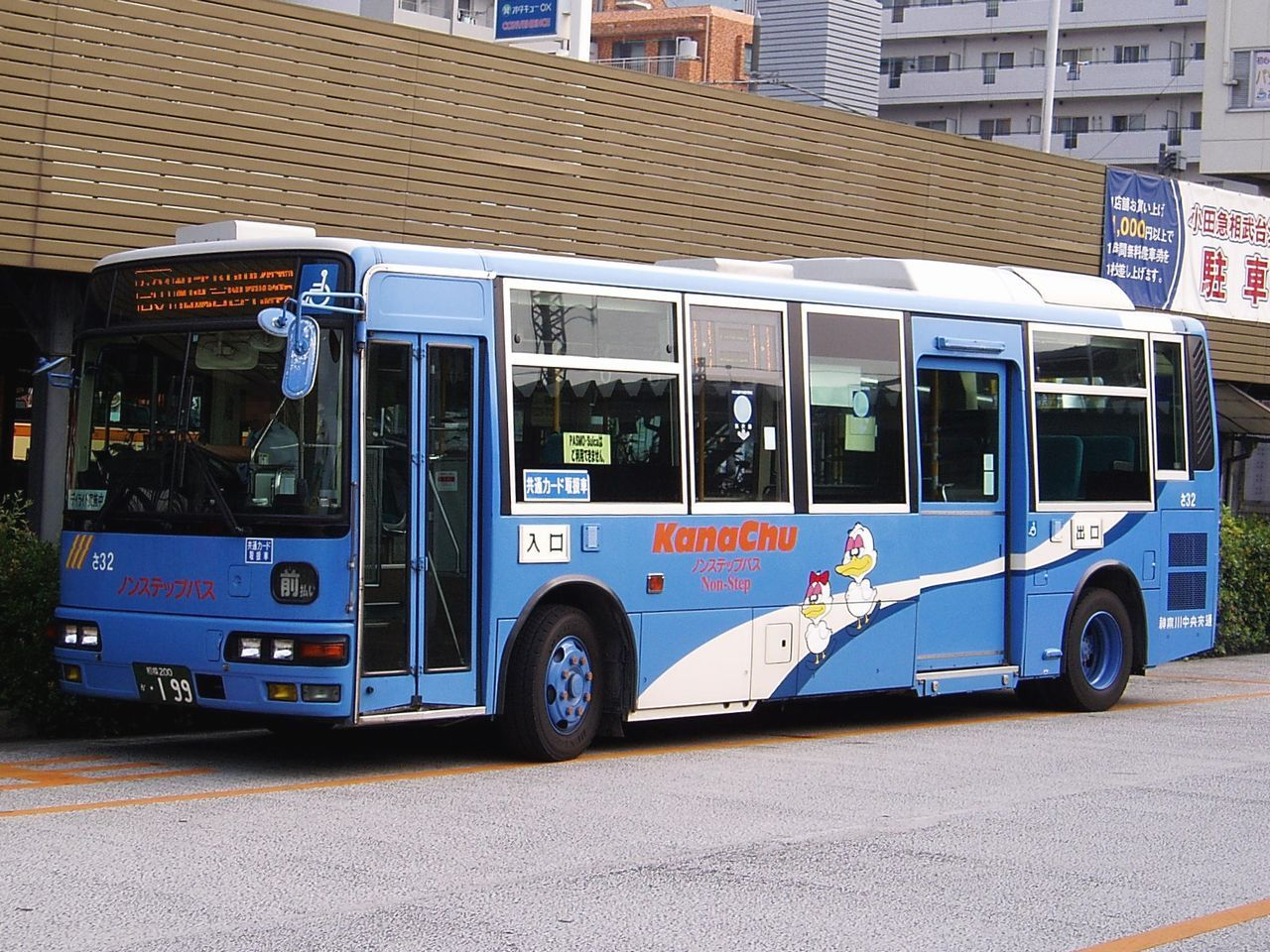
ミニバス色（さ32）

#### 空港リムジン色
1994年の「ひ852」及び、1999年以降に採用され、グレーに上半分が水色。窓の下と屋根にロゴが入る。横浜神奈交の車両は側面の社名ロゴが異なる点で識別可能。

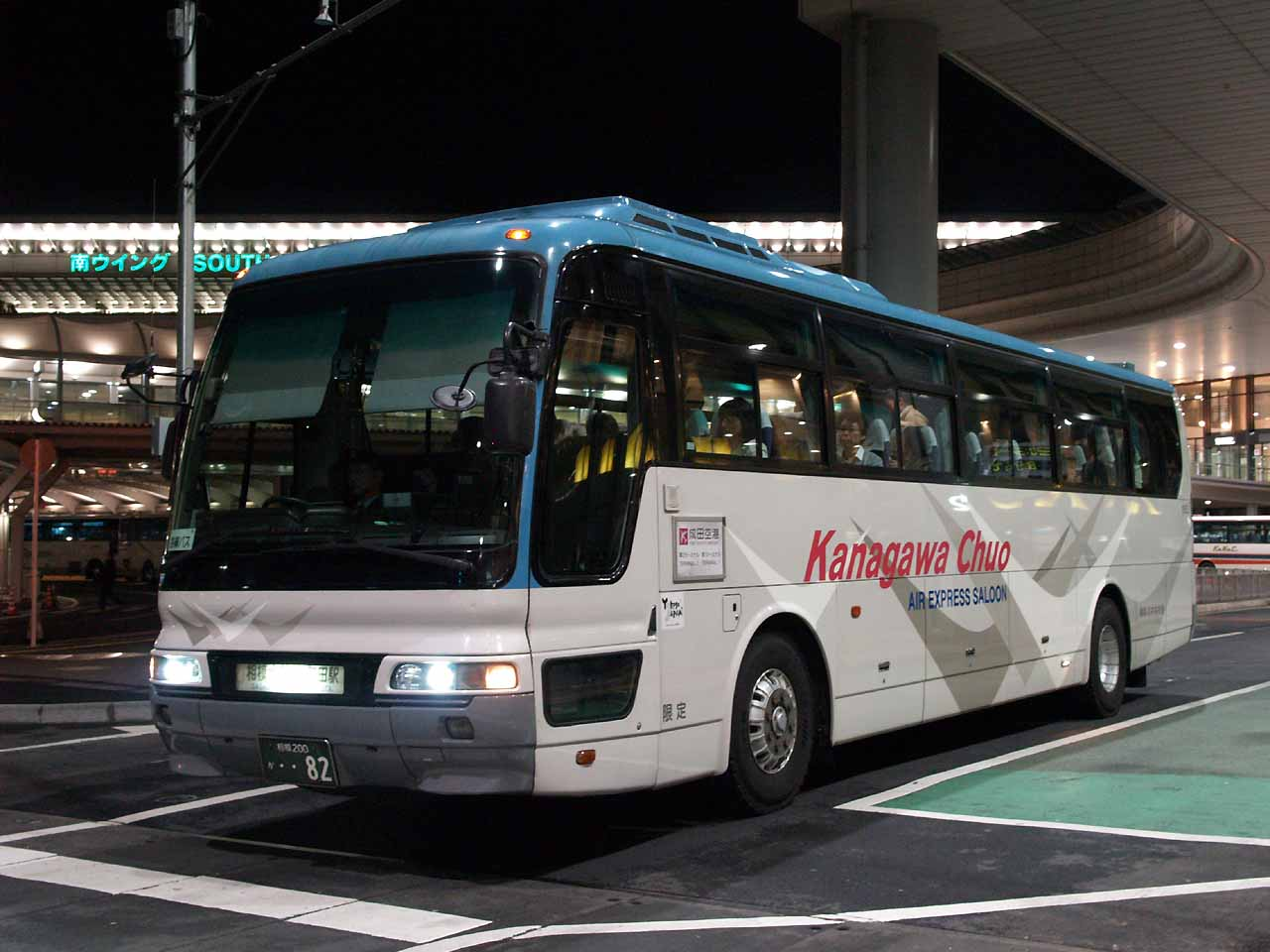
神奈中空港リムジン色（さ852)
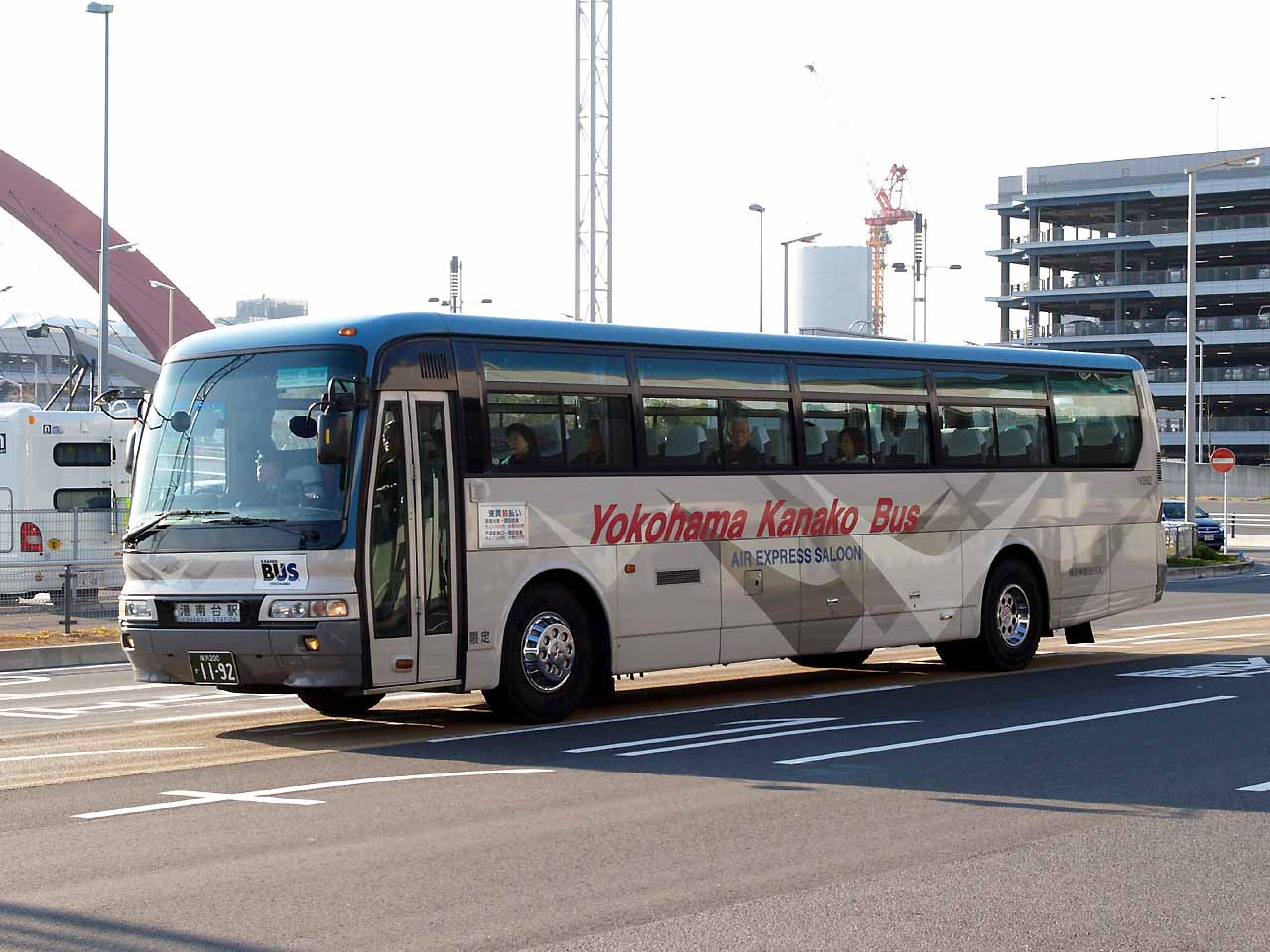
横浜神奈交バスリムジン色 (YK8112)

#### スヌーピーバス
年表節で述べた環境保護キャンペーンの一環で、ワンロマ車を青く塗装し、スヌーピーや他の登場人物をラッピングしたもの。1997年に導入した14台は図柄も1種類であったが、1998年に導入された26台ではベースの青を明るくし、夜行高速バス色のベース色と同色となったほか、キャラクターの図柄も2種類となった。契約終了後には白帯や神奈中ロゴが入らずに完全な青一色で運行された期間もあった。

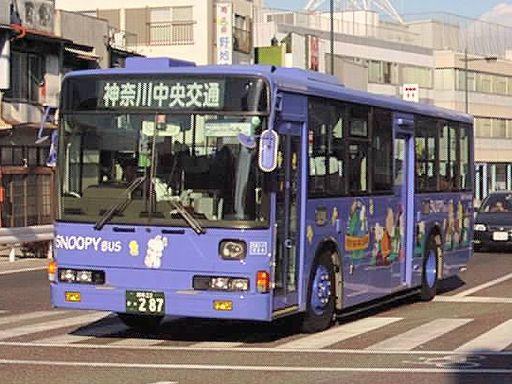
スヌーピーバス 1997年式（ひ132）
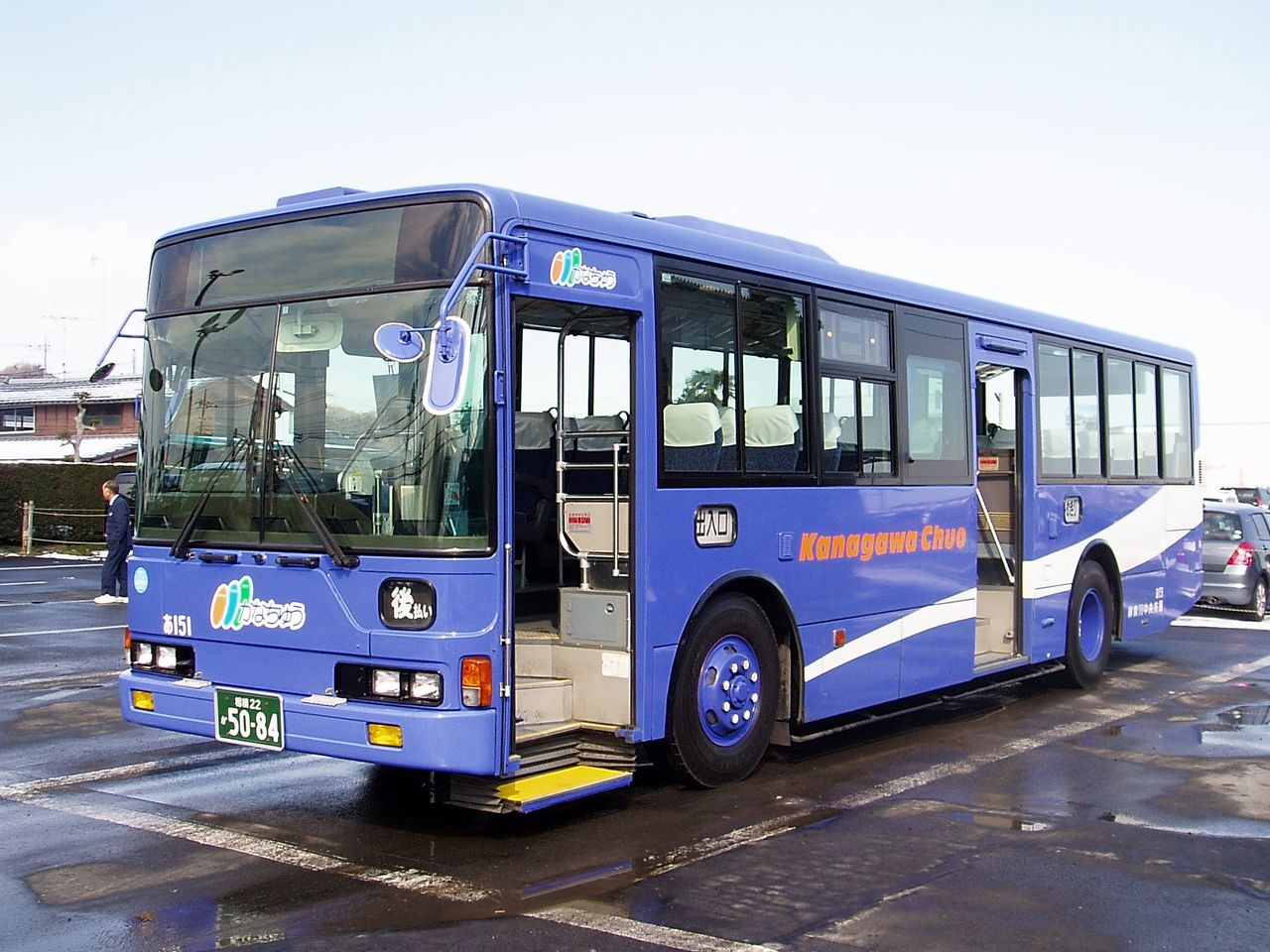
元スヌーピーバス 1997年式（あ151）
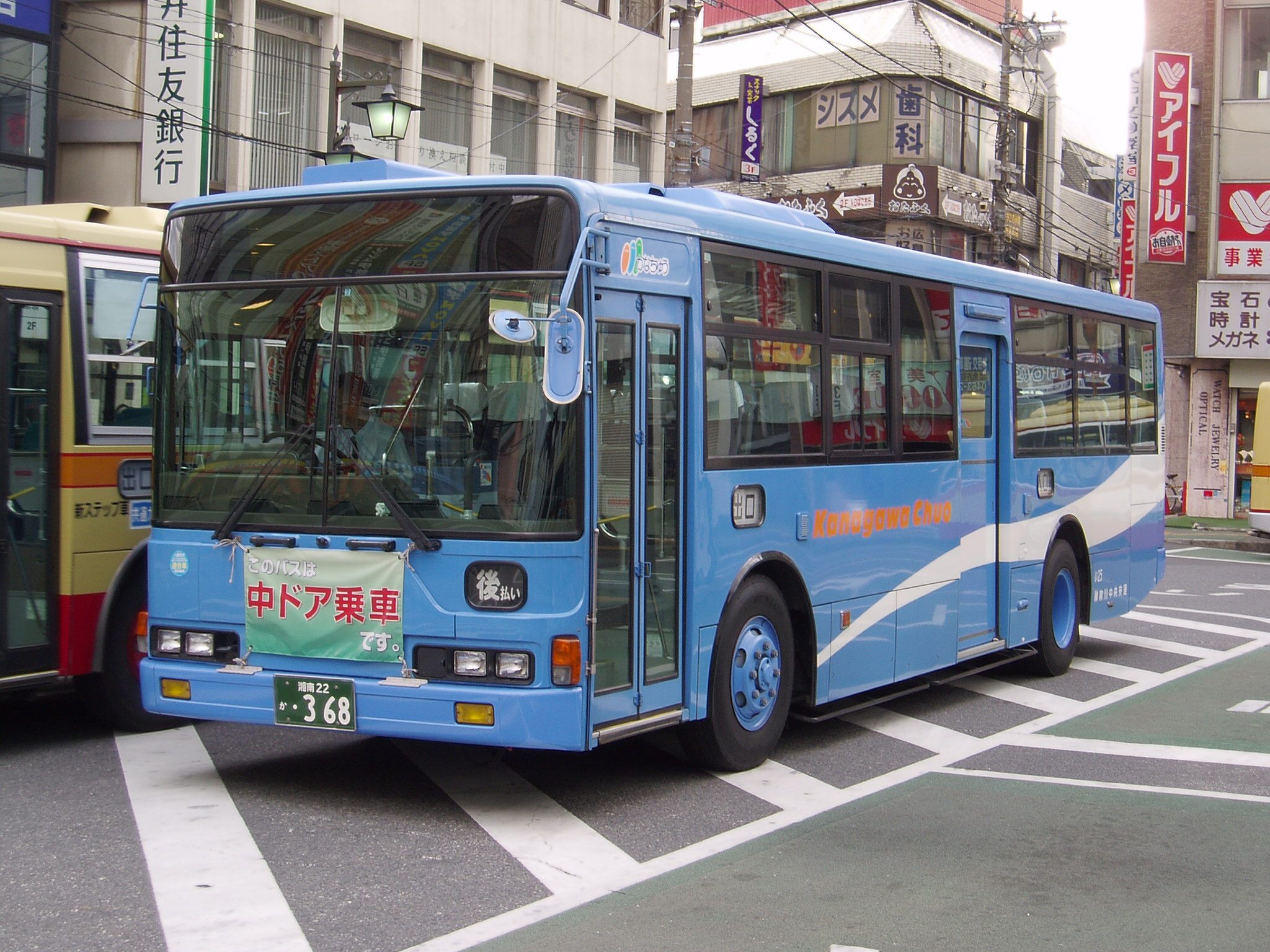
元スヌーピーバス 1998年式（い25）

#### ツインライナー色
ベースカラーはピーチピンク1色。窓周りは黒で、ロゴが入る。最初に導入されたセントロライナーでは、天井部分にもロゴが入れられていたが、シターロでは省略され、現行のシターロでは屋根の塗装自体が省略されていたが（エアコン部分を除く）、2024年導入の国産車では屋根に塗装が施されている。

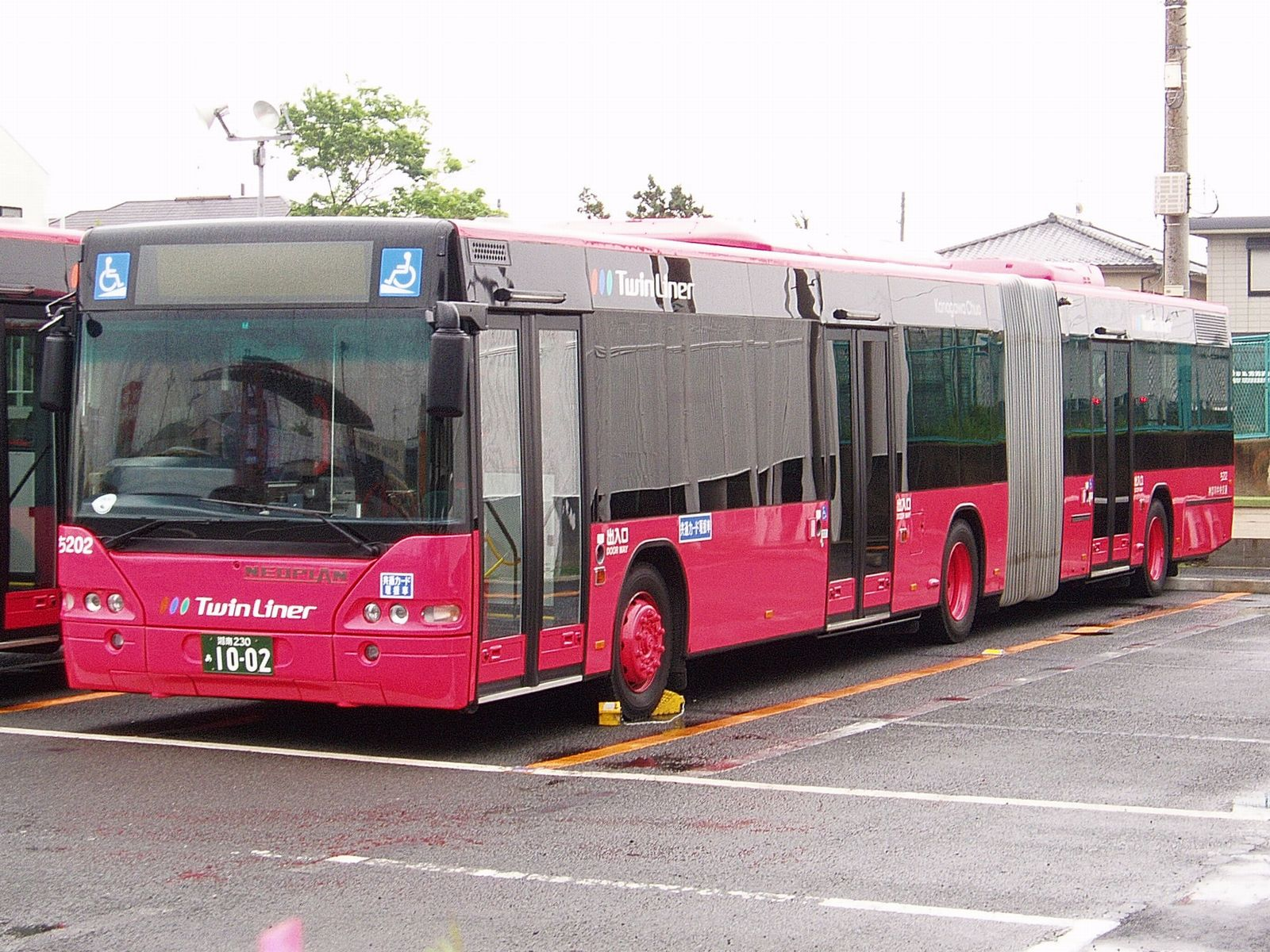
ツインライナー色（ち202）
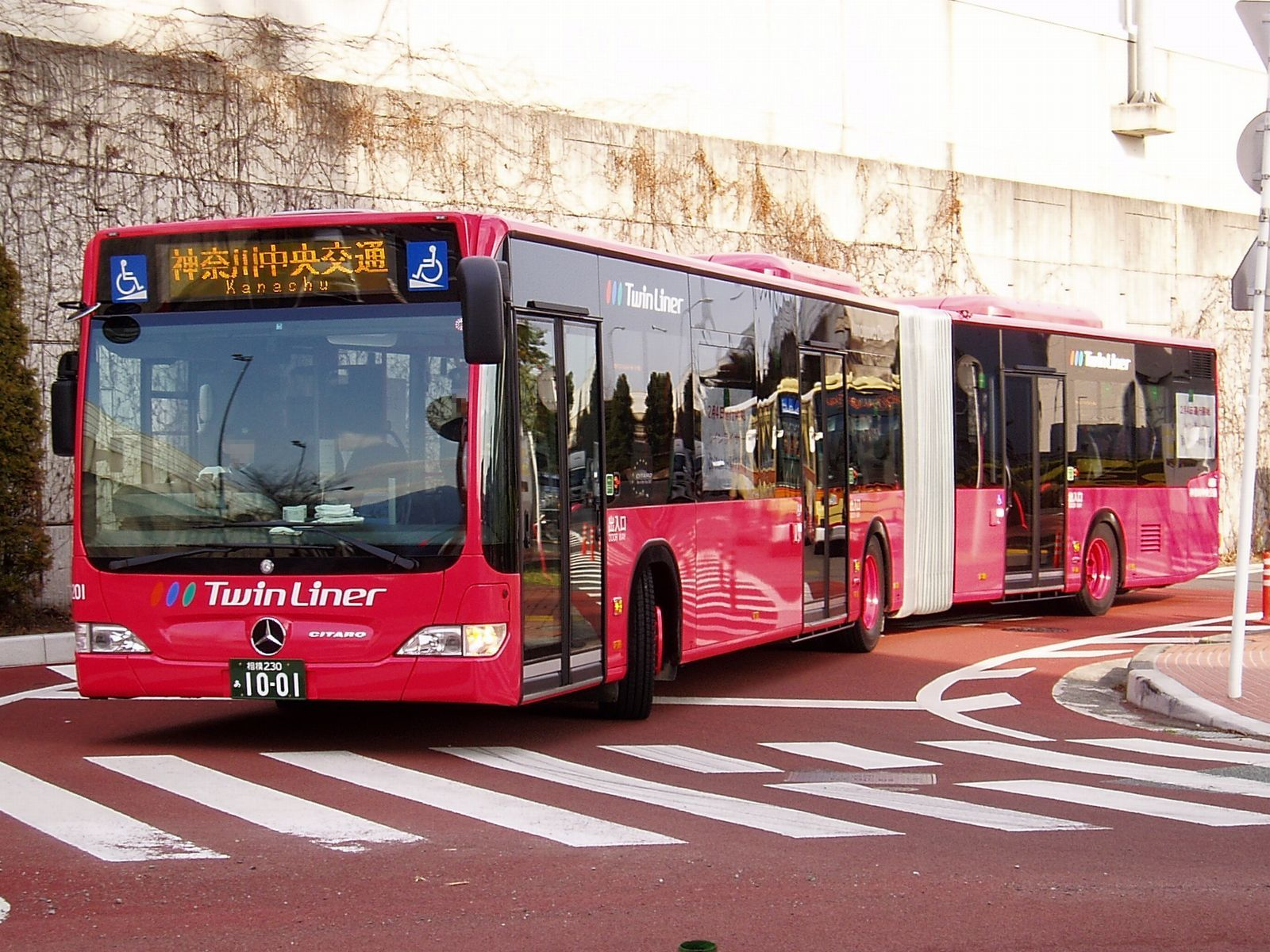
ツインライナー色（あ201）
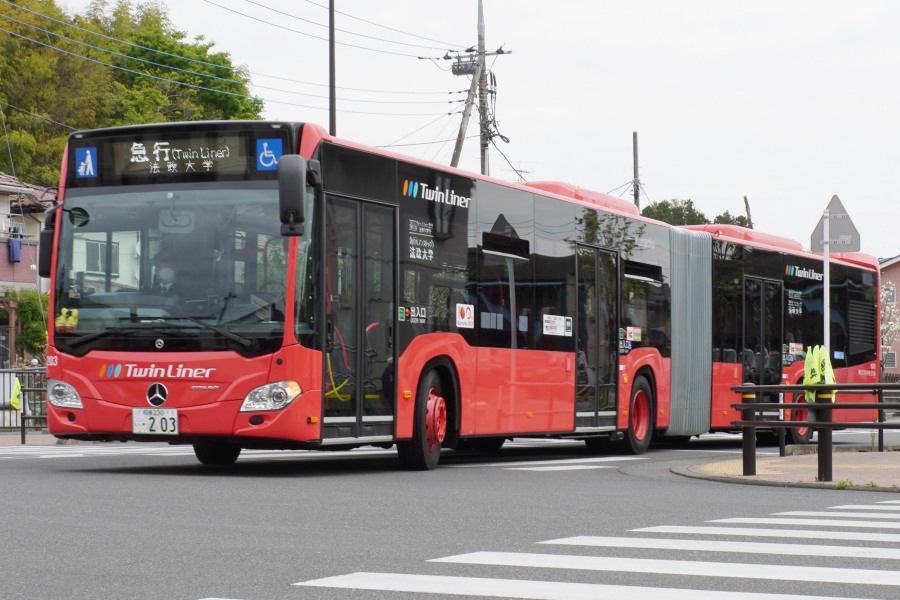
ツインライナー色（も203）

#### 貸切色
旧来の貸切色は、1953年6月に導入された車両から導入された、白地に赤と青の塗り分け。貸切・観光バス用車両や、一部の路線バス車両・特定輸送車両等に用いられた。2013年現在でも、旧貸切色そのままあるいは簡略化（特定色）したデザインで、企業・学校・養護学校等の特定輸送車両に用いられている。
1989年には、スーパーハイデッカー車の導入とともに、ブルーイエローと共通する新デザインの貸切色が採用されたが、1997年以降は順次小田急グループ統一デザインに変更された。なお、車体のロゴ表記は、神奈中ハイヤー時代はKanachu Hire)、神奈中観光となってからの車体表記はKanachuで、いずれも神奈中本体の所属車両とは異なっている。

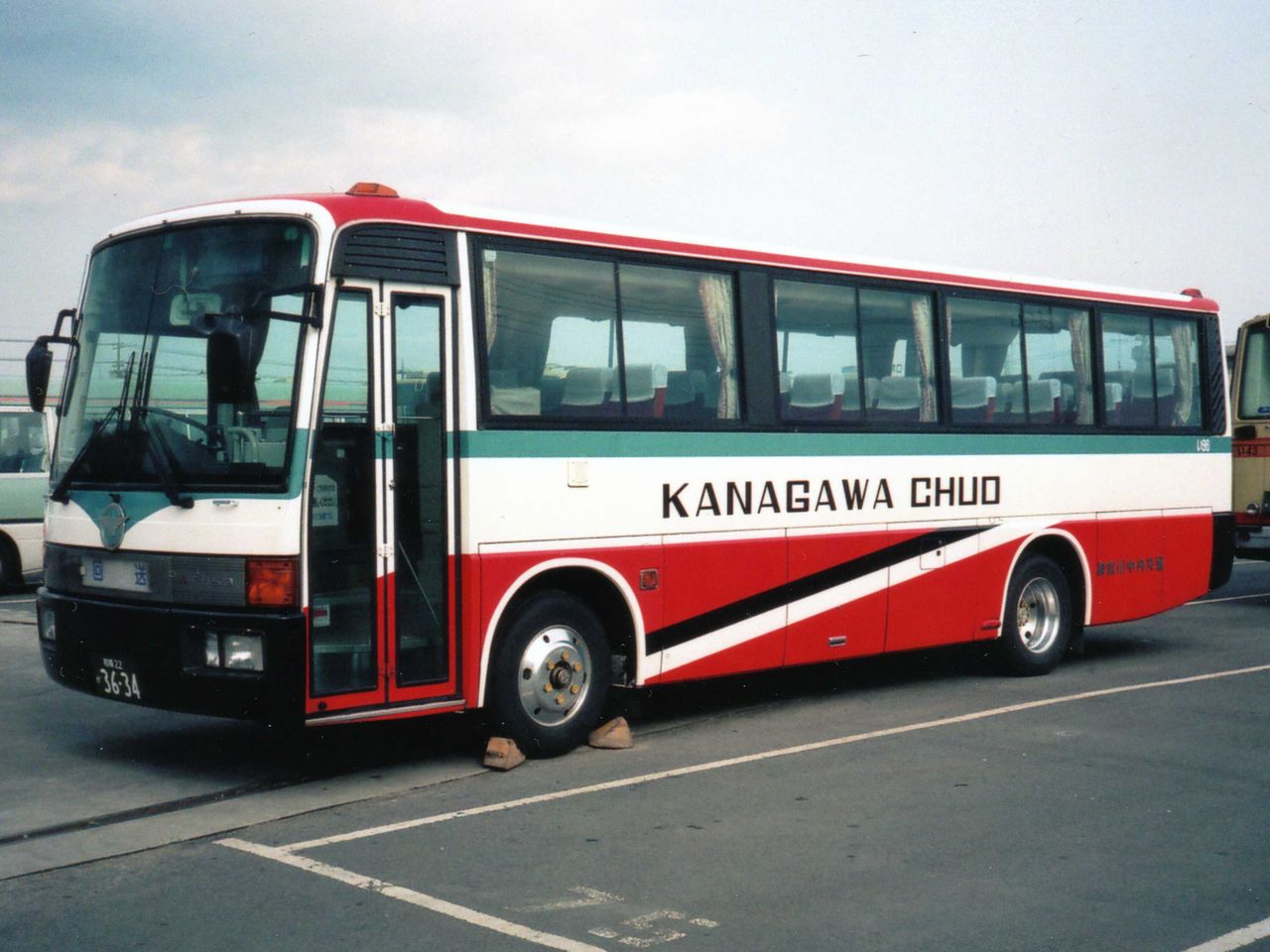
旧貸切色（い96）
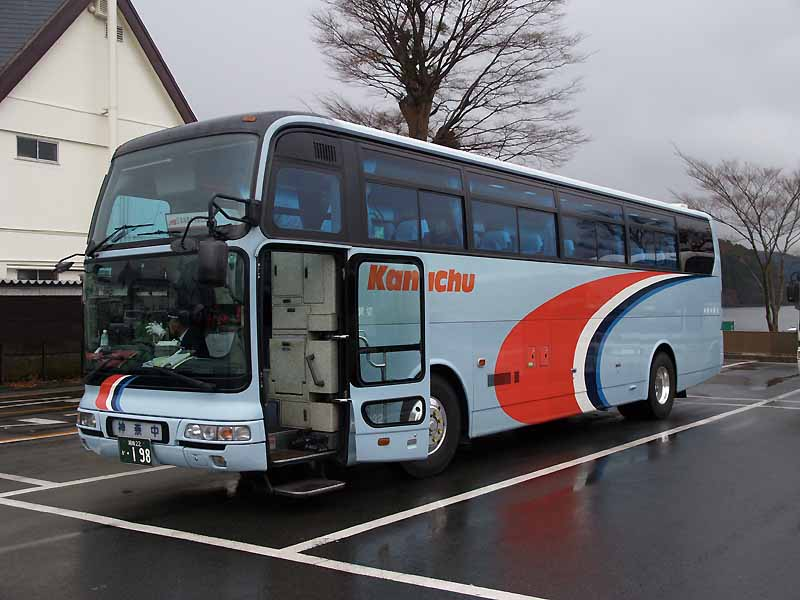
1993年に導入された新貸切色（H-0622）
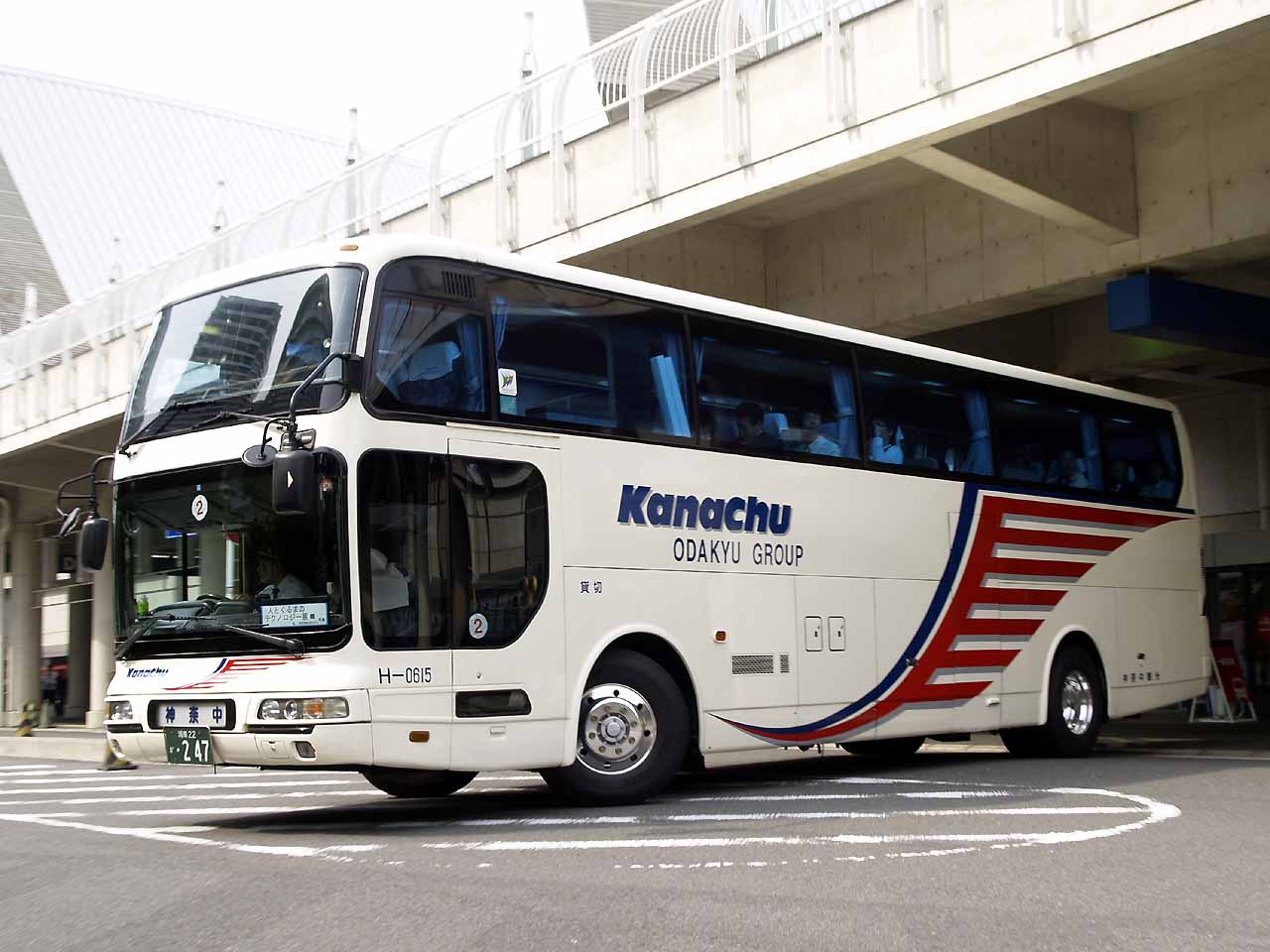
1997年以降は小田急グループ統一デザイン（H-0615）
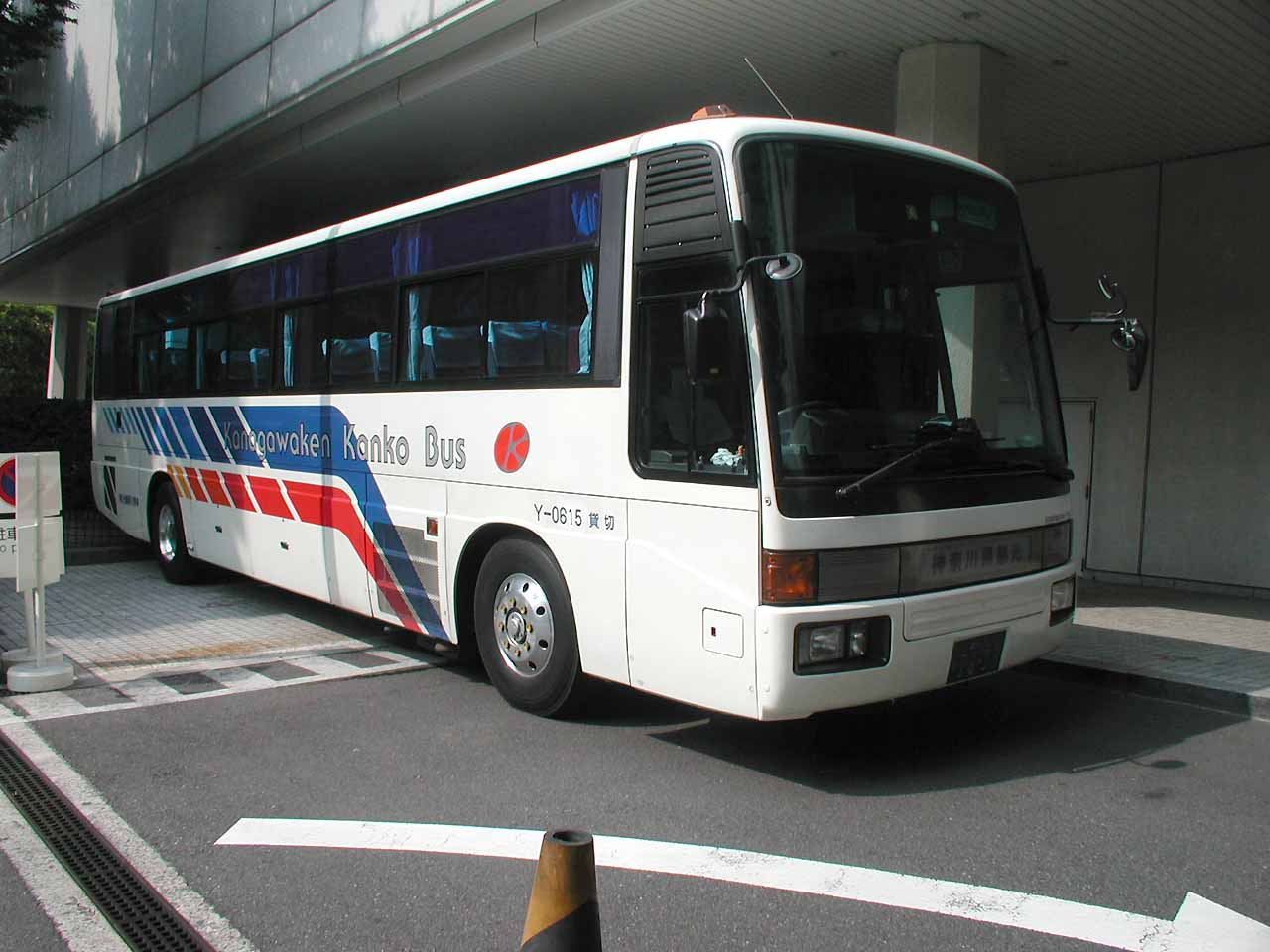
2000年に傘下に入った神奈川県観光の色 (Y-0615)

#### リフト付路線バス
1994年に神奈川県総合リハビリテーションセンターと共同開発した 車両は青をベースとしたデザイン。一方、1996年に東京都の補助金により導入した町田営業所所属車は白地に水玉模様。

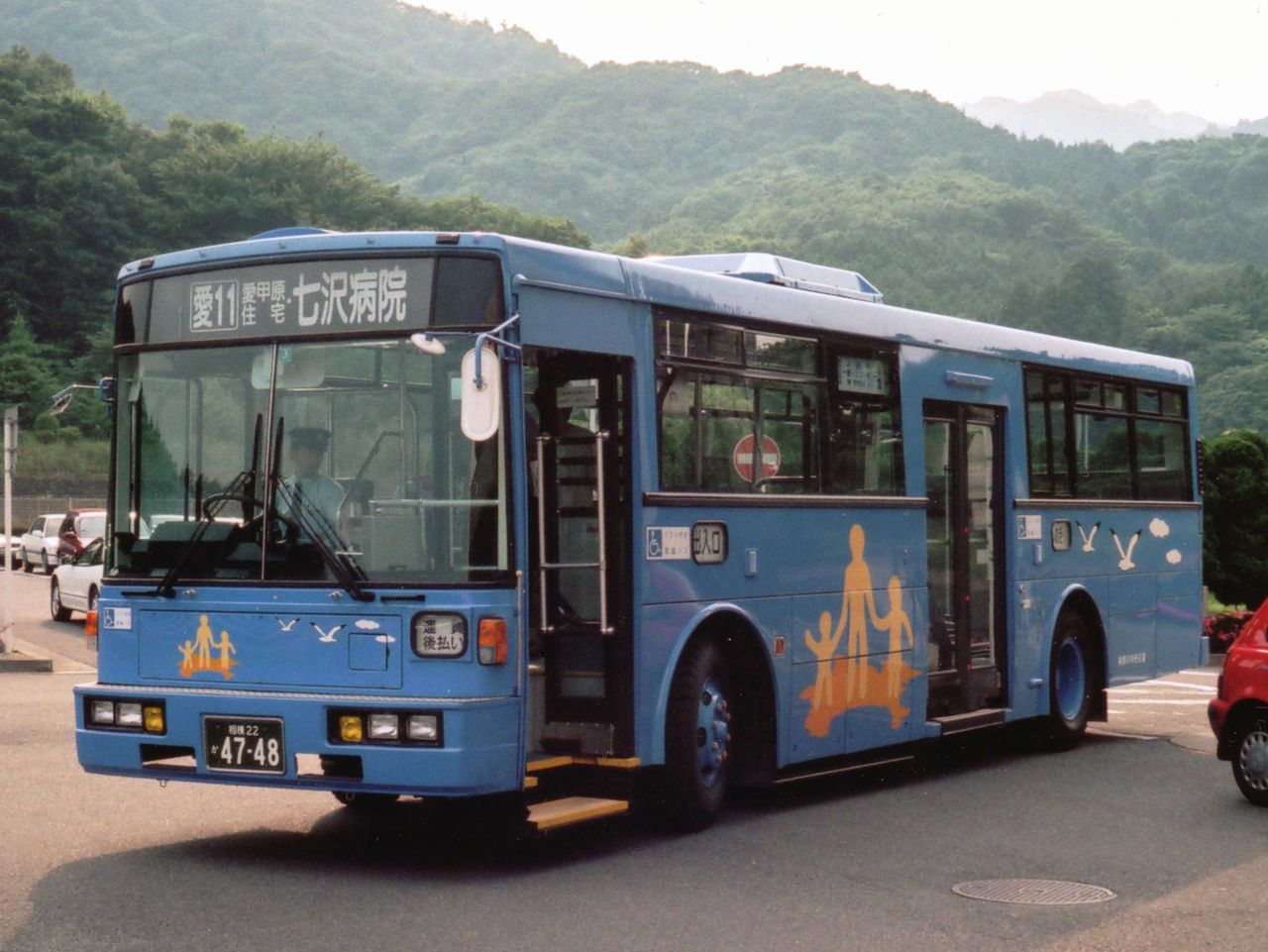
伊勢原営業所所属のリフト車色（い110）
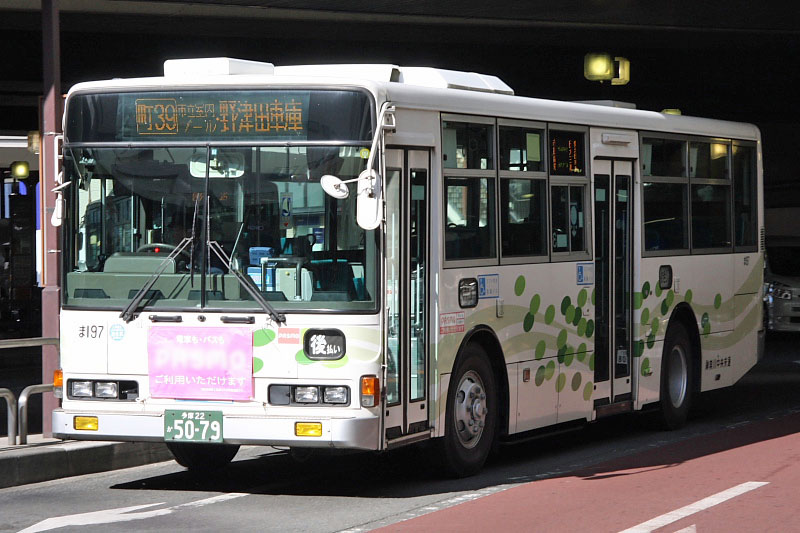
町田営業所所属のリフト車色（ま197）

#### かなみんラッピングバス
2014年（平成26年）6月より各営業所（藤沢・秦野・厚木・津久井・相模原の神奈交委託も含む）に順次導入された、神奈川中央交通公式キャラクターかなみんのラッピングバス。車体デザインは、横浜みなとみらい地区が描かれた桃色、海水浴するかなみんが描かれた青色、登山するかなみんが描かれた緑色、住宅街が描かれた水色の4種類が存在し、それぞれその地域を所管する営業所にあったイメージのものが導入されている。2019年に全車ラッピングが剥がされ、同年導入の新車に新デザインの塗装がされている。また、このかなみんラッピングバスでは、前面の行先表示器左側へ「かなみん」ステッカー（都営バス「みんくる」・東急バス「ノッテちゃん」・小田急バス「きゅんた」・関東バス「かんにゃん」ステッカーと同様のもの）を貼り付けており、車内の座席もかなみんが描かれた仕様となっている。しかしながら、『かなちゃん号』とは違い、コスト削減のためにラッピングで施されている。2019年以降の新デザインでは、ラッピング施工車が2015年標準仕様ノンステップのため、同位置にはベビーカーステッカーの貼り付けがなされており、「かなみん」ステッカーの貼り付けは一代限りとなった。

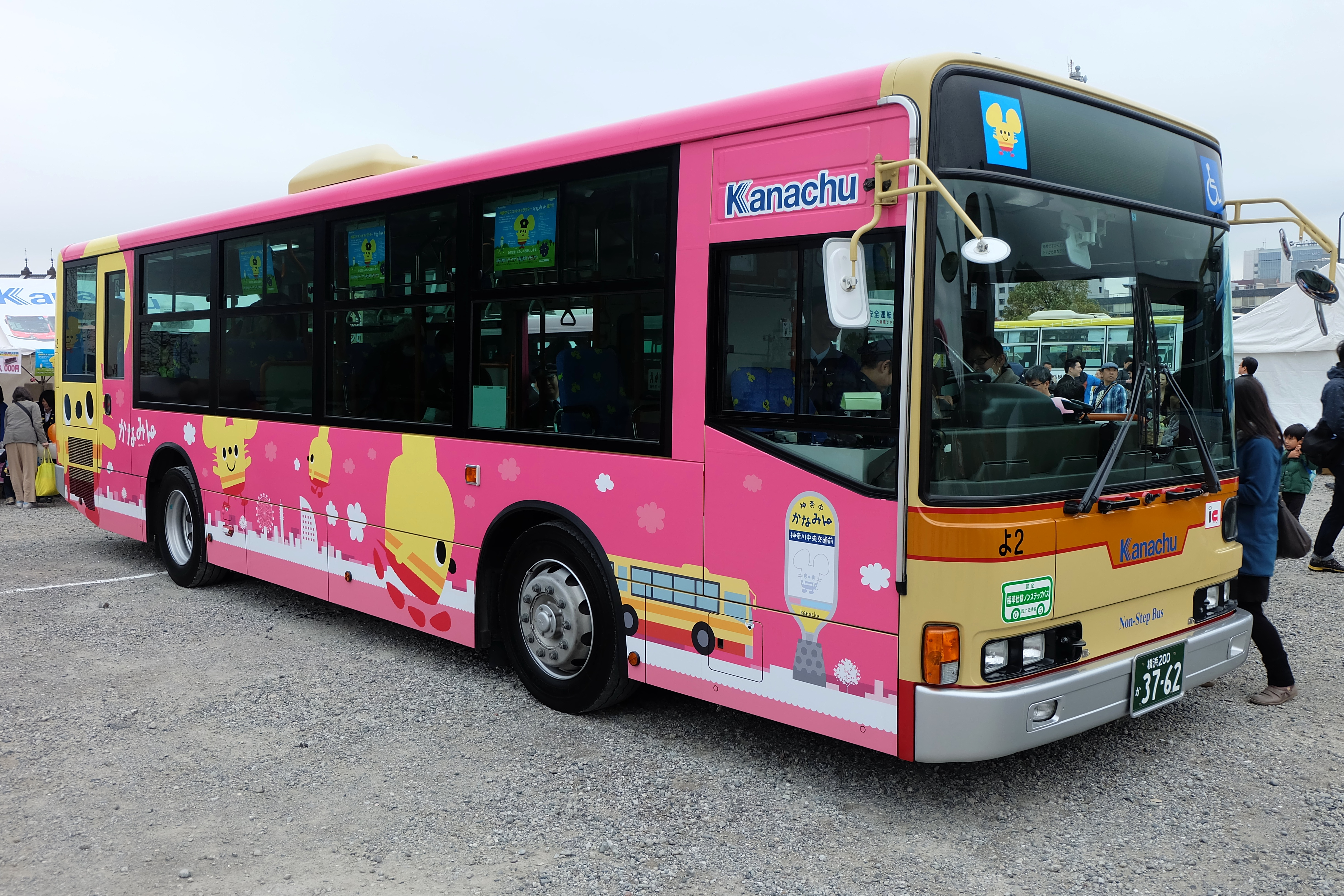
初代「かなみんラッピングバス（横浜の風景カラー・前面）」（よ2）
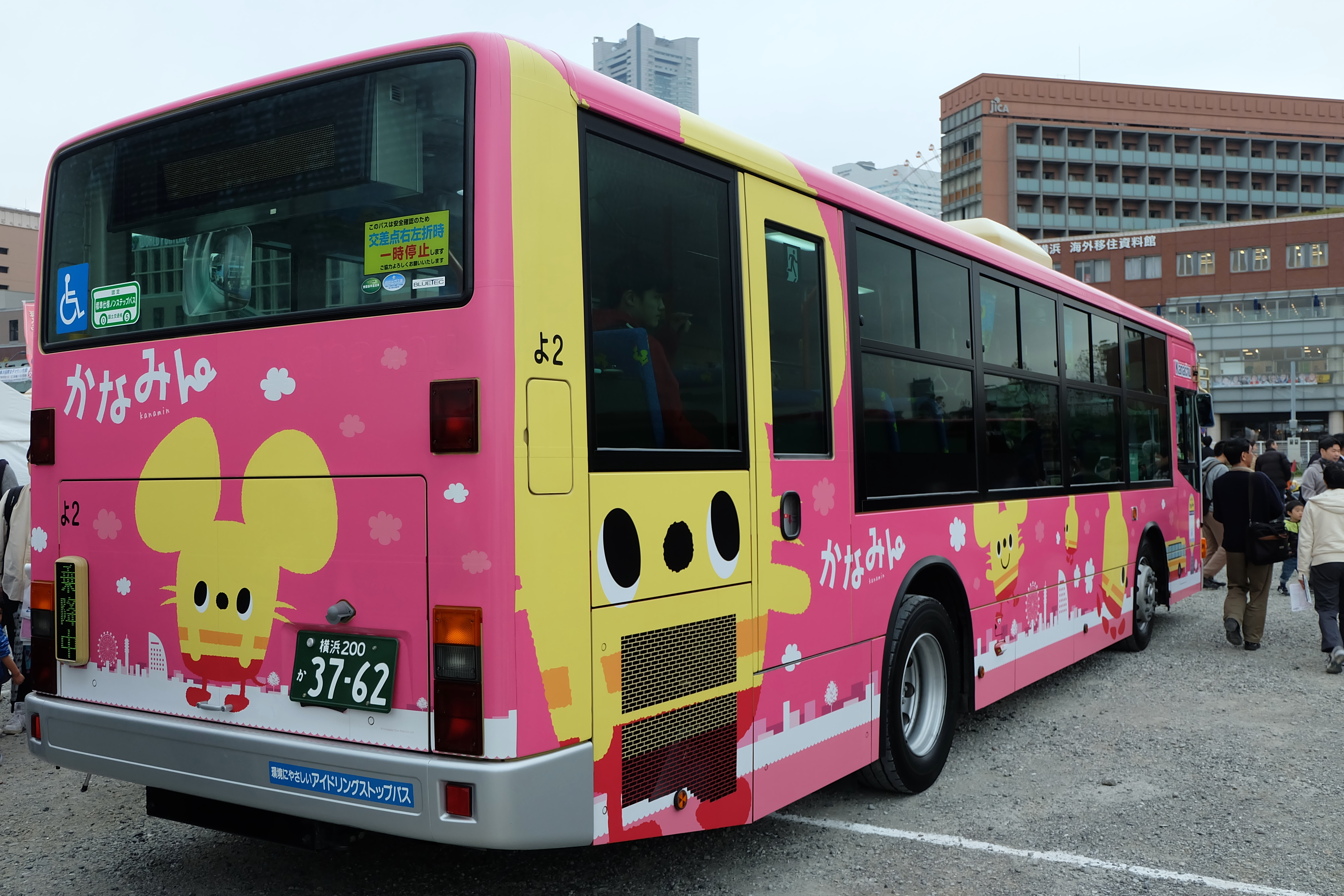
初代「かなみんラッピングバス（横浜の風景カラー・後面）」（よ2）

#### 新カラーデザインバス
「調和」をデザインテーマとし、これまでの標準色で使用されてきた赤、橙、黄の3色の縦ラインとグラデーションで表現される。デザインを担当したのは、フェラーリのデザインも担当した奥山清行氏。なお、「Kanachu」のブランドマークは引き続き使用される。2023年度下期から各営業所に配属され、その後車両代替に伴って導入される予定となっている。カラーデザインの刷新は、1949年以来74年ぶりとなる。

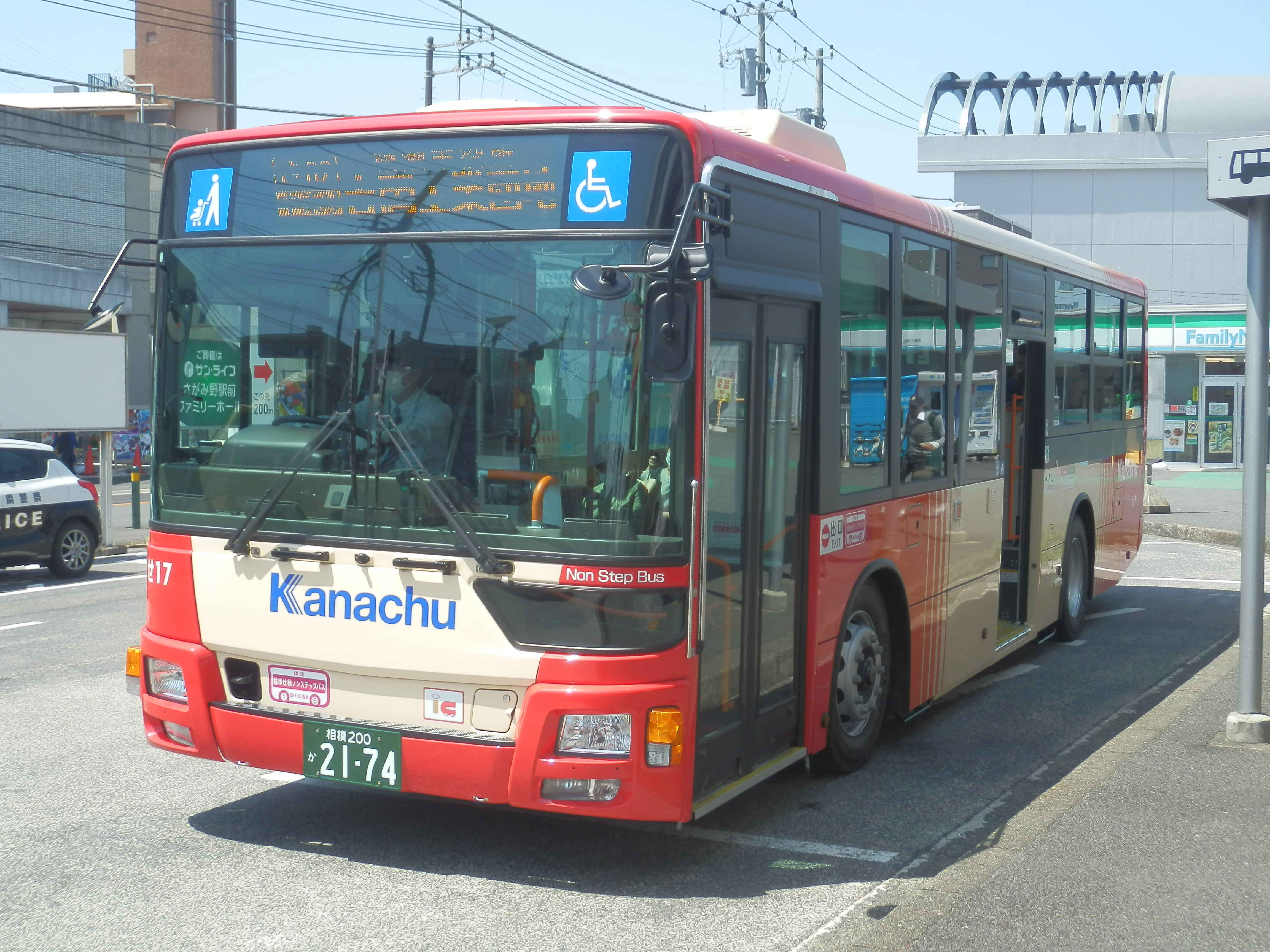
新カラーデザインバス（せ17）

#### その他
YAMATE LINER茶色の濃淡にロゴが入る。2007年4月に横浜市交通局より移管された舞岡営業所11系統用に登場。後に11系統にはノンステップ車を運用する事になり、それまで11系統で使用していたワンステップ車は3台を除き11系統の運用を外れ、それらの車両は塗色はそのままでロゴのみが'KANACHU-BUS'に書き換えられたものとなっている。なお、同塗装の車両は11系統の他に、60系統、保土ヶ谷駅東口発着の77系統、保06系統でも運用される。
自転車ラックバス前面がオレンジ、側面がオレンジと白のツートンカラー。「BICYCLE CARRIER」のロゴも施されている。
この他、「湘南めぐみが丘」色や各自治体から受託運行しているコミュニティバスの専用色などがある。

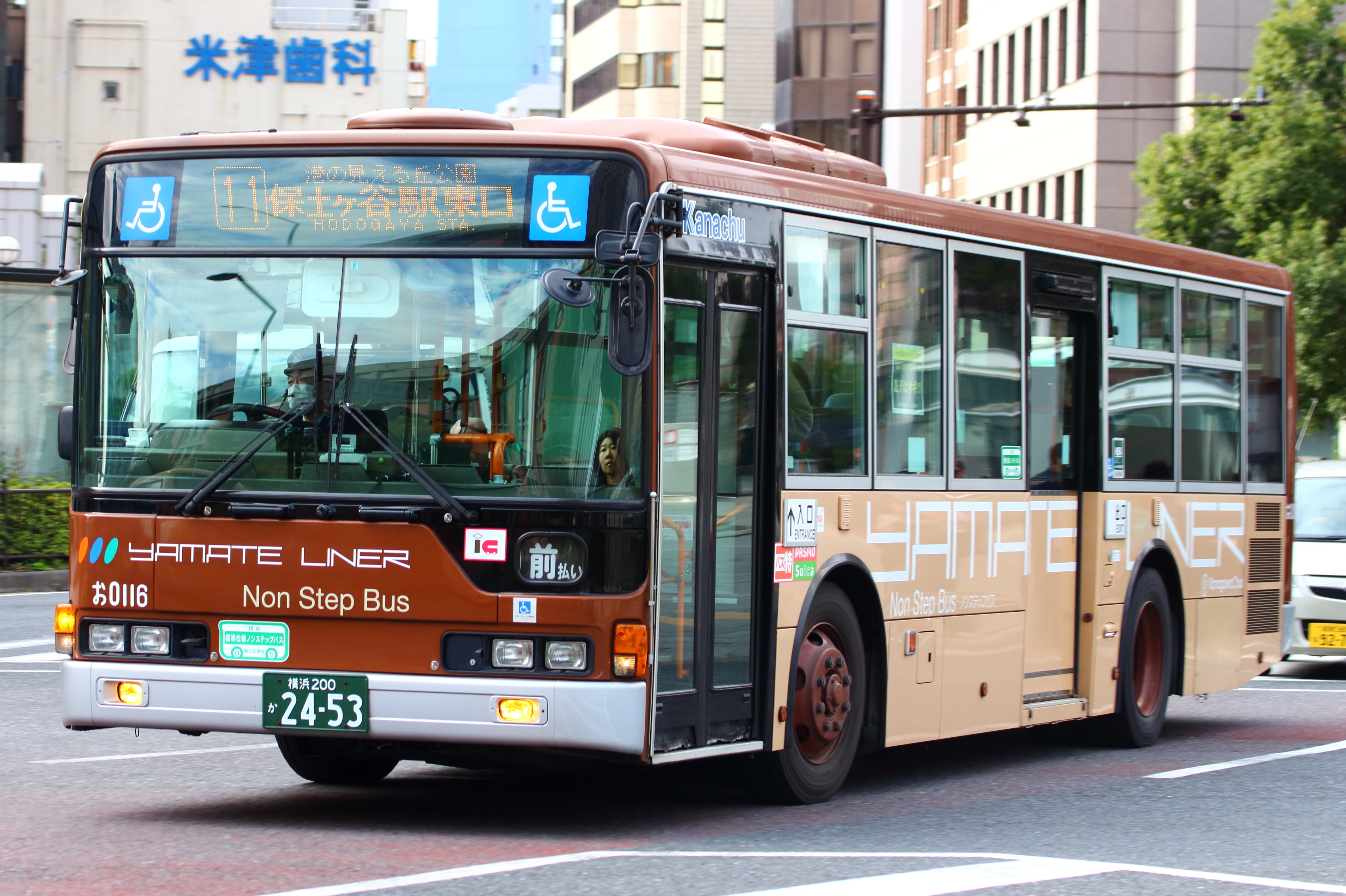
YAMATE LINER（お0116）
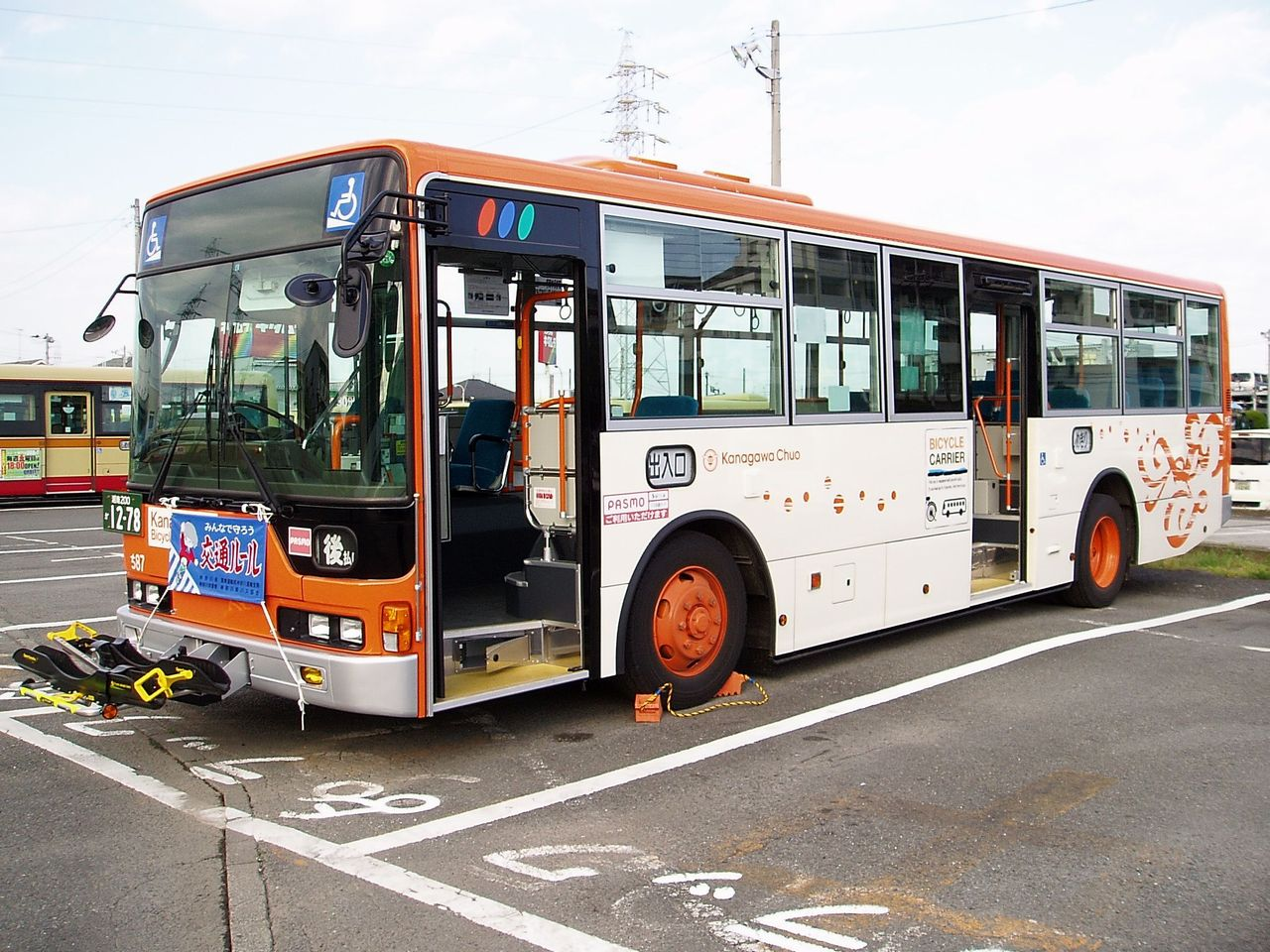
自転車ラックバス（ち87）
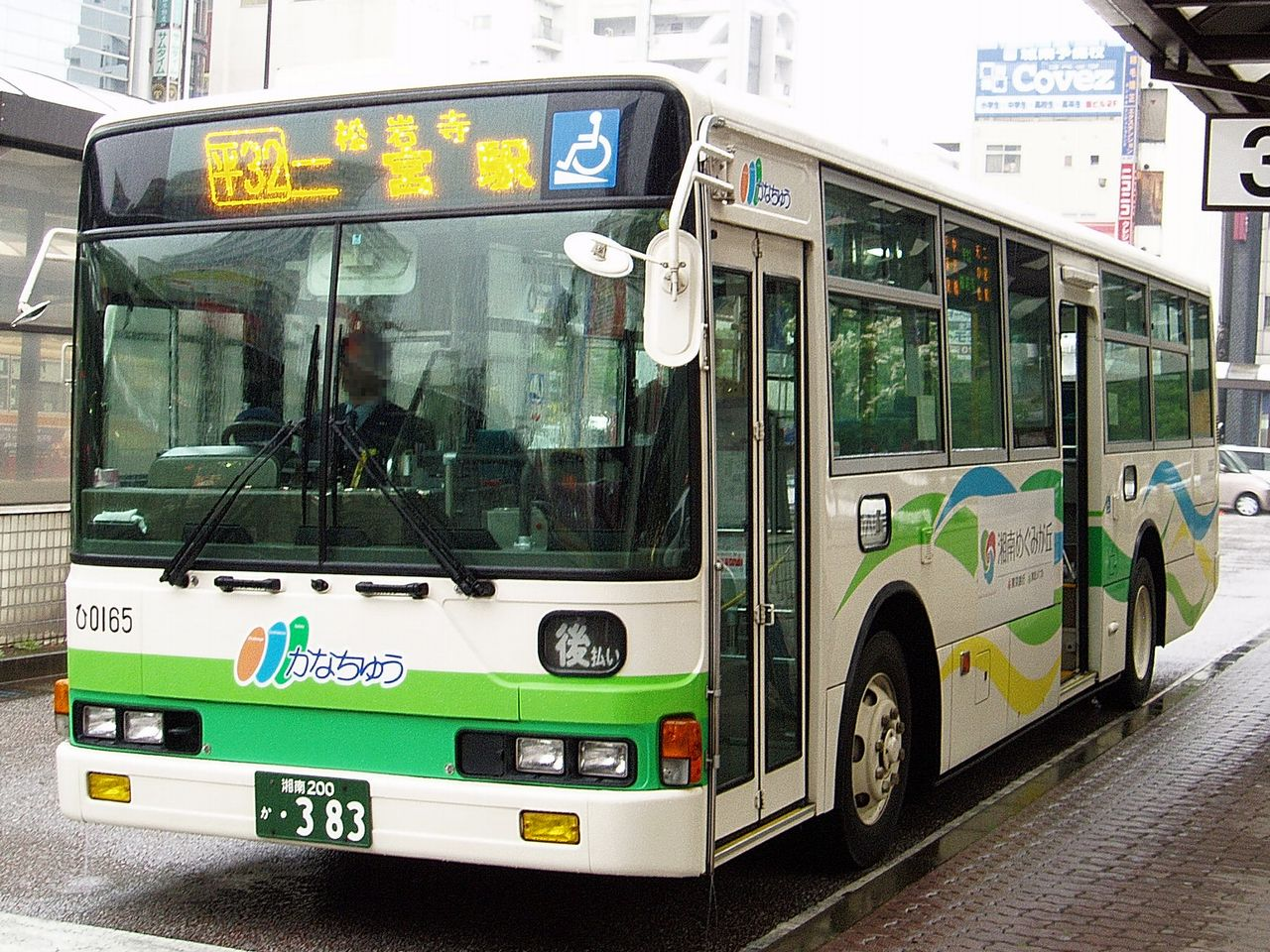
「湘南めぐみが丘」色（ひ0165）

### 車両番号（社番）

#### 神奈中の社番
| 車体外部の社番表示 |  | バスロケーションシステム導入車両の車内に貼付されている社番の表示 |  | 携帯バスロケでは車両番号で当該車両の到着予想時刻が参照できる |
| 車体外部の社番表示 |  | バスロケーションシステム導入車両の車内に貼付されている社番の表示 |  | 携帯バスロケでは車両番号で当該車両の到着予想時刻が参照できる |

| 同一の社番であっても時を経て同じ番号が異なる車両で蘇ることがある。(や15) |  | 同一の社番であっても時を経て同じ番号が異なる車両で蘇ることがある。(や15) |
| 同一の社番であっても時を経て同じ番号が異なる車両で蘇ることがある。(や15) |  |                                                                          |

神奈川中央交通の所属車両に付けられている社番は、「平仮名1文字」と「1 - 3桁の数字（営業所別・用途別の固有番号）」の組み合わせにより構成され、平仮名は所属する営業所を示している。
営業所の略号
- あ：厚木
- い：伊勢原
- お：舞岡
- き：厚木北
- さ：相模原
- せ：綾瀬
- た：多摩
- ち：茅ヶ崎
- つ：津久井
- と：戸塚
- な：中山
- は：秦野
- ひ：平塚
- ふ：藤沢
- ま：町田
- も：橋本、神奈中タクシー相模原営業所
- や：大和、神奈中タクシー座間営業所
- よ：横浜

出典：
数字の付番ルール
基本的に下記のルールで付番される。
- 1 - 299：一般路線車[286][287]
  - ミニバス・コミュニティバス・連節バスなどの特殊な車両は、営業所によっては201、202…などのきりの良い番号から付番される場合もある。
- 301 - 499：特定車（企業・学校などとの契約輸送用）[286][287]
- 501 - 599：貸切車（近距離送迎・イベント輸送などに使用）[286][287][注釈 42]。
- 601 - 699：旧神奈中東・旧神奈中西の一般路線車[286][287]。2025年4月の子会社統合で現在は使用しない。
- 701 - 899：高速路線車・空港路線車[286][287]
- 900 - 923：旧神奈中東から神奈中タクシーに移管されたコミュニティバス車両の一部

なお、基本的に廃車・転出車の社番は代替となる新車・転入車に引き継がれる ほか、転属や用途変更時には改番が発生する。増車の際には欠番となっている番号を振ったり、減車の際にはその番号を欠番にすることがあるほか、減車台数が多い時には番号の整理を行うことがある。
バス車内には、運転席上に表示された正式な社番とは別に、バスロケーションシステム用の「車両番号」が表示されている。なお、神奈中バスロケーションシステムのモバイル版では、現在乗車しているバスの車両番号を入力する事で、その先の各停留所の到着予想時刻を参照したり、電子メールで送信する事が可能である。

### 営業所別所属台数推移
特定車・高速車を含み、貸切車・教習車は含まない。
| 営業所名 | 営業所名 | 1970年9月 | 1981年12月 | 1986年3月   | 1991年3月 | 1997年11月 | 2001年3月 | 2005年10月 | 2011年3月   | 2021年3月 | 備考                             |
| -------- | -------- | --------- | ---------- | ----------- | --------- | ---------- | --------- | ---------- | ----------- | --------- | -------------------------------- |
| あ       | 厚木     | 116       | 163        | 205         | 237       | 232        | 202       | 191        | 188         | 108       |                                  |
| い       | 伊勢原   | 61        | 79         | 86          | 97        | 104        | 96        | 100        | 193         | 96        |                                  |
| お       | 舞岡     | 108       | 132        | 137         | 154       | 156        | 146       | 179        | 189         | 182       |                                  |
| き       | 厚木北   |           |            |             |           |            |           |            |             | 67        | 2017年1月1日に厚木から分離独立   |
| さ       | 相模原   | 102       | 160        | 174         | 192       | 195        | 233       | 162        | 233         | 105       |                                  |
| せ       | 綾瀬     |           |            | [ 注釈 51 ] | 105       | 138        | 120       | 131        | 124         | 122       | 1988年12月24日開設               |
| た       | 多摩     |           |            |             |           |            | 81        | 95         | 90          | 97        | 2001年7月29日開設                |
| ち       | 茅ヶ崎   | 70        | 84         | 84          | 89        | 100        | 88        | 92         | 196         | 96        |                                  |
| つ       | 津久井   | 61        | 67         | 70          | 77        | 86         | 65        | 55         | [ 注釈 49 ] | 67        |                                  |
| と       | 戸塚     | 121       | 170        | 179         | 188       | 189        | 166       | 196        | 193         | 173       |                                  |
| な       | 中山     |           |            |             |           |            |           |            |             | 77        | 2017年1月1日に大和から分離独立   |
| は       | 秦野     | 85        | 99         | 112         | 123       | 132        | 120       | 121        | [ 注釈 47 ] | 111       |                                  |
| ひ       | 平塚     | 97        | 127        | 137         | 153       | 169        | 169       | 188        | 176         | 192       |                                  |
| ふ       | 藤沢     | 91        | 129        | 160         | 91        | 101        | 96        | 103        | [ 注釈 53 ] | 102       |                                  |
| ま       | 町田     | 97        | 144        | 185         | 204       | 208        | 163       | 182        | 173         | 145       |                                  |
| も       | 橋本     |           |            |             |           |            |           |            |             | 90        | 2017年1月1日に相模原から分離独立 |
| や       | 大和     | 78        | 98         | 114         | 127       | 127        | 124       | 139        | 195         | 130       |                                  |
| よ       | 横浜     | 80        | 112        | 121         | 138       | 142        | 126       | 108        | 108         | 97        |                                  |
| 合計     | 合計     | 1167      | 1564       | 1663        | 1975      | 2079       | 1995      | 2042       | 2058        | 2030      |                                  |

## 広報

### 情報誌「くる～ず」
沿線の見どころやバスに関するお得な情報、神奈中の歴史など、地域に密着した情報を提供するフリーペーパーとして2002年（平成14年）に発行開始。バス車内などで配布していたが、情報提供媒体の多様化などを鑑み、一定の役割を終えたとして、2018年春号（No.65）をもって発行終了となった。

### マスコットキャラクター「かなみん」
2014年（平成26年）3月28日に神奈川中央交通の公式マスコットキャラクターとして「かなみん」が制定された。乗客や地域住民に親しみを持ってもらうことを目的とし、神奈川中央交通の略称「神奈中（かなチュー）」からネズミをモチーフにしたキャラクターとなっている。名前募集には4,842件の応募が寄せられた。

### 公式SNS
2014年7月のFacebook公式ページ開設を皮切りに、2019年1月には公式Instagramを、2023年8月には公式YouTubeチャンネルをそれぞれ開設し、SNSでの情報発信を強化している。

## グループ会社

### 連結子会社
一般旅客自動車運送事業
- 神奈中タクシー（乗用、乗合、特定、運行管理受託）
- 神奈中観光（貸切）

その他事業
- 神奈中商事（2024年7月1日アドベルから商号変更。広告代理業、清掃業グループでの資材一括調達、ソーラー発電事業、かなちゅうクリーニング、ENEOSガソリンスタンドの経営など。）
- 神奈中スポーツデザイン（グループ内の娯楽施設・神奈中スイミング等の経営。2017年10月にクリエイトL&Sから社名変更。）
- グランドホテル神奈中（平塚・秦野におけるホテル事業）
- 神中興業（自動車整備業）
- 神奈川三菱ふそう自動車販売（自動車販売業）
- 神奈中システムプラン（らーめん花樂の運営、各種店舗フランチャイズ経営）
- 神奈中情報システム（グループ企業のシステム・サーバー管理、ソフトウェア製作など）
- 横浜ビルシステム（総合ビルメンテナンス）
- 神奈中相模ヤナセ（輸入自動車販売）

#### 過去の子会社
- 湘南神奈交バス（乗合、特定、貸切、運行管理受託[328]）
- 津久井神奈交バス（乗合、特定、運行管理受託[328]）
- 横浜神奈交バス（乗合、運行管理受託[330]）
- 相模神奈交バス（乗合、運行管理受託[330]）
- 藤沢神奈交バス（乗合、運行管理受託[330]）
- 神奈中ハイヤー（乗用、運行管理受託）
- 相模中央交通（乗用、運行管理受託）
- 神奈川中央交通東（乗合、特定、貸切、運行管理受託）
- 神奈川中央交通西（乗合、特定、運行管理受託）

### 持分法適用関連会社
- 大山観光電鉄
- 小田急保険サービス